# Iglesia de San Francisco de Asís (Santa Cruz de Tenerife)
La parroquia de San Francisco de Asís es un templo religioso de culto católico y sede parroquial en la ciudad de Santa Cruz de Tenerife (Canarias, España). 
Este templo perteneció en origen al desaparecido convento franciscano de San Pedro Alcántara. Es considerada desde el año 1869 como la segunda iglesia más importante de la ciudad de Santa Cruz de Tenerife, tras la parroquia matriz de la Concepción. La Iglesia de San Francisco de Asís es uno de los mejores ejemplos de arquitectura barroca en Canarias, con su importante patrimonio en arte sacro, en especial del siglo XVIII.
En esta iglesia se encuentra la imagen del Señor de las Tribulaciones, venerado bajo el título de Señor de Santa Cruz y que es la imagen más venerada de la ciudad.
Es Bien de Interés Cultural, con categoría de Monumento, desde 1986.

## Historia y descripción general
La parroquia de San Francisco de Asís se encuentra situada entre la Plaza del Príncipe y la plaza de San Francisco, en el histórico barrio del Toscal de la ciudad de Santa Cruz de Tenerife. En sus orígenes fue la iglesia del antiguo convento de San Pedro de Alcántara, desaparecido a raíz de las leyes de desamortización de principios del siglo XIX. Lo que era el huerto conventual, hoy es la propia plaza del Príncipe, mientras la plaza de San Francisco y el propio barrio del Toscal crece urbanísticamente a partir de la ubicación del convento a finales del siglo XVII. Previamente a la construcción conventual, ya en 1676 por Real Cédula existía en el lugar la ermita de la Soledad, que fue cedida por su fundador Tomás Pereyra de Castro Ayala para ser el germen del posterior recinto franciscano.
La desamortización de Mendizábal trajo consigo el cierre de la inmensa mayoría de los conventos, entre ellos, los dos ubicados en Santa Cruz. El convento franciscano de San Pedro de Alcántara, con el paso de los años, pasó a tener múltiple usos, como por ejemplo: sede del Ayuntamiento de Santa Cruz de Tenerife, cárcel, biblioteca, museo, colegio, observatorio y sede de la Sociedad Económica de amigos del País de Santa Cruz de Tenerife. Mientras, el convento dominico de la ciudad permaneció inicialmente vacío hasta que su solar fue estimado como un emplazamiento adecuado para la construcción del nuevo Mercado y del Teatro Municipal, como así ocurrió. 

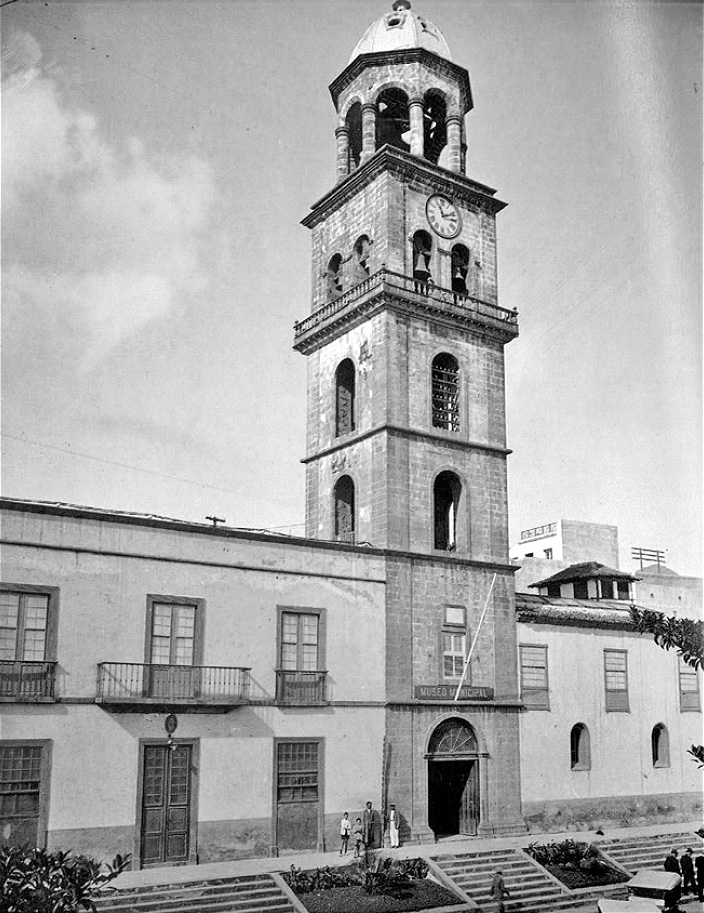
Antiguas construcciones conventuales ya desaparecidas, excepto la torre

Posteriormente, en 1869 (extinguido el convento desde décadas antes) el templo franciscano sería reabierto aunque ya como parroquia (previamente estuvo durante un tiempo como auxiliar de la parroquia matriz de la Concepción), que es como se ha mantenido hasta la actualidad. En la década de los 30 del siglo XX, una vez derruido el claustro conventual, se construye en su lugar, un edificio de multiusos multiusos en el que debía tener cabida la biblioteca municipal, el Museo de Bellas Artes, la Audiencia, los Juzgados, parque de bomberos, Casa de Socorro y viviendas. Este edificio que ocupa buena parte de la manzana. Dando a la plaza de San Francisco y como continuación de la fachada principal de la iglesia, se encuentra en la actualidad una de las sedes del Tribunal Superior de Justica de Canarias. Afortunadamente, no se derribó la hermosa torre del convento, que hoy es el acceso principal de dicho tribunal.
Este templo es una maravillosa muestra del barroco insular de finales del XVII y sobre todo del siglo XVIII. Posee tres naves, así como un importante pórtico barroco con dos columnas salomónicas esculpidas en piedra canaria y de una sola pieza. Sobre esta portada, una hornacina que alberga la imagen de la Milagrosa. Respecto a la iglesia, se trata de uno de los edificios religiosos más importantes de la ciudad, ya que alberga una colección de retablos, pinturas y tallas religiosas de gran valor artístico y devocional, entre las que destaca la imagen del Señor de las Tribulaciones, de factura presuntamente andaluza y de finales del siglo XVII y principios del siglo XVIII, con la característica de que está hecha de telas encoladas en lugar de madera. Esta es la imagen religiosa más venerada de toda la ciudad, al que se le atribuyen propiedades milagrosas, y por esta razón fue oficialmente declarado como "Señor de Santa Cruz" en el año 2011.
Conserva tres capillas: la Mayor, la de la Virgen de la Soledad, y la del Señor de las Tribulaciones. Destaca por la variedad y originalidad de sus ocho retablos barrocos, todos de diferentes décadas del siglo XVIII, lo que la convierte en probablemente la iglesia con mayor variedad retablística en Canarias de esa época. El retablo mayor, de principios de dicho siglo (probable autoría de algún artista andaluz), considerado de los más importantes de Canarias, con sus cinco altorrelieves en la parte superior y tres imágenes en las hornacinas: dos del siglo XVIII, San Francisco de Asís y Santa Clara y, presidiendo, la Inmaculada Concepción del siglo XIX.
Otras imágenes religiosas importantes son: la Virgen de la Consolación (patrona de la ciudad), Santa Rita de Cassia (imagen muy venerada con numerosos devotos que la visitan), el Sueño de San José, la Virgen de la Soledad, San Antonio de Padua y el Cristo de la Buena Muerte (de gran calidad artística), entre otras muchas.
Tras la capilla de la Soledad de la iglesia y unida a ella por dos puertas de este retablo, se encuentra la Capilla de la Venerable Orden Tercera (V.O.T.) que está también considerada como una joya del barroco canario, y que nos habla de la importancia que esta tercera orden franciscana adquirió en Santa Cruz de Tenerife.

## Elementos patrimoniales

### Fachada
Esta parroquia es claro ejemplo de arquitectura tradicional religiosa canaria: muros de mampostería encalados, naves interiores divididas por columnas de cantería en estilo toscano, artesonados de influencia mudéjar, cubiertas de teja árabe, etc. Pero, si algo diferencia a las iglesias tradicionales del archipiélago entre sí es la fachada. San Francisco hace esquina, por lo que tiene doble fachada: una lateral muy sencilla que corresponde a la nave del Evangelio, y la principal, dando a la plaza de San Francisco. Esta plaza es consecuencia urbanística de la implantación del convento. 

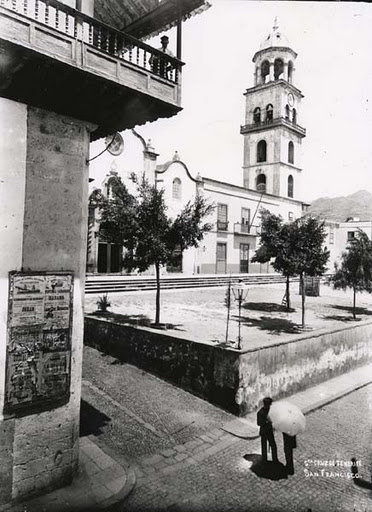
Plaza de San Francisco (foto de principios del siglo XX?)
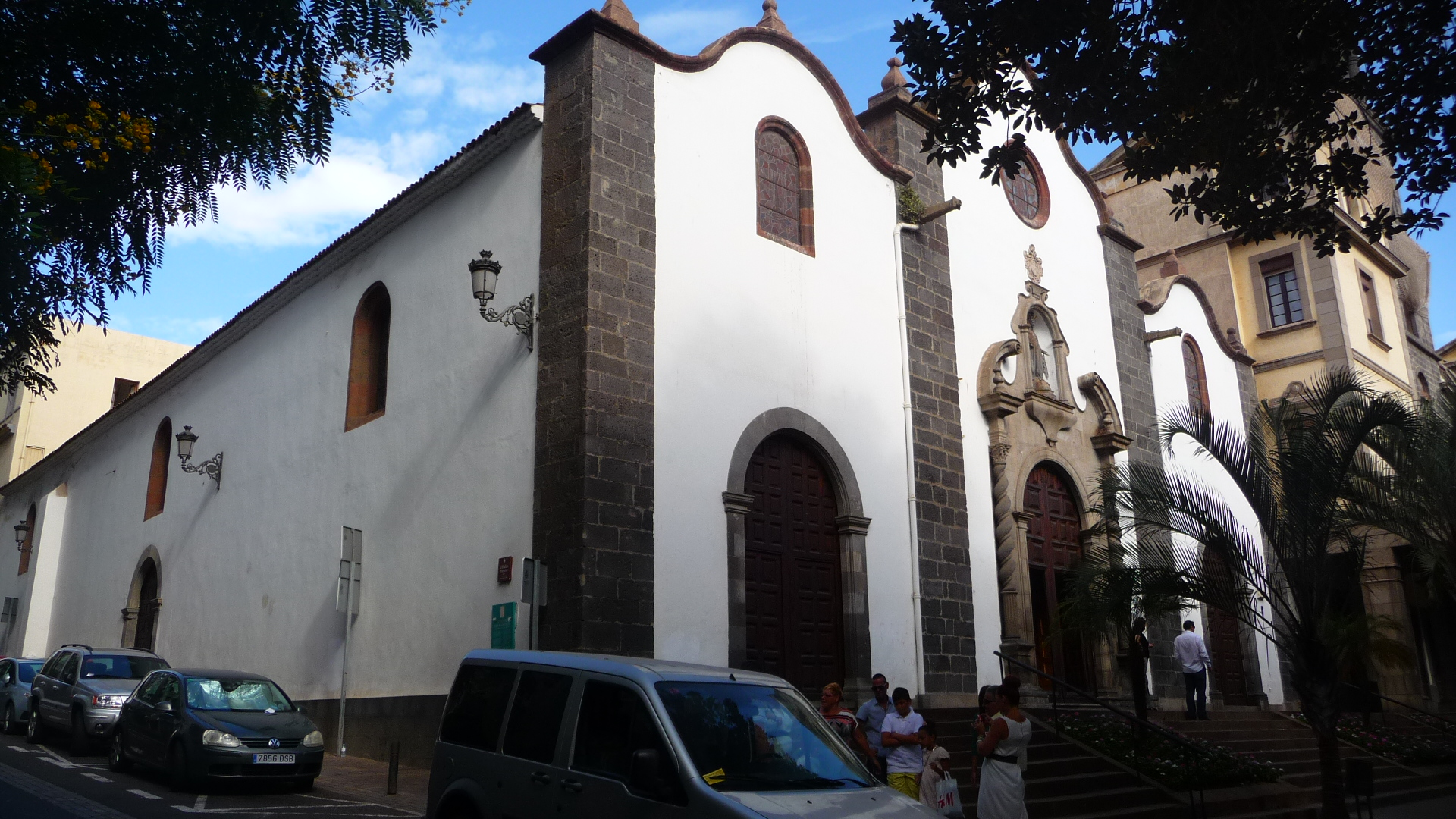
Fachada lateral y principal. Al fondo, Palacio de Justicia

La fachada principal es de serenas líneas que siguen las normativas barrocas, hasta el punto de ser un ejemplo destacado de este estilo en el archipiélago. 
Se estructura a manera de amplio tríptico (coincidiendo con la tres naves), con cada parte limitada por dos machones (parte central) y dos esquinales. Estos cuatro paramentos que recorren toda la fachada verticalmente son de sillares basálticos, piedra más oscura que la del resto. En esta fachada destacan tres elementos muy peculiares: 

#### 1- Coronamiento curvo

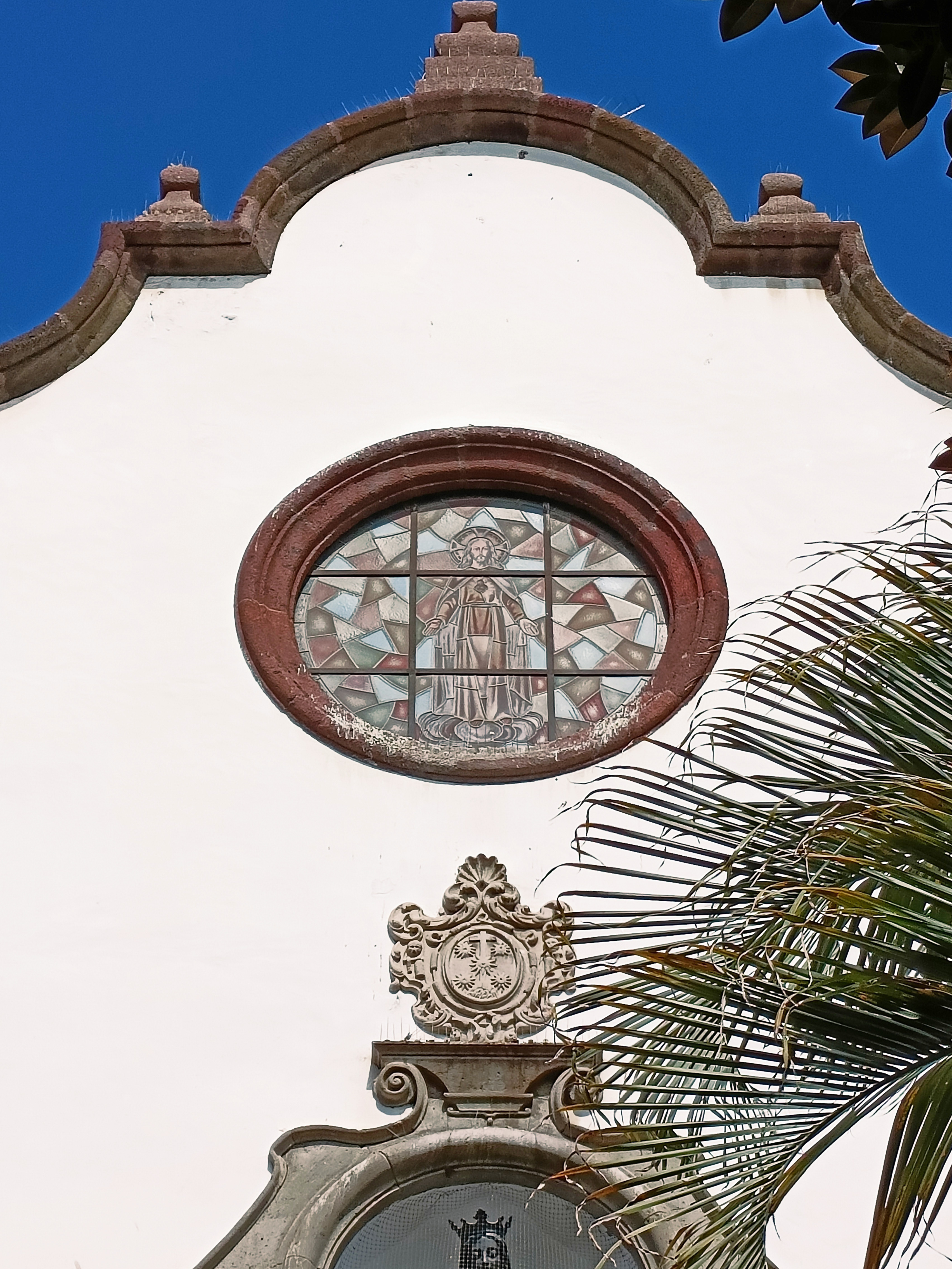
Detalle de la parte superior de la portada principal

El pórtico de la iglesia está formado por un cuerpo central más alto y dos laterales. Cada uno de estas tres partes están rematadas por una cornisa pétrea ondulante que recorre los tres cuerpos, aunque en cada uno de ellos se interrumpe en los machones. Estas tres cornisas unen curvas cóncavas y convexas, algo plenamente barroco, siendo la más elaborada la de la nave central, en remate mixtilíneo. Si bien existe bastante debate en la cantidad de elementos de influencia portuguesa en la arquitectura tradicional canaria, sí que hay unanimidad en señalar que este tipo de terminación ondulante es de clara influencia lusitana. No son muchas las iglesias canarias con este tipo de remate curvo barroco: Concepción de La Orotava, San Pedro de Güímar, San Juan Bautista de Arico, San Antonio de Padua de Granadilla (las cuatro en Tenerife), El Salvador en Santa Cruz de La Palma, antiguo convento dominico de Teguise en Lanzarote o Santa María en Guía (Gran Canaria). Ésta, la santacrucera, es de las más destacadas, por la complejidad y desarrollo de las curvaturas. En el eje de cada uno de los tres paños de la fachada, por debajo de la cornisa, hay dos ventanales terminados en arcos de medio punto en las naves laterales, mientras la nave central tiene un elegante óculo. Por encima de la cornisa, como remate final, hay hasta un total de nueve perillones, que aunque parecen iguales, unos están terminados en bola y otros en bulbos. Por último destacar que para este terminamiento ondulante barroco, la fachada se tiene que desarrollar por encima de las cubiertas mudéjares a dos aguas que cubren cada nave, como se puede apreciar viendo la fachada desde atrás. 

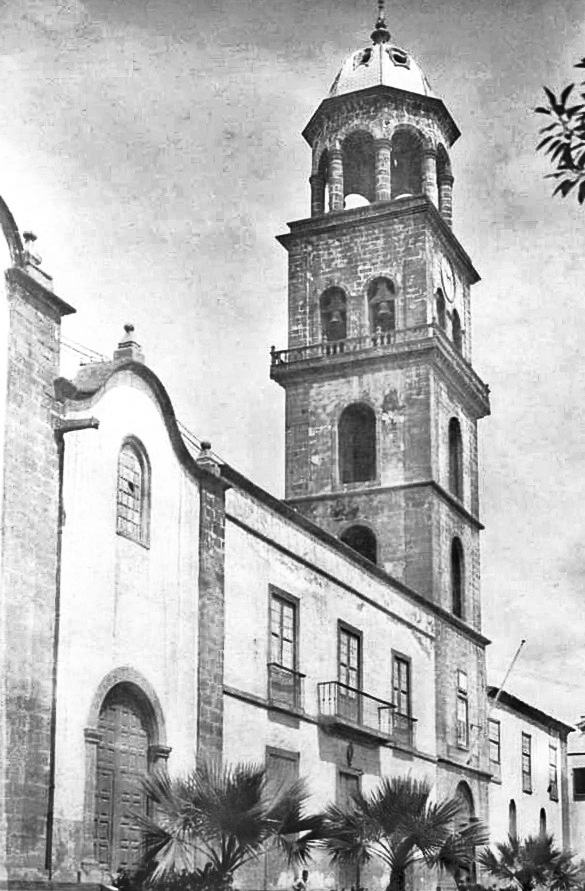
Cornisa curva del templo y cornisa recta del desaparecido claustro y torre
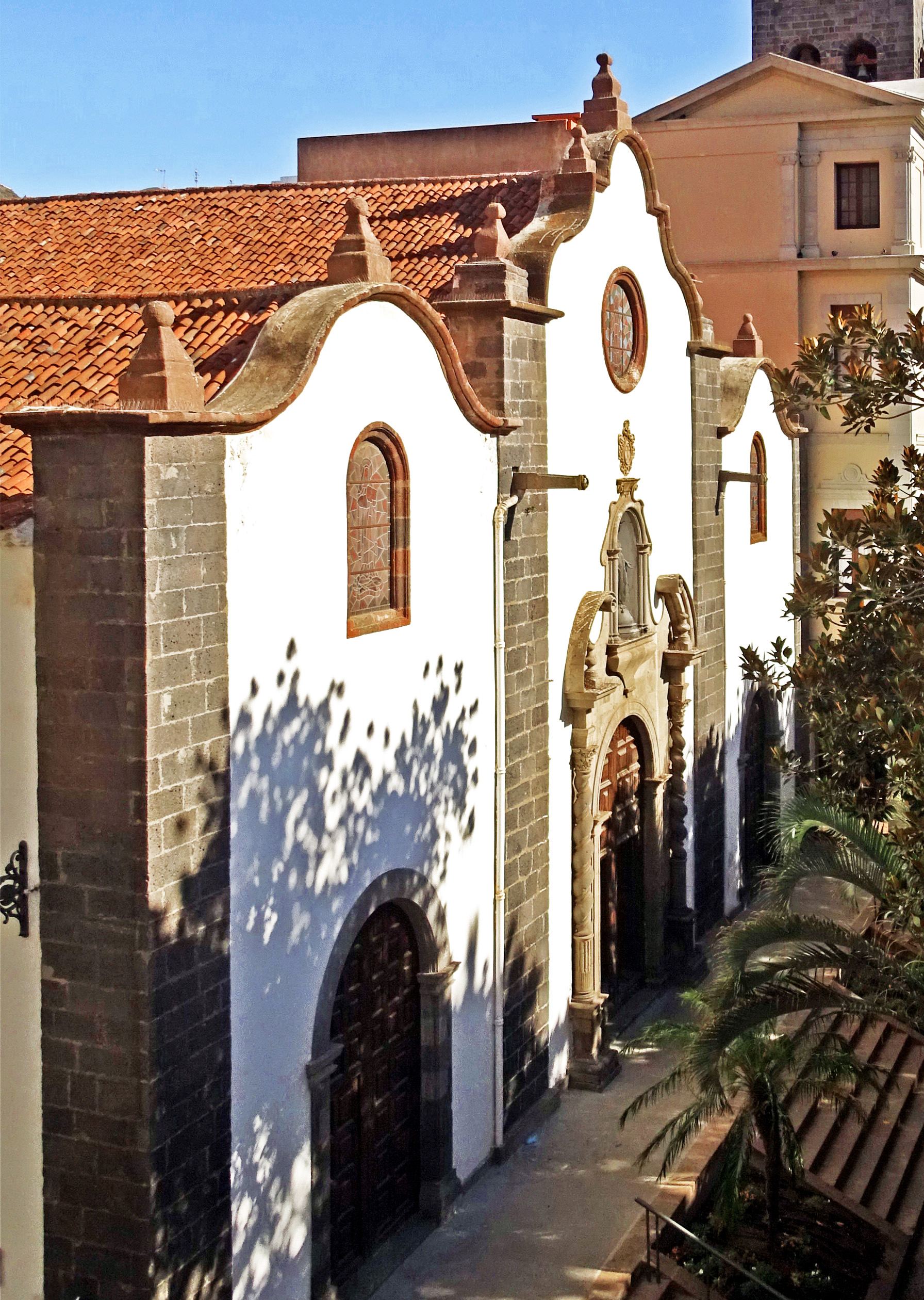
Coronamiento ondulante con nueve perillones de remate
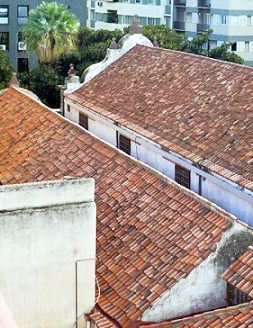
Parte posterior de la fachada ondulante

#### 2- Portada principal

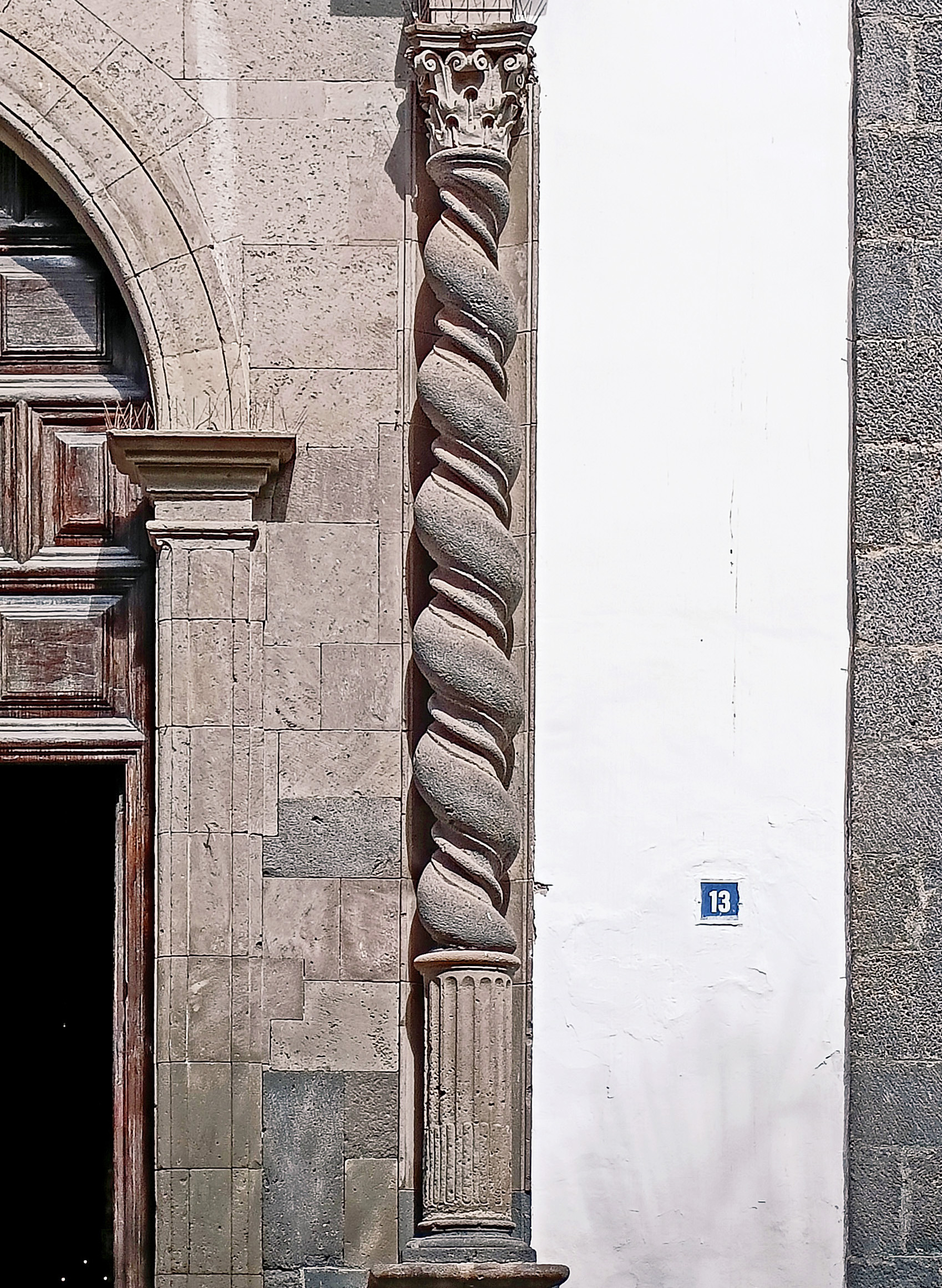
Detalle de columna salomónica

Ofrece similitud con la portada de San Juan Bautista de Arico. Mientras de la primera se sabe el nombre del alarife, Juan de Armas, con procedencia de La Orotava, de ésta se desconoce su autor, pero no es descartable que sea el mismo por similitudes estilísticas y cronológicas. Esta portada principal realizada en cantería gris, está definida por un arco de medio punto enmarcado por columnas con capiteles corintios. El frontón curvo truncado está terminado en volutas, único en una portada de iglesia en Canarias, y deja paso a una hornacina con una imagen de la Virgen Milagrosa, de hierro, que sustituyó, probablemente a finales del siglo XIX a la original imagen de San Pedro Alcántara de mármol, que permanece en la actualidad en la sacristía, aunque descabezada, lo que no impide apreciar su magnífica calidad. Del conjunto de la portada, destacan las dos colosales columnas salomónicas, labradas en una sola pieza, únicas en Canarias junto a las de San Francisco de Borja en Las Palmas. Hubo una tercera portada con este tipo de columnas, el colegio de San Luis Gonzaga en La Orotava, recinto también jesuita desaparecido en el siglo XIX. La aparición de la arquitectura barroca de los jesuitas en Canarias en el siglo XVIII se considera la más culta y la más alejada de la tradición local, por lo que las similitudes de la portada franciscana con estas dos ya mencionadas, que van más allá de dichas columnas helicoidales (por ejemplo, también con la utilización de las dobles volutas de los capiteles corintios, ya que un capitel de dicho colegio jesuita se conserva actualmente en los jardines de la casa Díaz-Flores de La Orotava) habría que enmarcarlas dentro del impulso que, en el último tercio del siglo XVIII, propició el provincial franciscano de Canarias, fray Jacobo Delgado Sol, en la iglesia del antiguo convento franciscano. 

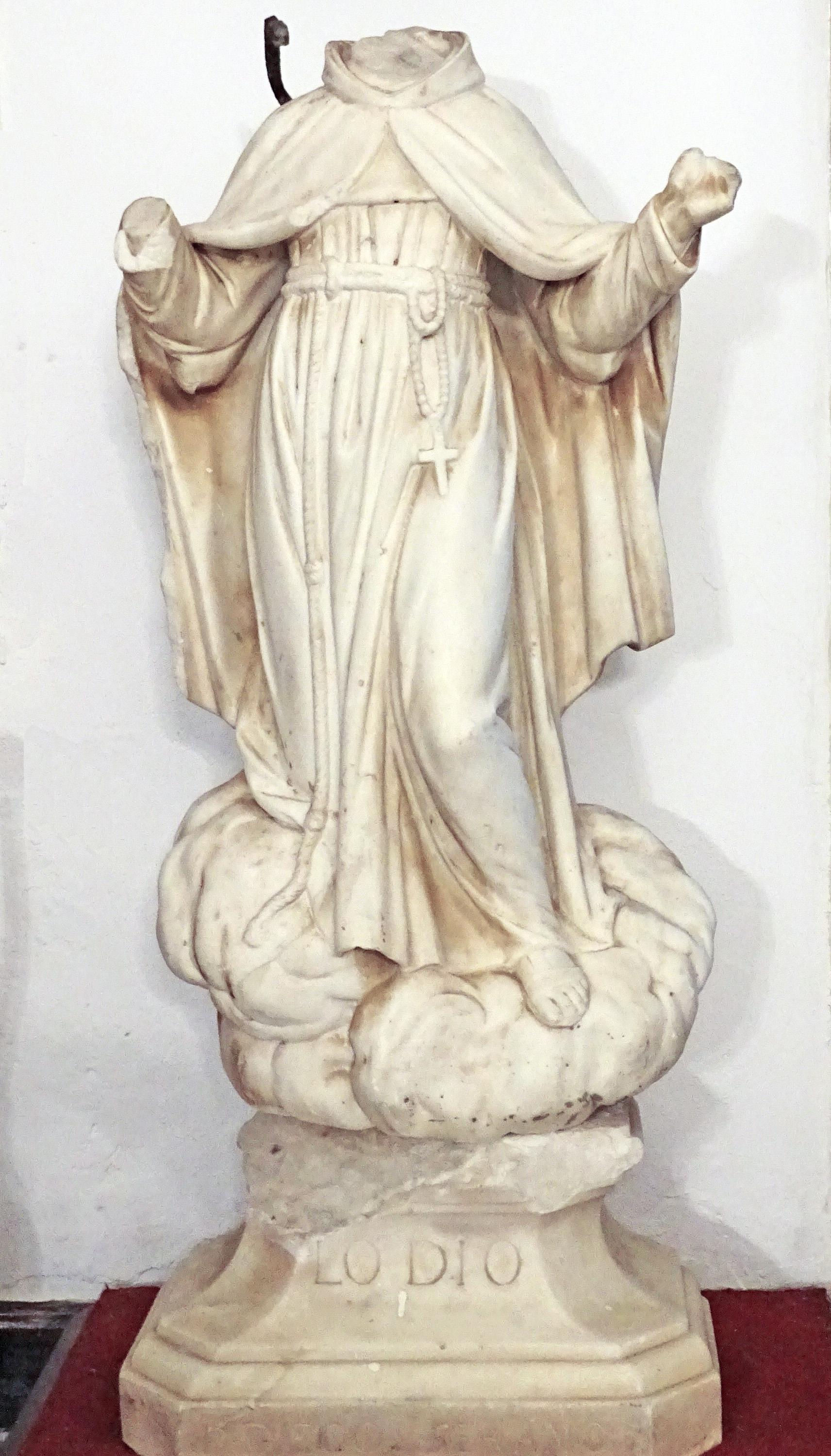
San Pedro Alcántara que presidía el nicho de la portada principal
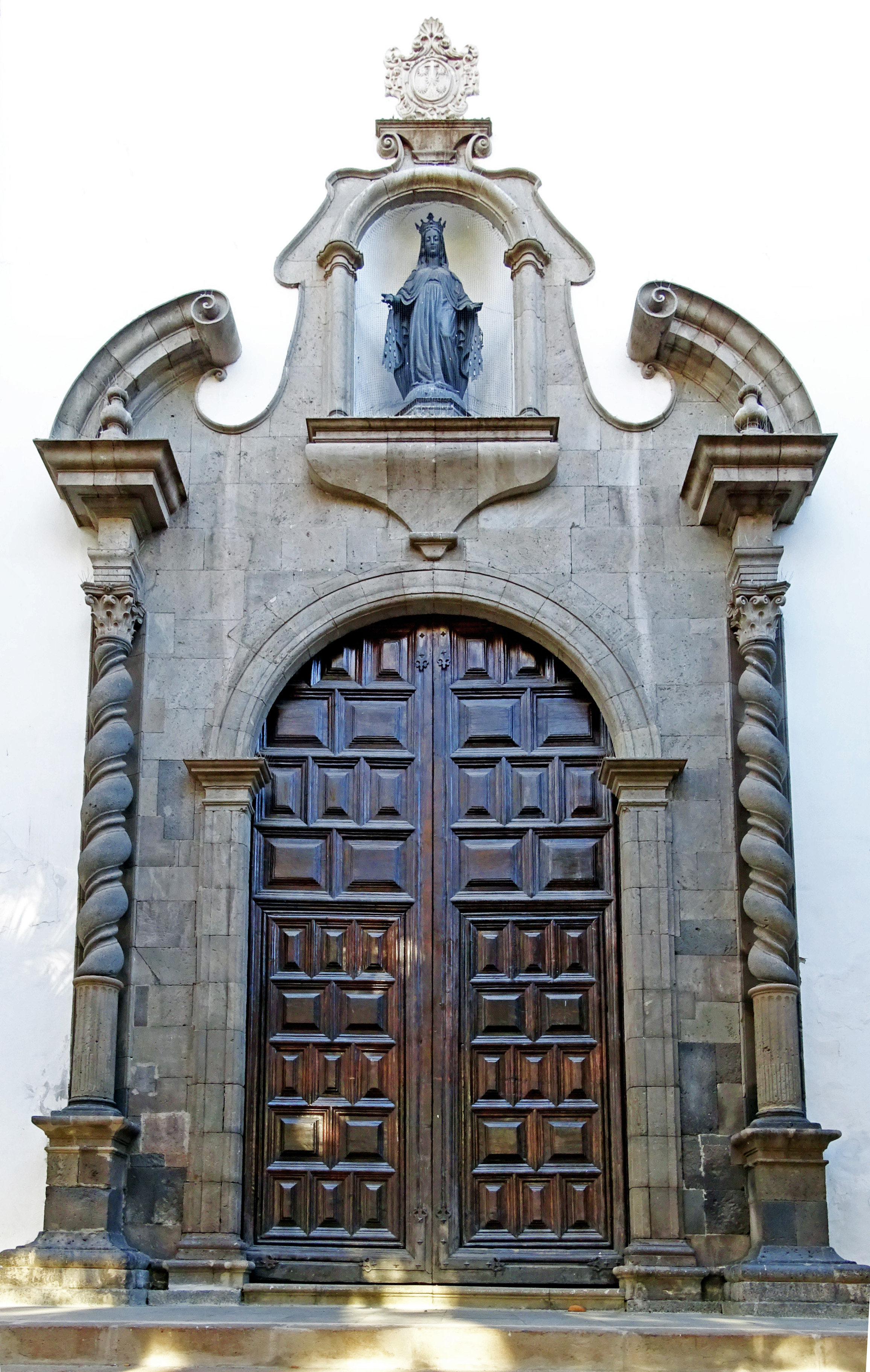
Portada principal barroca (1775)
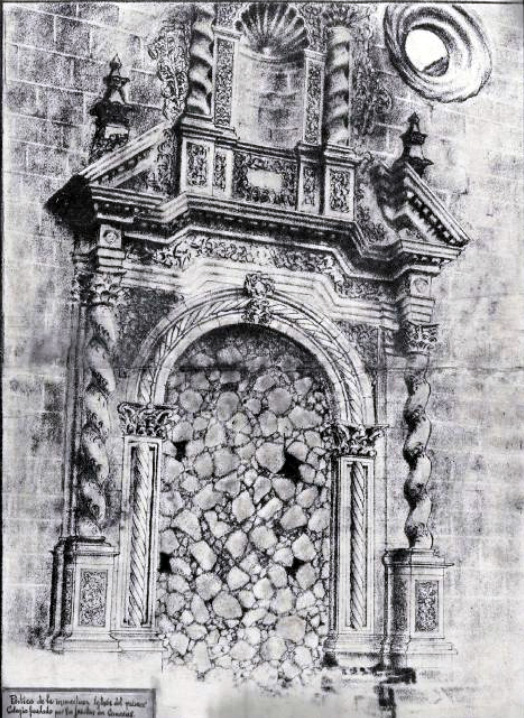
Portada del desaparecido colegio jesuita de San Luis Gonzaga, en La Orotava
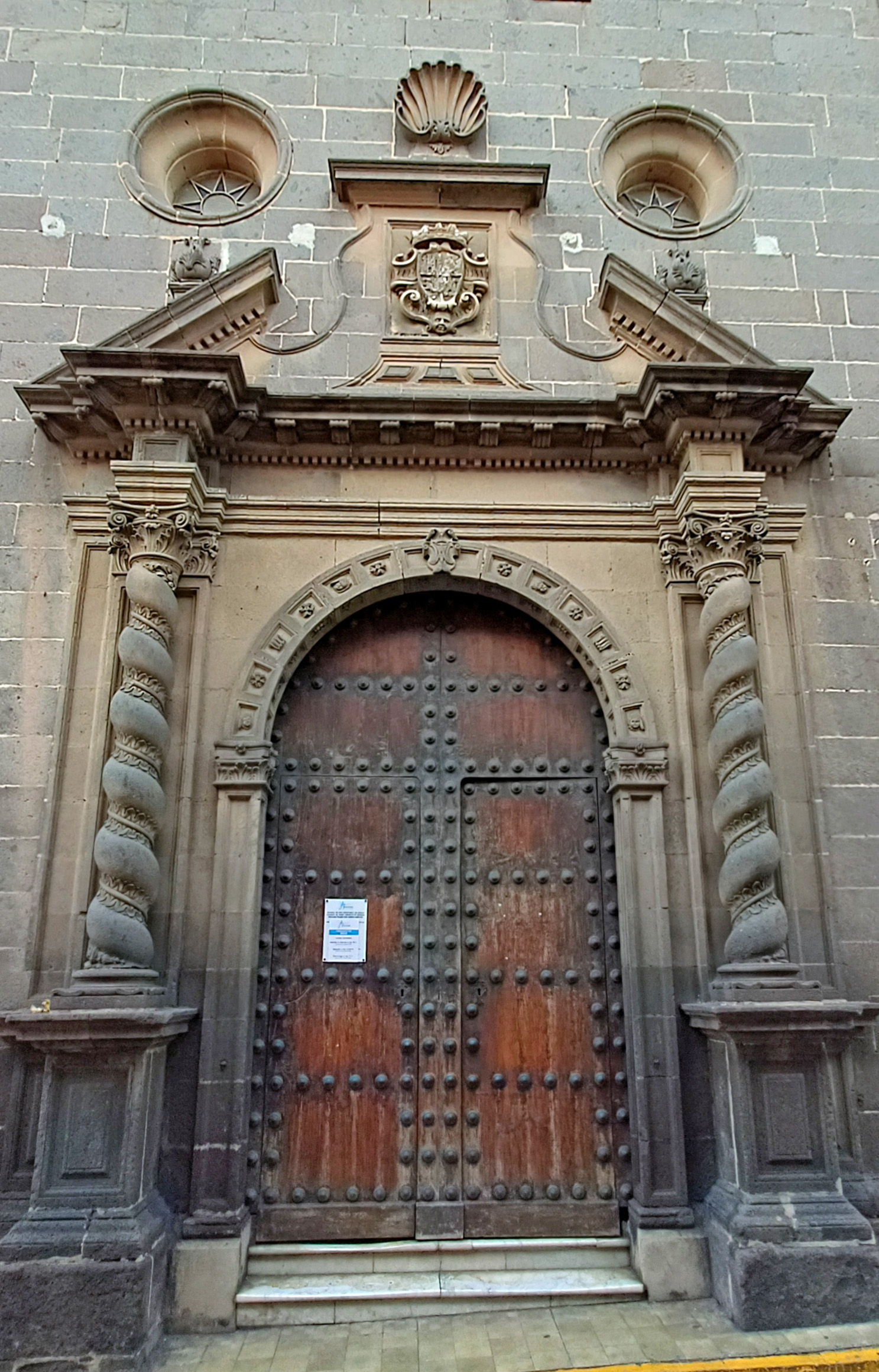
Fachada de la iglesia de San Francisco de Borja en Las Palmas
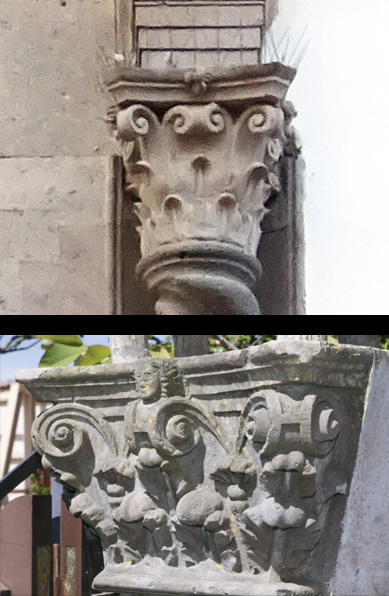
Comparativa de los capiteles de San Francisco y del desaparecido colegio de San Luis Gonzaga

#### 3- Escudo

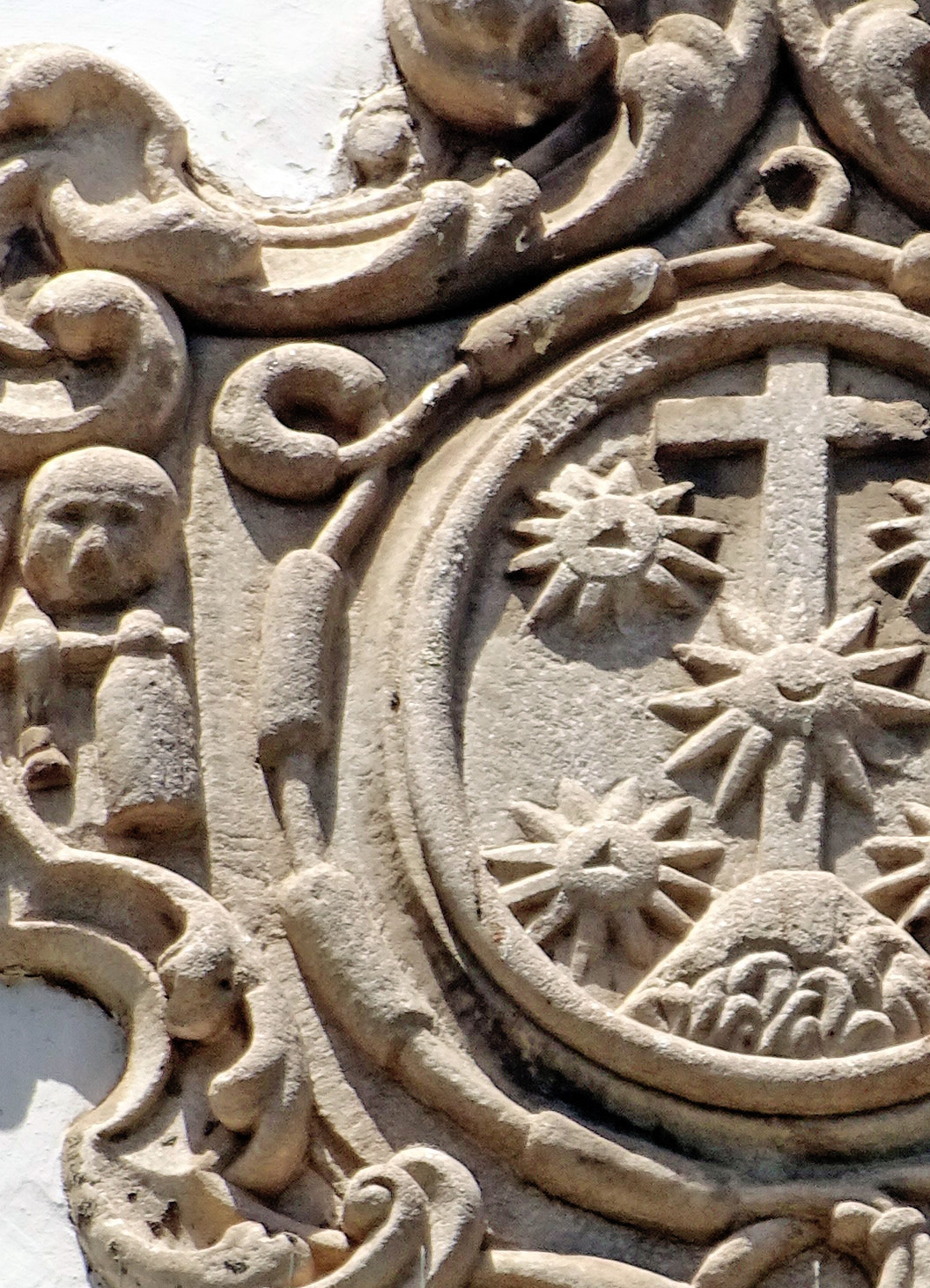
Detalle del escudo franciscano rococó

Este elemento de la fachada, sobre la portada principal, es enormemente peculiar. Tradicionalmente ha pasado por ser el escudo de la familia de los patronos fundadores, los Castro Ayala, ya que tenían ese derecho. Sin embargo, un estudio pormenorizado permite apreciar que uno de los tres emblemas típicos de los franciscanos, las cinco llagas sangrantes, aparece de forma muy camuflada. Los otros dos emblemas tradicionales son los dos brazos cruzados (de Jesús y San Francisco) y el cordón con nudos que ciñe el hábito de los hermanos. Estos tres emblemas aparecen, por ejemplo, en el escudo que remata la portada del antiguo convento franciscano de Las Palmas de Gran Canaria. En el escudo que nos ocupa sí que aparece el cordón franciscano, pero al figurar junto a una elaborada decoración rococó a base de rocallas y concha de remate, este cordón pasó desapercibido. Más escondidas aún están las cinco llagas sangrantes, que se representan sutilmente como marcas en bajorrelieve incorporadas en el centro de cinco soles: en los cuatro soles exteriores, como marcas en forma de pequeños triángulos que representan los clavos de Jesucristo, mientras en el sol central se representa la herida por lanza en el costado de Jesús mediante una media luna. Además, por fuera del cordón, en ambos extremos laterales, aparecen dos figurillas humanas, cuya simbología aún no se ha descifrado. Como conclusión, no se conoce ni precedente ni similitud alguna de este diseño de escudo franciscano que, por su decoración rococó, es probable que fuese el último elemento incorporado a la fachada en las últimas décadas del siglo XVIII y más que probablemente impulsado por el ya mencionado fray Jacobo Delgado Sol.

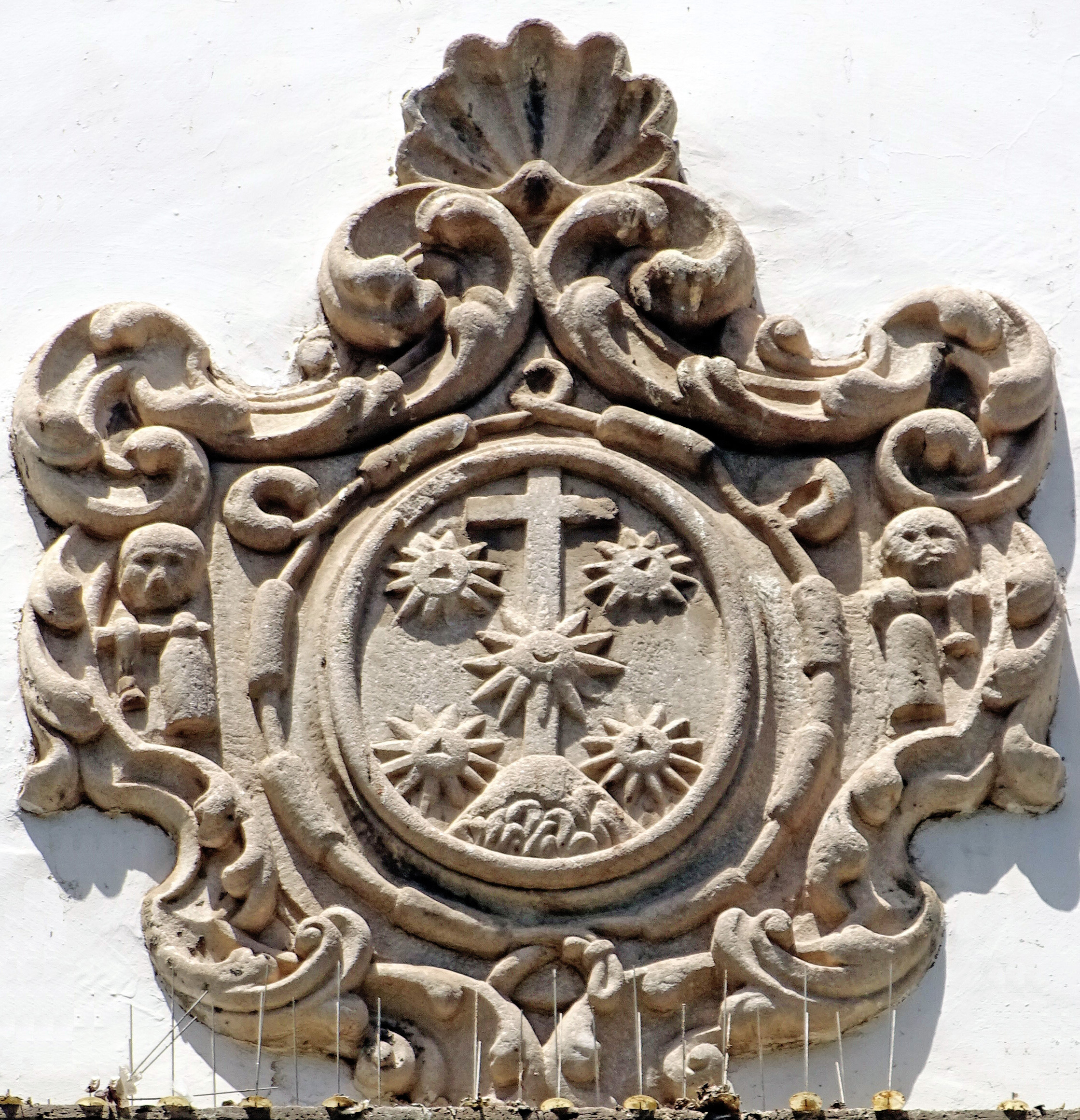
Singular escudo franciscano del antiguo convento
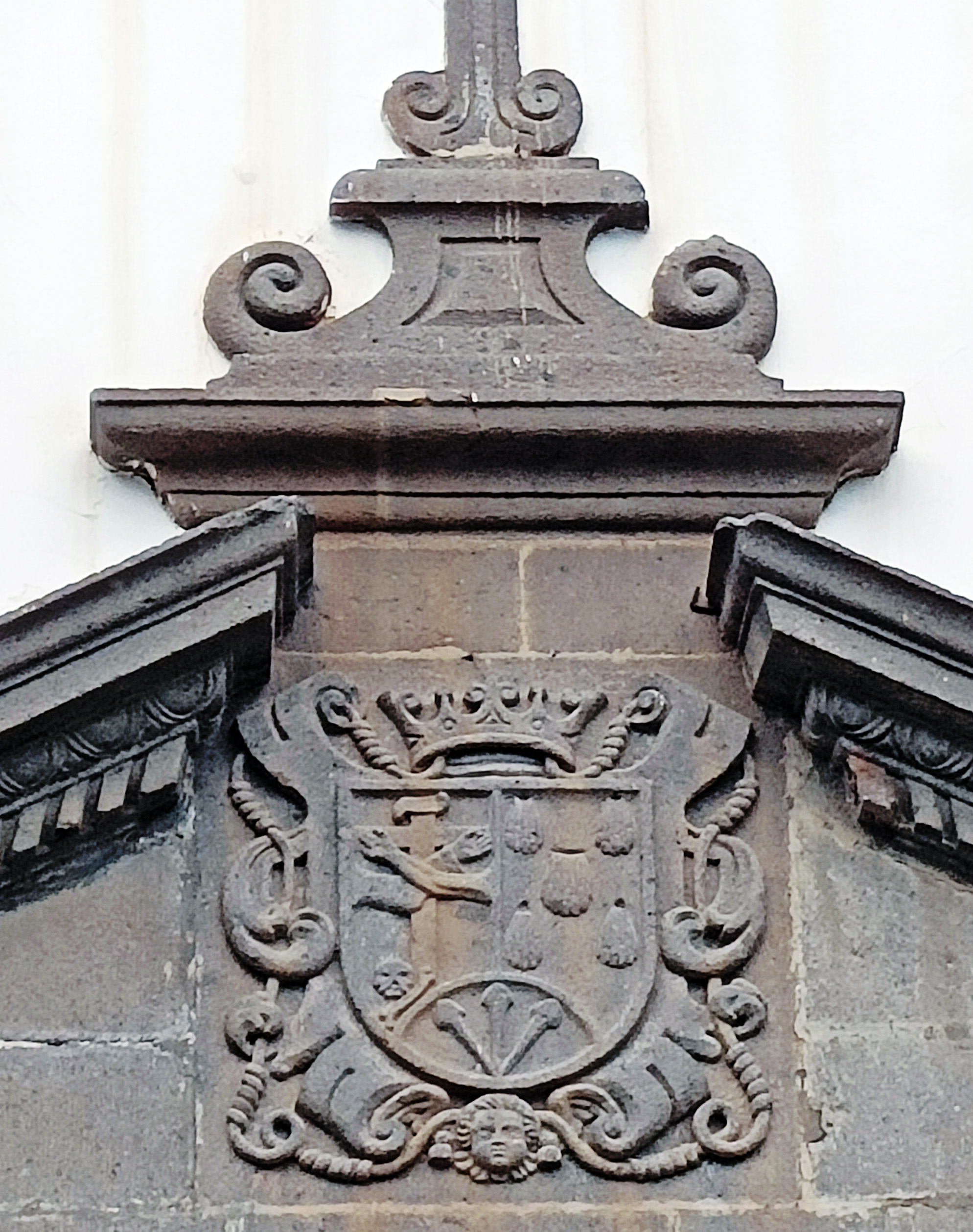
Escudo en el templo franciscano de Las Palmas

### Interior

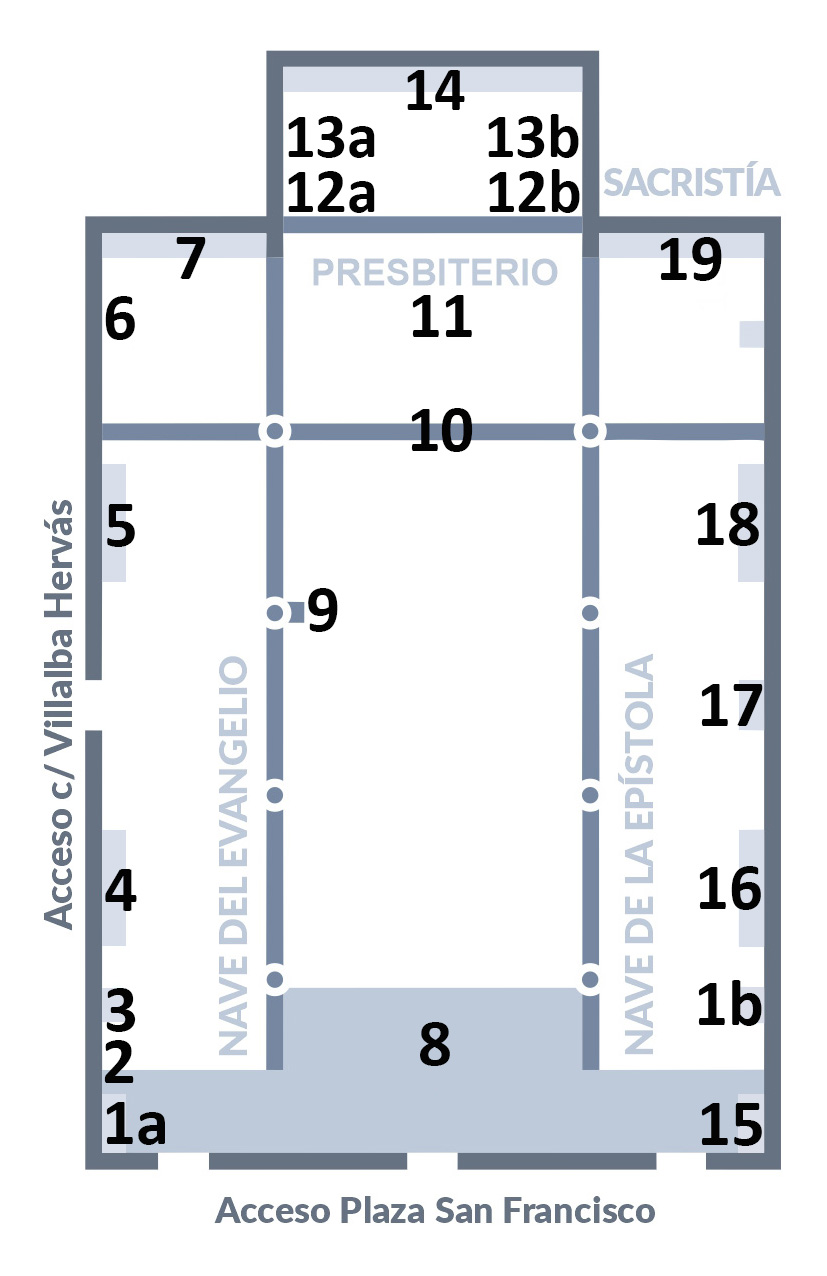
Principales capillas y puntos de interés
1- Retablo de la Porciúncula
2- Lápida del Mariscal Mayoni Salazar
3- Cuadro del Martirio de San Pedro
4- Retablo de la Consolación
5- Retablo de San Buenaventura
6- Cuadro de Ánimas
7- Capilla de la Soledad
8- Órgano en el coro alto
9- Púlpito
10- Pintura mural en el arco toral
11- Artesonado pintado
12- Pintura mural del presbiterio
13- Cuadro de los obispos Gª Ximénez y Conejero Molina
14- Retablo de la Capilla Mayor
15- Baptisterio
16- Retablo de San Antonio
17- Arco del Cristo de la Buena Muerte
18- Retablo de San José
19- Capilla del Señor de las Tribulaciones

Esta antigua iglesia conventual, actual parroquia, destaca por su amplio interior de tres naves, separada por arcos de medio punto sustentados por columnas de orden toscano en cantería roja, piedra muy utilizada en la zona de Santa Cruz y La Laguna. Nada más entrar por la portada principal, nos situamos bajo el amplio coro alto de madera de tea, cuyo acceso está restringido. 

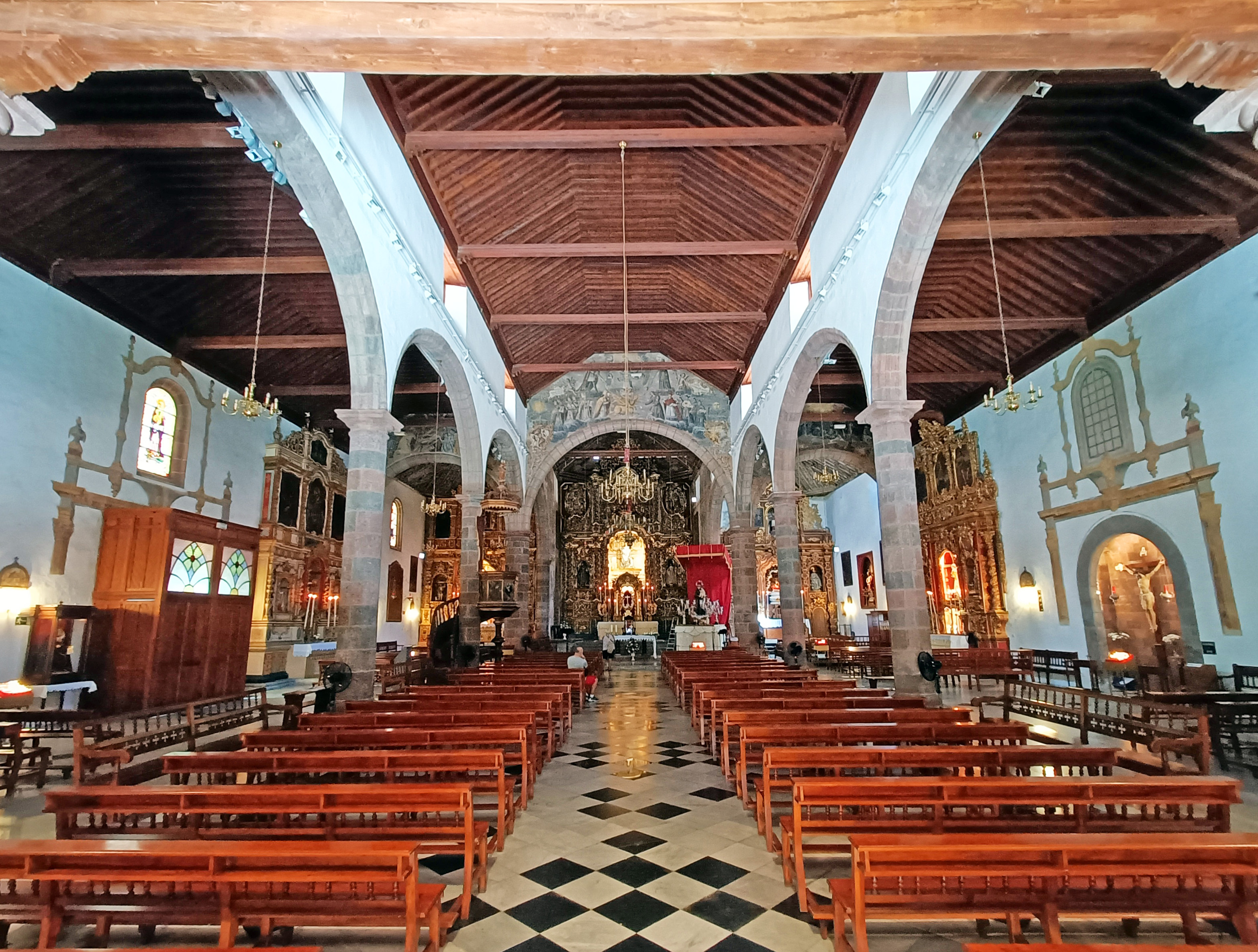
Vista del interior desde el acceso, bajo el coro
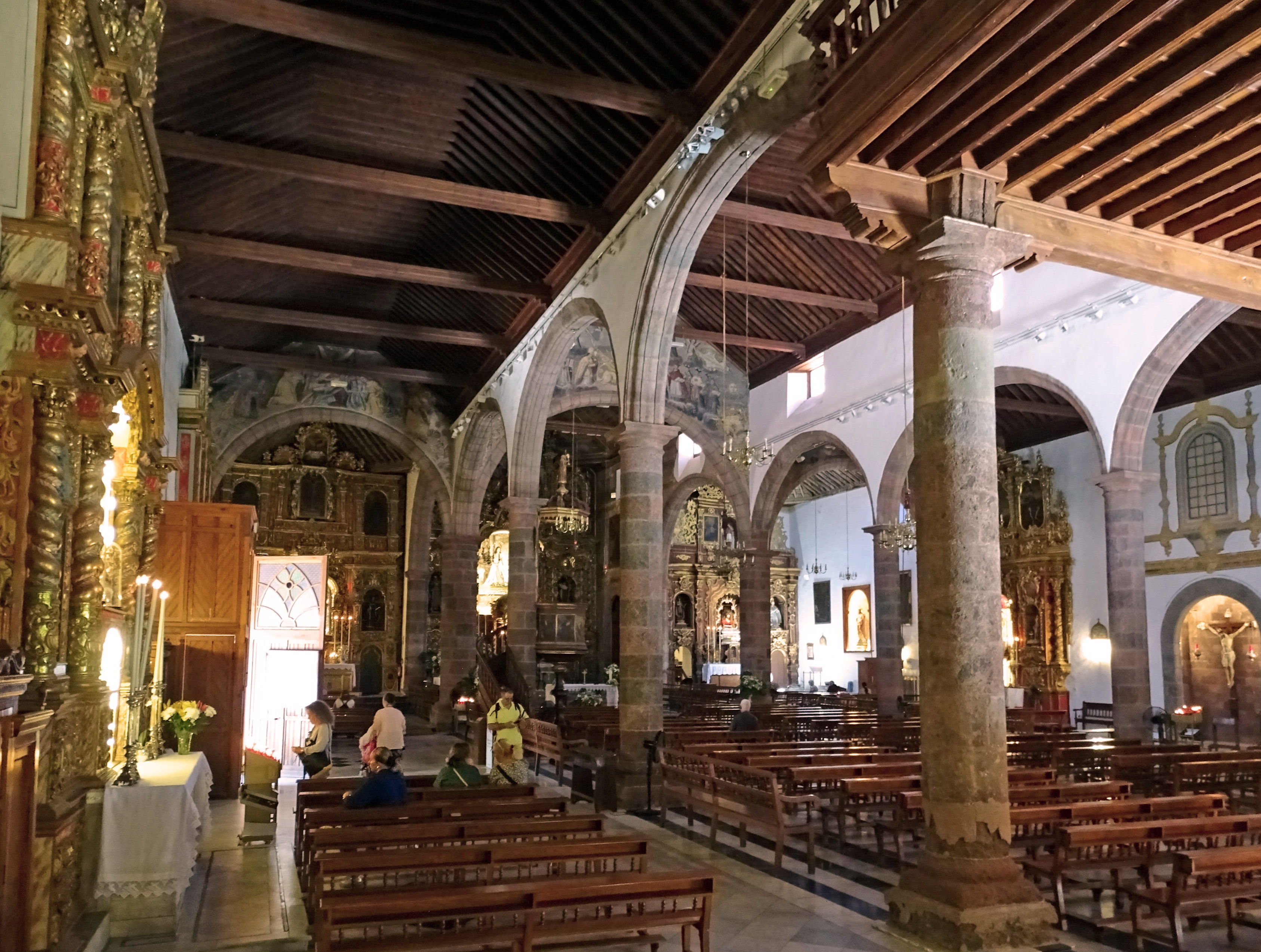
Nave del Evangelio
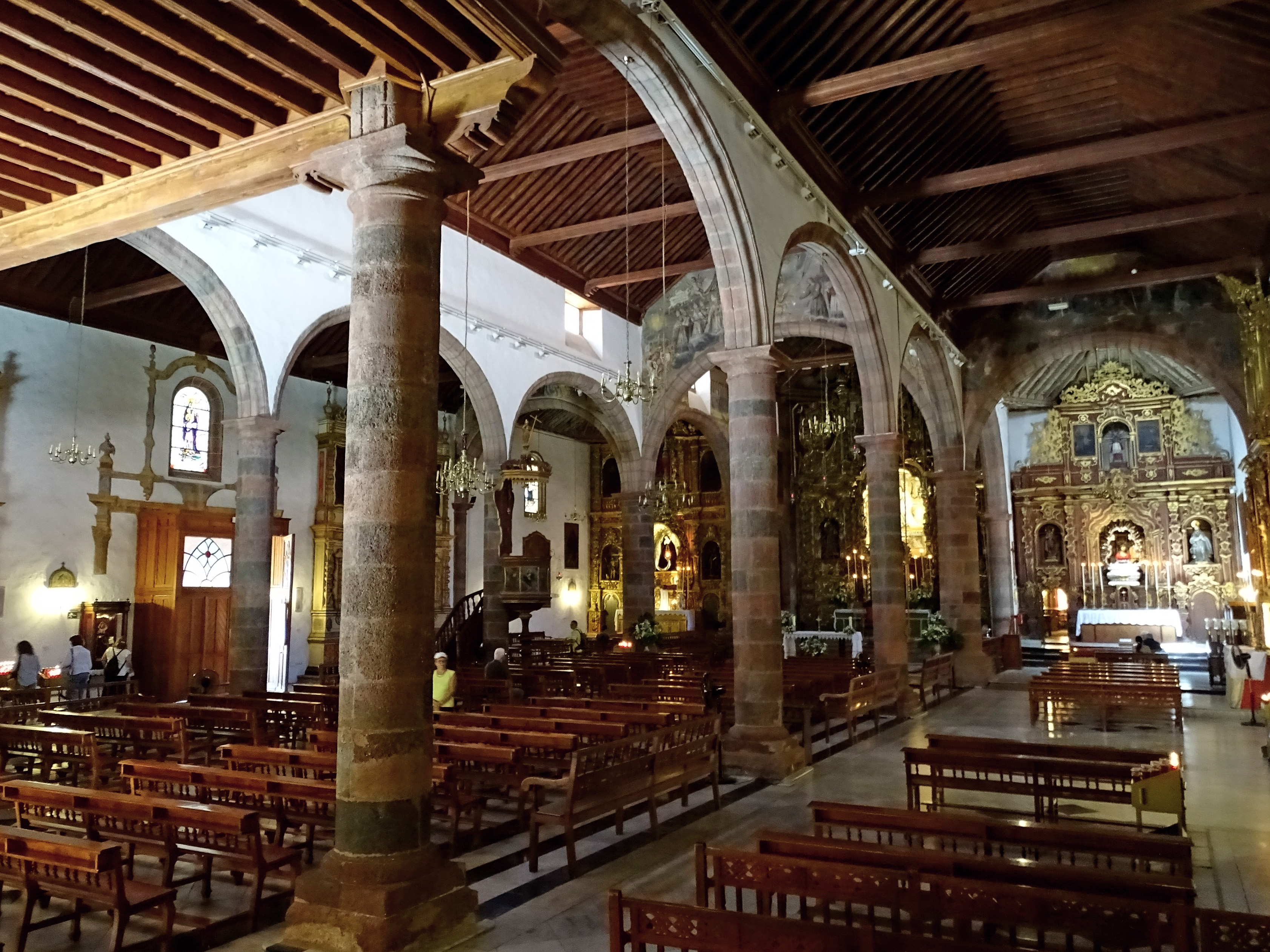
Nave de la Epístola

Dentro del variado patrimonio existente, con importantes imágenes y pinturas, cabe destacar la variedad de retablos existentes del siglo XVIII,m ocho en concreto, algunos de enorme importancia, como es el retablo mayor, lo que le confiere a esta iglesia una armonía estilística muy destacada a nivel canario:

#### 1- Retablo de la Porciúncula

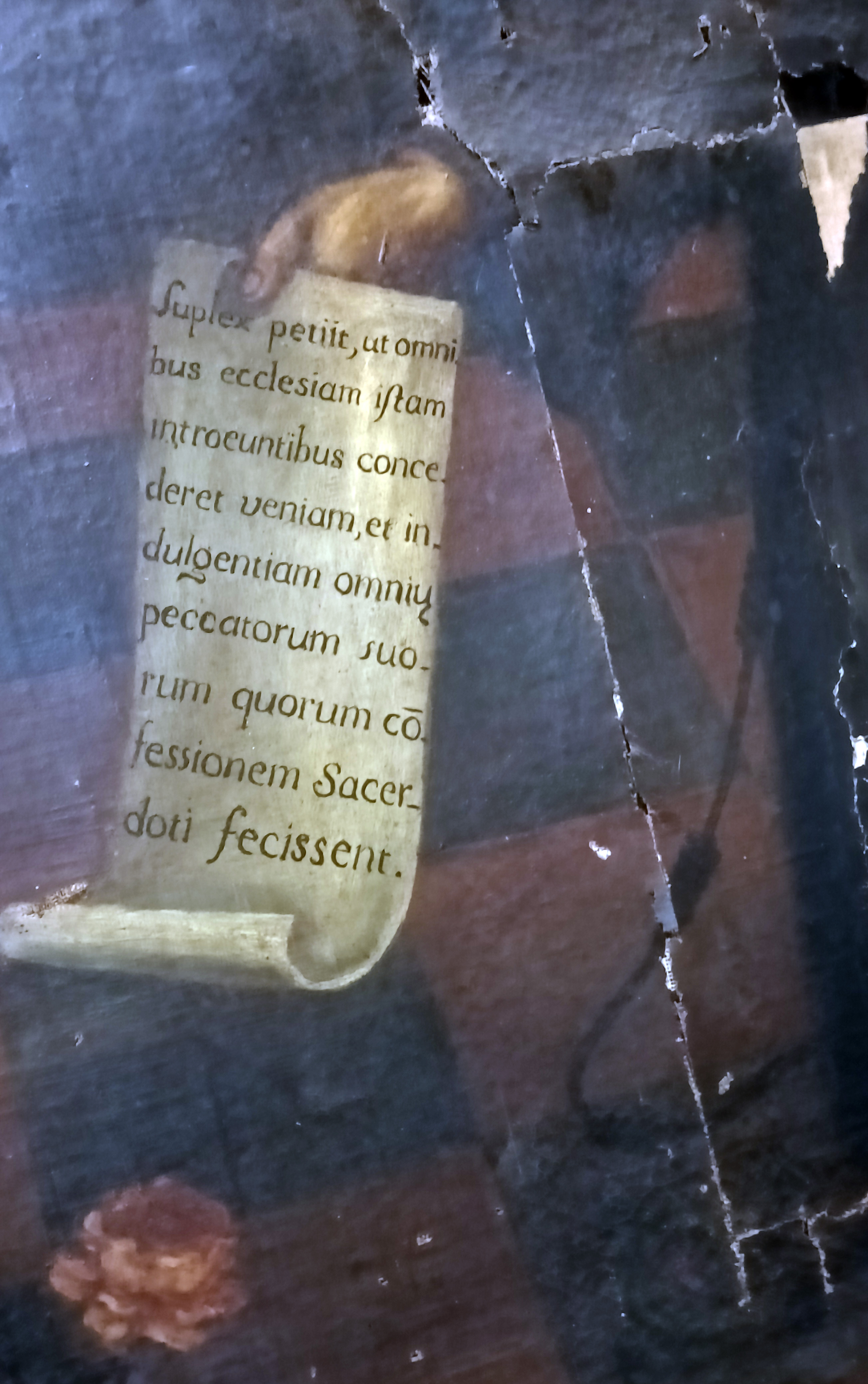
Detalle del texto de la indulgencia de la Porciúncula y estado del lienzo

Este retablo tan peculiar es asimilable a los denominados de “tramoya”, único en Canarias ya que un gran lienzo esconde detrás un nacimiento con la Adoración de los pastores. Se trata de un retablo a modo de gran caja, limitado por dos estípites abalaustrados que sostienen una cornisa corrida. Sobre ésta, como remate, una tarja o espejo con un texto en latín que hace referencia a que Cristo nació, adorémosle, texto que anuncia el belén que se esconde tras el lienzo. En la parte inferior del retablo, denominada predela, hay una pequeña imagen de un San Pancracio industrial. A los lados, dos urnas empotradas con cristal. En el interior de una se encuentra un pequeño Niño Jesús dormido, realizado en cera. En la otra existió un San Juanito de la misma hechura, que desapareció. Respecto al gran cuadro, dado su mal estado y su consiguiente fragilidad, no se encuentra en su posición normal en el retablo, sino fijo en la pared de la nave opuesta, justo al lado de la escalera de acceso al coro alto. Nos presenta una iconografía también única en el archipiélago, La Aparición a San Francisco en la Porciúncula. Por tanto, ambos elementos, cuadro y nacimiento, están estrechamente relacionados con el espíritu franciscano, ya que fue también San Francisco el iniciador de la tradición del belenismo. El lienzo, que se retiraba sólo cuando llegaba la Navidad, es una iconografía nada habitual. Aunque es anónimo tinerfeño de la segunda mitad del siglo XVIII, probablemente toma como referencia a la gran Porciúncula de Valdés Leal. Este paralelismo con Valdés Leal es debido a que se nos presenta en ambos lienzos a Cristo, en lo más alto, portando una cruz y cubierto sólo por un manto rojo en un hombro y en la mitad baja del cuerpo; está en diálogo con la Virgen, situada en un plano medio, y haciendo de mediadora entre Cristo y San Francisco, que se encuentra arrodillado por debajo, en el plano terrenal. El anónimo autor canario utilizó con probabilidad una estampa del cuadro de Valdés Leal pero simplificándola, al eliminar otros personajes. No obstante, este cuadro local presenta una novedad iconográfica, ya que San Francisco, en vez de tener actitud de súplica, como en el de Valdés Leal, porta en su mano el texto de la indulgencia que le concede el Señor en este episodio de la vida del Santo, novedad que no hemos visto en ninguna otro cuadro de esta temática. La festividad de la Porciúncula fue introducida en el convento en 1781 por lo que, supuestamente, el retablo debe ser algo anterior a esa fecha.

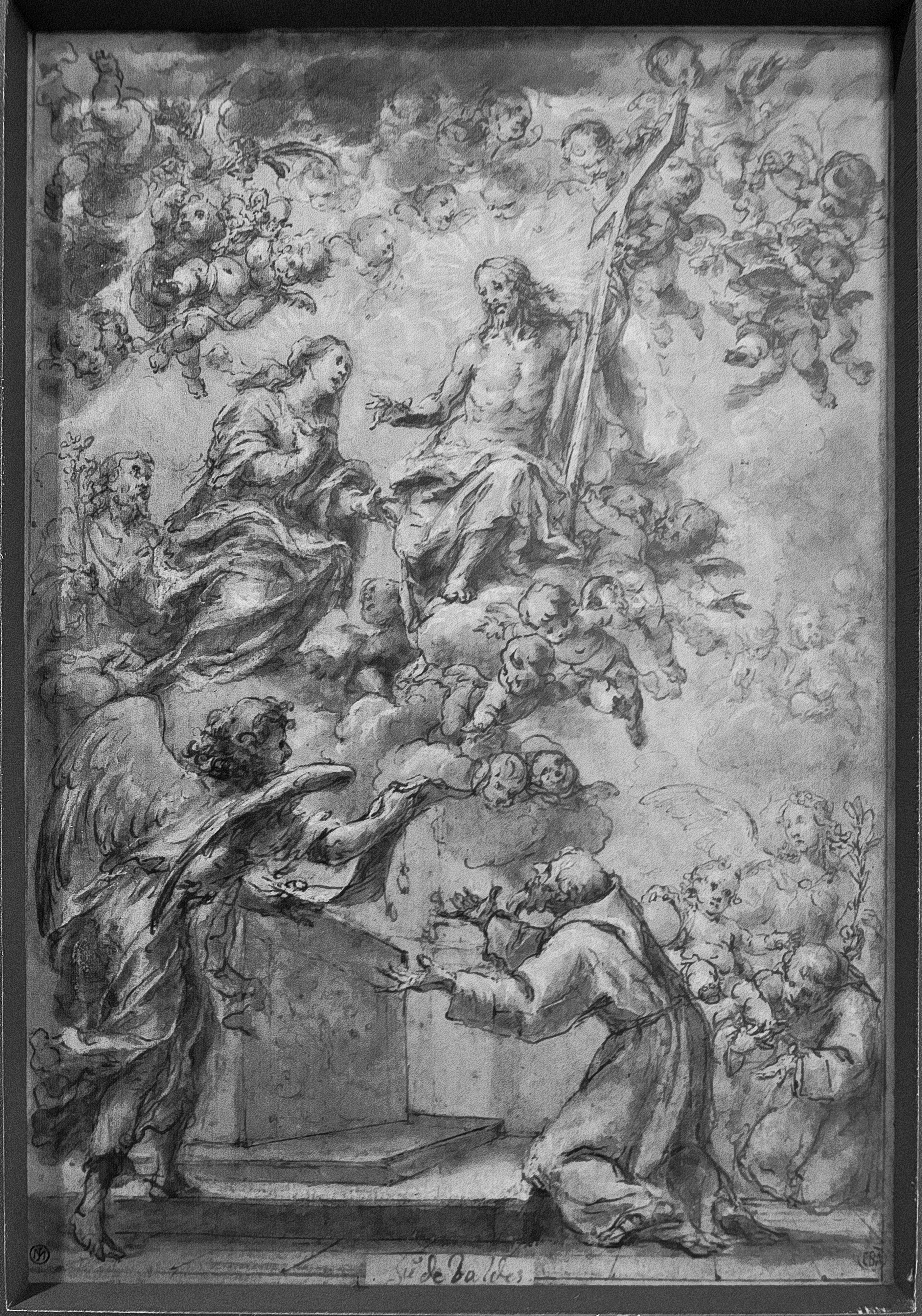
Dibujo de la Porciúncula de Valdés Leal, probable referente del autor
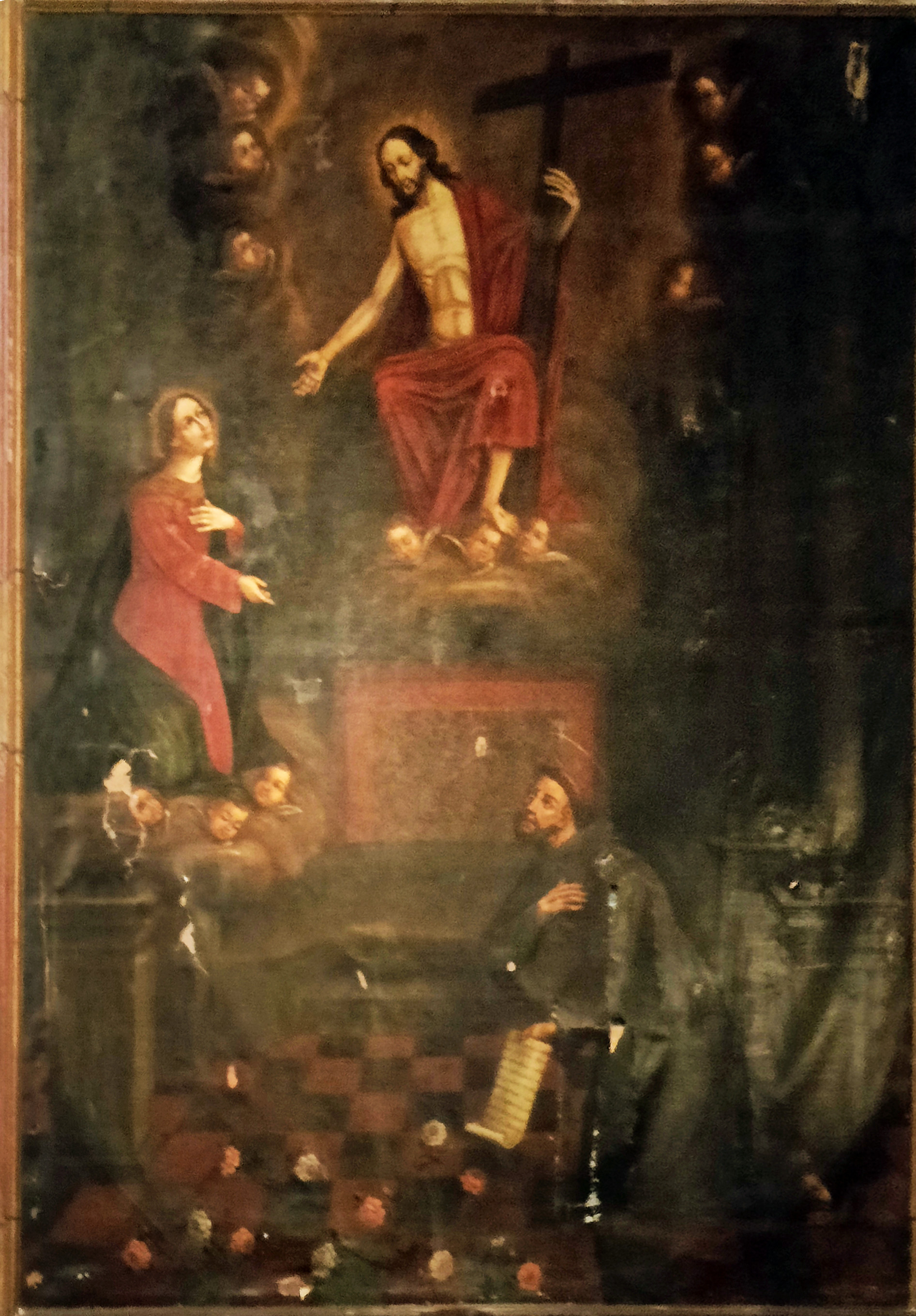
Lienzo/tapa de la Porciúncula
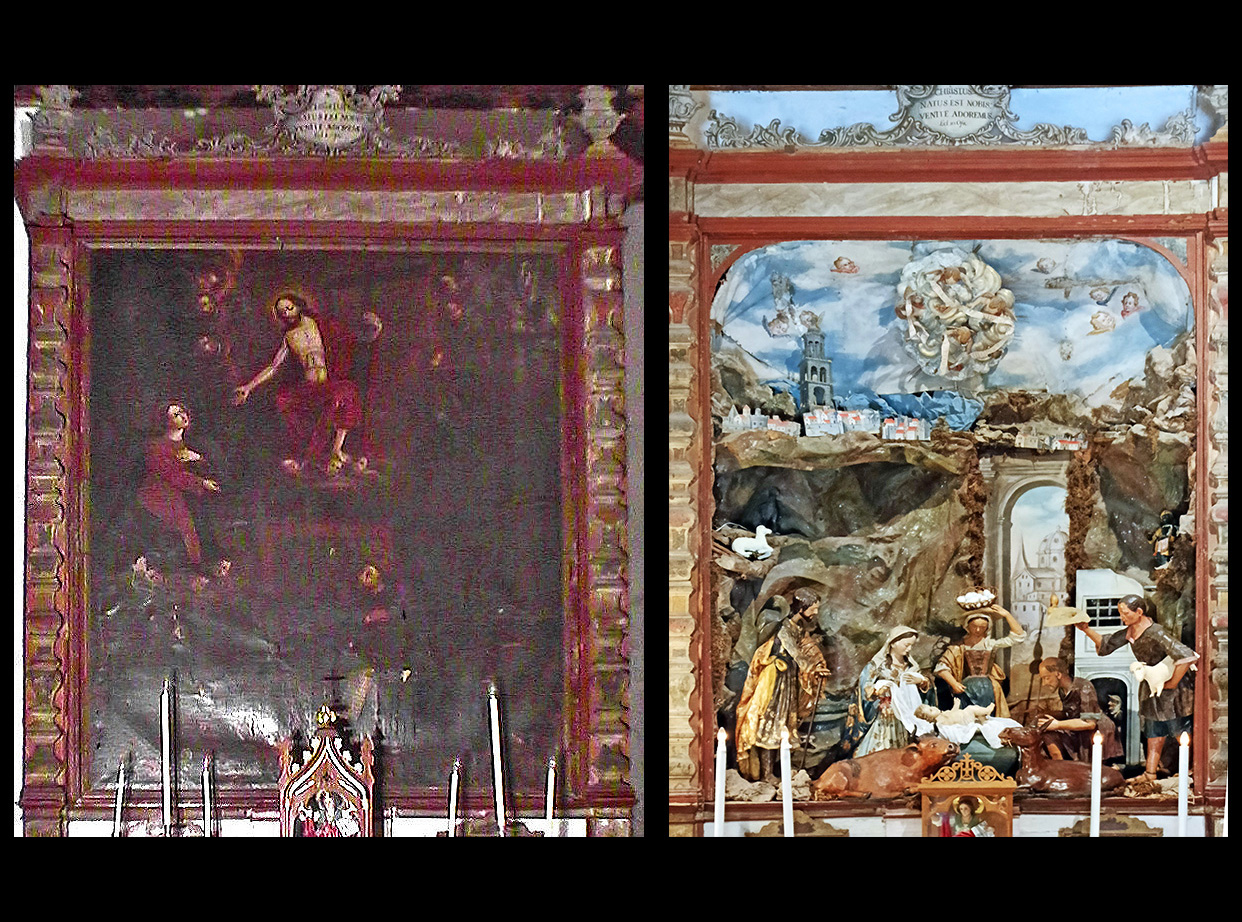
Retablo de la Porciúncula, con y sin el lienzo

Respecto al belén del interior, aunque es una composición de carácter popular, sigue los modelos napolitanos muy difundidos en España durante la citada centuria. Las figuras principales del Nacimiento, esto es, la Virgen y San José (el Niño no es original del conjunto), pertenecen a una mano más experta, mientras que el resto de los personajes, así como de toda la composición, ofrecen resultados estéticos menores. Entre los tres pastores de gran tamaño tenemos a un pastor arrodillado, otro descubriéndose la cabeza con un caricaturesco cordero y, destaca por encima de los otros, a la mujer vestida con traje típico isleño, que porta una cesta de huevos en la cabeza. Respecto a otros pequeños personajes y el decorado, es probable que sean añadidos que se han venido realizando con posterioridad. Seguramente sí es original el rompimiento de gloria circular y policromado, a modo de medallón, que se encuentra en la parte superior, con delicados querubines. Todo el conjunto necesita urgente restauración. 

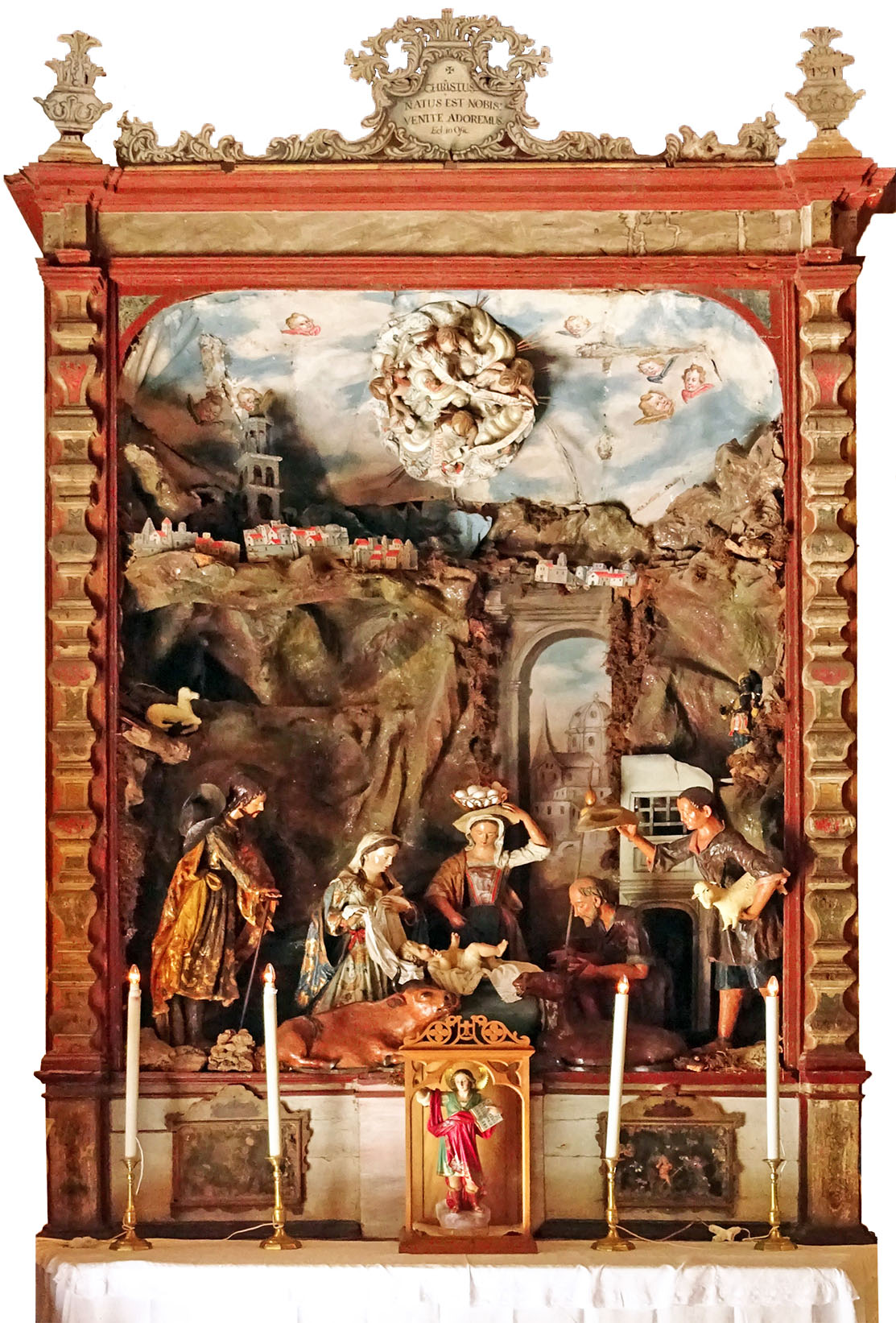
Aspecto del retablo actual, sin el lienzo y con el Belén a la vista
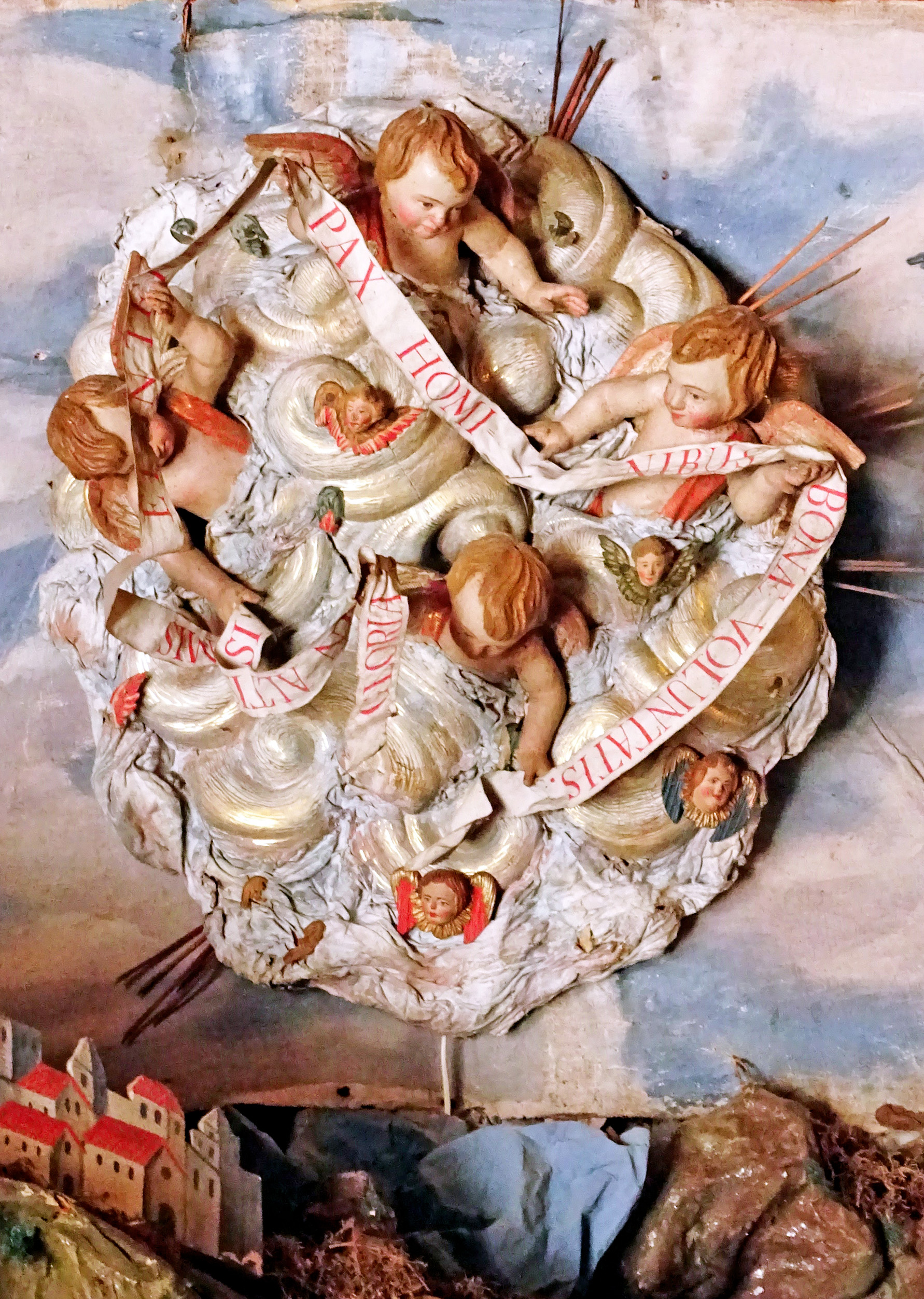
Medallón con querubines
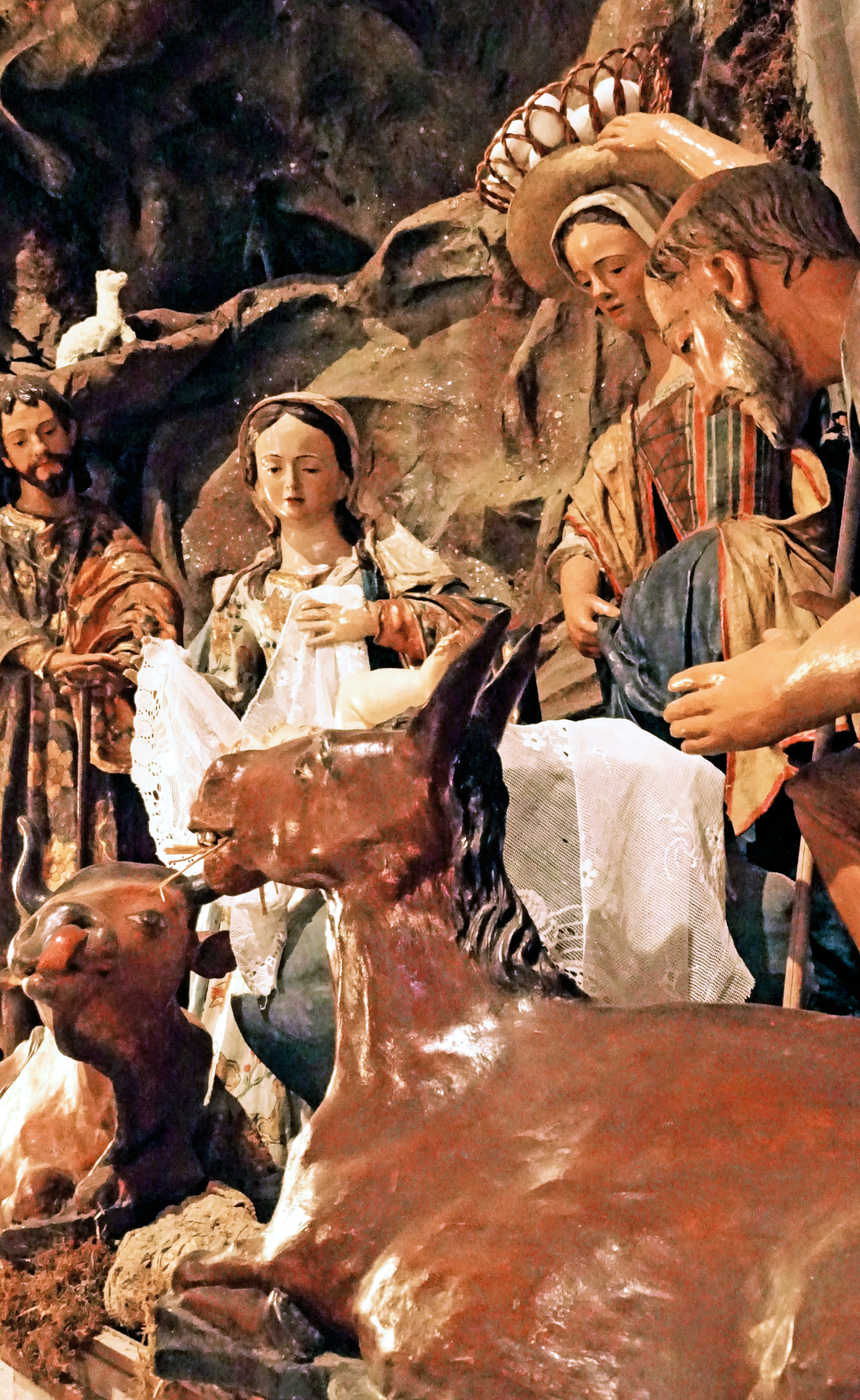
Detalle del Nacimiento

#### 2- Lápida del Mariscal Mayoni Salazar

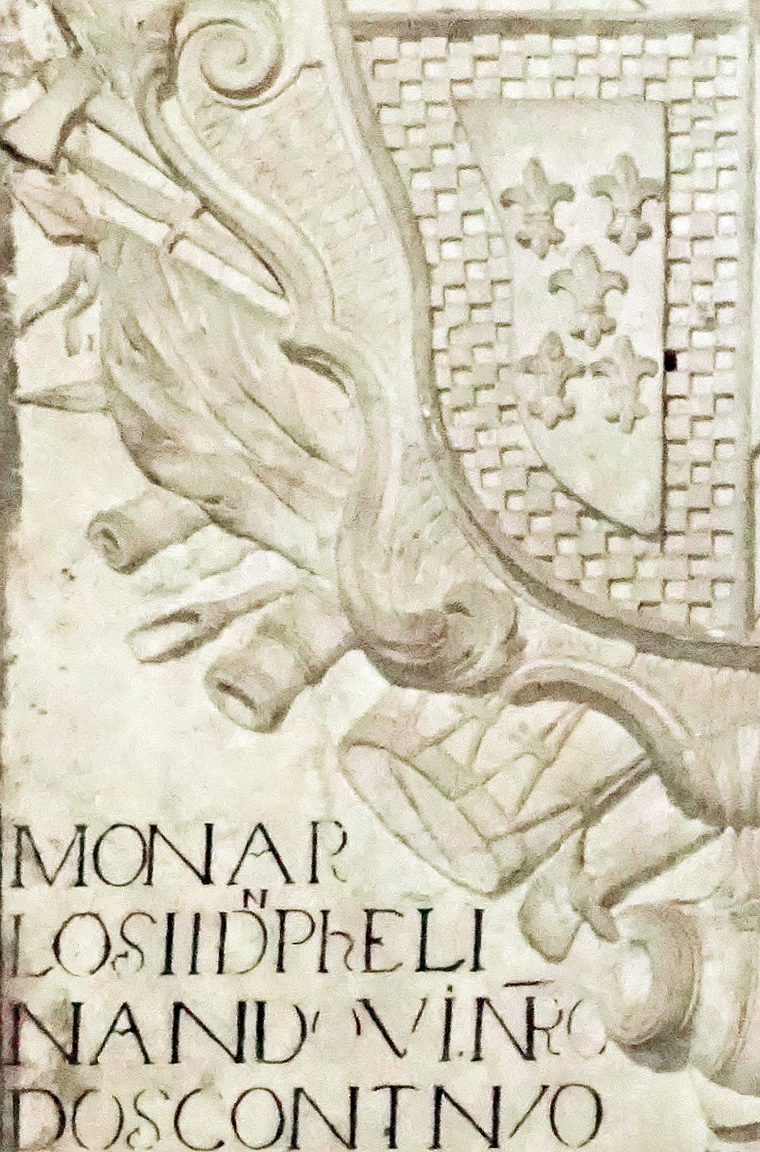
Detalle de la lápida

Hasta principios del siglo XIX, cuando se inaugura el histórico cementerio de San Rafael y San Roque, se enterraba a los fallecidos en las iglesias. Tras las restauraciones del siglo XX, se cambió el suelo de la iglesia desapareciendo las posibles lápidas existentes, excepto una, que fue colocada en pared por su relevancia artística. Se trata de la lápida de D. Luis Mayoni Salazar, Mariscal de Campo de los Reales Ejércitos, que llegó a Tenerife en septiembre de 1745 para hacerse cargo de la Comandancia General (máximo poder militar en las Islas) y de la Presidencia de la Real Audiencia. Siendo ya persona de cierta edad, falleció al poco tiempo, el 25 de agosto de 1746. En su biografía, cabe destacar que aún teniendo su familia orígenes napolitanos, este personaje nació en la pequeña localidad de Barajas de Melo (Cuenca). Sin embargo, una y otra vez falseó sus verdaderos orígenes, cambiándolo por Nápoles, probablemente para poder ascender en su carrera militar. En esta lápida, domina en el centro el escudo familiar, en el que rodeando a los cuarteles, se presentan toda una serie de elementos bélicos (cañones, hacha, cuchillo, alabarda, trompetas, tambores, etc.), que nos indican el carácter militar del personaje. Destaca, en su importante carrera castrense, la participación en la guerra de los Nueve Años y en la guerra de sucesión española. Por encima y debajo del escudo, hay un texto de difícil lectura que ha sido parcialmente transcrito. Llama la atención que se mencione como rey al que prestó servicio a Fernando VI, que empezó a reinar tan sólo mes y medio antes del fallecimiento de este mariscal:
AQVI SE MANDO ENTERRAR

EL ESMO. SEÑOR D. LVIS MAIONI
SALAZAR MARIS

CAL DE CAMPO DE LOS EX. DE S.M. CO

MANDANTE GENERAL DE LAS ISLAS DE CANARIAS

[…]

DE LOS CATOLICOS

ESCUDO

MONARCAS D. CAR

LOS II I DON PHELIPE V I D. FER

NANDO VI NTRO. S. EN CUIOS REINA

DOS CONTINUO SIN INTERMISION

SERV. POR ESPACIO DE LIV AÑOS CON

MAS LARGA ME CONSTA DE LOS INSTRV

MENTOS QVE GVARDA SU CASA FALLE

ZIO A XXV DE AGOSTO DE MDCCXLVI Y 

A LOS LXXII AÑOS V MESES Y I DIA DE

SV EDAD

SE HIZO A COSTA DE SVS HEREDEROS

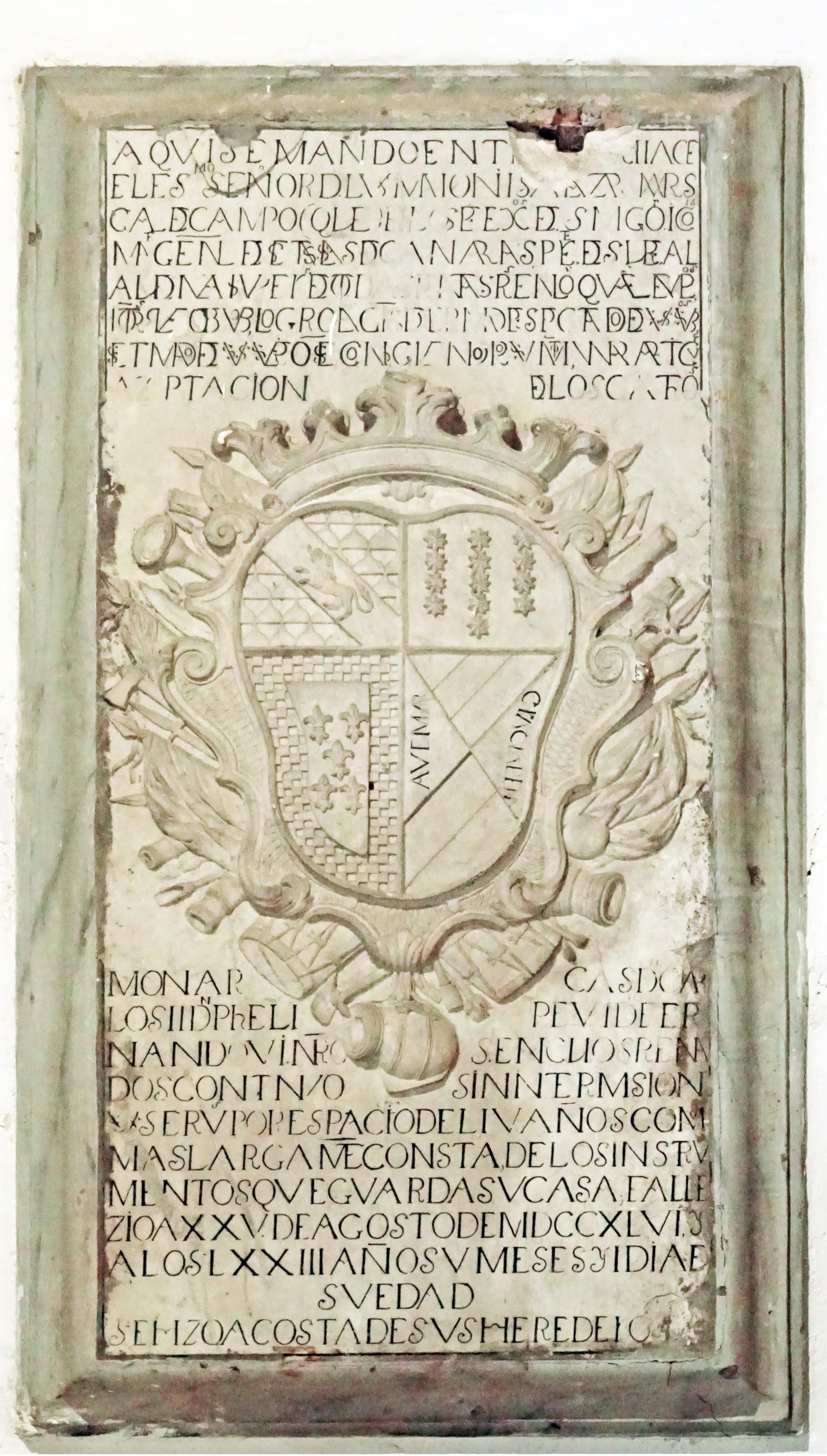
Lápida del Mariscal Mayoni Salazar
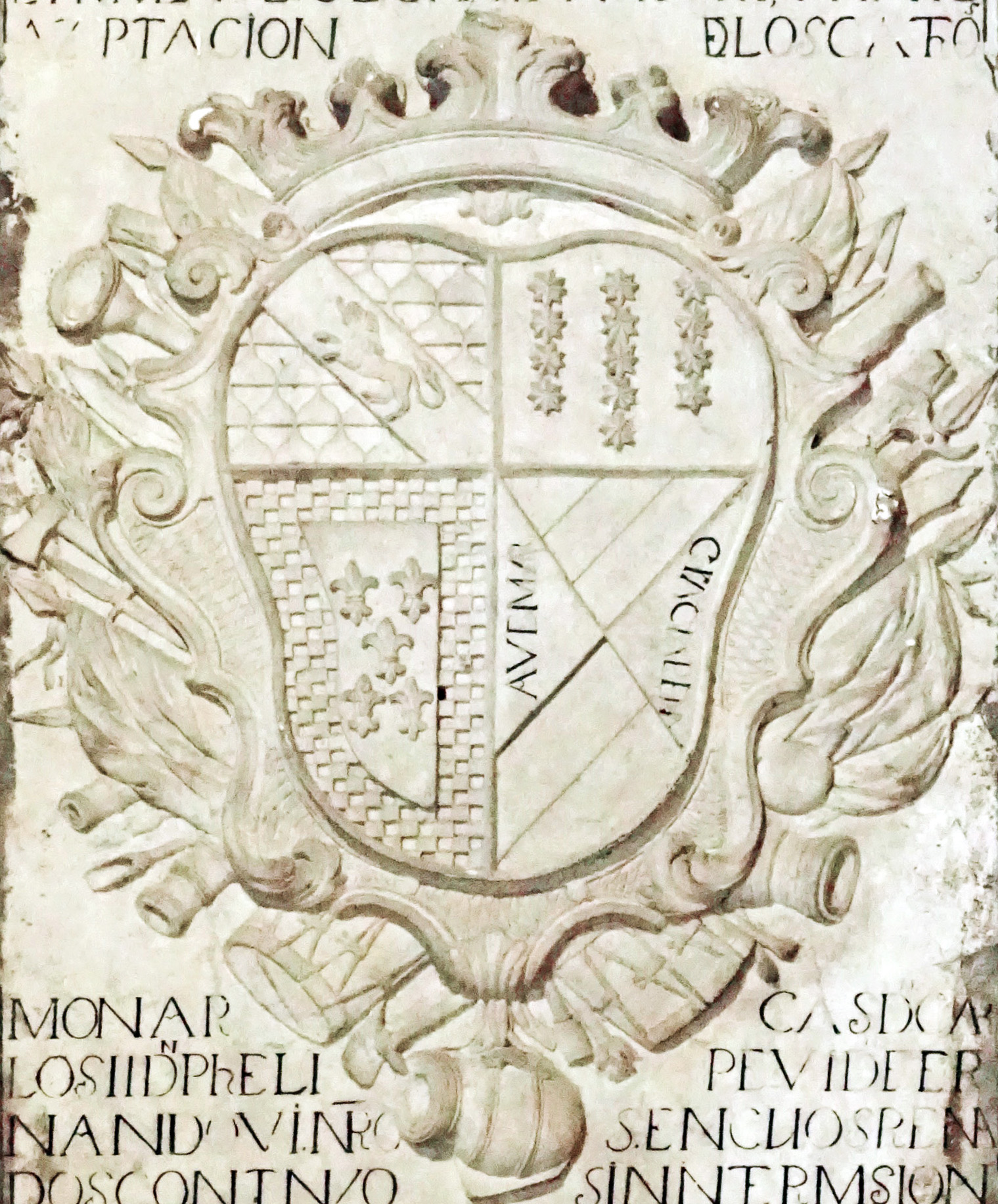
Detalle del escudo, con elementos bélicos

Al margen de este importante militar, se sabe que en la iglesia están enterrado importantes artistas, como son Lázaro González de Ocampo (1651-1714), uno de los primeros imagineros canarios destacados. Asimismo, el considerado por muchos como el primer gran artista de relevancia de Canarias, Juan de Miranda (1723-1805), que además pidió en su testamento ser enterrado con el hábito franciscano.

#### 3- Cuadro del Martirio de San Pedro

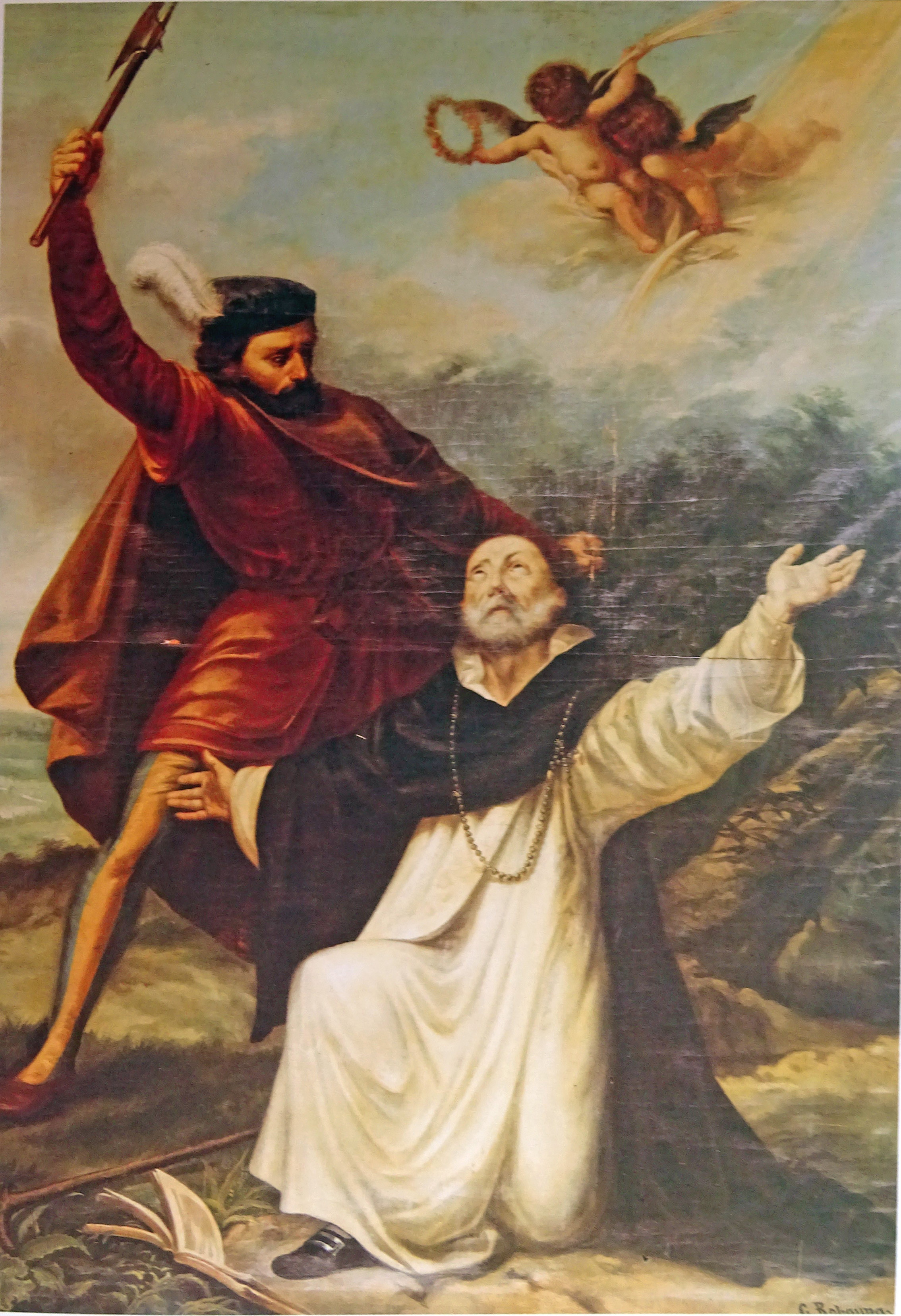
San Pedro Mártir. Óleo sobre lienzo. 200 x 150 cm. 1864

Gumersindo Robayna (1829-1898) fue uno de los artistas canarios más importantes del siglo XIX cubriendo diferentes campos dentro de su producción pictórica. Probablemente, donde más reconocimiento ha adquirido es en sus pinturas históricas, en especial las relacionadas con la conquista de Tenerife. Este cuadro, relevante dentro de su producción religiosa, contiene fecha (1864) y firma y fue una donación personal a esta parroquia. Representa al primer santo mártir de la Orden de Predicadores, inspirado en grabados de la época, dejando entrever las tendencias zurbarianas, tanto por la composición como por resultados cromáticos. Pedro de Verona aparece en el momento de su martirio perpetrado por Pedro de Balsamo en 1252, quien, debido a su profundo arrepentimiento, acabó siendo también fraile dominico, habiendo sido incluso reconocido como beato en 1822. La vestimenta que usa, incluyendo boina con pluma o medias de colores, poco tiene que ver con la Edad Media. Robayna eligió este tema tan poco frecuente por ser santo patrón de la isla de Gran Canaria, y haber presentado este cuadro a un concurso público en su capital, Las Palmas, junto a su famoso La conquista de Tenerife, obteniendo por ambos la medalla de bronce.

#### 4- Retablo de la Virgen de la Consolación

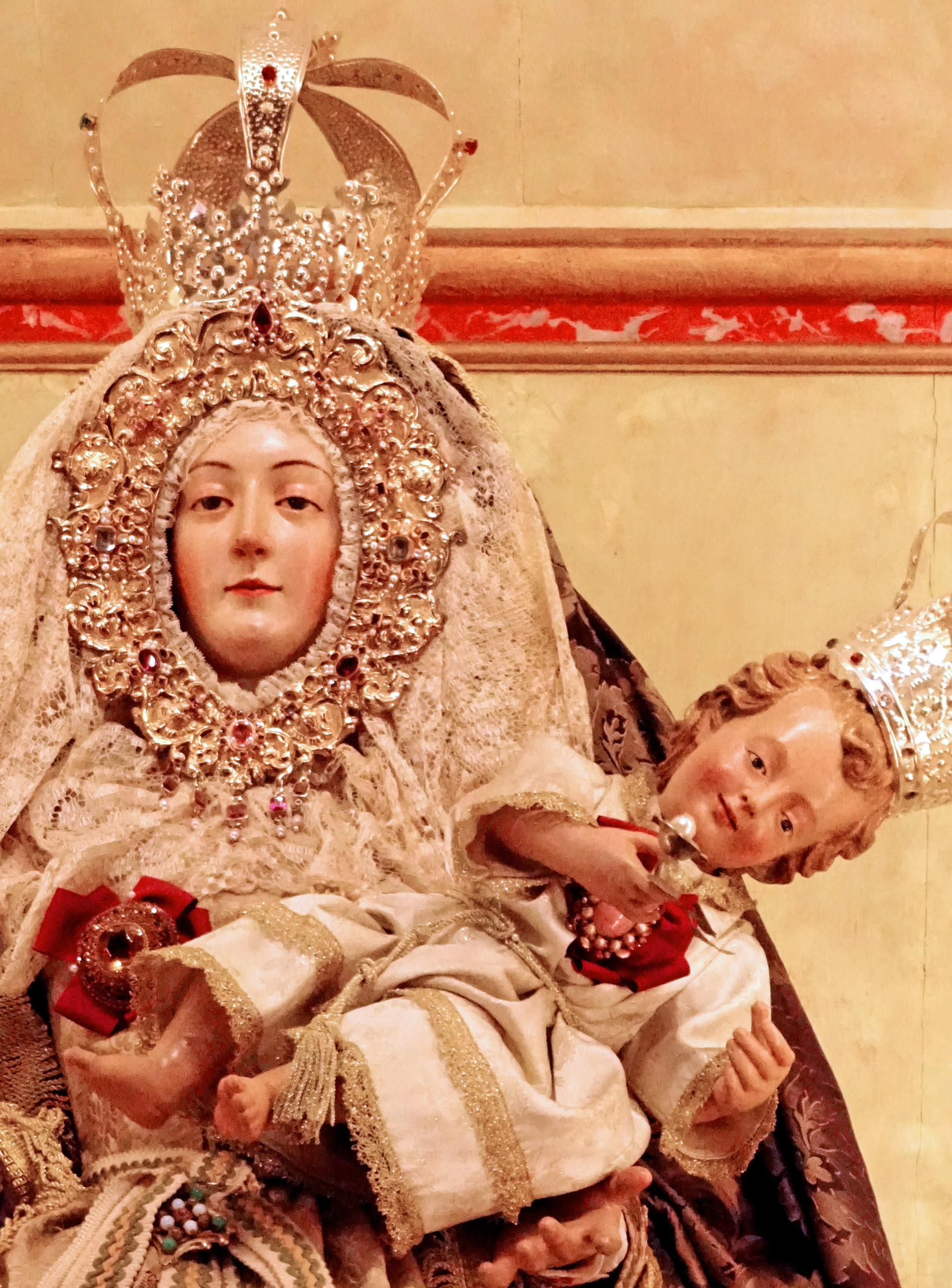
Virgen de la Consolación, finales del o principios del

Este importante e histórico retablo, magníficamente restaurado en 2021, ocupó la cabecera de la iglesia del desaparecido convento dominico de esta capital. Justo antes de la destrucción de dicho convento, en 1849, el retablo fue trasladado al lugar que ocupa hoy, y albergó desde su llegada a la más importante imagen que había en la iglesia, el Señor de las Tribulaciones, que estuvo en el niño bajo, hasta que se trasladó en 1990 a su actual ubicación. Cuando llegó el retablo de los dominicos, sustituyó a un retablo-cuadro que poseía un gran lienzo de la Virgen de la Soledad. Este cuadro, ubicado actualmente en la Casa Museo Cayetano Gómez Felipe de La Laguna, era el que presidía el altar mayor de la antigua ermita de la Soledad, germen del convento franciscano, por lo que probablemente sea el elemento patrimonial más antiguo que haya sobrevivido de la larga historia de esta parroquia. Volviendo al retablo de los dominicos, está datado en el primer cuarto del siglo XVIII (¿1724?), por lo que es probable que sea el más antiguo de la actual parroquia, y es el único que tiene en exclusiva columnas salomónicas, las más habituales antes de la explosión del estípite. Se advierte un pretencioso planteamiento arquitectónico y estético. Destaca por su organización en dos cuerpos y tres calles. Es, además, uno de los pocos retablos que hay en Canarias en usar dichas columnas salomónicas con el primer tercio de talla y capiteles corintios. Además posee entablamentos, molduras, relieves y un rico programa ornamental, enriquecido todo ello por la policromía a base de dorados y tratamientos al temple. En el coronamiento del retablo, con motivos vegetales, aparece el emblema de María, bajo una corona real. En el primer cuerpo, en las calles laterales están dos imágenes de santos dominicos: Santo Domingo de Guzmán y Santa Rita de Casia (industrial de los talleres de Olot de 1945), que cuenta ésta con gran devoción. La primera es del siglo XVIII y estuvo durante mucho tiempo en el Retablo Mayor de la parroquia. Ha sido atribuido a la mano del polifacético artista José Rodríguez de la Oliva, de los más destacado en Canarias de dicho siglo. Esta escultura posee su indudable impronta artística, ya que ofrece gran similitud con varias de sus imágenes, por ejemplo las de San Agustín que se encuentran en Los Realejos y en San Cristóbal de La Laguna, siendo probable que Rodríguez de la Oliva repitiese un modelo prestablecido para las figuras de santos frailes. En la hornacina central se encuentra la imagen de Nuestra Señora de la Consolación, probablemente el elemento patrimonial más antiguo que hay en San Francisco, de principios del siglo XVII. En el desaparecido convento dominico, esta imagen de vestir sustituyó a la pequeña Virgen de la Consolación gótica (actualmente en la Iglesia de la Concepción), que había traído el conquistador Alonso Fernández de Lugo consigo. Fue la primera devoción mariana de la ciudad de Santa Cruz y la segunda de la Isla, después de la Virgen de Candelaria. Aunque la devoción actual que se le profesa es inferior a otras imágenes, es la Patrona de la capital tinerfeña. Además dio nombre al propio convento dominico. Bajo la Virgen de la Consolación, cabe destacar el interesante conjunto escultórico de El Sueño de San José, en madera policromada y dorada (siglo XVII), atribuido a Lázaro González de Ocampo (1651-1714). Única representación de este tema josefino en la plástica barroca canaria, probablemente único también a nivel estatal. En este nicho, estuvo desde la llegada del retablo al

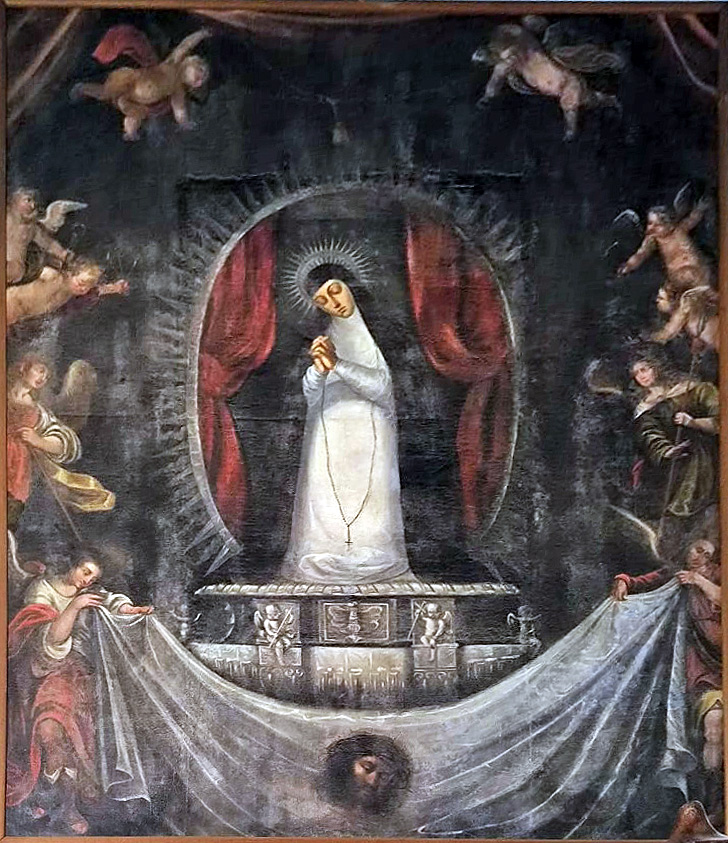
Lienzo de la Virgen de la Soledad, que perteneció al anterior retablo-cuadro, sustituido por el actual de los dominicos
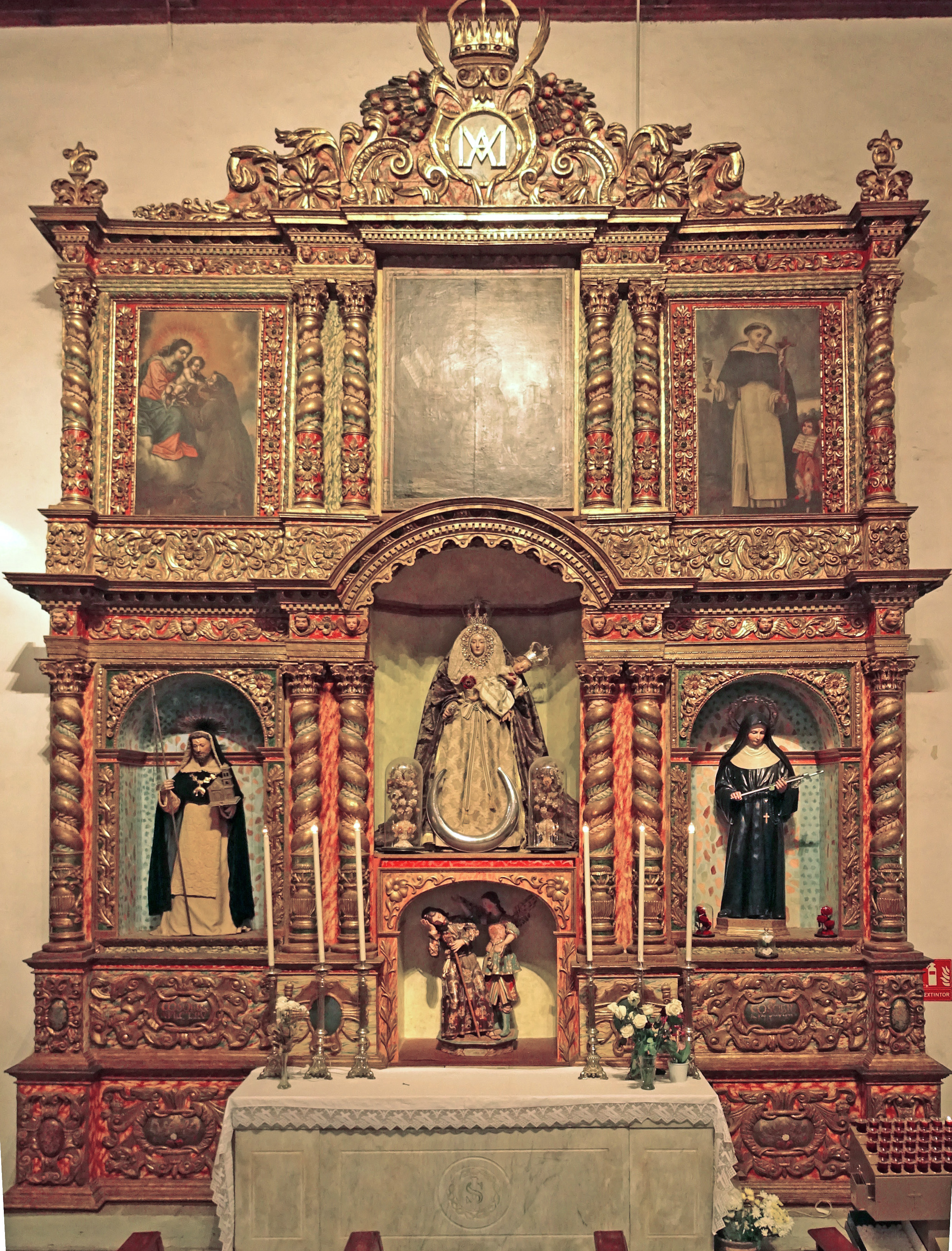
Retablo de la Consolación
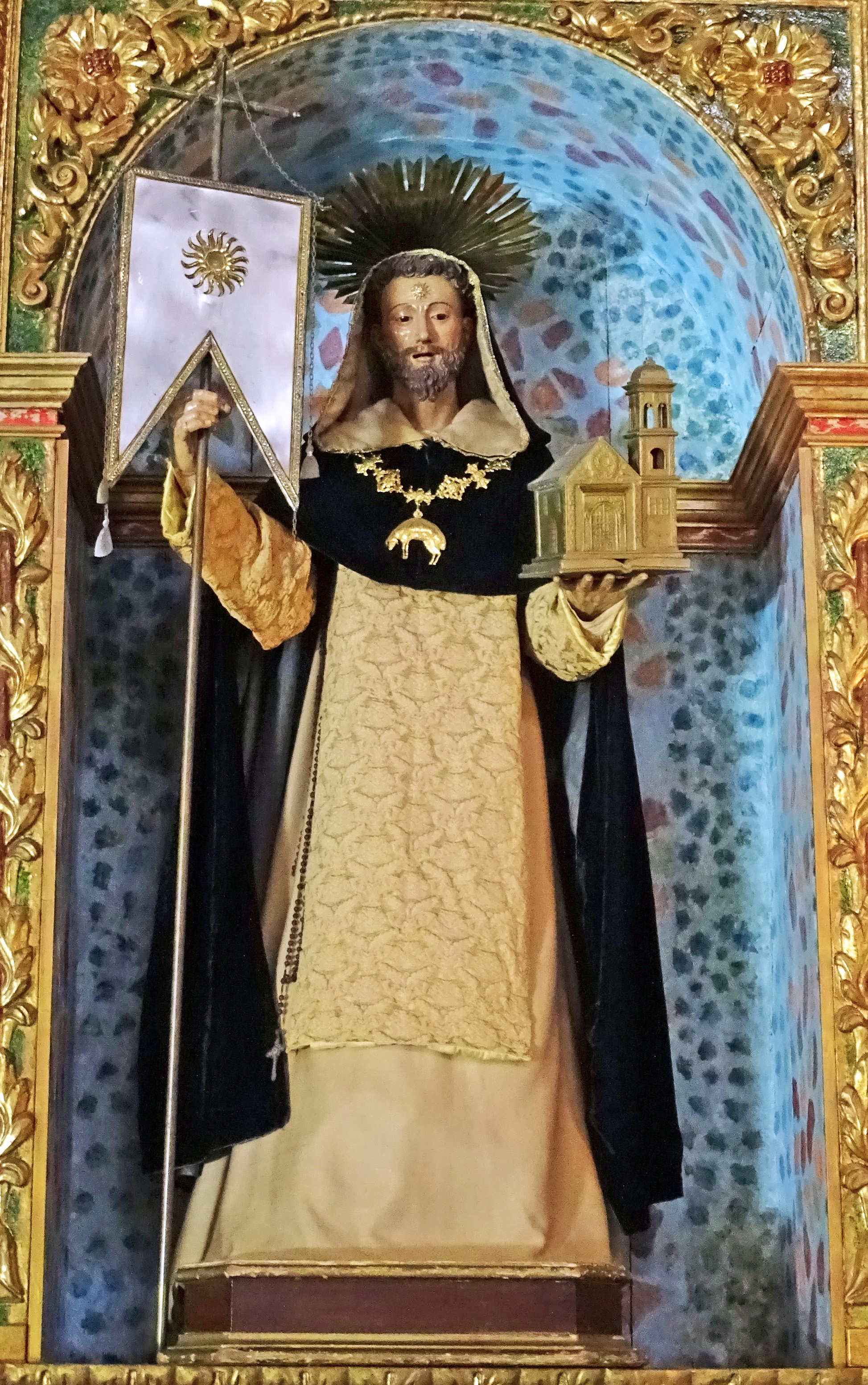
Santo Domingo de Guzmán, José Rodríguez de la Oliva, siglo XVIII
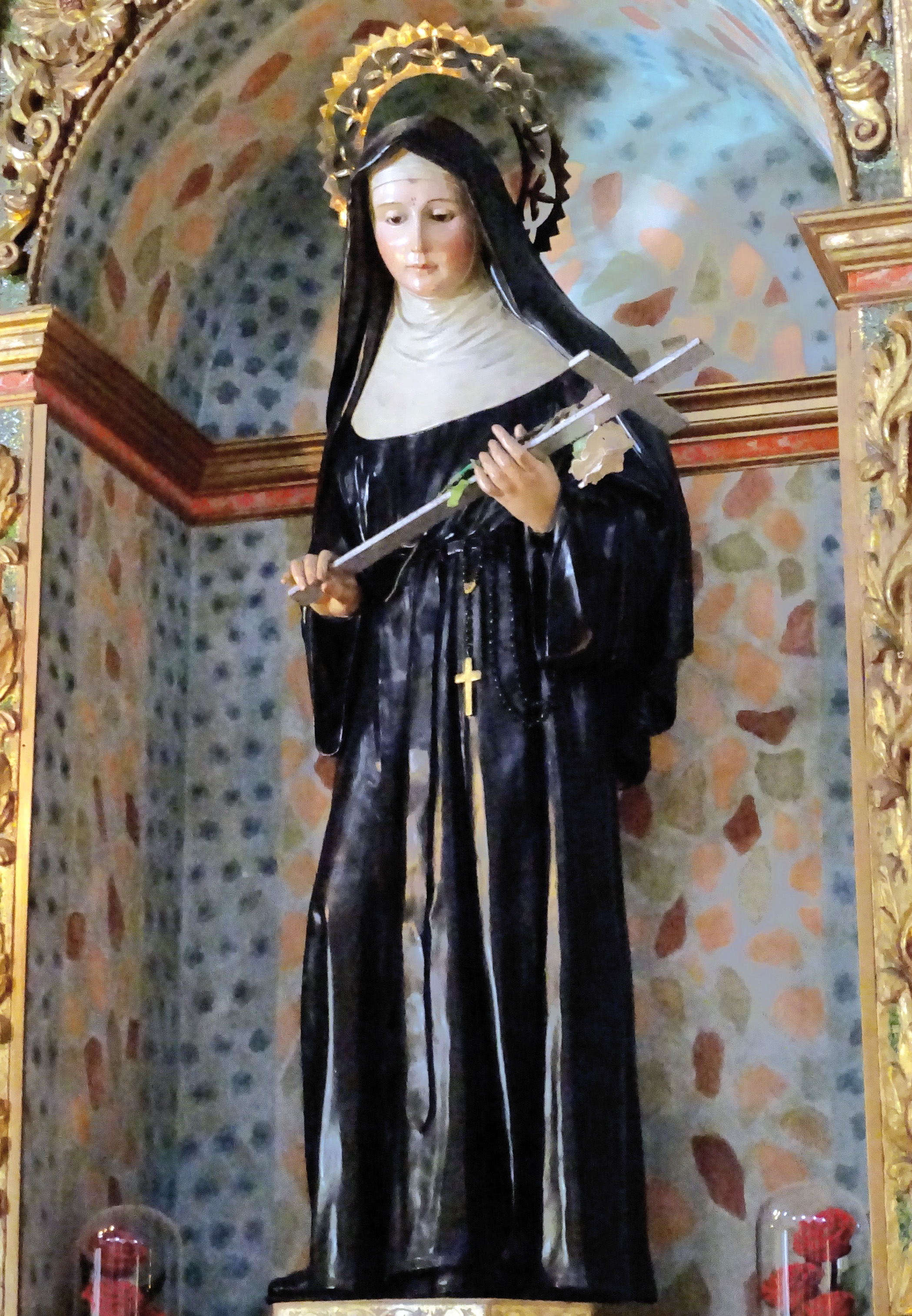
Santa Rita de Casia (1945)
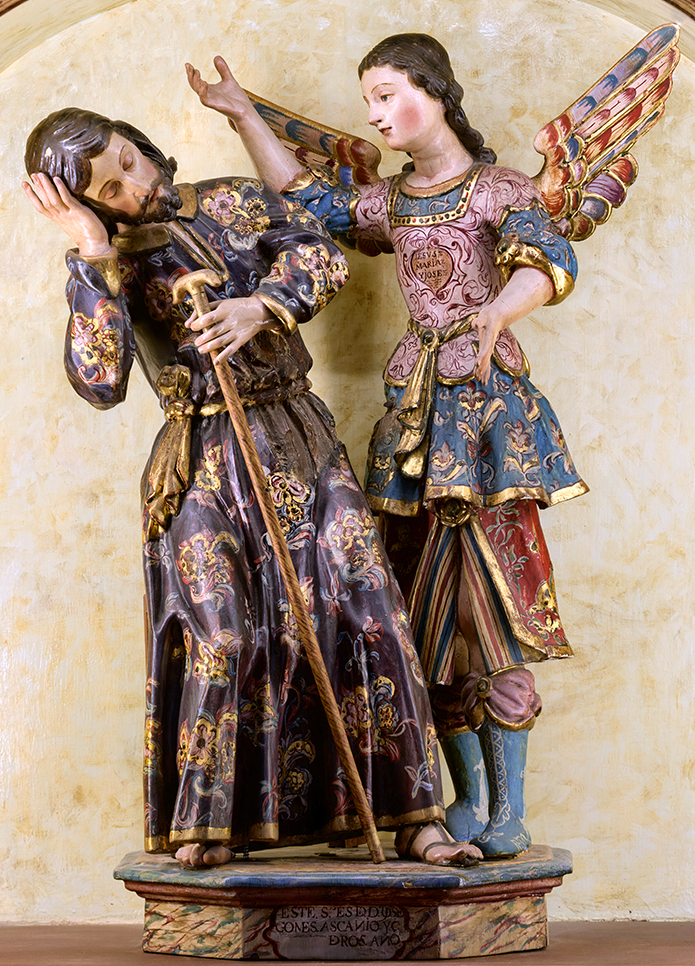
El sueño de San José, Lázaro Glez. de Ocampo, finales del siglo XVII o principios del XVIII

En el segundo cuerpo, encontramos representaciones pictóricas franciscanas y dominicas, de la órbita de Cristóbal Hernández de Quintana (1651-1725). En el centro, San Francisco en meditación. El lienzo de la izquierda es una representación de mucha calidad de San Francisco recibiendo al Niño Jesús de manos de la Virgen, de principios del siglo XVIII, tradicionalmente adjudicado al propio Quintana. A la derecha, una entrañable y singular representación de San Luis Beltrán, portando un cáliz del que sale un dragón, que hace mención a un episodio de su vida, en el que casi muere envenenado cuando evangelizaba en Colombia, por lo que el dragón representa el tóxico y la cruz, su salvación. En el centro, San Francisco en meditación.

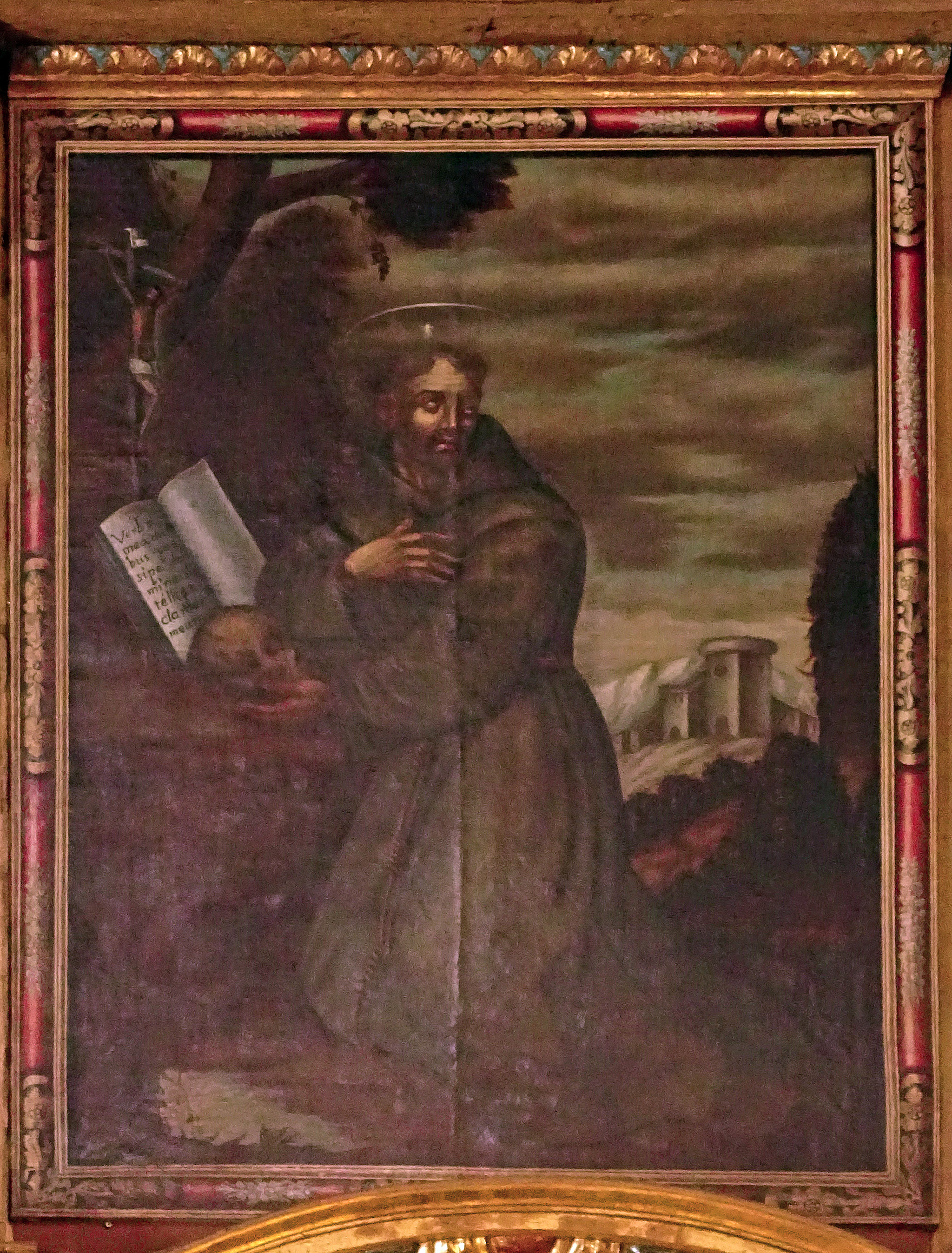
San Francisco en meditación
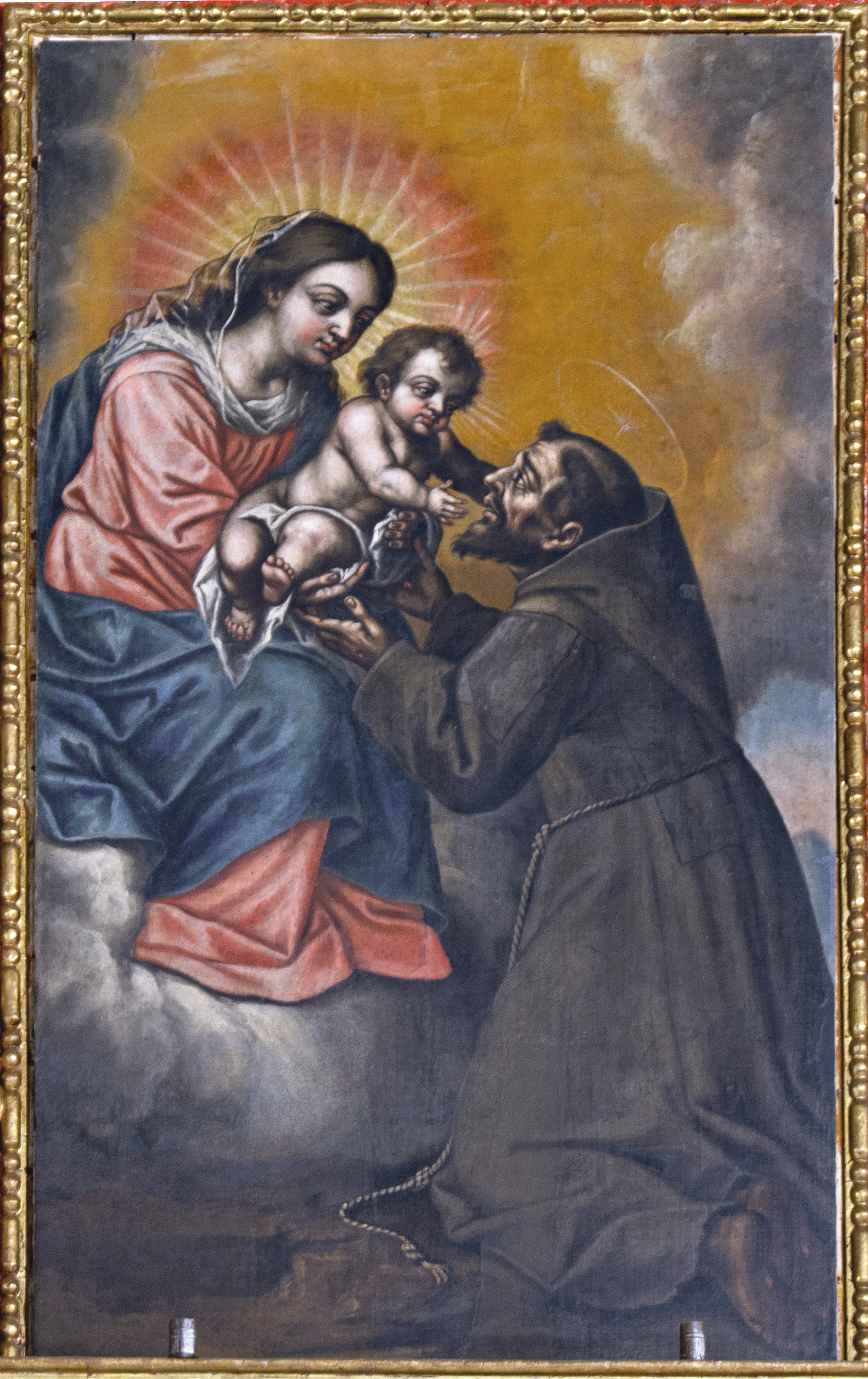
San Francisco recibiendo al Niño Jesús de manos de la Virgen, Cristóbal Hdez. de Quintana
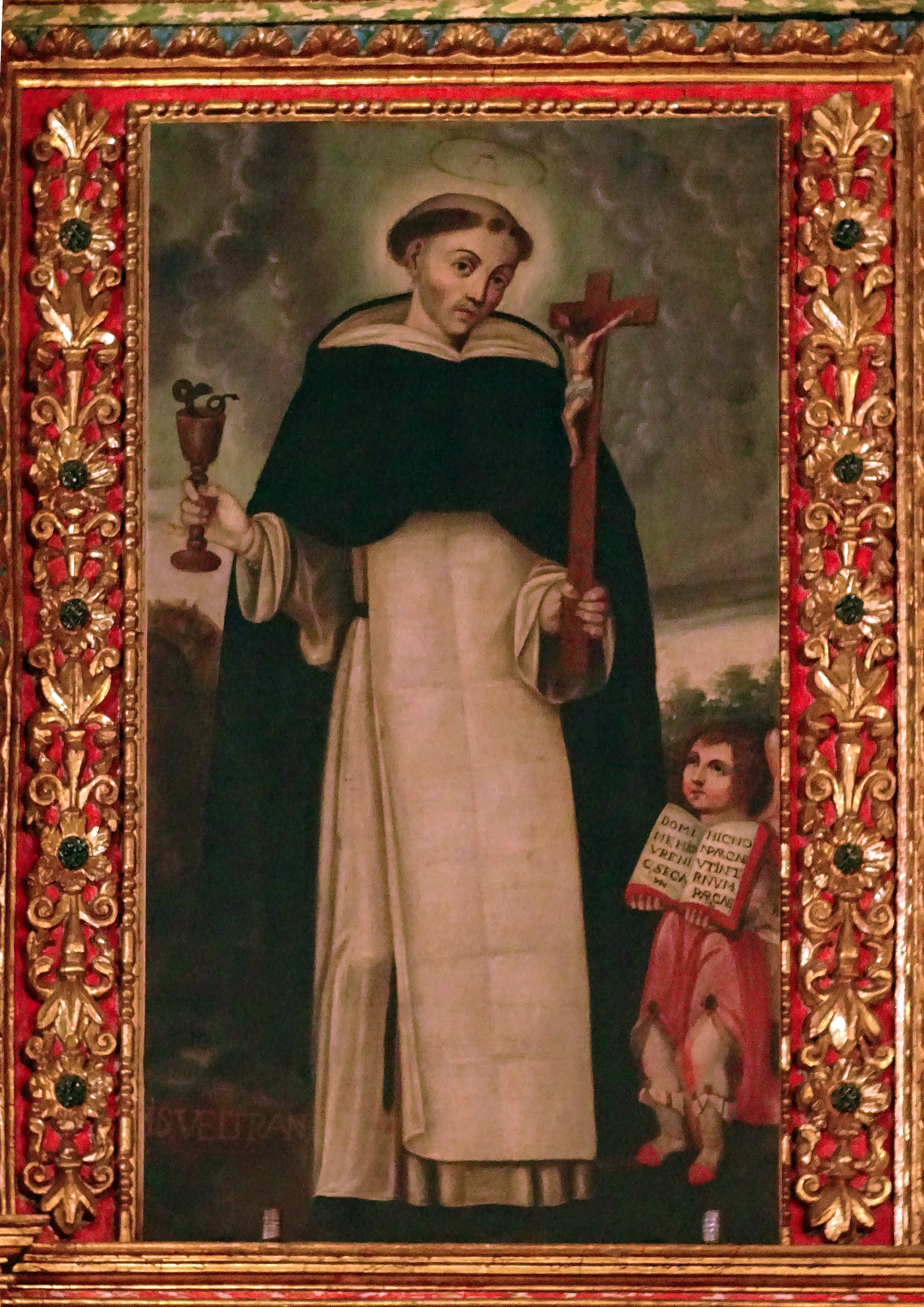
San Luis Beltrán

#### 5- Retablo de San Buenaventura

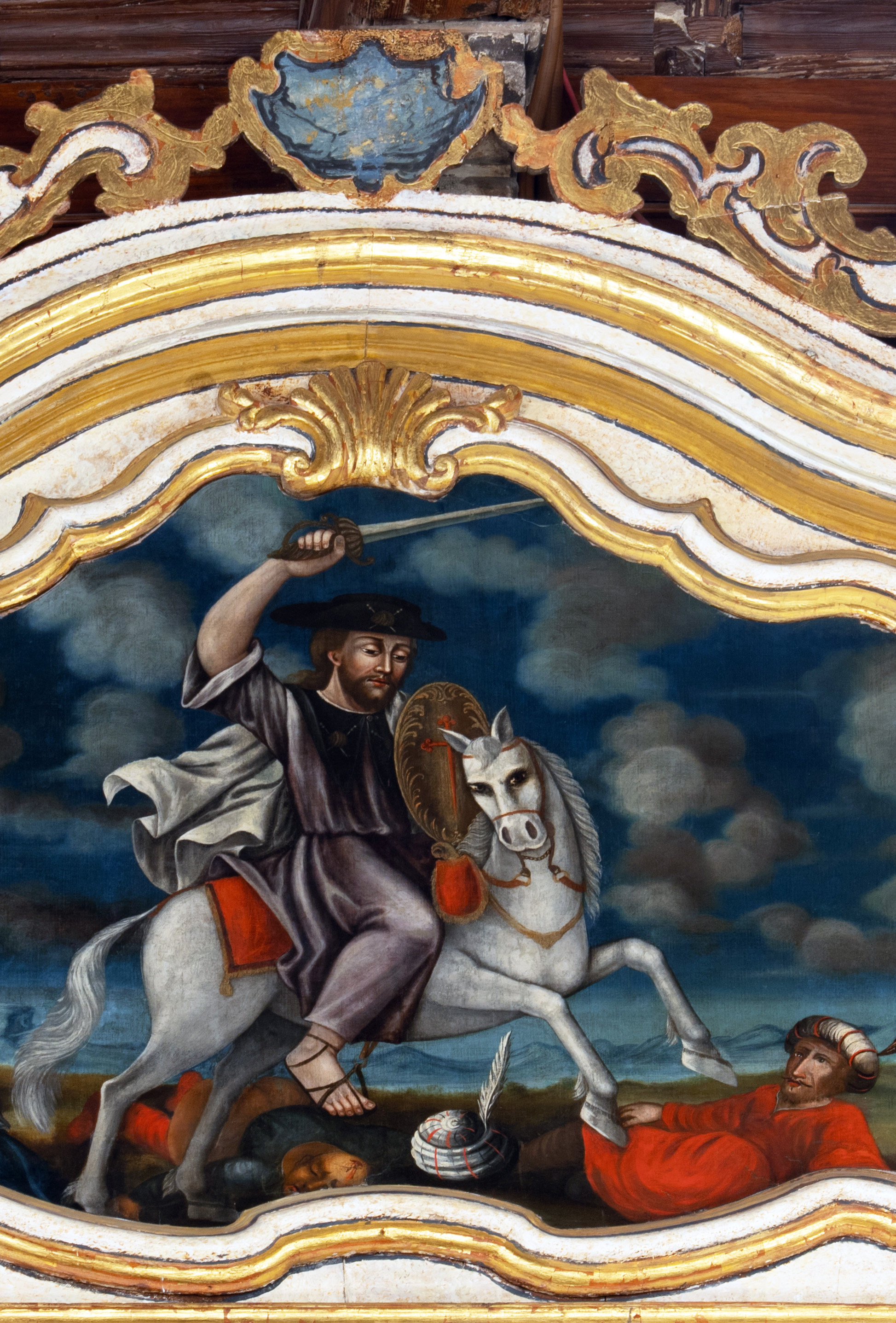
Detalle de Santiago Matamoros, en el ático del retablo

Todos los elementos de este retablo, incluso imágenes y lienzos, están datados aproximadamente en la primera mitad del siglo XVIII. Del retablo en concreto se sabe que se policromó en 1740, por lo que su construcción sería algún año antes. Está dedicado al teólogo por excelencia de la Orden Franciscana, San Buenaventura. Ha sido magníficamente restaurado en 2023, devolviéndole todo su esplendor. Si nos fijamos, su composición es muy similar a la del retablo de la Consolación, pero la diferencia fundamental es que, para limitar las calles, se cambia el uso de columnas salomónicas por estípites, lo que nos da pistas para saber que el de Consolación es anterior, ya que en Canarias los estípites desplazaron a las estas columnas torsas a partir del segundo tercio del siglo XVIII. Éste de San Buenaventura cuenta con tres calles separadas por elegantes estípites, y dos cuerpos, el primero con hornacinas, cada una de las cuales también están enmarcadas en estípites más pequeños, destacando la hornacina central que está en un plano más adelantado y, además, es de mayor dimensión, por lo que rompe el entablamento que separa los dos cuerpos; el segundo cuerpo, está compuesto por tres lienzos de originales marcos. El ático incorpora otro lienzo; además, está rematado por cuatro originales pájaros. Respecto a las imágenes, todas del siglo XVIII, en la hornacina central está el titular, una imagen de vestir de San Buenaventura, que mira a lo alto. Porta iglesia y pluma, acorde con su condición de doctor de la iglesia. A la izquierda, una imagen también de vestir de San Blas, mientras que a la derecha está una magnífica talla completa policromada de San Francisco de Paula. Bajo San Buenaventura, en un pequeño nicho, está la extraordinaria escultura de San Ramón Nonato, situada en el pequeño nicho abierto en la predela, posiblemente de escuela napolitana de la citada centuria.

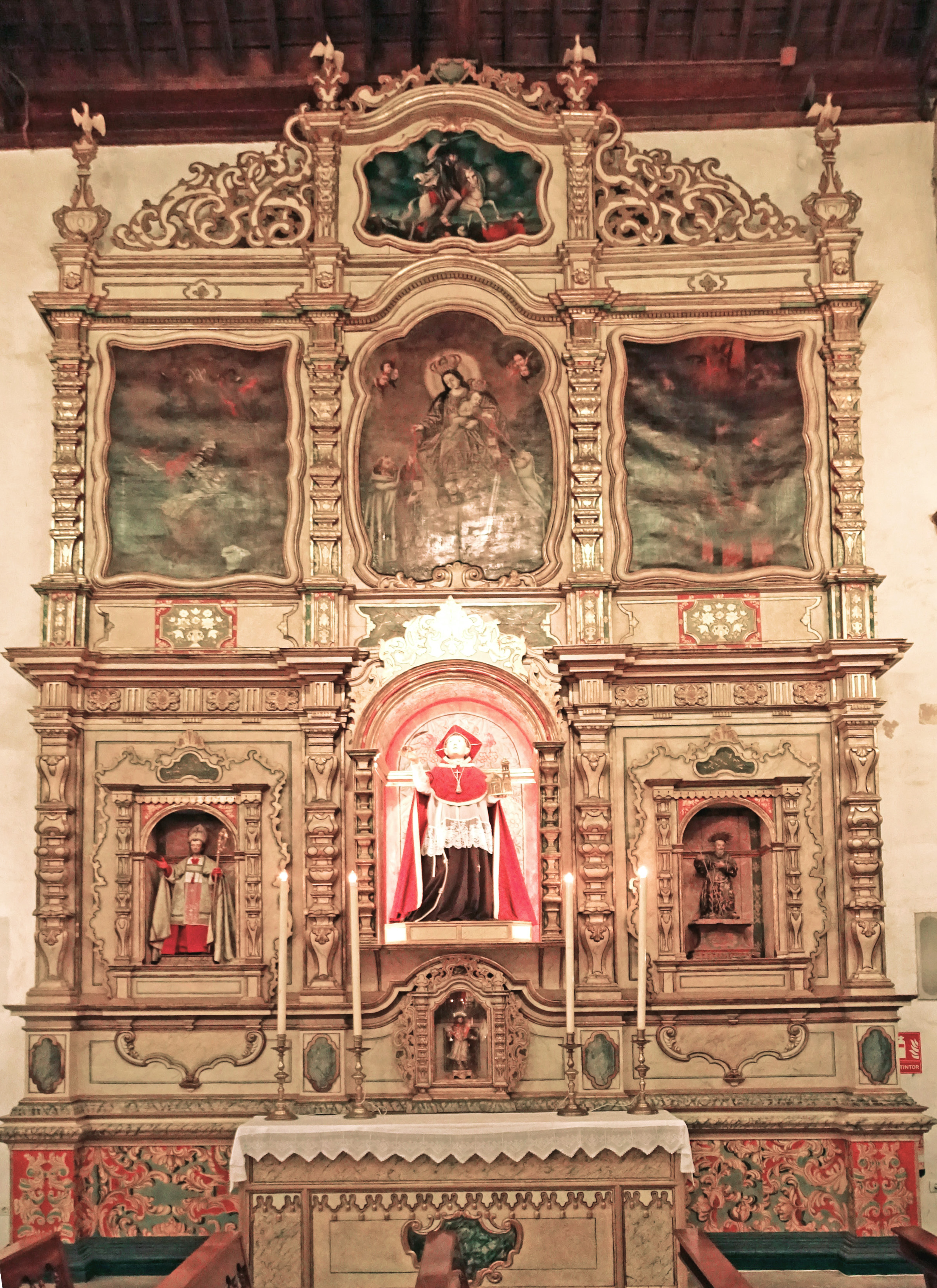
Retablo de San Buenaventura, siglo XVIII
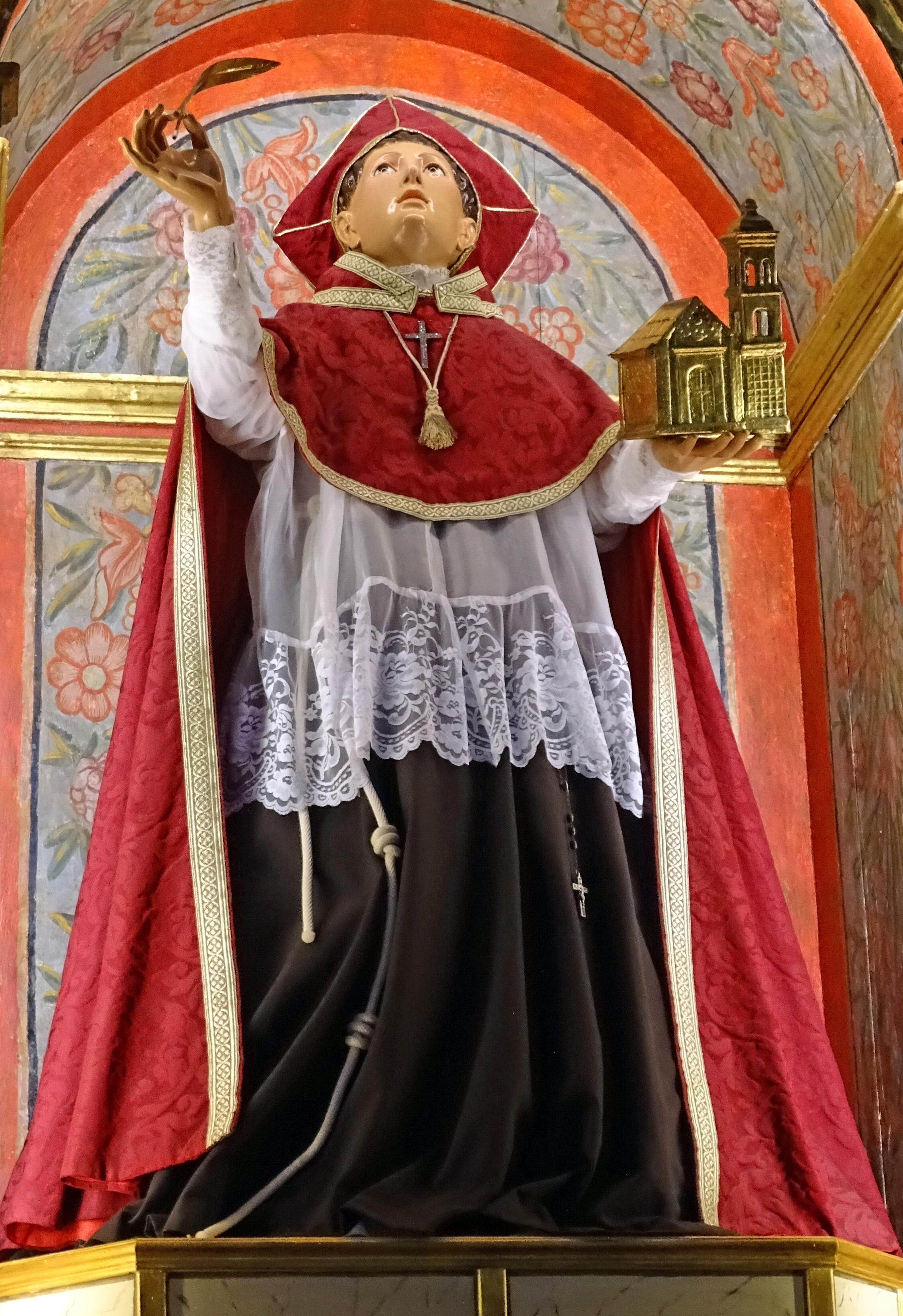
San Buenaventura, principios del siglo XVIII
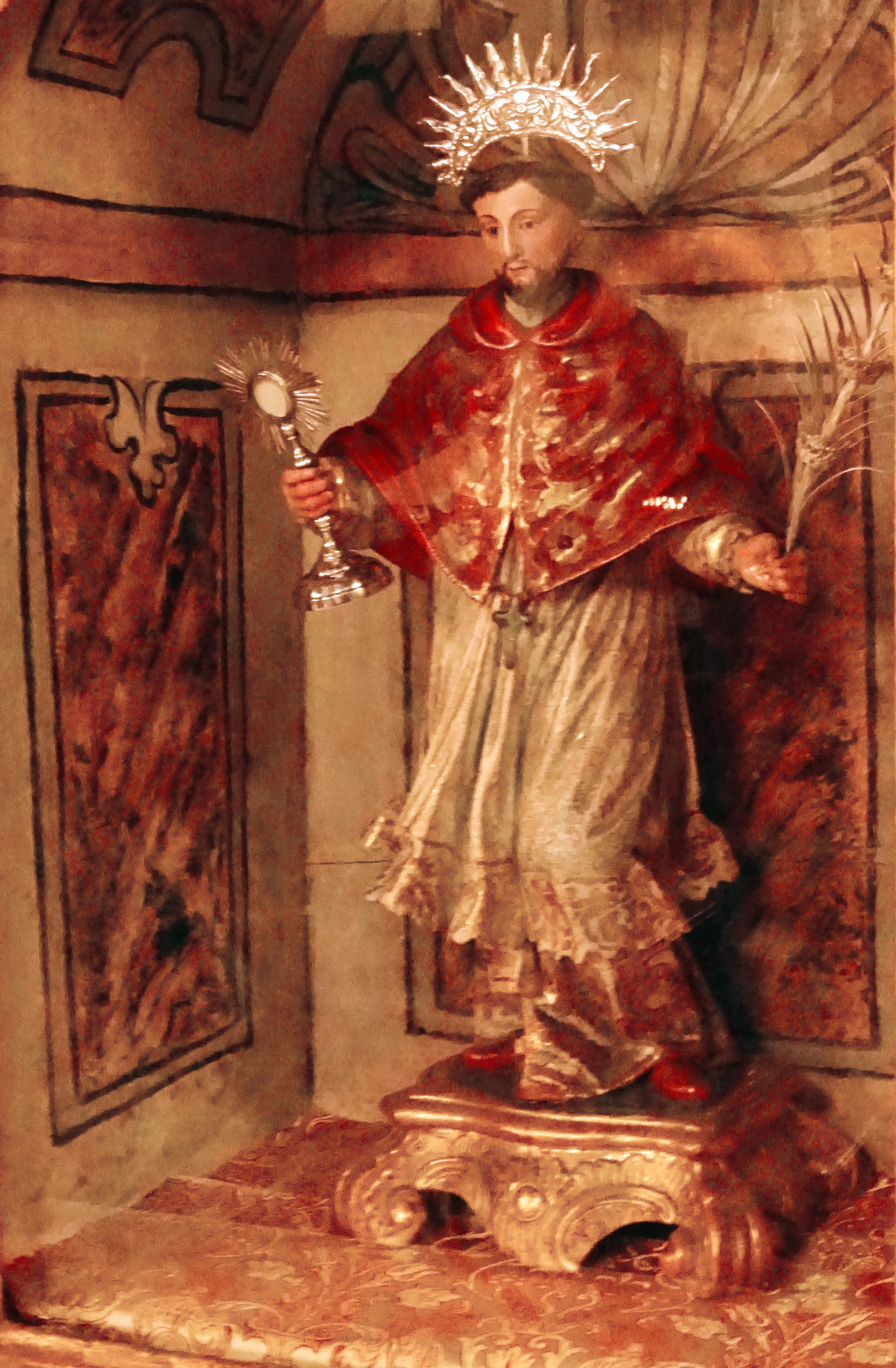
San Ramón Nonato, siglo XVIII
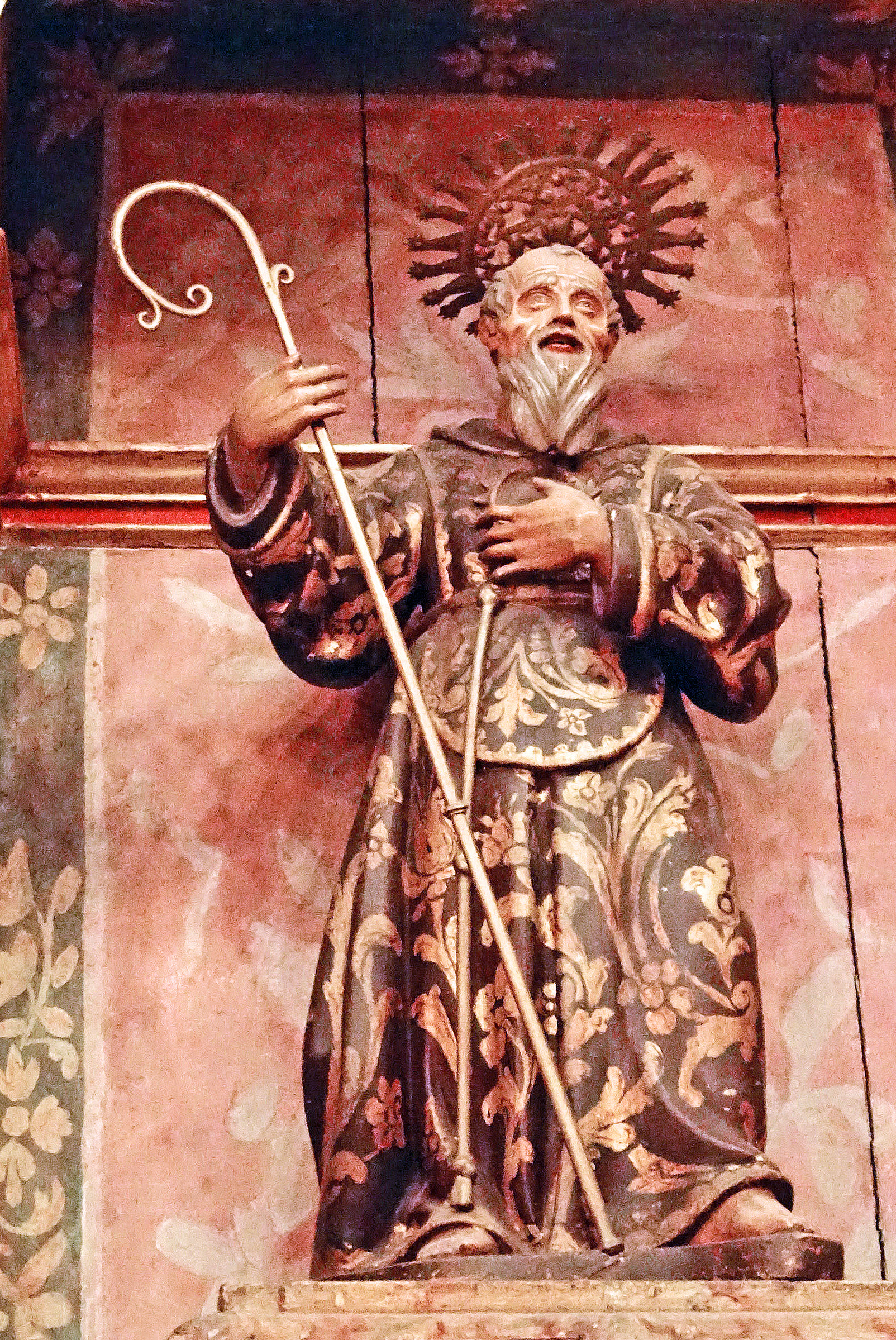
San Francisco de Paula, principios del siglo XVIII

En el segundo cuerpo, dispone de un conjunto de lienzos. En el centro se representa una iconografía no muy habitual: La Virgen del Carmen entregando los escapularios a San Juan de la Cruz y a Santa Teresa de Ávila. A la izquierda, Santa Ana amamantando a la Virgen, y la derecha, El martirio de San Lorenzo. Estos lienzos, de clara influencia quintanesca, se llegaron a atribuir a Nicolás Lorenzo de Fleitas (1688-1755), cuñado y posible discípulo de Cristóbal Hernández de Quintana, además de vecino de Santa Cruz. Como remate en el ático, hay un pequeño lienzo de Santiago Matamoros, que destaca por ser este santo el patrón de Santa Cruz, a raíz de la victoria de la ciudad en el intento de invasión que sufrió en 1797 por parte de una muy importante flota inglesa capitaneada por el Almirante Horacio Nelson, la mayor gesta bélica probablemente en la historia de Canarias. La victoria se produjo el 25 de julio, celebración de dicho santo, y de ahí el patronazgo, y aunque la imagen titular del mismo es una talla de madera que se encuentra en la iglesia matriz de la Concepción, ésta es la segunda representación que de dicho patrón hay en la ciudad.

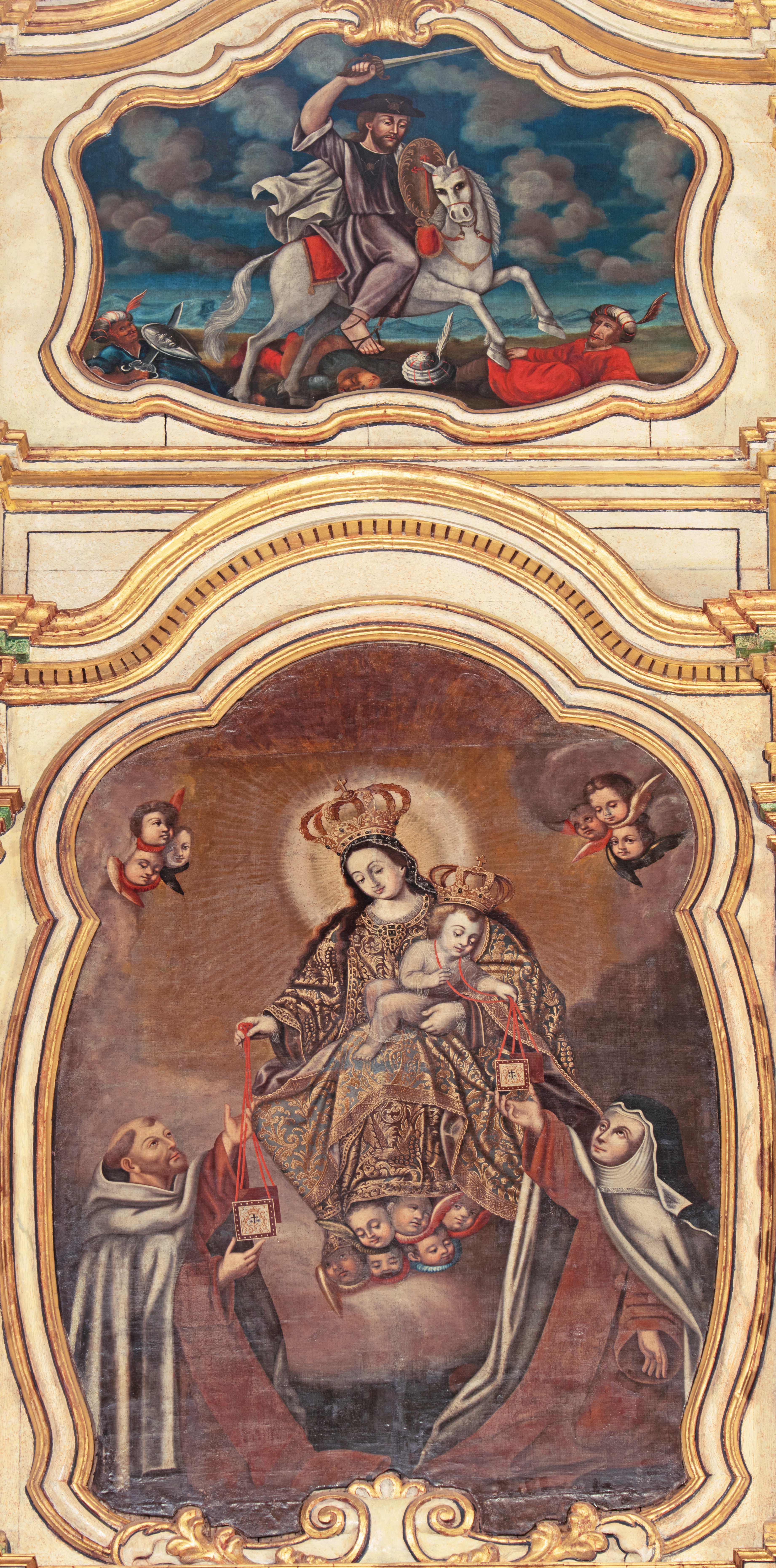
Virgen del Carmen. Encima, Santiago Matamoros
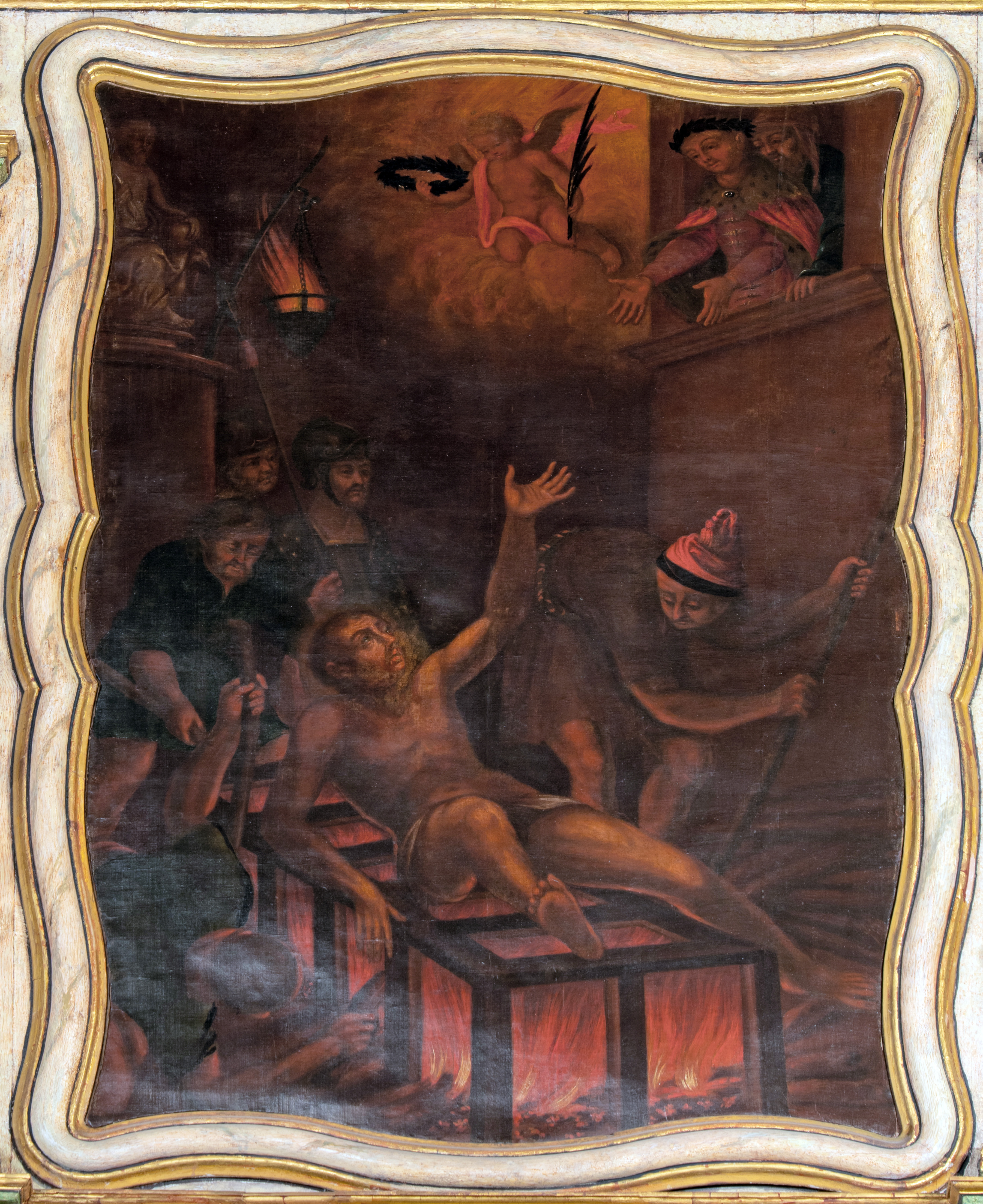
Martirio de San Lorenzo
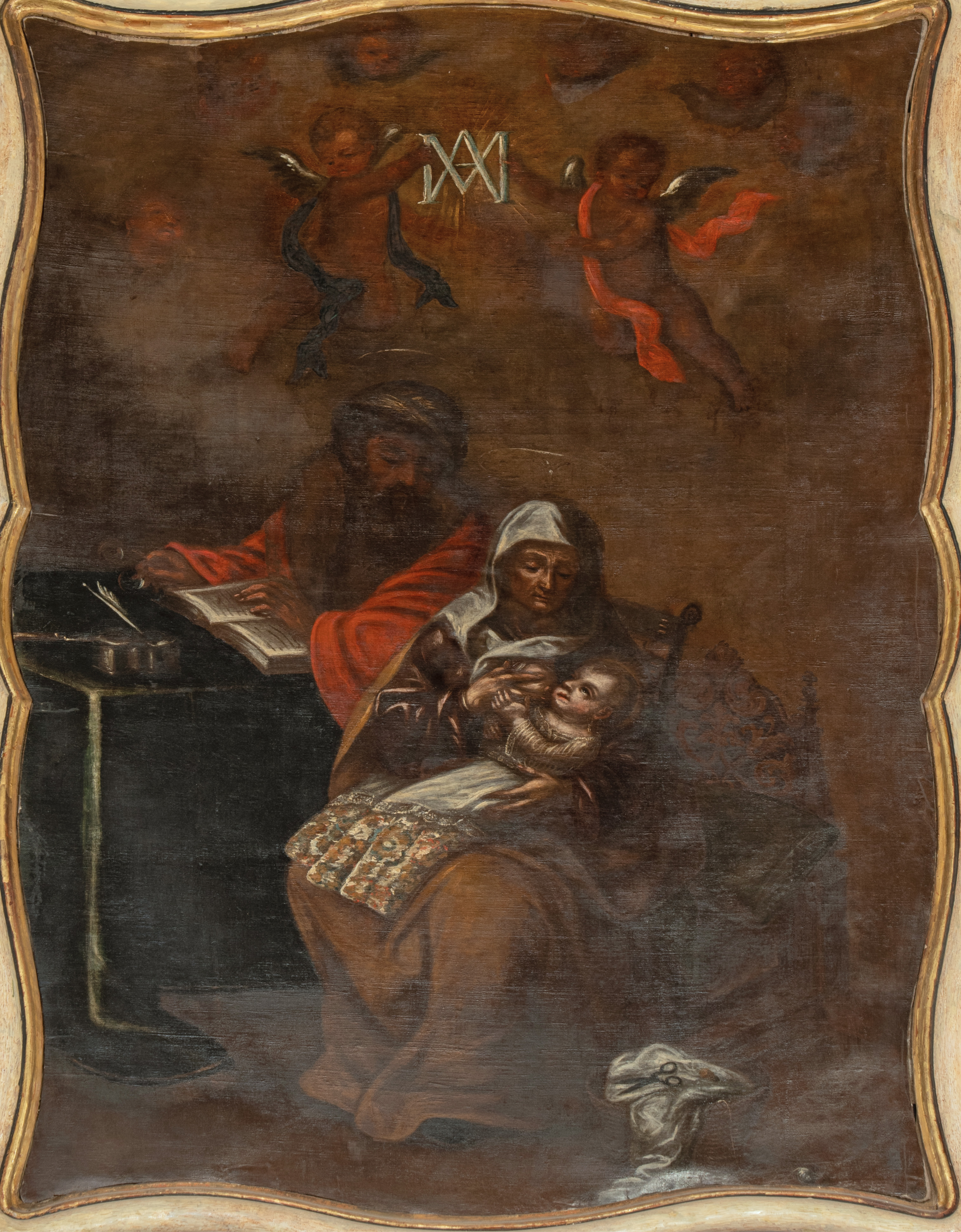
Santa Ana amamantando a la Virgen María

#### 6- Cuadro de Ánimas

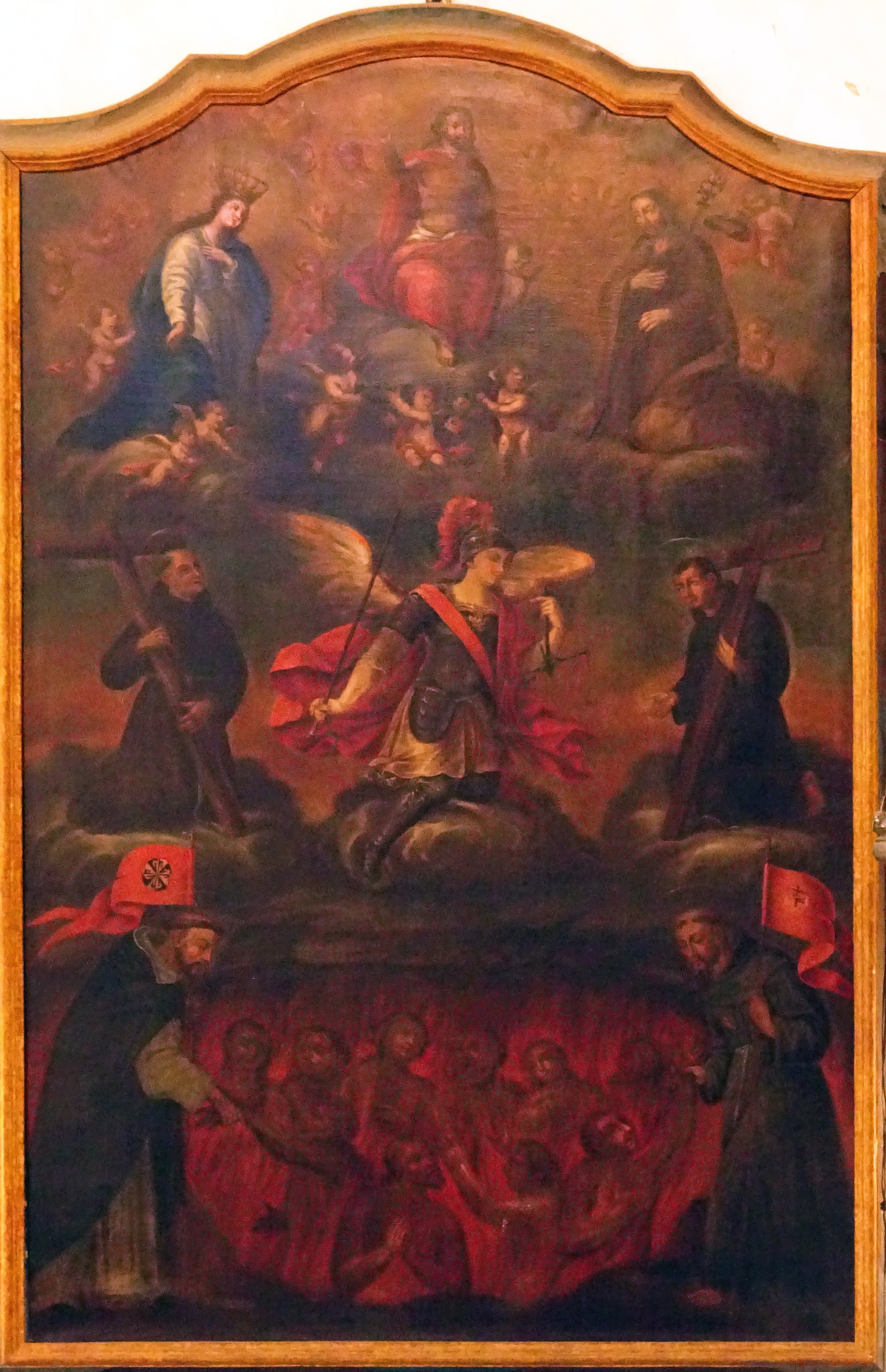
Cuadro de Ánimas. Rafael Henríquez (1778)

Obra de Rafael Henríquez (1737-1793), pintor local muy relacionado con el antiguo convento, puesto que fue hermano de la Venerable Orden Tercera, incluso síndico apostólico entre 1784 y 1792, además de tener su residencia muy cerca. Está enterrado bajo este lienzo, que en su momento formaba parte de un retablo desaparecido. Dado que esta obra nos revela a un pintor conocedor de su trabajo y por toda esta relación tan directa, se supone que alguna otra obra que está anónima -en la parroquia o en la capilla anexa de los Terceros- pueda ser de su mano. Este tema teológico es muy común en las iglesias canarias, en especial en Tenerife. Obedece siempre a una misma estructura compositiva, generalmente en tres niveles: en la parte baja, el fuego purificador que recupera a las almas; en el centro, la Virgen María o el Arcángel San Miguel, y en la parte superior, la Trinidad rodeada de nubes. Henríquez aporta algunas novedades: hizo intervenir en la parte baja a San Francisco y Santo Domingo, con banderolas con sus emblemas, intercediendo por las ánimas; en el centro, flanqueando al Arcángel, dos santos franciscanos arrodillados, que han sido identificados como San Diego de Alcalá y San Pedro Alcántara; en la parte superior sitúa, de forma triangular, a Cristo sedante, acompañado por la Virgen en su advocación de Inmaculada, y por San José, ambos arrodillados y que destacan por su calidad técnica.

#### 7- Capilla de la Virgen de la Soledad

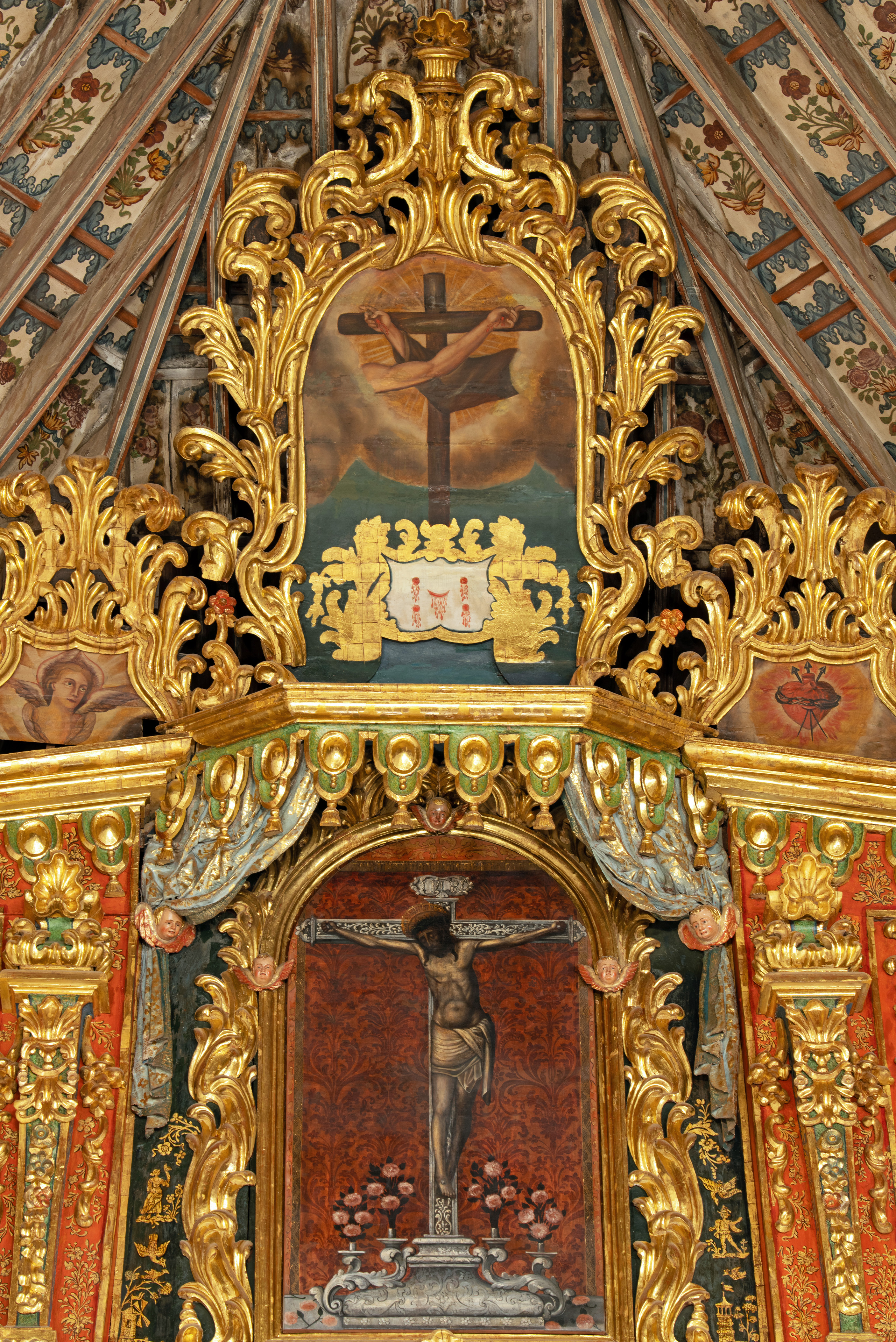
Parte superior del retablo: Cristo de La Laguna, emblemas franciscanos y policromía del artesanado

La capilla de la Soledad ocupa el testero de la nave del Evangelio. En las primeras décadas del siglo XVIII la iglesia conventual queda en forma de planta de cruz latina antes de tomar su configuración actual. Como recuerdo de la primigenia ermita de la Soledad sobre la que se edificó, no sólo se pone un relieve de esta Virgen rematando el impresionante retablo mayor, sino que se erige también esta capilla del lado del Evangelio. Mientras que de la construcción de la capilla del lado de la Epístola se ocupa el por entonces Cónsul de Francia, de ésta se ocuparán los Hermanos Terceros, que suelen tener capilla propia en los conventos franciscanos. Ya en 1723 la reciben como donación perpetua.  Detrás de esta capilla poseían los Terciarios cuartos para despojos, conectado con la capilla por dos puertas en la parte baja del retablo, que aún existen. Medio siglo más tarde deciden convertir estos cuartos en capilla propia, más amplia e independizada de la iglesia conventual, creándose la capilla de la V.O.T. 
El arco de separación entre capilla y resto de la nave está cubierto por pintura mural que representa a La Piedad, probable obra de algún pintor local con ciertas carencias técnicas que le otorgan una cierta candidez a la lectura del mensaje evangélico. El artesonado de esta capilla, de estilo mudéjar policromado, se encuentra en mal estado. En la pared lateral se encuentra también el Cuadro de ánimas que se ha expuesto en el punto anterior.

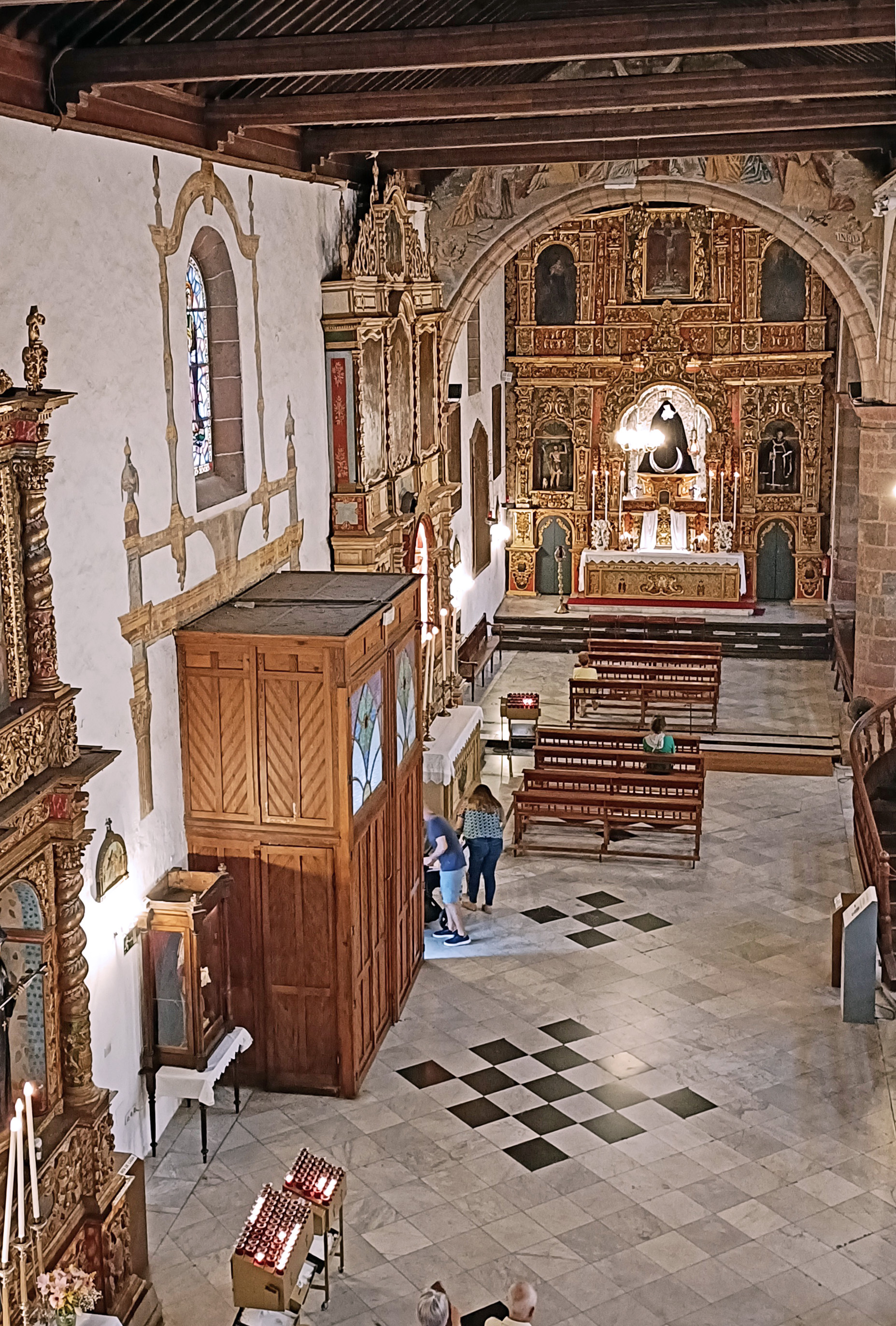
Al fondo, Capilla de la Soledad, desde el coro alto
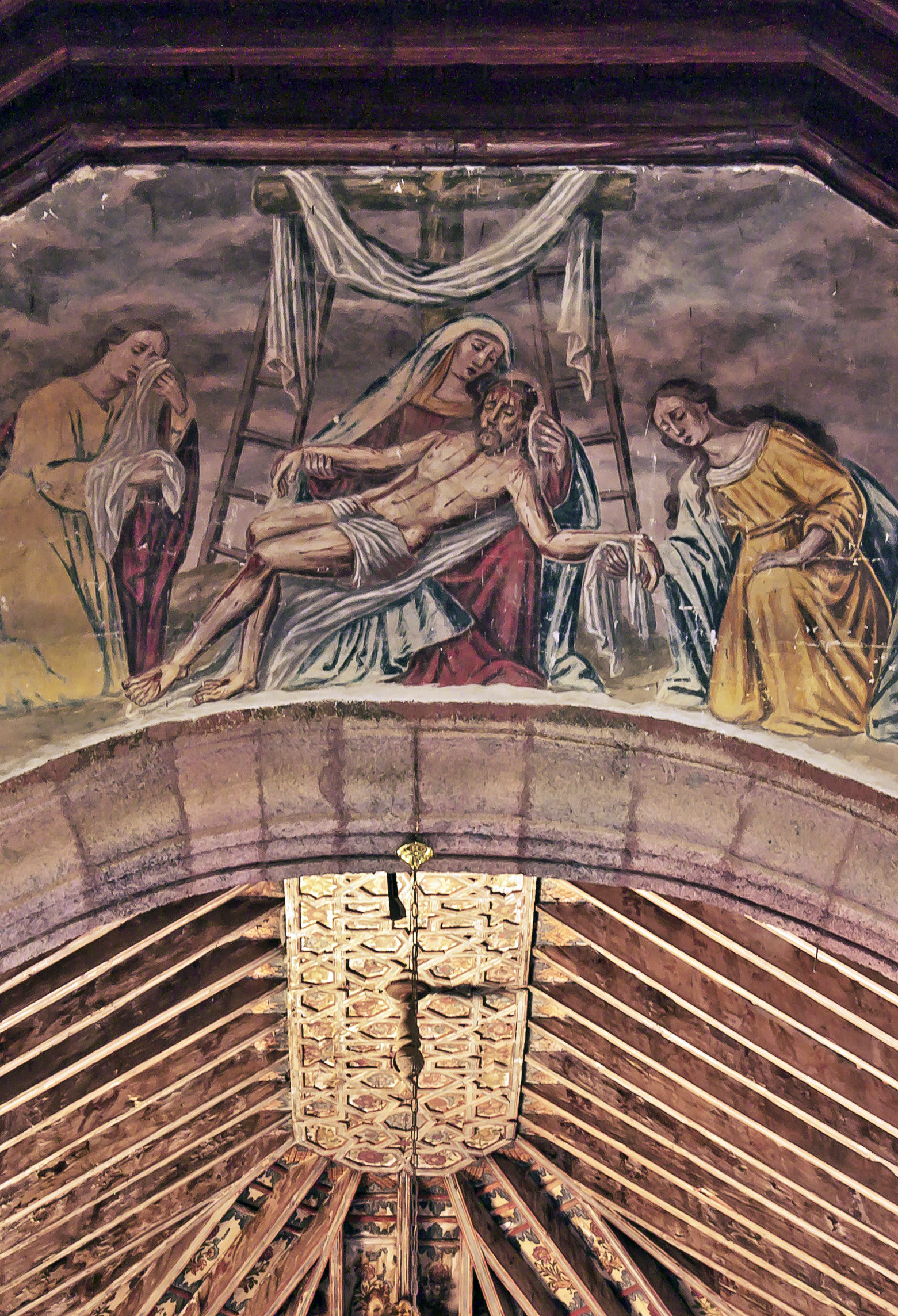
Pintura mural de La Piedad
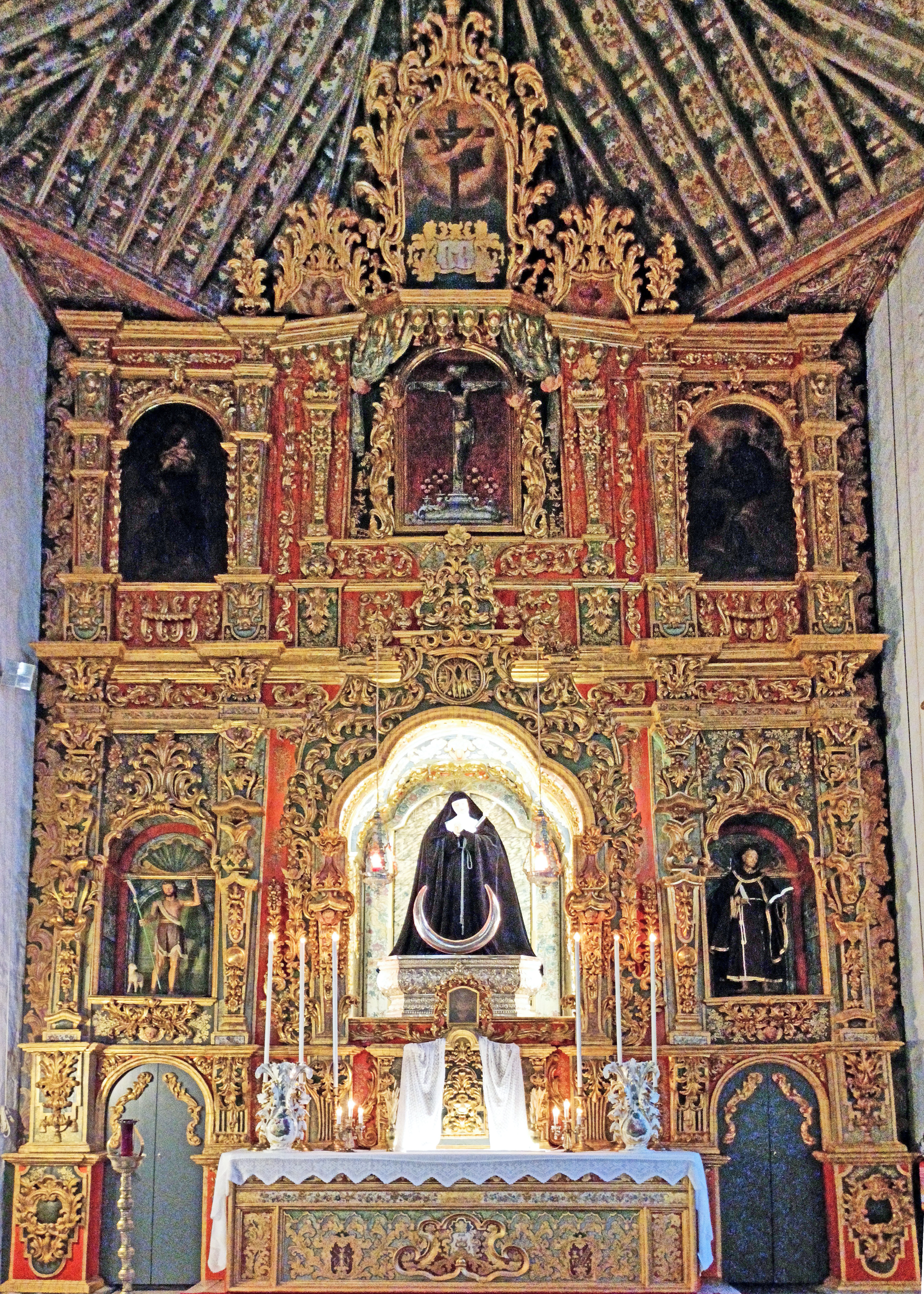
Retablo de la Capilla de la Soledad, que conecta con la Capilla de la V.O.T.

El retablo que preside la capilla es anterior a 1733, puesto que hay datos de ese año de limosnas para aplicarle el dorado. Es una muy importante muestra del segundo barroco isleño. Estructurado en tres calles separadas por estípites y dos cuerpos, el inferior con nichos y el superior con pinturas. Es un interesante derroche compositivo a base de relieves, hojarascas, rocallas, todo ello dorado y pintado con repertorios chinescos muy próximos ya al lenguaje rococó, por lo que es probable que sea una utilización temprana en Canarias de este estilo. Es el retablo de la parroquia más importante de entre los que tienen sólo estípites (sin columnas salomónicas). Destaca en el nicho principal la magnífica imagen de vestir de la Virgen de la Soledad, habitualmente adscrita a algún taller canario del siglo XVIII. Se ha llegado también a adjudicar, no sin ciertas reservas, a Lázaro González de Ocampo como una de sus últimas obras, por lo que sería de principios del siglo XVIII, lo que concuerda con su fecha de adquisición para la parroquia por parte de los Hermanos Terceros, aproximadamente en 1705. Esto la convierte en una de las imágenes más antiguas del antiguo convento que han sobrevivido. Flanqueando a ésta, las esculturas de San Juan Bautista (siglo XVIII) y, sobre todo, un magnífico San Pedro Alcántara, quien fue el titular del convento hasta su desaparición. Dentro del denominado barroco naturalista, se trata de la mejor imagen de la parroquia, alejada de cualquier idealización del personaje, y con gran realismo anatómico: "nos muestra en su rostro evidentes signos de penitencia tanto en las arrugas de la cara como en lo macilento de la carnación. El santo, pese a todo, es delicado y bello, tal vez por la limpieza de mirada con la que le dotó su anónimo autor". Se le ha relacionado con alguna escuela andaluza del siglo XVIII. 

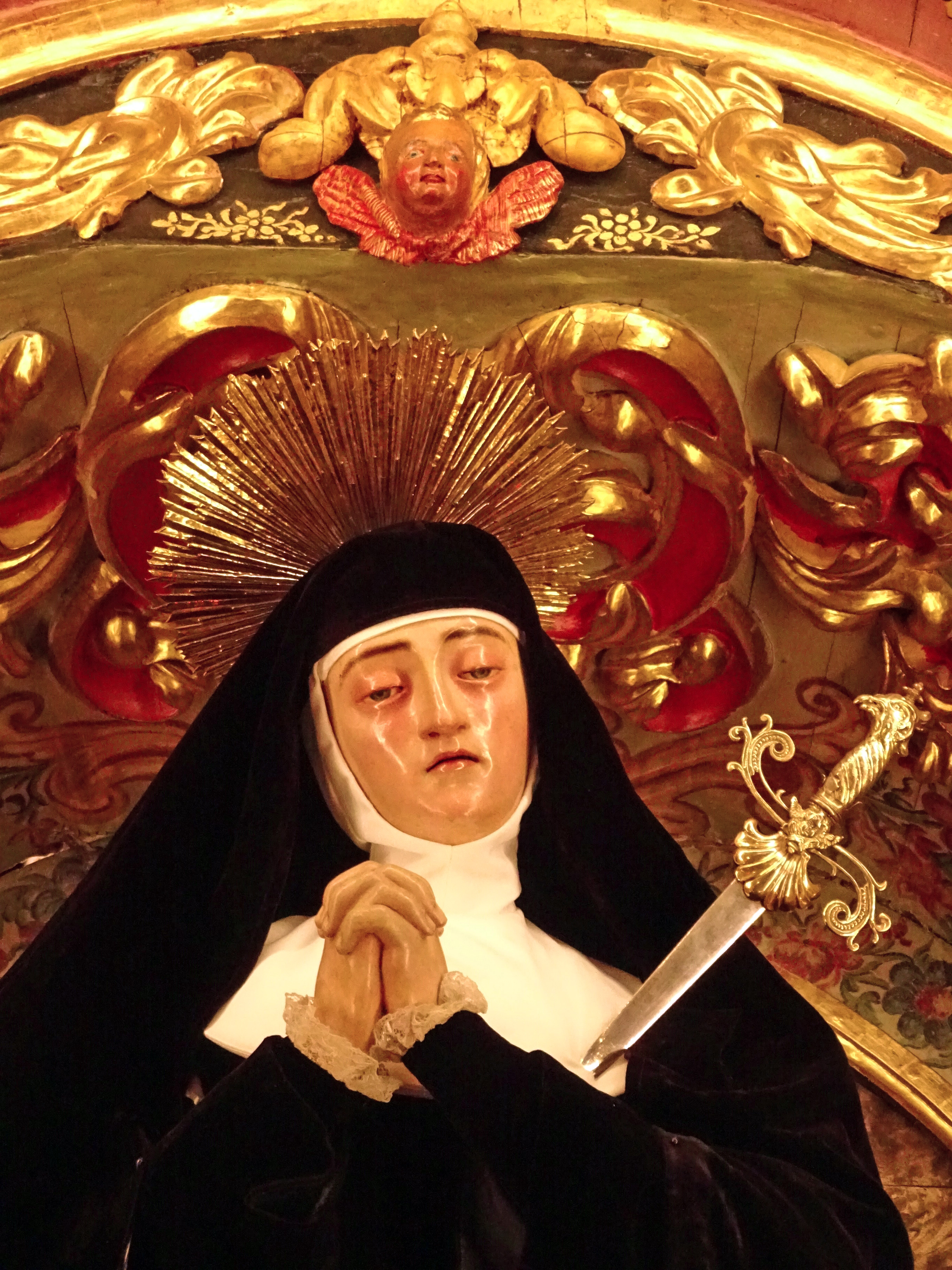
Virgen de la Soledad, principios del siglo XVIII
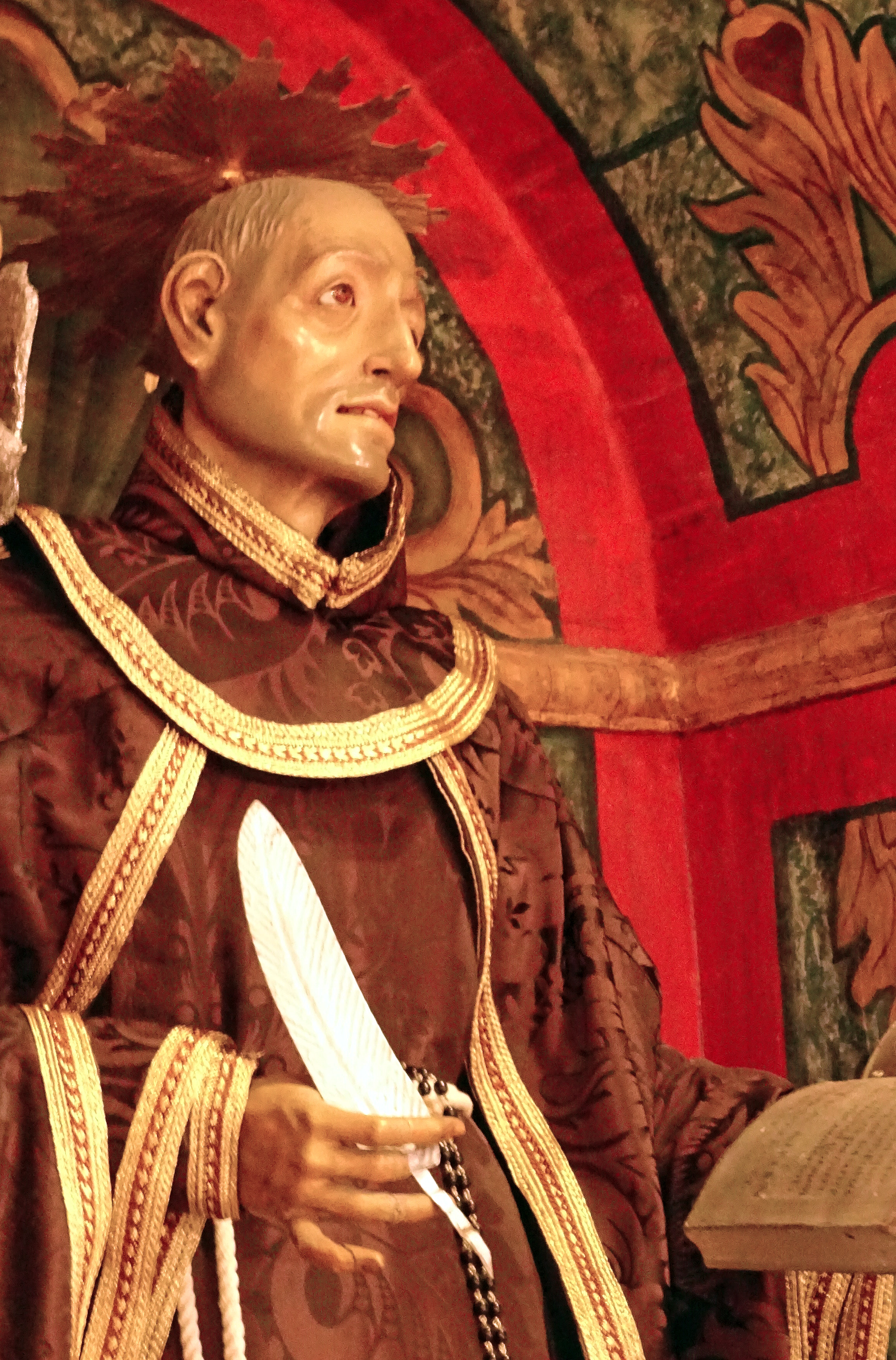
San Pedro Alcántara, siglo XVIII
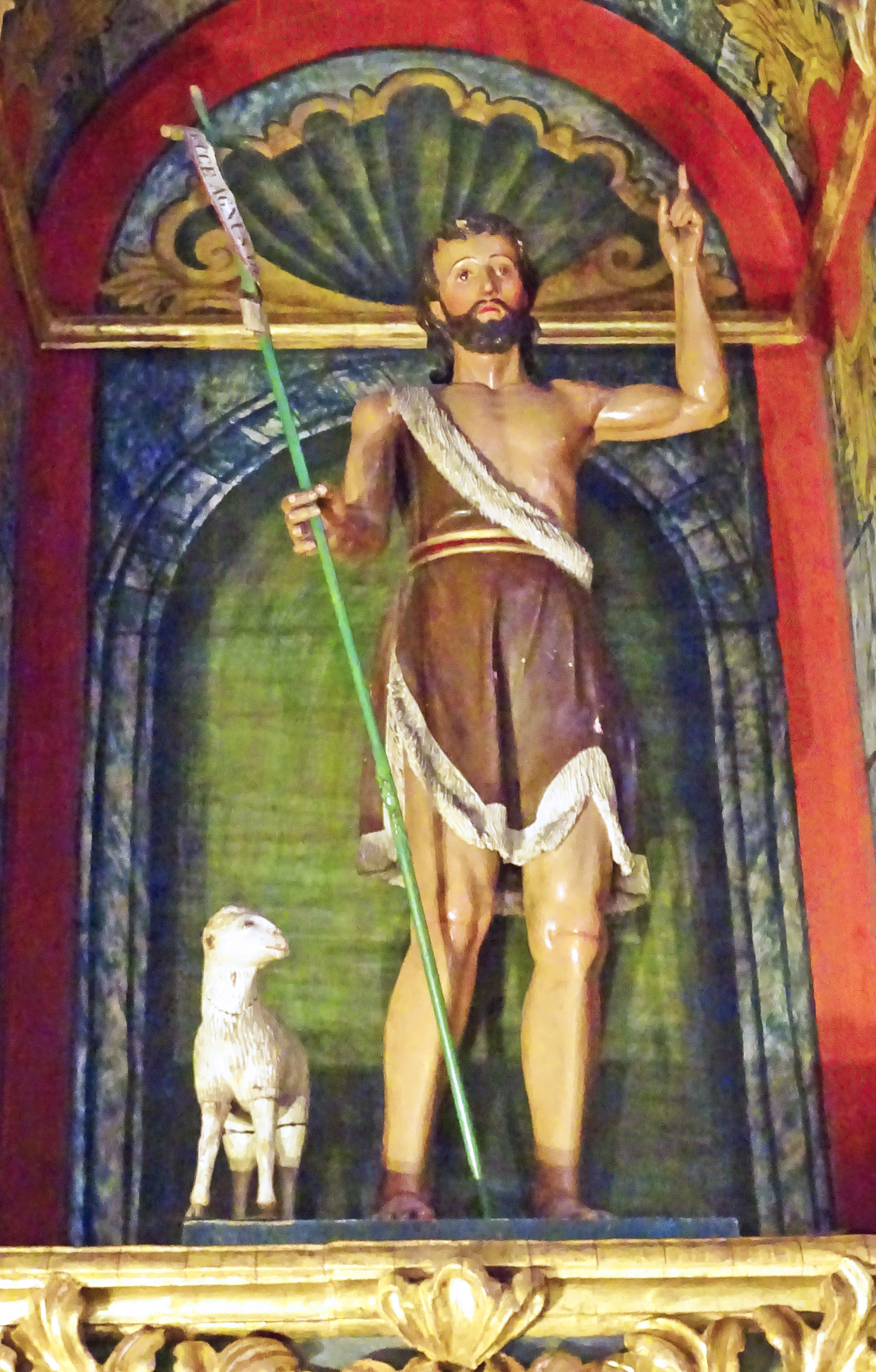
San Juan Bautista, siglo XVIII

Entre los lienzos del segundo cuerpo, todos ellos de autoría canaria del siglo XVIII, sobresale el perteneciente al 
Santísimo Cristo de La Laguna, bajo un curioso marco en forma de pabellón, fiel reflejo de la enorme importancia que se le concede a esta imagen gótica en toda Canarias. En las calles laterales, muy oscurecidos, figuran El arrepentimiento de San Pedro y San José y el Niño, este último porta en sus manos un compás, posible referencia a la profesión de su padre como carpintero. Como remate del ático, lienzos de los emblemas franciscanos, y flanqueándolos, dos pequeños cuadritos con el "Sagrado Corazón de Jesús" y un querubín. Por último, destacar la policromía floral del magnífico artesonado mudéjar de esta capilla, que falto de una restauración, aún se puede contemplar en algunas partes.

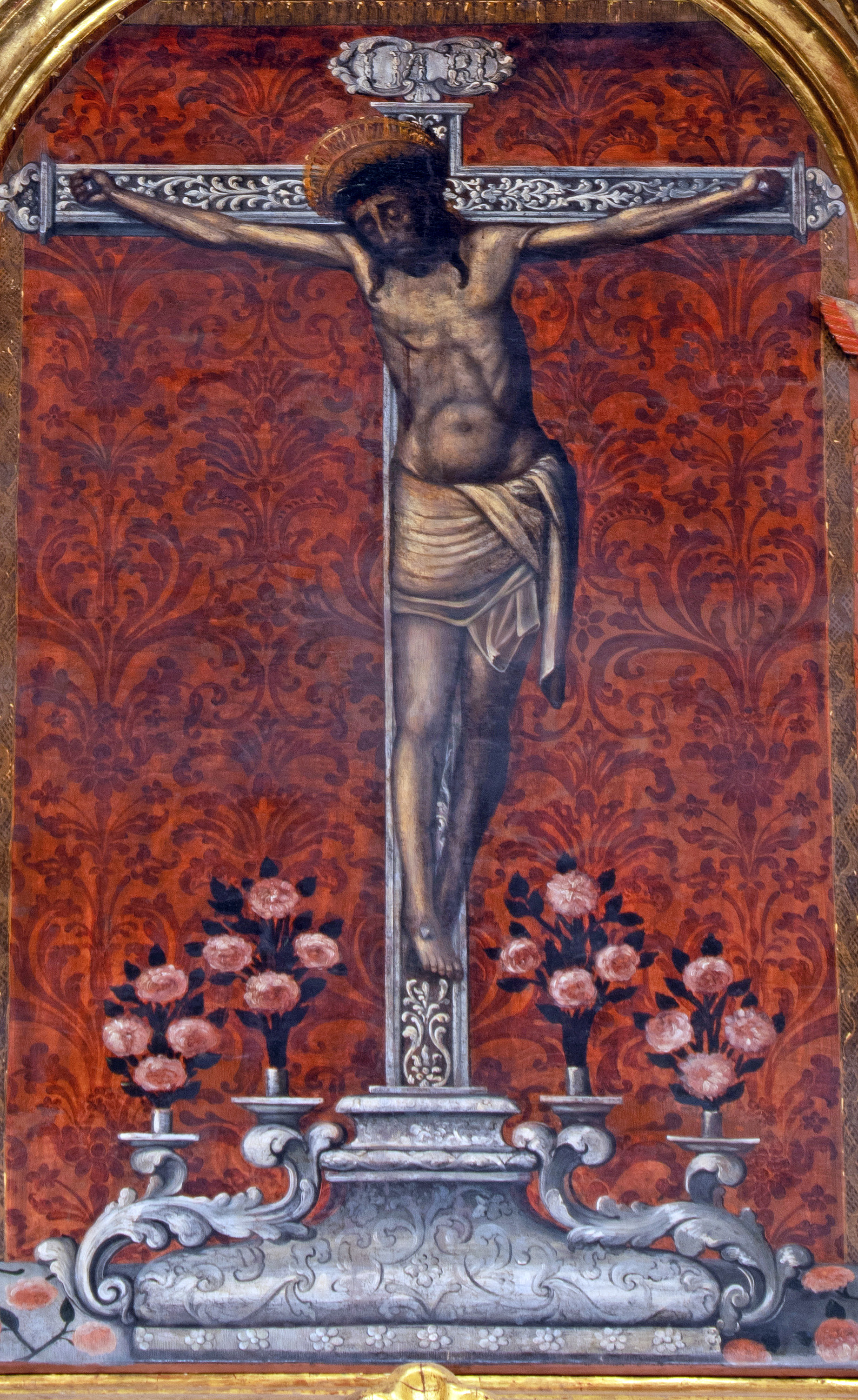
Cristo de La Laguna, siglo XVIII
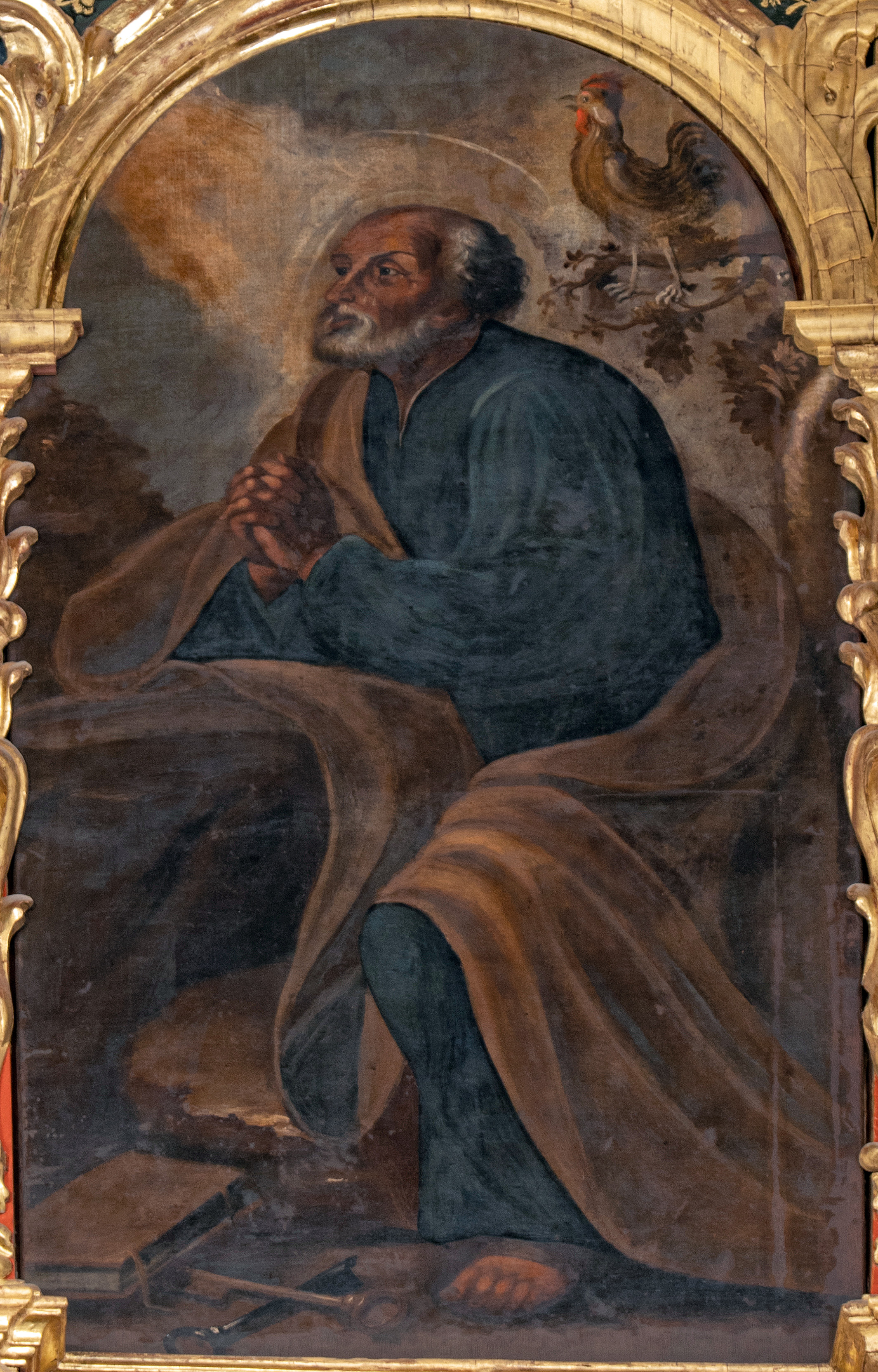
El arrepentimiento de San Pedro, siglo XVIII
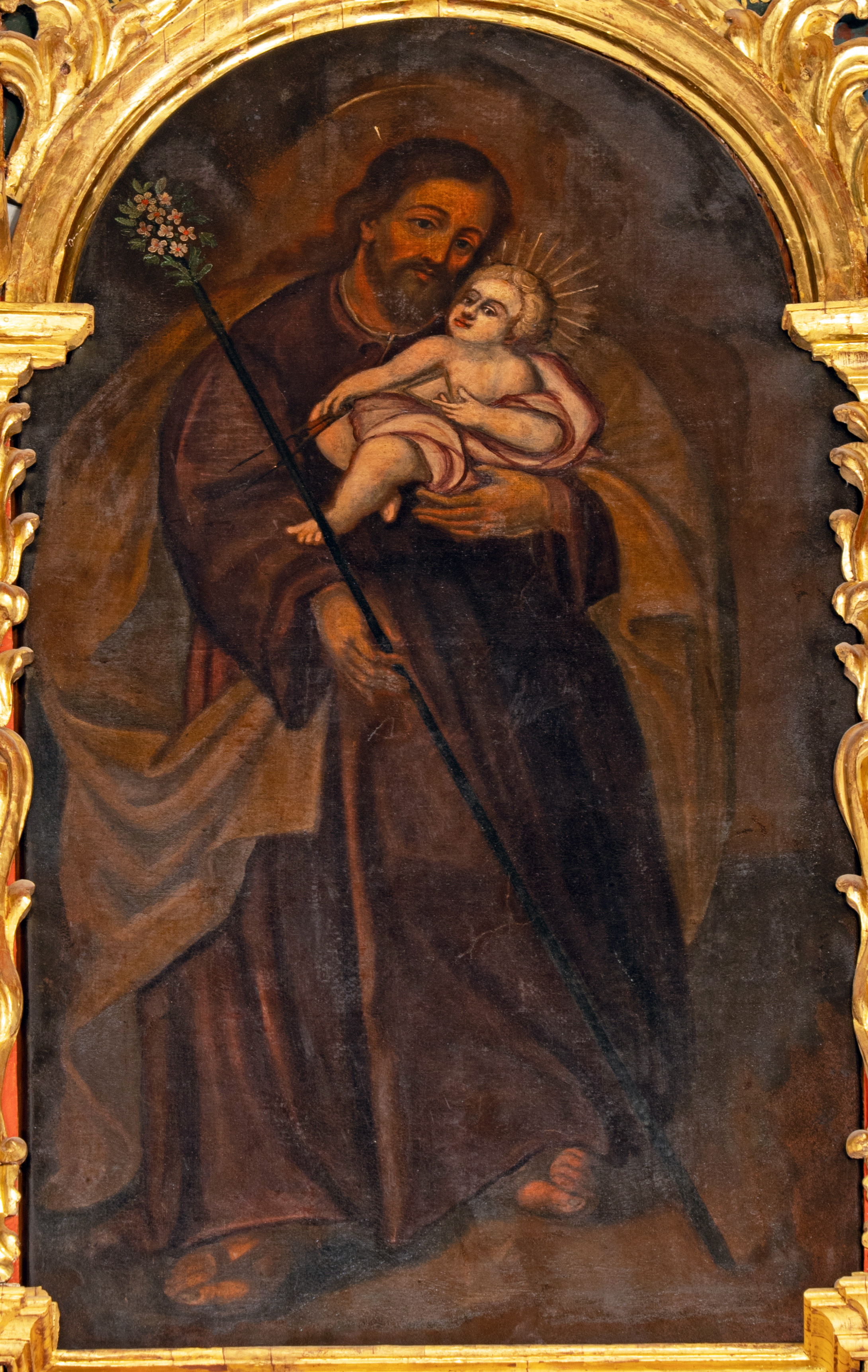
San José y el Niño, siglo XVIII

#### 8- Órgano en el coro alto

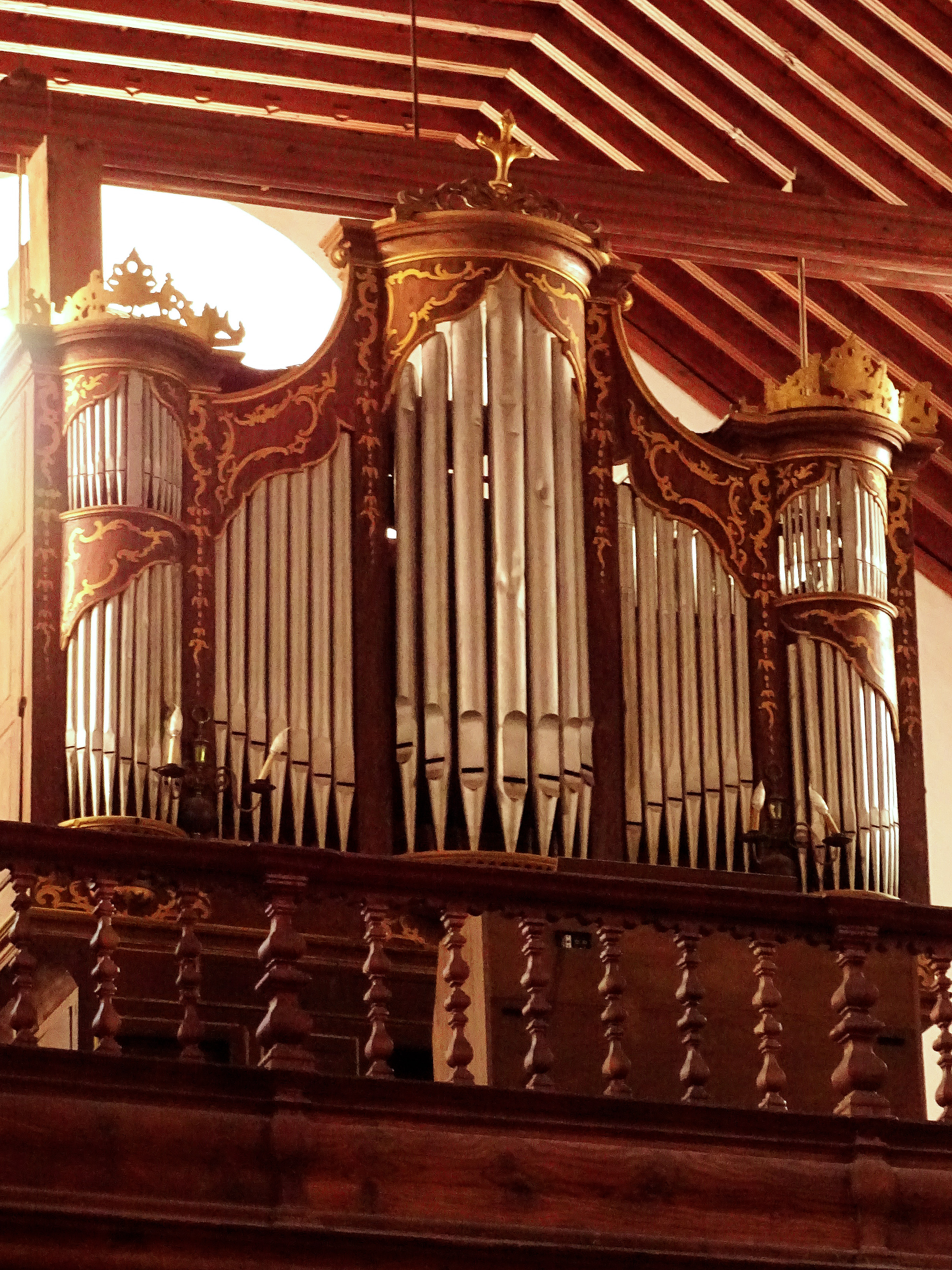
Órgano justo antes del comienzo de su restauración, en agosto de 2024

En el último cuarto del siglo XVIII se construye un espacioso coro alto donde se ubica una amplia sillería y un gran órgano barroco, con características de la escuela castellano-andaluza. Realizado entre 1778 y 1781, tiene algunas singularidades muy destacables: está construido por el único organero que montó taller en Canarias, concretamente en La Laguna, el cordobés Antonio Corchado, que estuvo trabajando en las Islas durante más de cuarenta años. El que nos ocupa es un instrumento único, al añadirle Corchado lo que se denomina cadereta, una segunda caja de sonido más pequeña que se sitúa a la espalda del instrumentista. Tiene un valor histórico considerable, ya que es de los pocos ejemplares completamente realizado en las Islas, dado que la mayoría de los instrumentos de la época tienen procedencia extranjera. El mueble, construido en madera de pino canario, posee unas dimensiones considerables: 3’20 m de ancho, 1’38 m de fondo y 4’40 m de altura, sin contar con las cresterías flameadas que lo coronan. Conserva características de la etapa dorada del órgano español, el Barroco tardío, con cinco campos. De éstos, tres son torreones semicirculares rematados en cornisa: el central con 7 tubos; los laterales, algo más cortos y con 9 tubos cada uno; por último, dos planibandas intermedias entre los torreones, de 7 tubos cada una. En la base de los torreones van unos tablones en los que se insertaban los tubos de dos registros de lengüetería horizontal con los que estaba dotado el órgano y que se suprimieron. El teclado que se conserva es el original, de muy buena factura, con 51 notas, con teclas de marfil y de madera de roble entintada. Este instrumento sufrió a principios del siglo XX una extrema modificación con la intención de adaptarlo a los gustos de esa época. Está en restauración, cuya finalización está prevista para 2026, y que pretende devolverlo a su esplendor original, lo que incluye retirar la pintura marrón con la que fue cubierto, ocultando su aspecto blanquecino original. Por tanto, su aspecto final será parecido al órgano de la iglesia de Santo Domingo de Guzmán de Las Palmas, pariente muy cercano al que nos ocupa, puesto que también es de las escasas obras del mencionado Antonio Corchado. Se pretende también devolverlo a su ubicación primitiva, en el lado del evangelio del coro alto, lo que permitirá la reconstrucción con la cadereta original, después de posiblemente más de un siglo arrinconada y abandonada.

#### 9- Púlpito

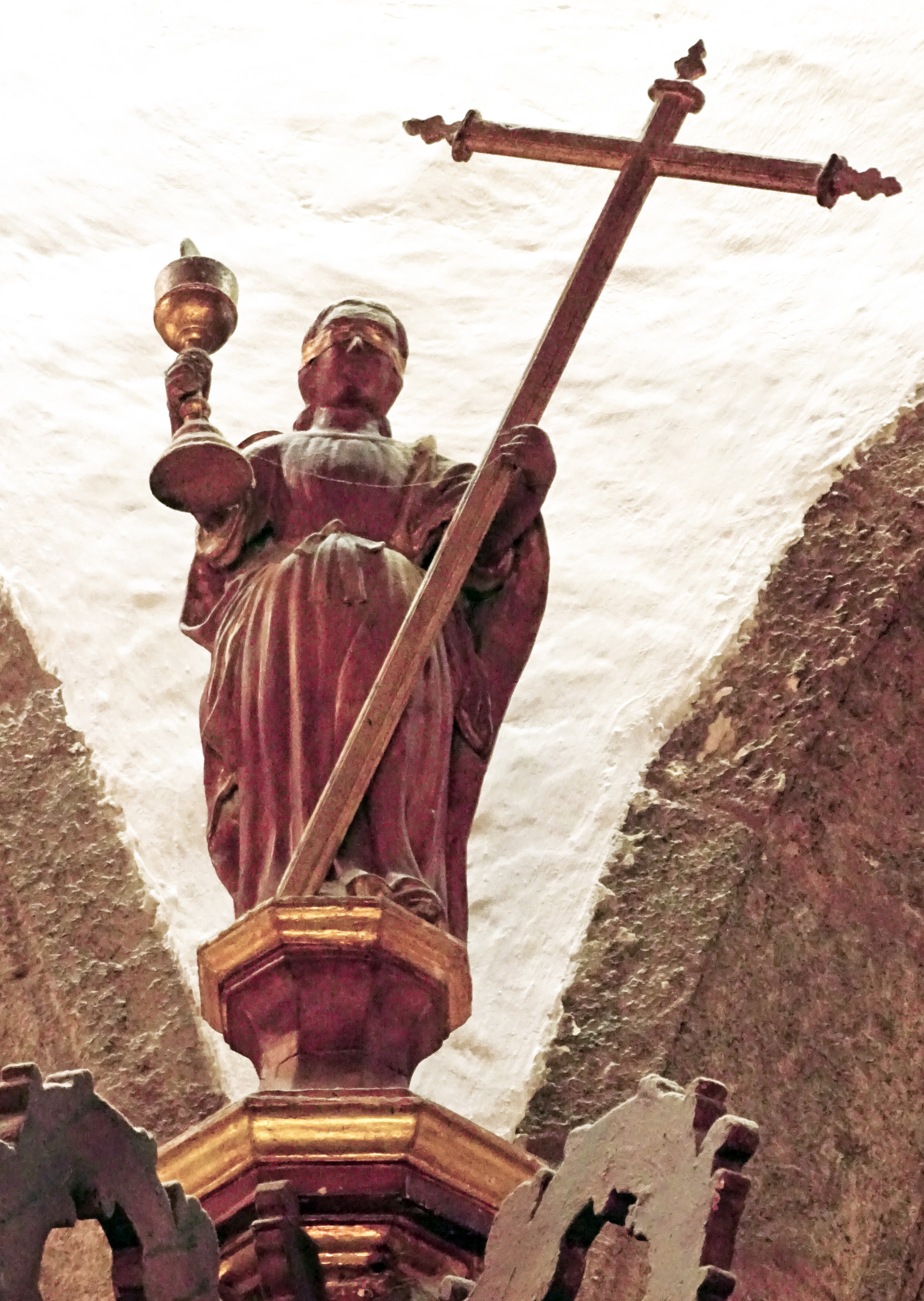
Remate superior con una alegoría de la Fe

Estilísticamente, cabe datarlo en la segunda mitad del siglo XVIII, siendo similar a otros existentes en las Islas. Sobre columna abalaustrada, se presenta la tribuna, en forma de copa octogonal, algo no habitual porque lo frecuente es que sea como máximo hexagonal. Los frentes ofrecen una serie de óleos sobre lienzo que cubre seis de los ocho lados, que son: los cuatro evangelistas, San José y la Inmaculada. La opinión más generalizada se inclina por la paleta del pintor canario Juan de Miranda (1723-1805). Lo cierto es que la figura de la Inmaculada destaca sobre las demás, por lo que las otras cinco pudiesen tener la mano de algún ayudante del maestro. El tornavoz, de forma octogonal en concordancia con la tribuna y con elementos decorativos para dotarlo de una estética barroca, está rematado por una pequeña y magnífica imagen de la Alegoría de la Fe. Finalmente, cerca del púlpito, frente al arco toral que separa la nave central de la capilla mayor, cuelga de un tirante del artesonado una lámpara de bronce de estilo holandés en forma de araña, con dos altura y nueve brazos en cada una. Aunque fue adaptada para bombillas eléctrica, es del siglo XVIII.

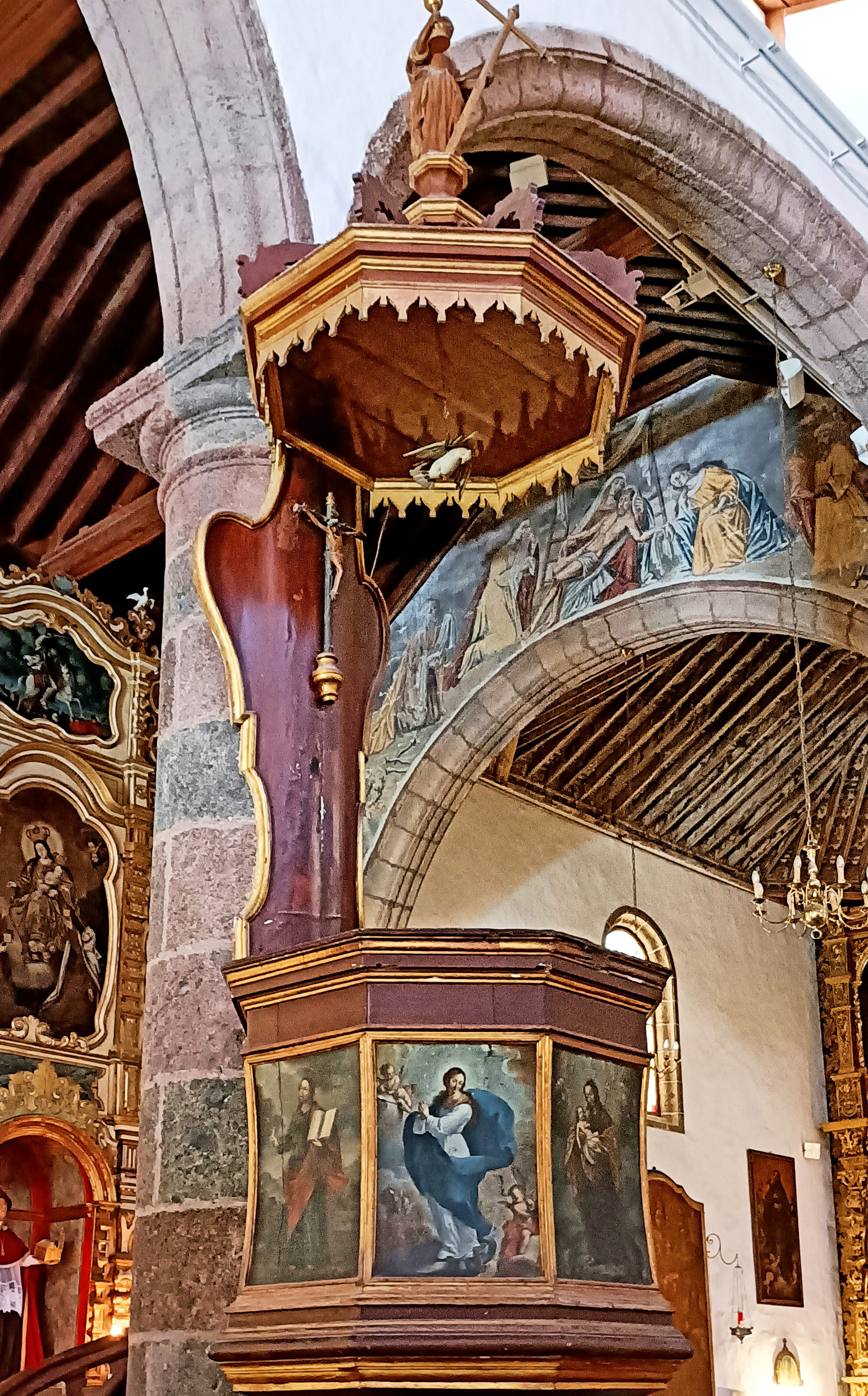
Púlpito, con seis cuadros en la tribuna
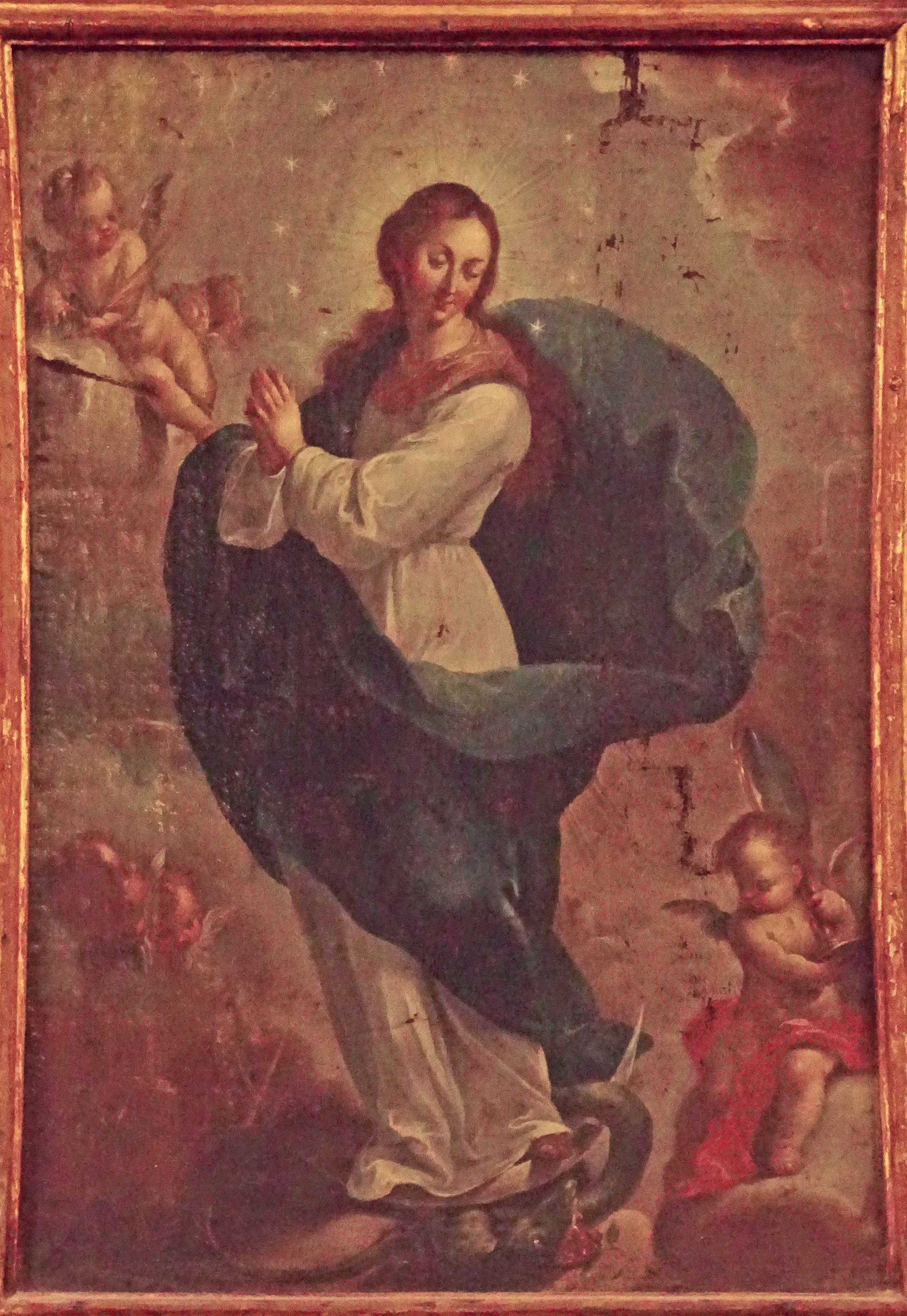
Inmaculada Concepción, Juan de Miranda, siglo XVIII
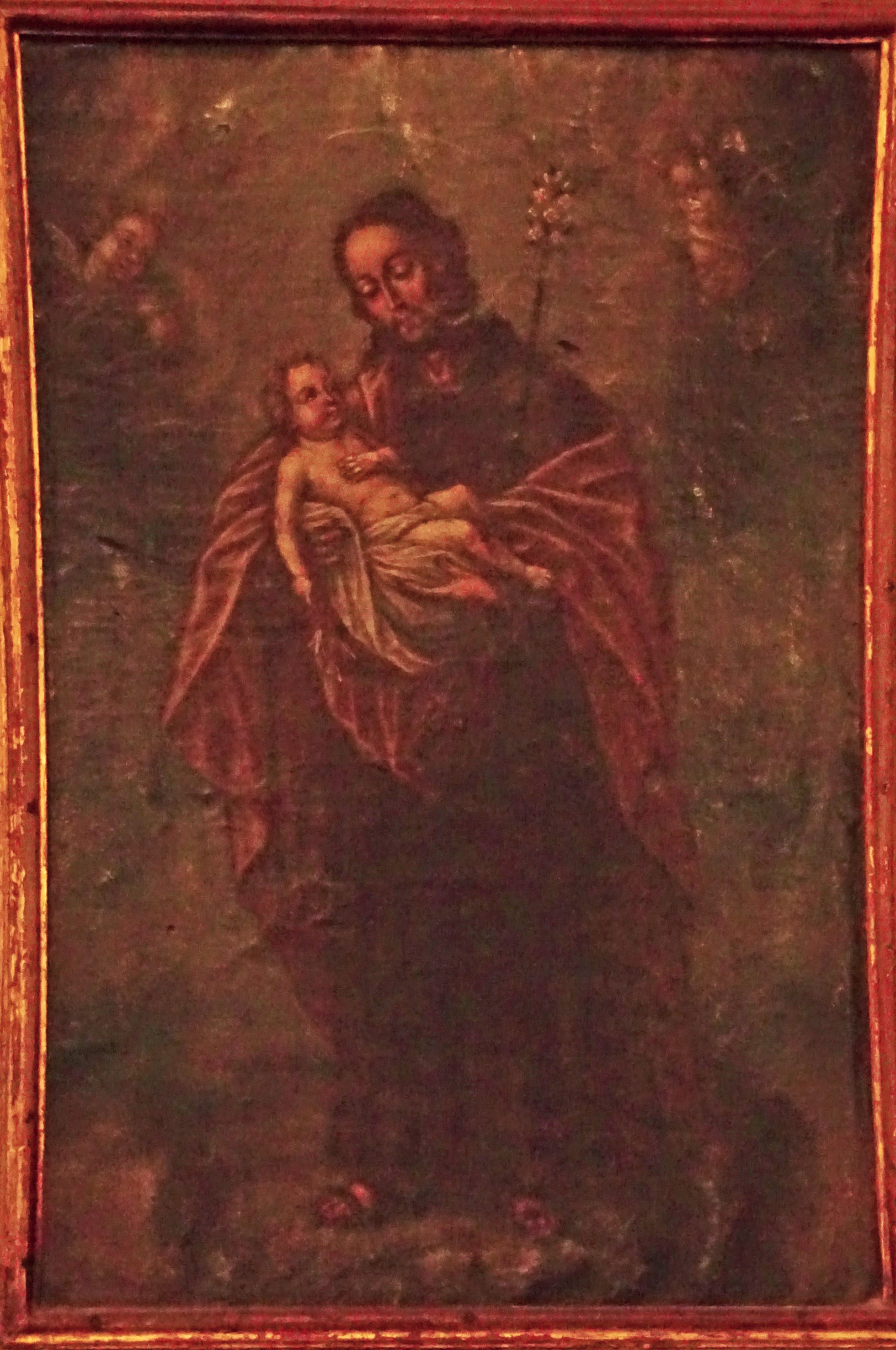
San José y el Niño, taller de Juan de Miranda, siglo XVIII
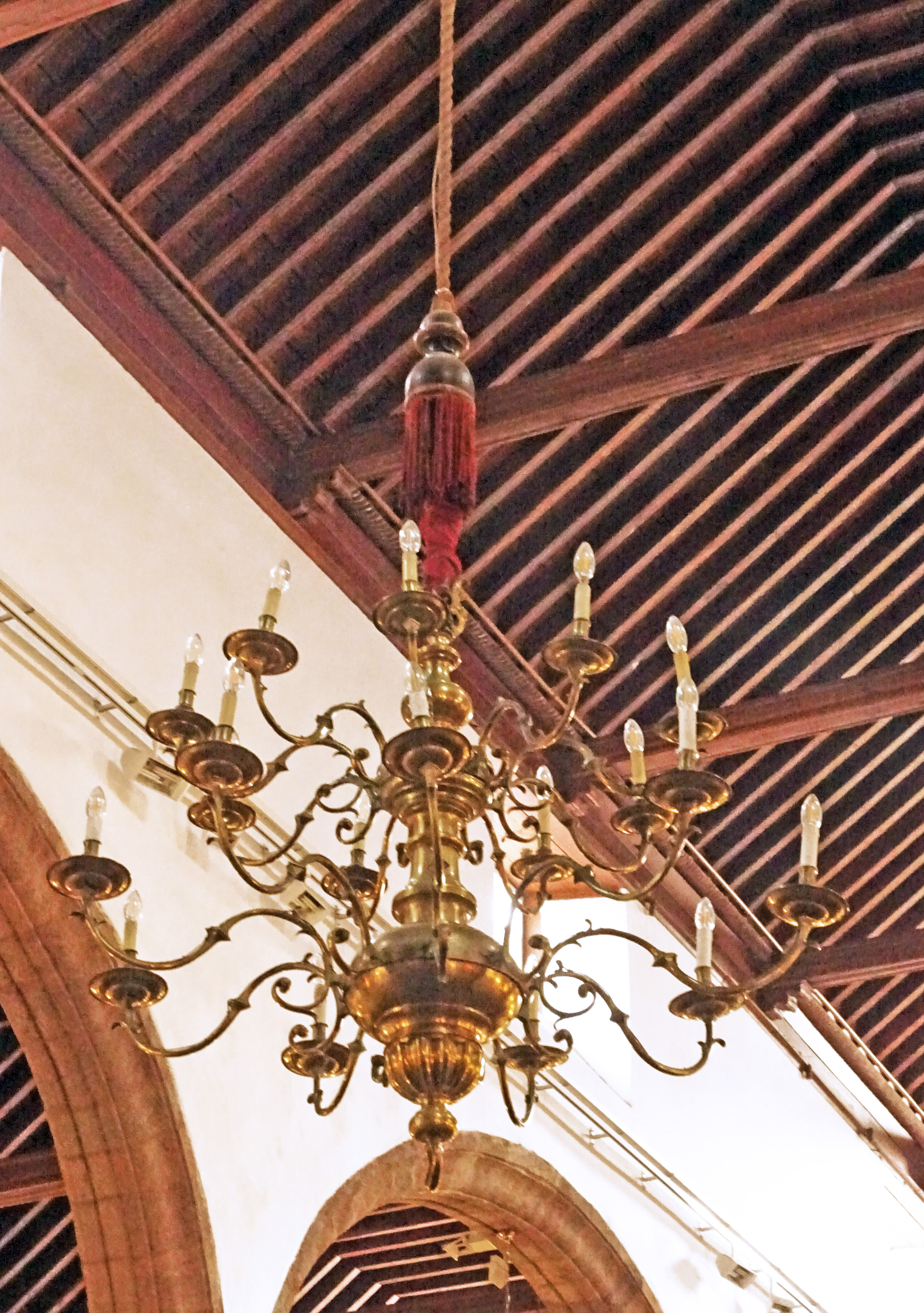
Araña en la nave central, cerca del púlpito, siglo XVIII

#### 10- Pintura mural del arco toral

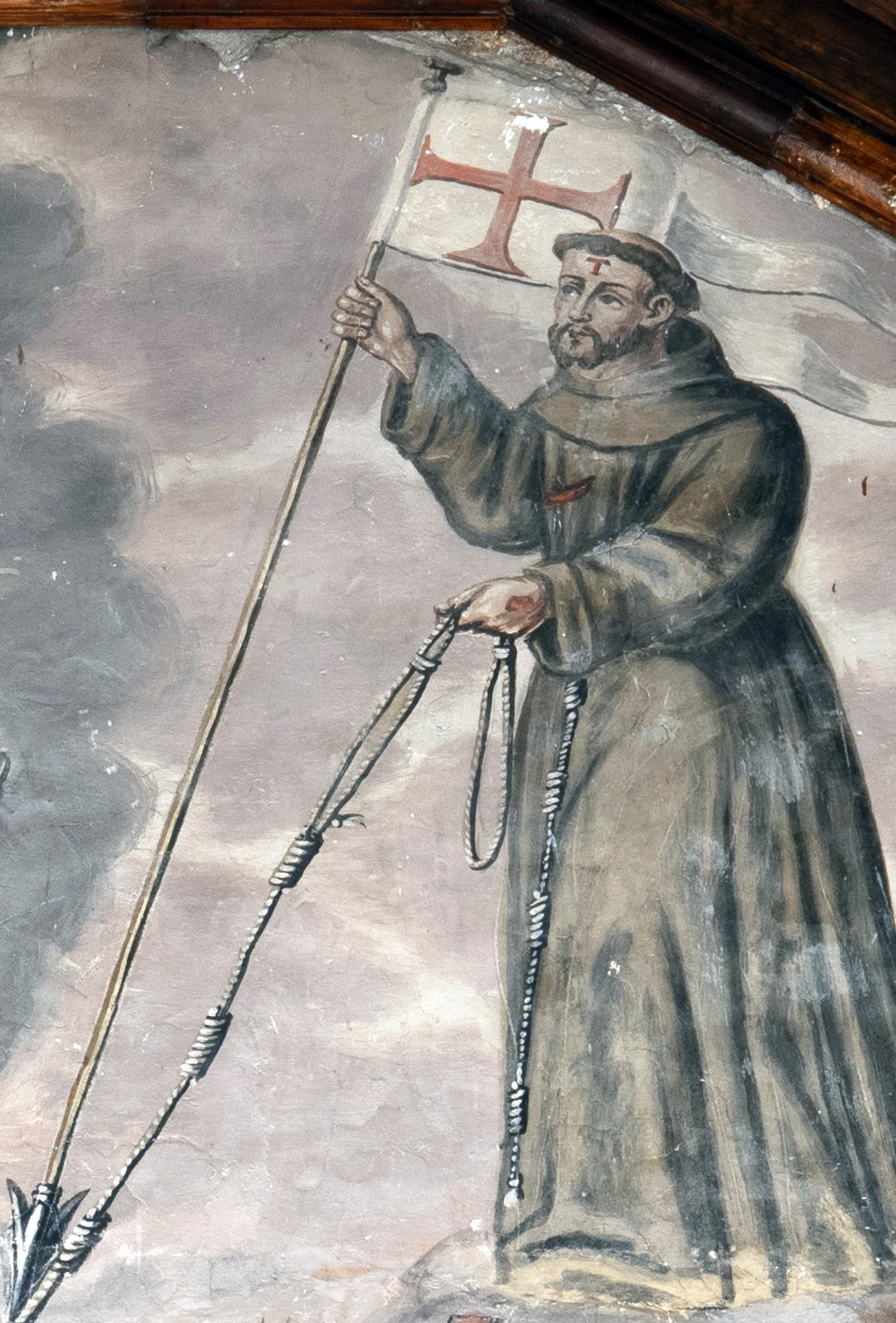
Detalle del San Francisco de Asís

Resulta sorprendente que esta parroquia, junto con la anexa capilla de la V.O.T., contienen entre ambas la mayor representación iconográfica de la Inmaculada Concepción de Canarias, por delante tanto de ambas catedrales como incluso de las tres más importantes iglesias históricas de Tenerife, todas bajo la advocación de la propia Inmaculada (La Laguna, Santa Cruz y La Orotava). Al margen de varios ejemplos en la capilla de la V.O.T., en la parroquia está: la imagen que preside el Retablo mayor, el bello cuadro del Púlpito de Juan de Miranda, la importantísima Inmaculada de alabastro, el singular lienzo que corona el retablo de San Antonio y, por encima de todos, la pintura mural del arco de separación de la capilla mayor con la nave central, que representa El Triunfo de la Inmaculada. Toda esta iconografía ya figuraba anteriormente a la proclamación del Dogma de la Inmaculada Concepción por parte del papa Pío IX en 1854. Los franciscanos fueron los que abanderaron el inmaculismo durante los siglos anteriores a dicha proclamación, enfrentándose a la orden dominica e incluso a la Santa Inquisición, quienes se posicionaron en contra, en especial a lo largo del siglo XVII. Es en este ámbito en el que hay que entender esta representación en uno de los lugares más visibles del templo. De acuerdo con las amplias dimensiones que ofrece este arco principal, la representación de este Dogma se despliega hacia los extremos, logrando así una mayor lectura y comprensión del mismo. 

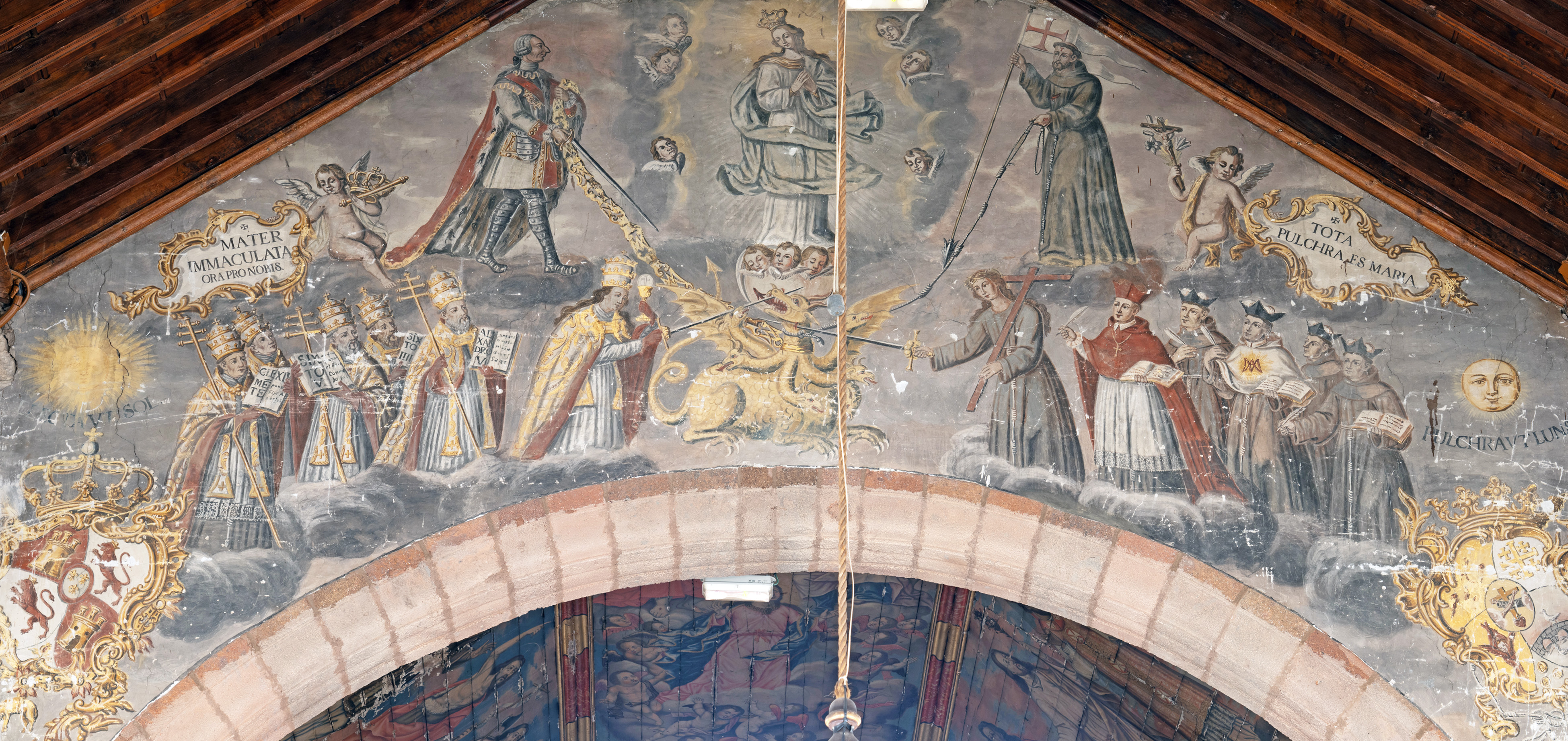
El Triunfo de la Inmaculada Concepción, pintura mural en el arco toral

Diversas figuras defienden y ratifican esta doctrina mariana en medio de un rompimiento de cielo en el que aparece la Virgen en su advocación de Inmaculada, esto es, vestida de blanco con túnica azul y coronada con doce estrella. También aparece con un sol y una luna, como atributos tradicionales, así como diferentes lemas inmaculistas. Lo ambicioso de la representación es evidente, empezando por el singular demonio en forma de dragón de cuyo cuello salen otras cinco cabezas de serpientes. A la izquierda de la Virgen vemos a Carlos III, que representa a la monarquía española, tradicional defensora del inmaculismo. Este monarca concretamente fue el que declaró a la Inmaculada como patrona de España en 1761. A la derecha, San Francisco. Ambos amenazan al demonio, el rey con una espada y el santo con el asta de su emblema franciscano terminado en lanza. Ambos, además, tienen sujeto al demonio por el cuello, el monarca mediante una cadena en forma de Toisón de Oro y San Francisco mediante el cordón de su hábito. Bajo Carlos III aparecen cinco papas claramente identificados. El primero es Alejandro VII, quien en 1661 emite una bula que proclama de manera fehaciente la ausencia de la mancha del pecado original de la Virgen María. Detrás, Sixto IV, que fue el papa que estableció la festividad de la Inmaculada en 1476. Le sigue Sixto V, cuya presencia sorprende, porque no estableció ninguna iniciativa a favor de este dogma, sin embargo probablemente figure por haber sido un papa franciscano que, a diferencia de los Cardenales más importantes de la época, tenía orígenes muy humildes y estableció innumerables medidas para la reforma del catolicismo. Por último, otros dos papas pero sólo una identificación, Clemente, sin estar claro su numeración. Es posible que sean Clemente XI y XII, ya que ambos emitieron declaraciones favorables a esta postura teológica en la primera mitad del siglo XVIII. Destacar que estos dos, a diferencia de los tres anteriores, aparecen sin barba, lo cual es acertado históricamente para estos cinco papas. En el lado franciscano también aparecen cinco teólogos, ya que disponen de pluma y libro, pero sólo los dos primeros están identificados, San Buenaventura y Juan Duns Scoto, importantísimo teólogo y filósofo de la baja Edad Media, gran defensor del inmaculismo. Tanto el grupo de los papas como el de los teólogos franciscanos están liderados por dos misteriosas figuras femeninas que portan espadas que amenazan al demonio, y que visten a la forma de los grupos que están tras ellas, es decir, una como papa, con cáliz, y otra como franciscana, con corona de espina y cruz. Tradicionalmente se han identificado como alegorías. Por último, en el extremo izquierdo figura el escudo de España, en el que de los reinos históricos sólo aparece Castilla y León (falta Aragón, Navarra y Granada), pero sin embargo ya aparecen las tres flores de lis que aportan los borbones franceses a la llegada al trono español. En el extremo opuesto, un escudo franciscano, con hasta seis símbolos diferentes de dicha orden. Durante largo tiempo se ha mantenido la autoría de esta pintura mural a Rafael Henríquez (1737-1793), el mismo pintor del cuadro de ánimas ya visto. Posteriormente se propone que tanto este mural, como los de las paredes del presbiterio, incluso las falsas arquitecturas que sobreviven en las naves laterales sean de las primeras obras de Cristóbal Afonso, uno de los más importantes muralistas en Canarias del siglo XVIII.

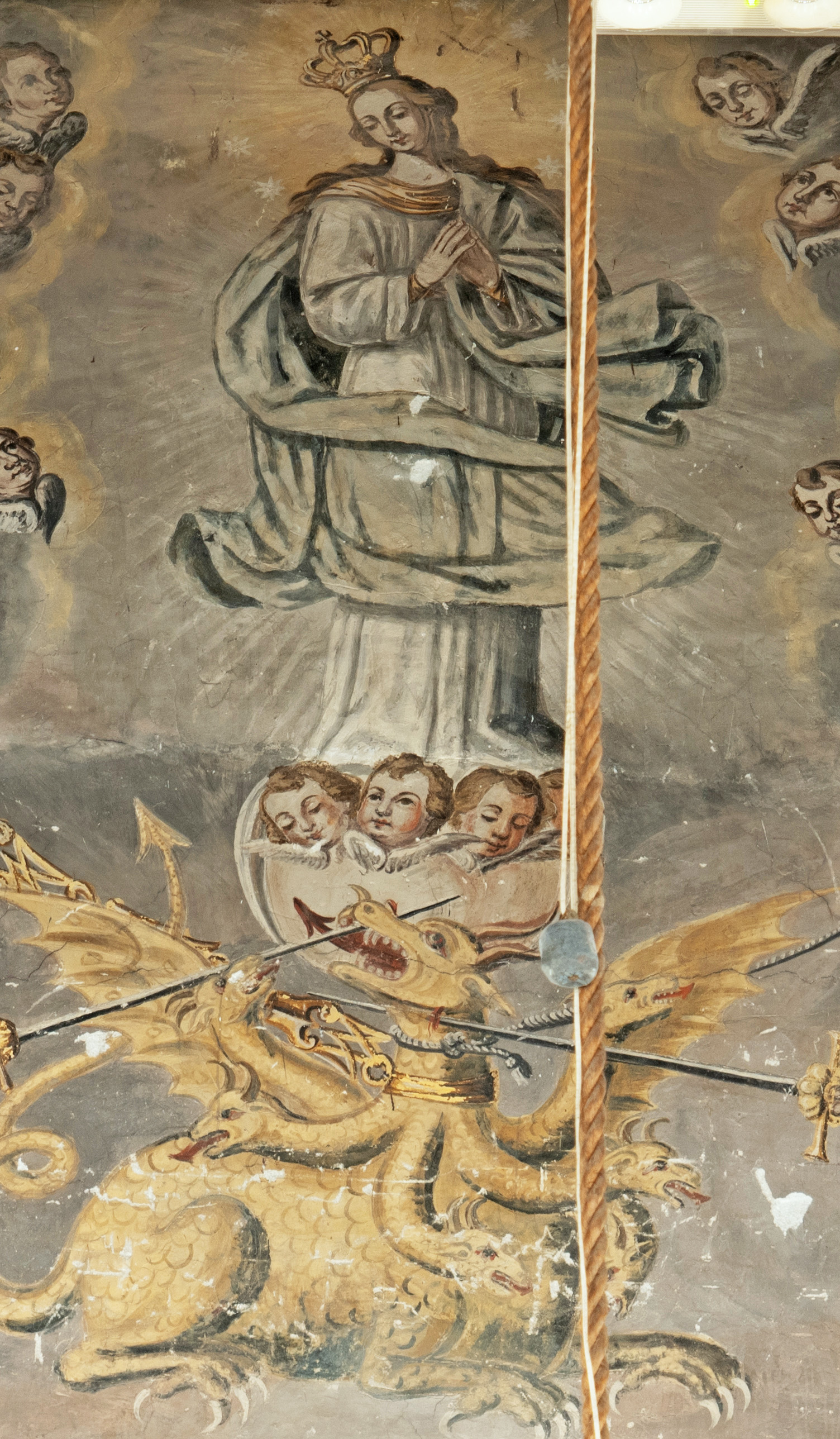
Detalle de la Inmaculada sobre el dragón de 6 cabezas
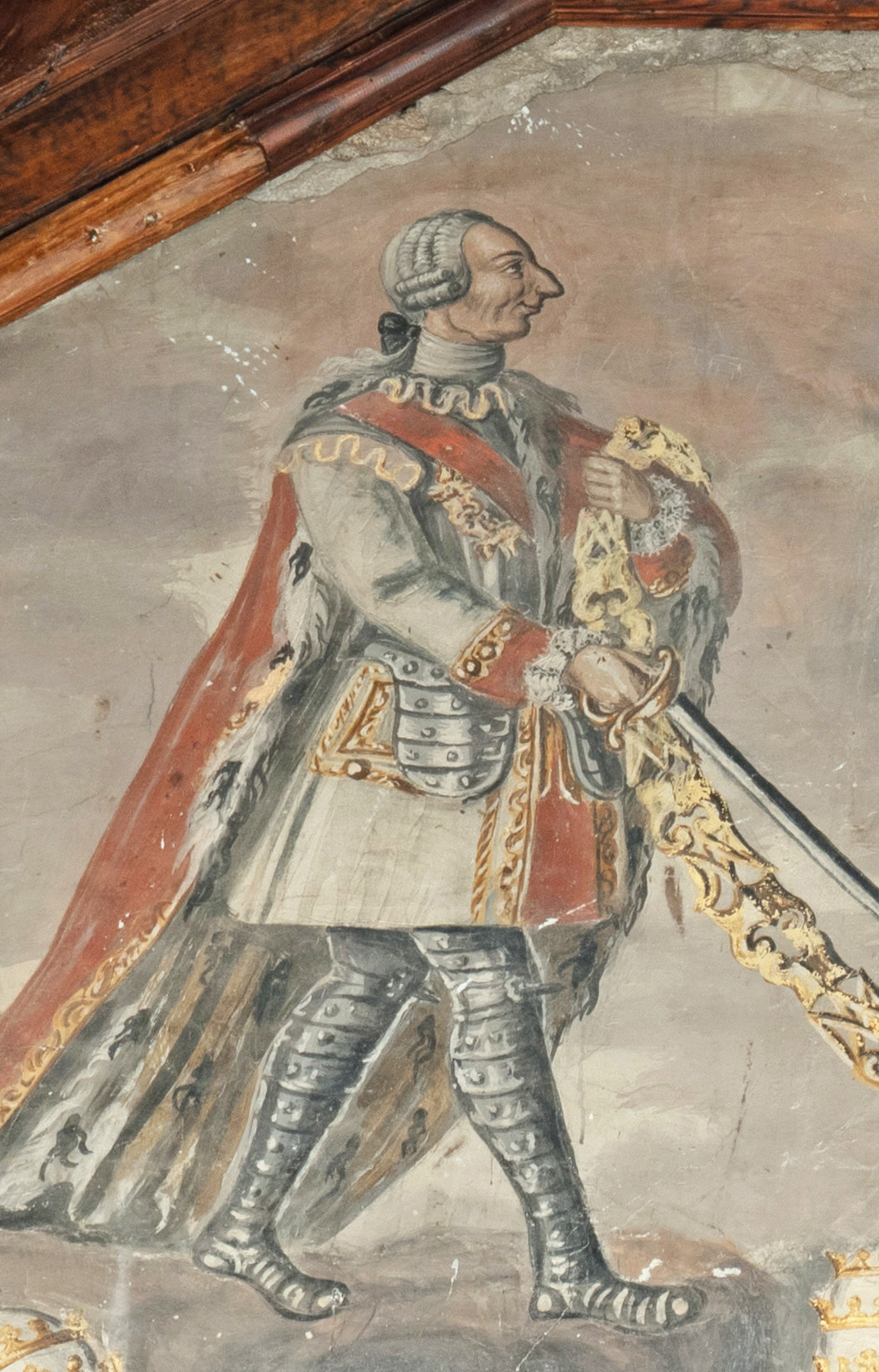
Detalle de Carlos III
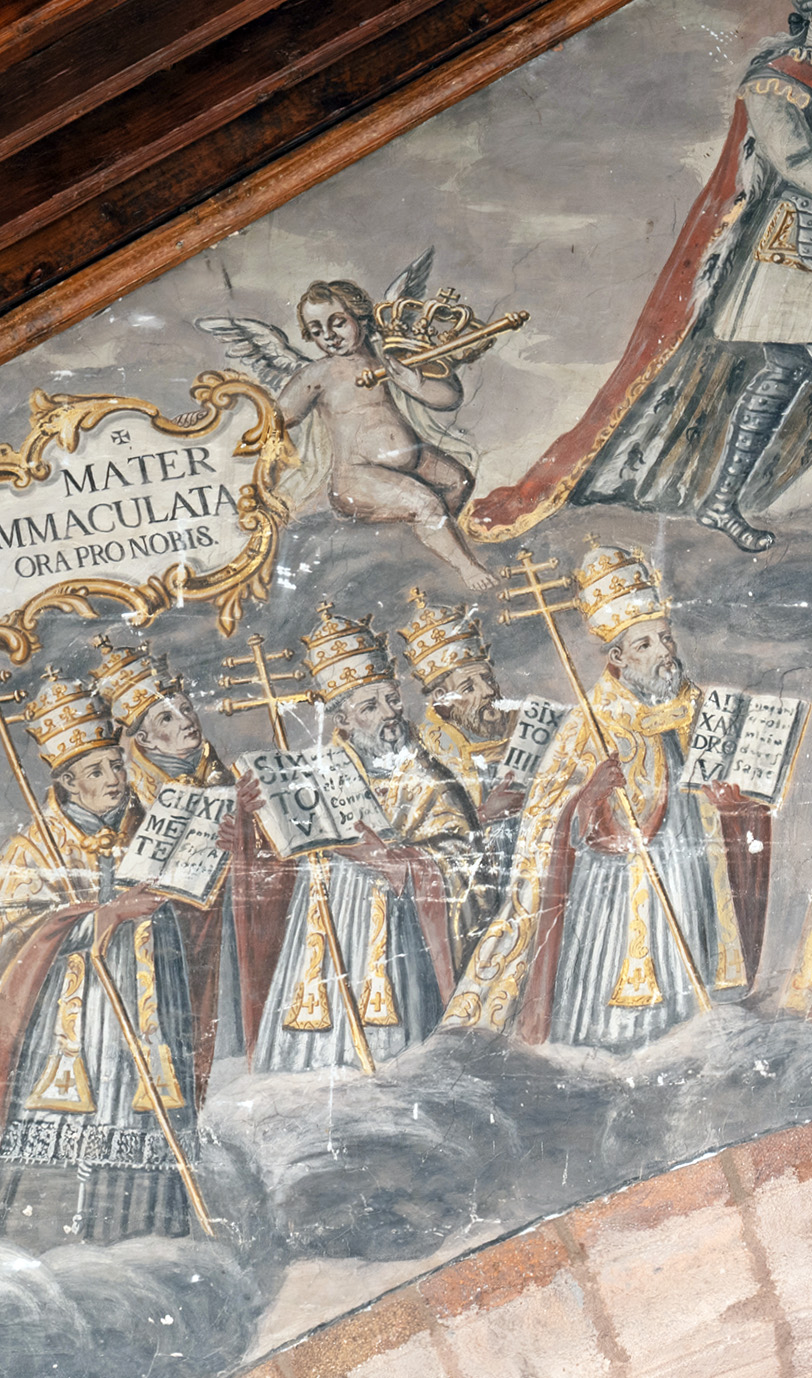
Detalle de los papas
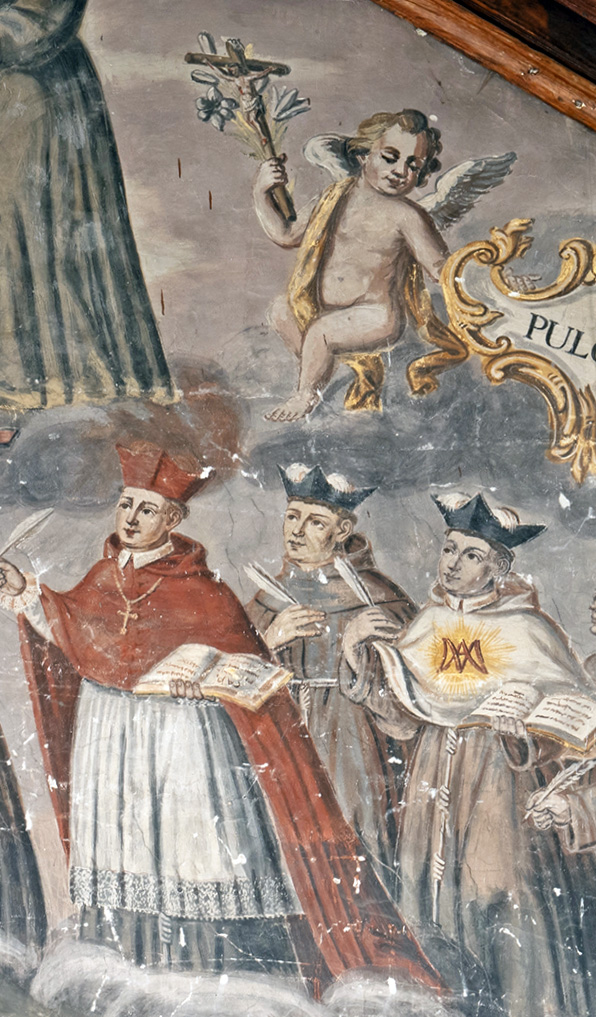
Detalle de los teólogos franciscanos

#### 11- Artesonado pintado

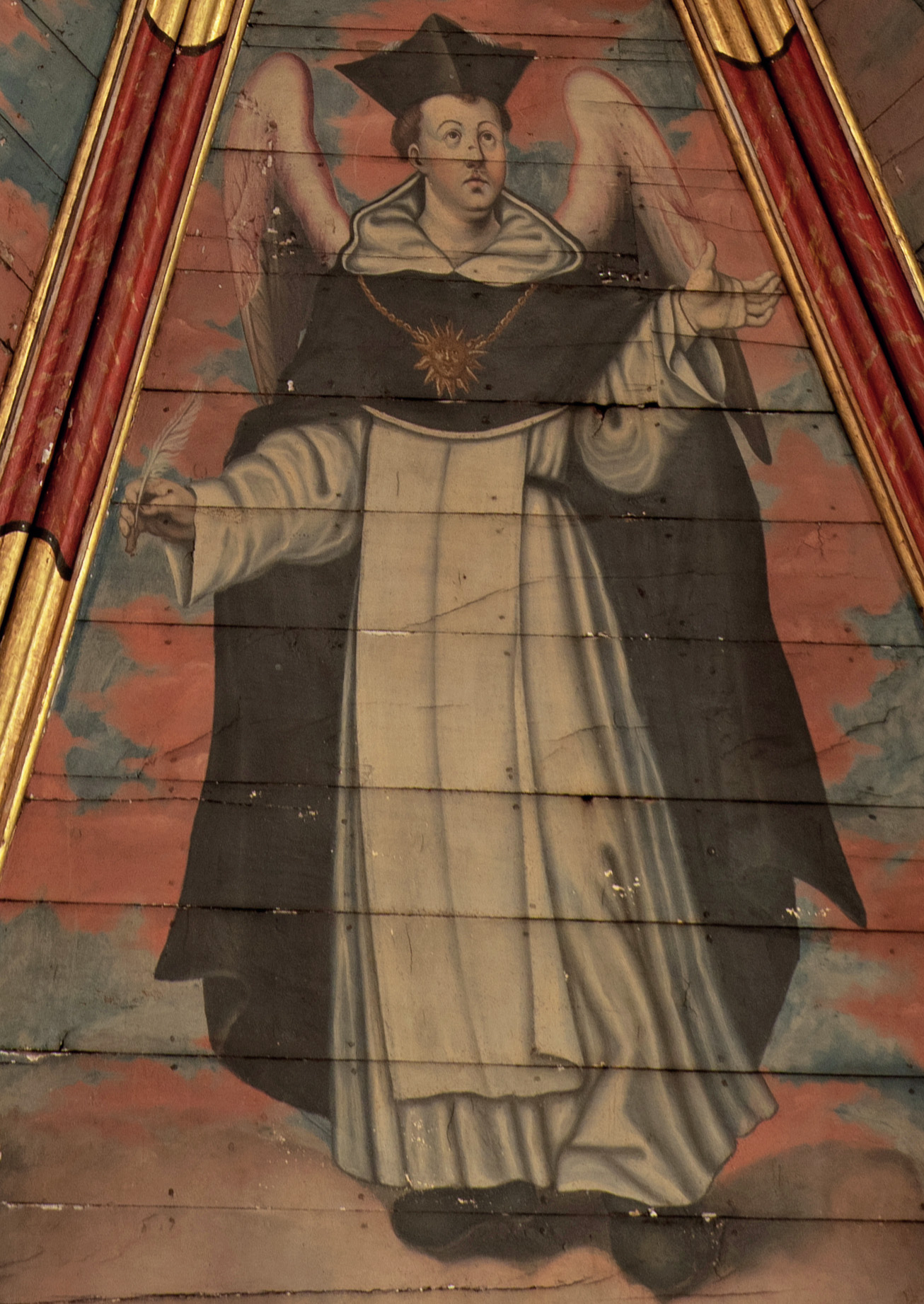
Faldón de Santo Tomás de Aquino

Una de las peculiaridades de las iglesias canarias históricas es la utilización de artesonados mudéjares (tradición heredada de la España andalusí) para cubrir las naves y las cabeceras, debido a que la materia prima (madera de pino canario o algunas especies de la laurisilva) era abundante y su construcción más económica que las tradicionales bóvedas de cañón o cúpulas, habituales en el barroco europeo y excepcionales en este archipiélago. Es así que en las tres naves de la iglesia de San Francisco hay artesonados mudéjares relativamente sencillos del color de la madera, mientras en las tres cabeceras estos artesonados son pintados. Los de las dos capillas laterales, su policromía es a base de motivos florales (en la capilla de Tribulaciones, prácticamente desaparecida). Sin embargo, el artesonado pintado de la capilla mayor es excepcional, a pesar de su mal estado. En pleno siglo XVIII la complejidad de las ornamentaciones y policromías de los artesonados mudéjares tan utilizados en el siglo anterior parecen llegar a cierto agotamiento, por lo que en algunas capillas destacadas de diversos templos, en especial en Tenerife, estos artesonados se empiezan a cubrir con tablones que, al ofrecer una superficie continua, permiten una nueva expresión artística. En realidad, no deja de ser el equivalente a una cúpula pintada al fresco. En estos artesonados planos, en una primera etapa se pintan motivos florales (iglesia de Santo Domingo en La Laguna), bajo influencia portuguesa, por lo que se les ha denominado "artesonados portugueses" de forma no del todo correcta. Porque después se empiezan a incorporar falsas arquitecturas (iglesia de la Encarnación en La Victoria de Acentejo), para finalmente introducir personajes bíblicos y santos, siguiendo la tradición barroca italiana de pintar al fresco con grandes composiciones las techumbres de bóvedas y cúpulas de los templos. Es así que esta mezcla de influencias (mudéjar, portuguesa, italiana) desemboca en algo con características propias del arte canario. En cualquier caso, esta última tipología (con grandes figuras) es escasa en las islas, y sólo está presente en los cuatro templos principales antiguos de Santa Cruz de Tenerife: la Concepción, la iglesia del Pilar (éste es más simple porque sólo hay representación en el almizate), la capilla anexa de la Orden Tercera y esta parroquia de San Francisco. En consecuencia, se podría decir que estas techumbres santacruceras son la gran aportación de esta ciudad al arte sacro canario. Y la que nos ocupa es especialmente peculiar porque con diferencia es la más antigua, datándose en 1721 y, además, por sus grandes dimensiones. Está formada por ocho faldones (las superficies planas inclinadas) y un gran almizate (la superficie plana horizontal del centro). Su impulso fue probablemente debido al obispo Conejero de Molina, ya que justo residía en el convento en esa época. 

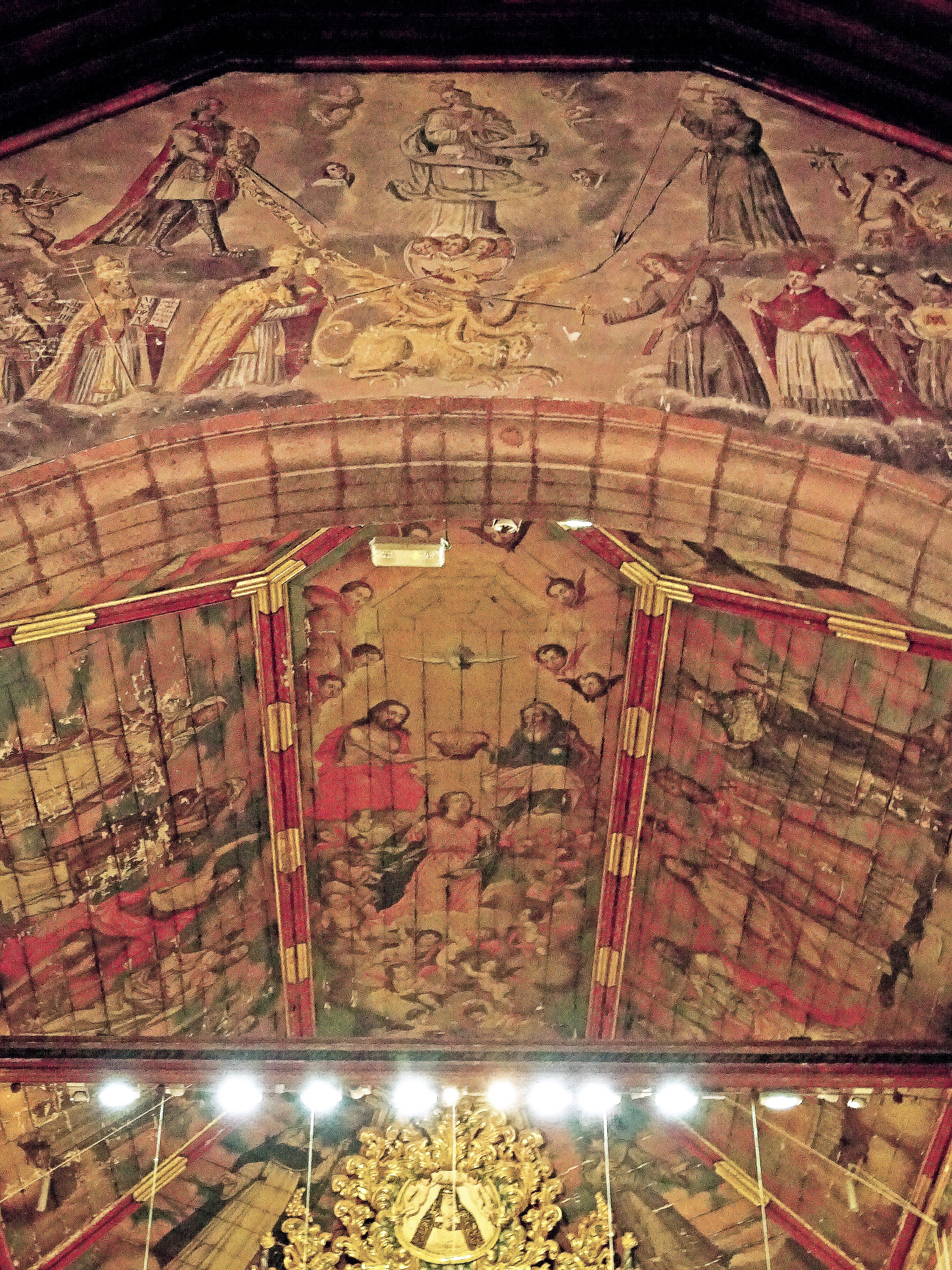
Artesonado (desde el arco de separación de la Capilla Mayor), principios del siglo XVIII
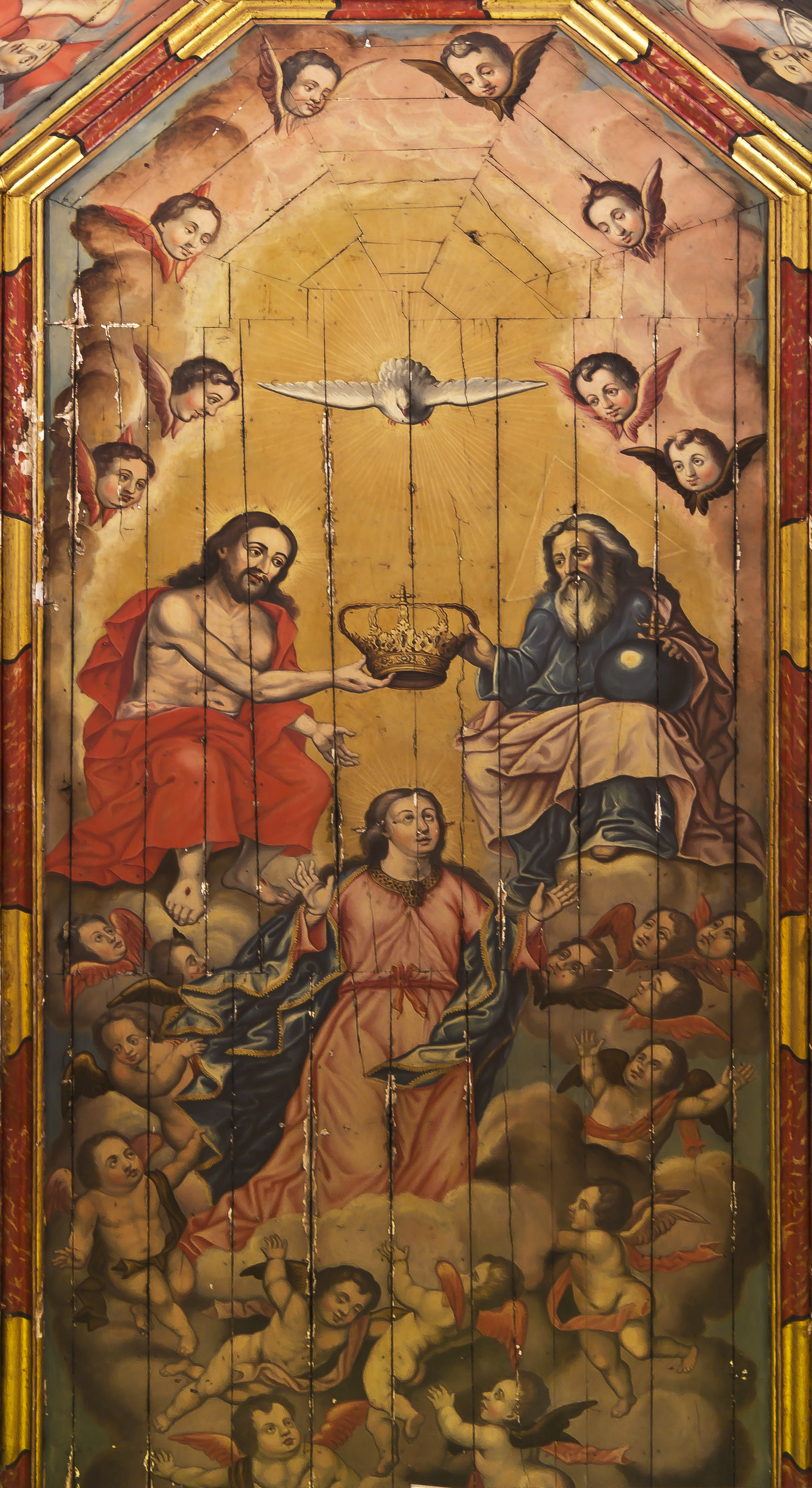
Almizate central con la Coronación de la Virgen
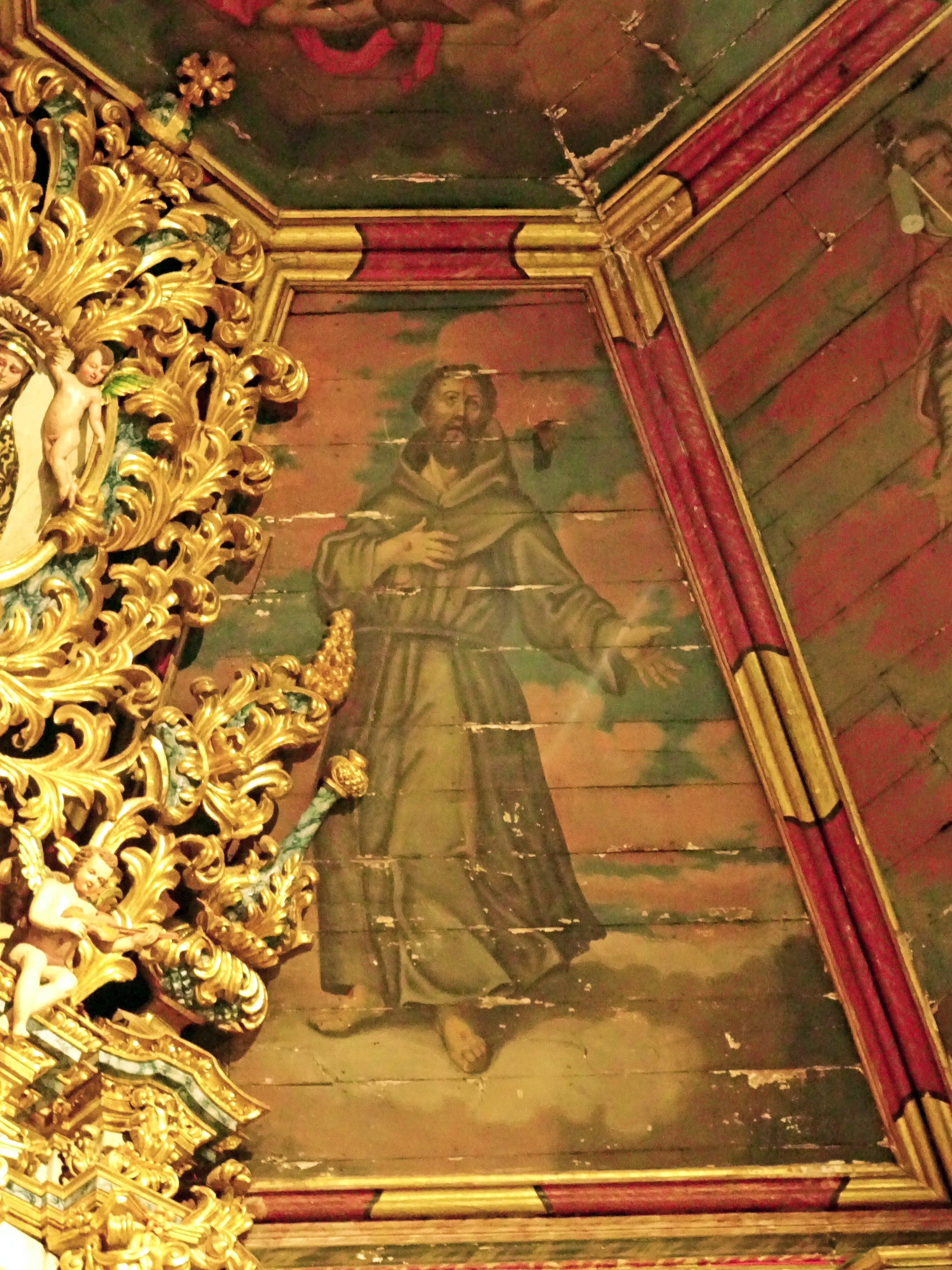
San Francisco de Asís, lado de la Epístola del retablo mayor
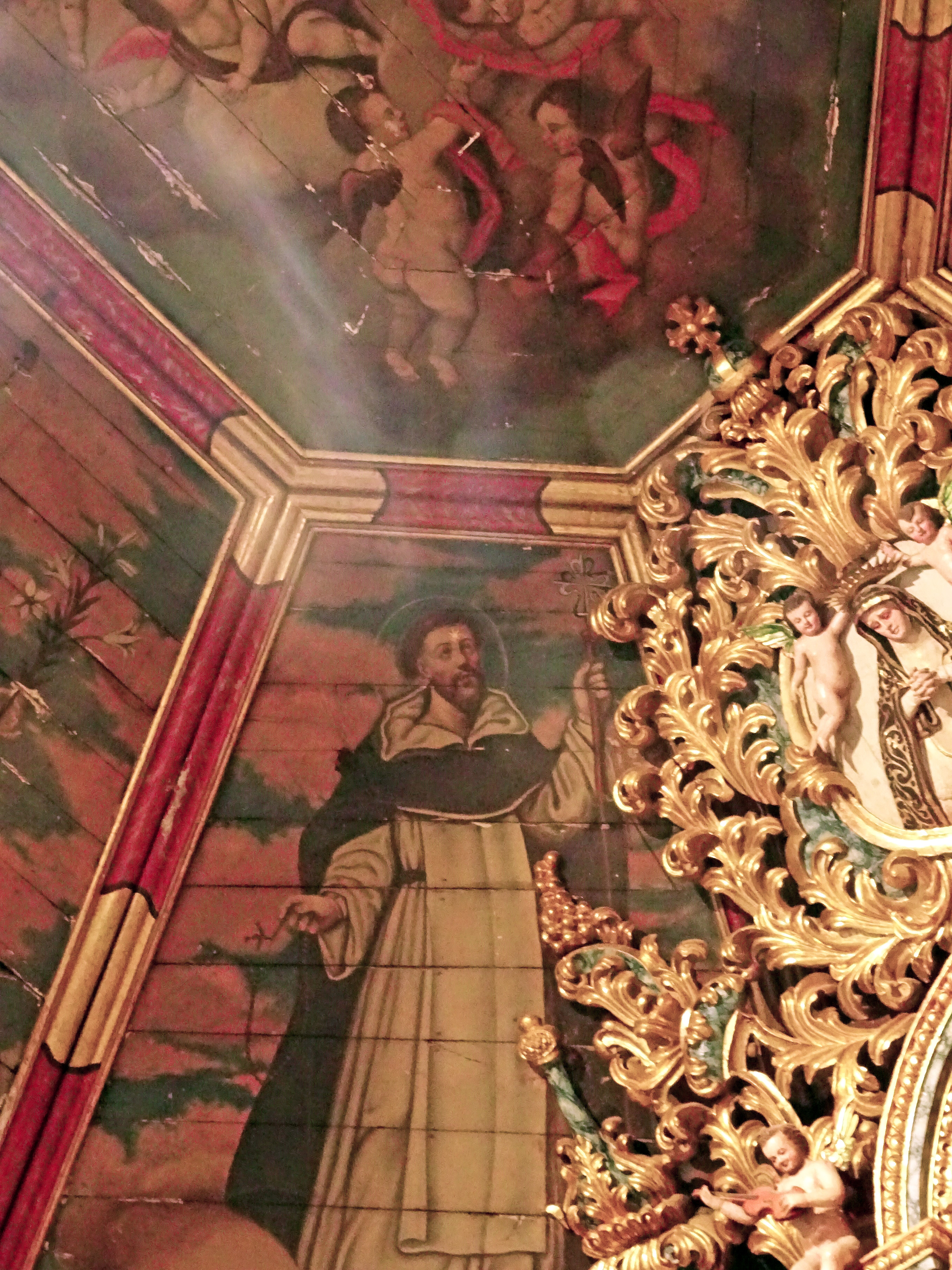
Santo Domingo de Guzmán, lado del Evangelio del retablo mayor'

Respecto a la identificación de cada figura, en el almizate central se representa la Coronación de la Virgen, en su versión plenamente barroca, en donde María es coronada por la Santísima Trinidad, y está rodeada por gran cantidad de ángeles. Supuestamente, todas las figuras que rodean al almizate en los ocho faldones (dos grandes laterales y seis pequeños en los frentes) deberían tener relación con la representación mariana central. Sin embargo, este artesonado, a diferencia del existente en la capilla anexa de la V.O.T., no ha sido aún estudiado con profundidad en su programación iconográfica. En los tres faldones pequeños cerca del arco toral, se representan a San Pedro Alcántara (encabezando), flanqueado por San Buenaventura y Santo Tomás de Aquino, que se nos presentan en forma de pendant, ya que son dos figura prácticamente gemelas y las únicas del conjunto que figuran con alas angelicales (se les dio el título de santos "seráfico" y "angélico" respectivamente). En el faldón largo del lado de la Epístola, están representados Santa Ana y San Joaquín (padres de la Virgen), San Juan Bautista, San Judas Tadeo y San Antonio. En el faldón largo del lado del Evangelio: San Luis rey de Francia, San Nicolás de Bari, San José, un apóstol aún sin identificar (¿quizás San Matías?) y San Lorenzo. Finalmente, en los dos faldones pequeños del fondo del presbiterio, San Francisco y Santo Domingo, también como pendant. Existe un último faldón, en el centro de los dos anteriores, que está totalmente tapado por el remate del ático del retablo mayor. Se sabe que allí figura San Pedro, y el hecho de que la fecha del artesonado se haya establecido en 1721 (mientras el retablo mayor se inició aproximadamente en 1725) nos lleva a pensar que se decidió hacer un retablo grandioso que tapase incluso uno de los faldones pintados del artesonado y que este San Pedro lleve, por tanto, más de tres siglos oculto. Por último, destacar que en las cuatro esquinas (el equivalente a lo que serían las pechinas de una cúpula) se representan, en escala menor y medio cuerpo, a los cuatro padres de la Iglesia católica occidental: Agustín de Hipona, Gregorio Magno, Ambrosio de Milán y Jerónimo de Estridón. Concluyendo, nos encontramos con una techumbre ochavada pintada tremendamente singular, una magna obra de 24 figuras, cuya autoría no ha sido identificada, aunque hay evidencias para atribuirla, al menos en parte, al entorno de Cristóbal Hernández de Quintana, puesto que figuras como las del almizate son claramente quintanescas.

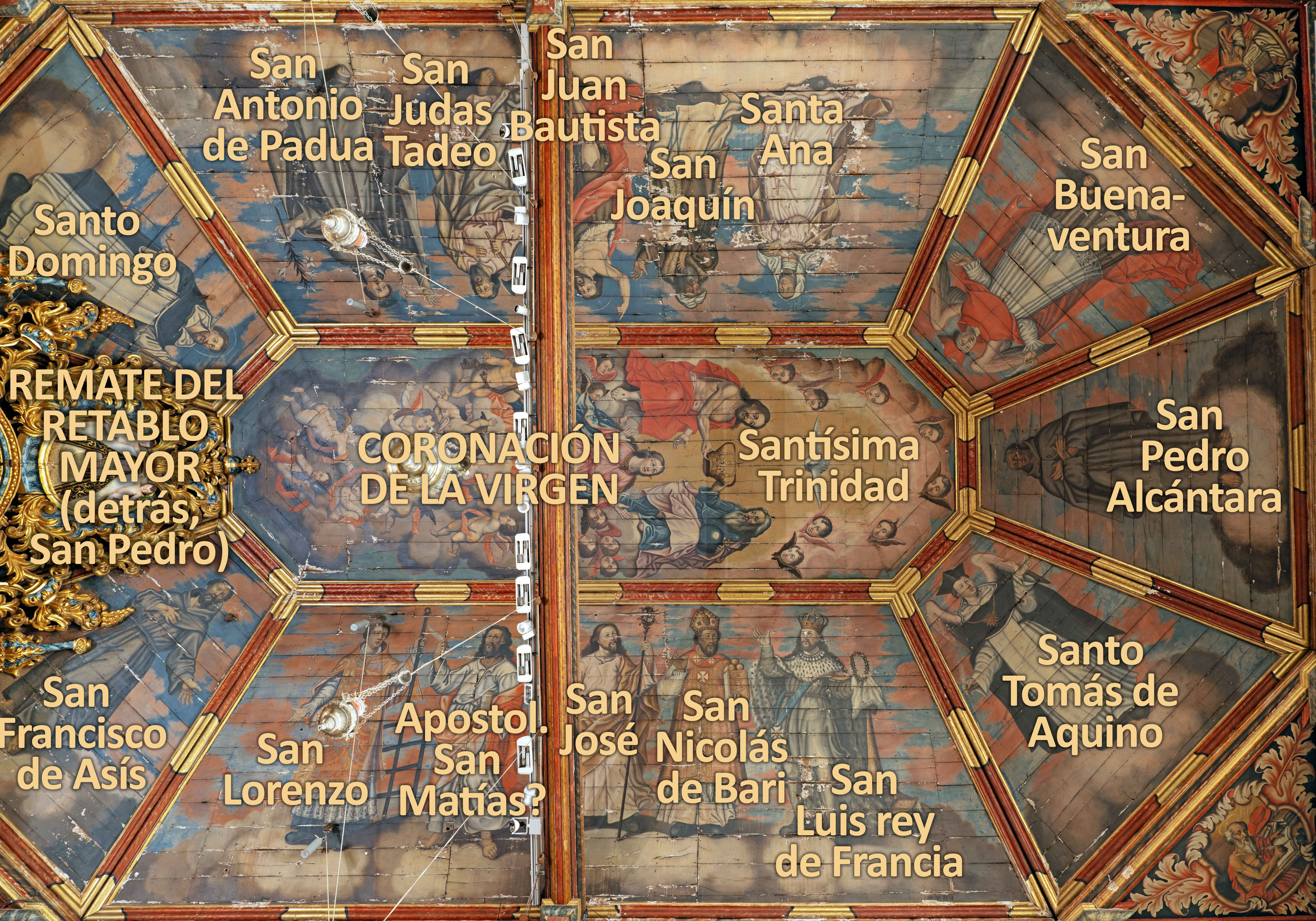
Identificación de las figuras del artesonado
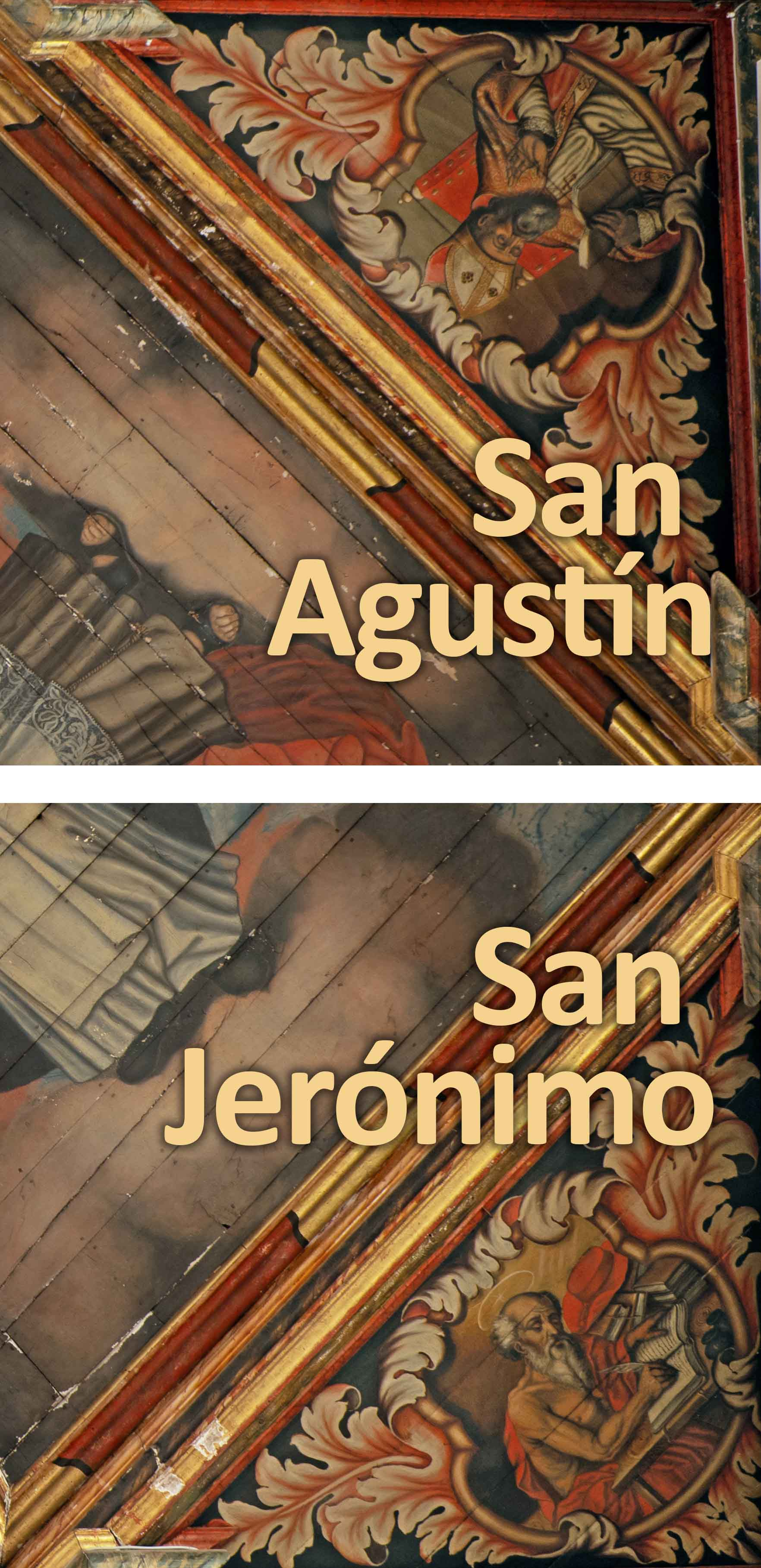
San Agustín y San Jerónimo

#### 12- Pintura mural del presbiterio

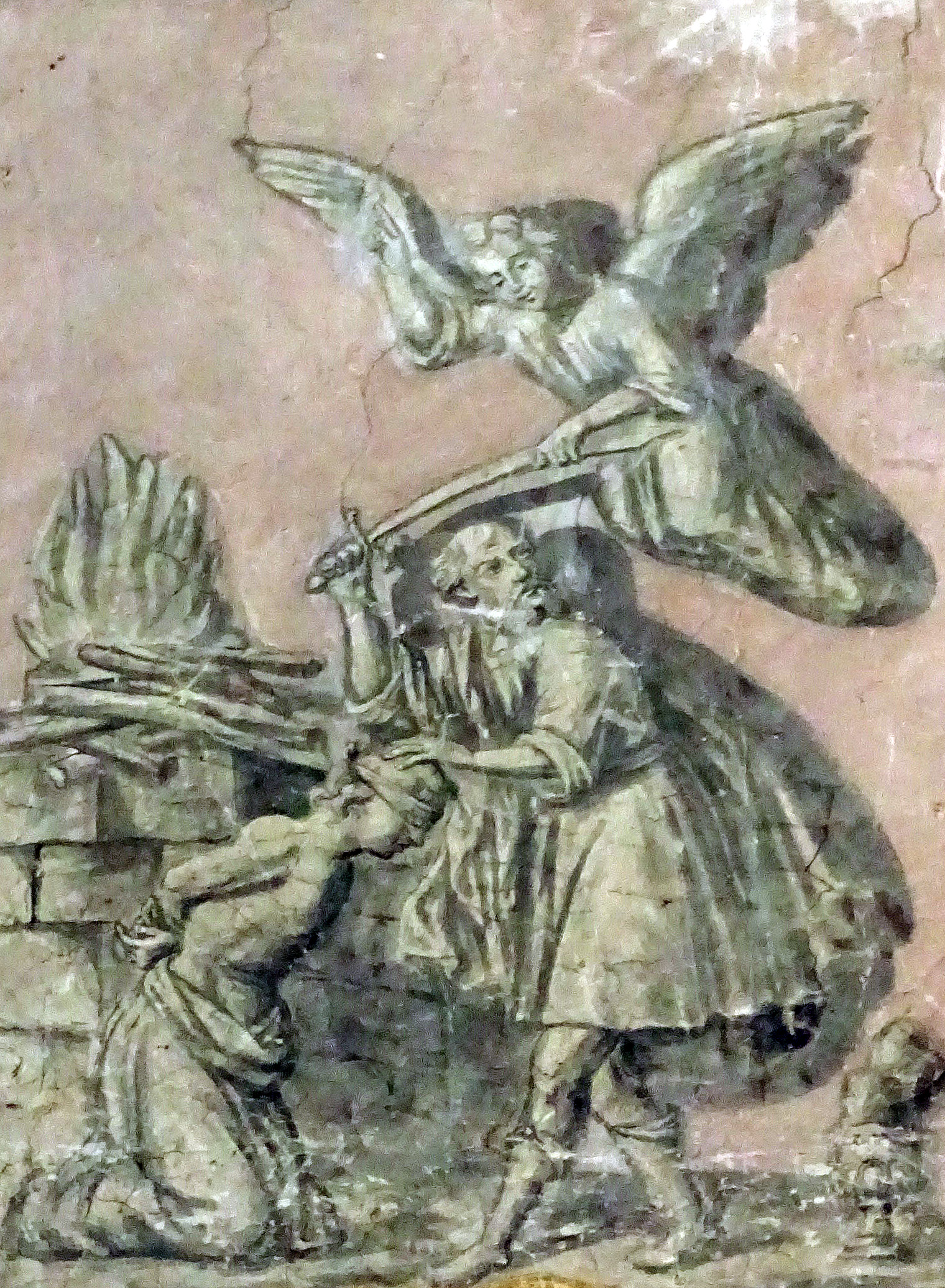
Detalle de El sacrificio de Isaac

Estas pinturas murales, que ocupan la totalidad de las paredes del presbiterio, nos ofrecen un interesante conjunto único en Canarias, según la técnica del trampantojo, un género que trata de imitar la realidad mediante, por ejemplo, elementos arquitectónicos fingidos, como es el caso. Entre columnas, cornisas, balaustres y simulación de carácter vegetal, se enmarcan por una parte dos grandes lienzos al óleo, situados uno a cada lado, que representan a los obispos García Ximénez y Conejero de Molina, lienzos que se analizan en el apartado siguiente. Pero también se enmarcan cuatro escenas del antiguo testamento pintadas al fresco a modo de grisallas. La opinión más generalizada en el pasado es que la autoría de toda esta pintura mural, realizada en la segunda mitad del siglo XVIII, es de Rafael Henríquez (1737-1793), el mismo autor del cuadro de ánimas ya analizado, aunque actualmente también se piensa en la intervención de Cristóbal Afonso (1742-1797), quien también pudo haberse encargado del resto de las pinturas murales que decoraba toda esta iglesia, en especial, las del arco toral, también ya analizada anteriormente. Lo que si parece claro es que, al igual que tantos otros elementos cultos de la iglesia, su promotor e ideólogo fue fray Antonio Delgado Sol, reiteradamente mencionado. Y éste no eligió esas cuatro escenas al azar ya que, aun siendo narraciones del antiguo testamento, guardan relación con la Eucaristía instituida por Jesucristo y celebrada precisamente en ese espacio principal del templo.

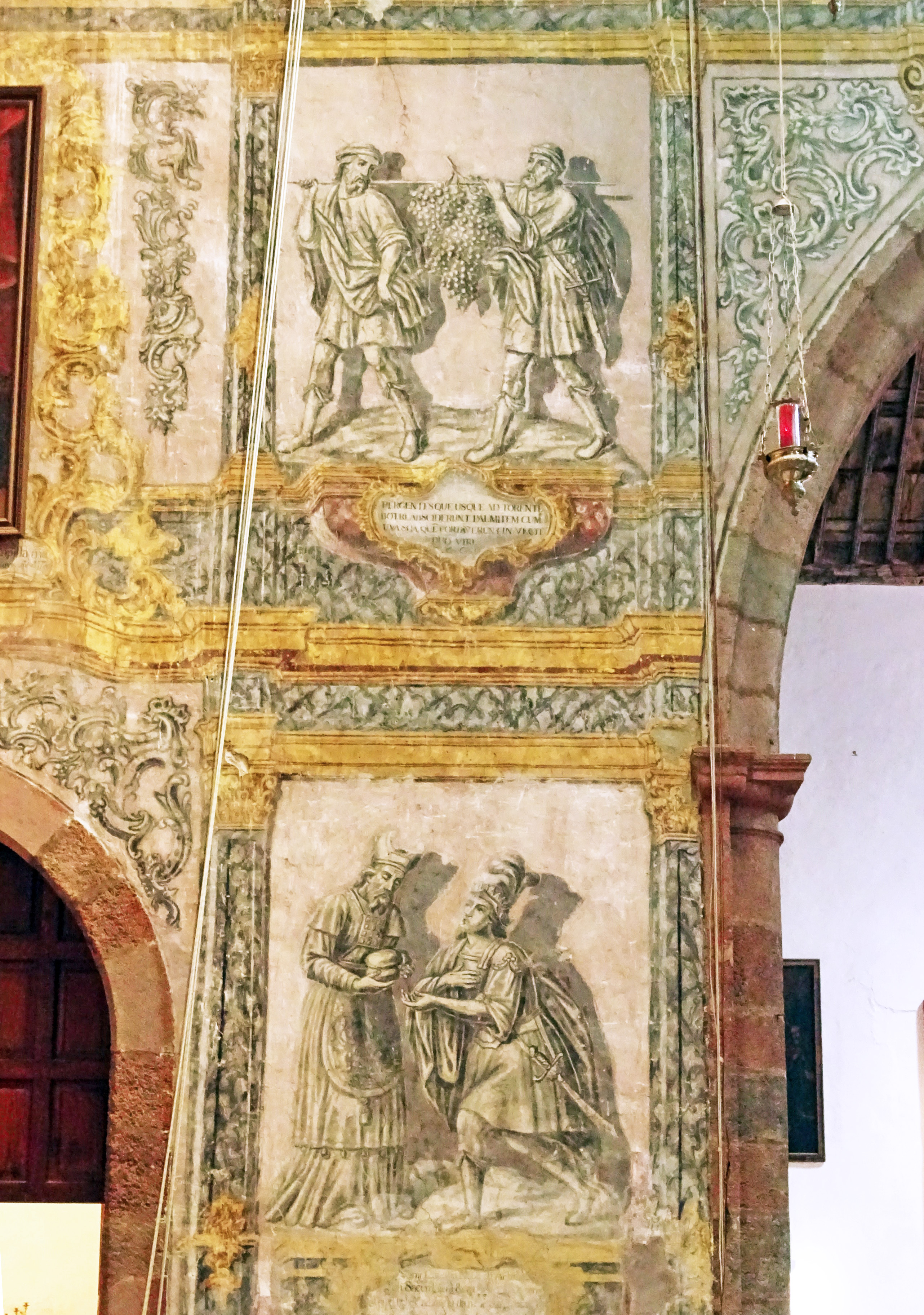
Trampantojos en el presbiterio,  lado de la Epístola
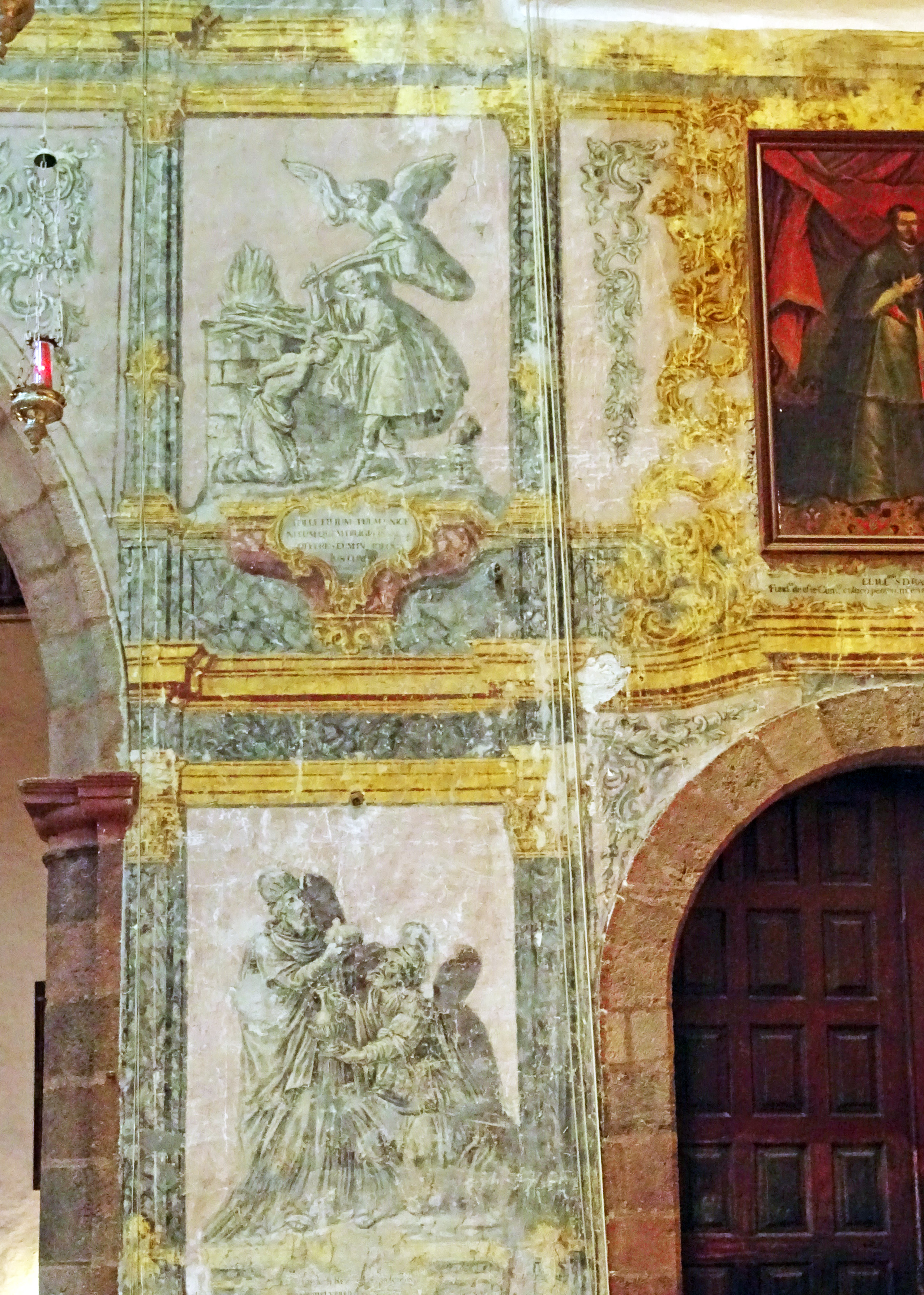
Lado del Evangelio, con el lienzo del obisopo García Ximénez

Una de las escenas representa a dos hombres cargando con uvas, y hace mención a la narración en la que Moisés envía a explorar a Canaán a un miembro de cada una de las doce tribus de Israel. Una de las expediciones, de regreso al campamento, trae del fértil valle de Eshkol un enorme racimo de uvas, lo cual hacer referencia a la fertilidad espiritual del sacramento eucarístico y al vino. Debajo de esta escena se describe otra, el encuentro de Abraham con Melquisedec, rey de Salem y sacerdote, que bendice a Abraham y le ofrece pan y vino como gesto de hospitalidad. En la otra pared, frente a estas dos y en lo alto, se nos presenta el Sacrificio de Isaac, escena bíblica que anticipa el sacrificio de Cristo. Debajo de la escena anterior hallamos a otros dos personajes del Antiguo Testamento, David y Ajimelec. Este último fue sacerdote de la ciudad de Nob y se le representa en el momento en que David le pide panes para alimentar a su gente y, queriendo ser complaciente, Ajimelec le ofreció algo inusual, los panes que eran considerados sagrados. Consecuentemente, mediante estas cuatro escenas representadas en torno al altar mayor, el sacerdote se ve rodeado de alegorías de la Eucaristía, esto es, la celebración del sacrificio del cuerpo y la sangre de Cristo, mediante las denominada especies sacramentales: el pan y el vino. Toda la pintura mural de la iglesia necesita de urgente restauración, puesto que incluso se han perdido partes importantes de las mismas.

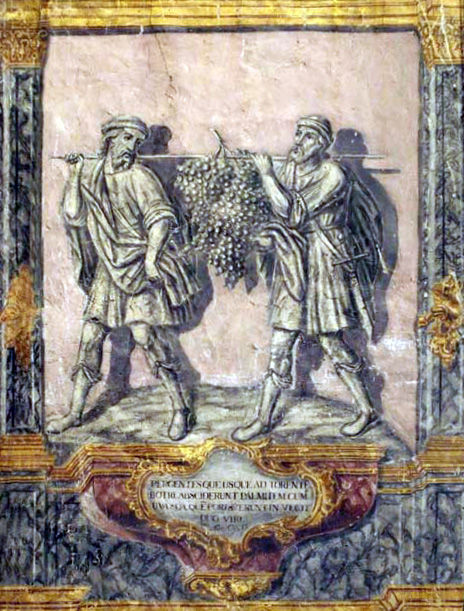
El racimo de Eshkol
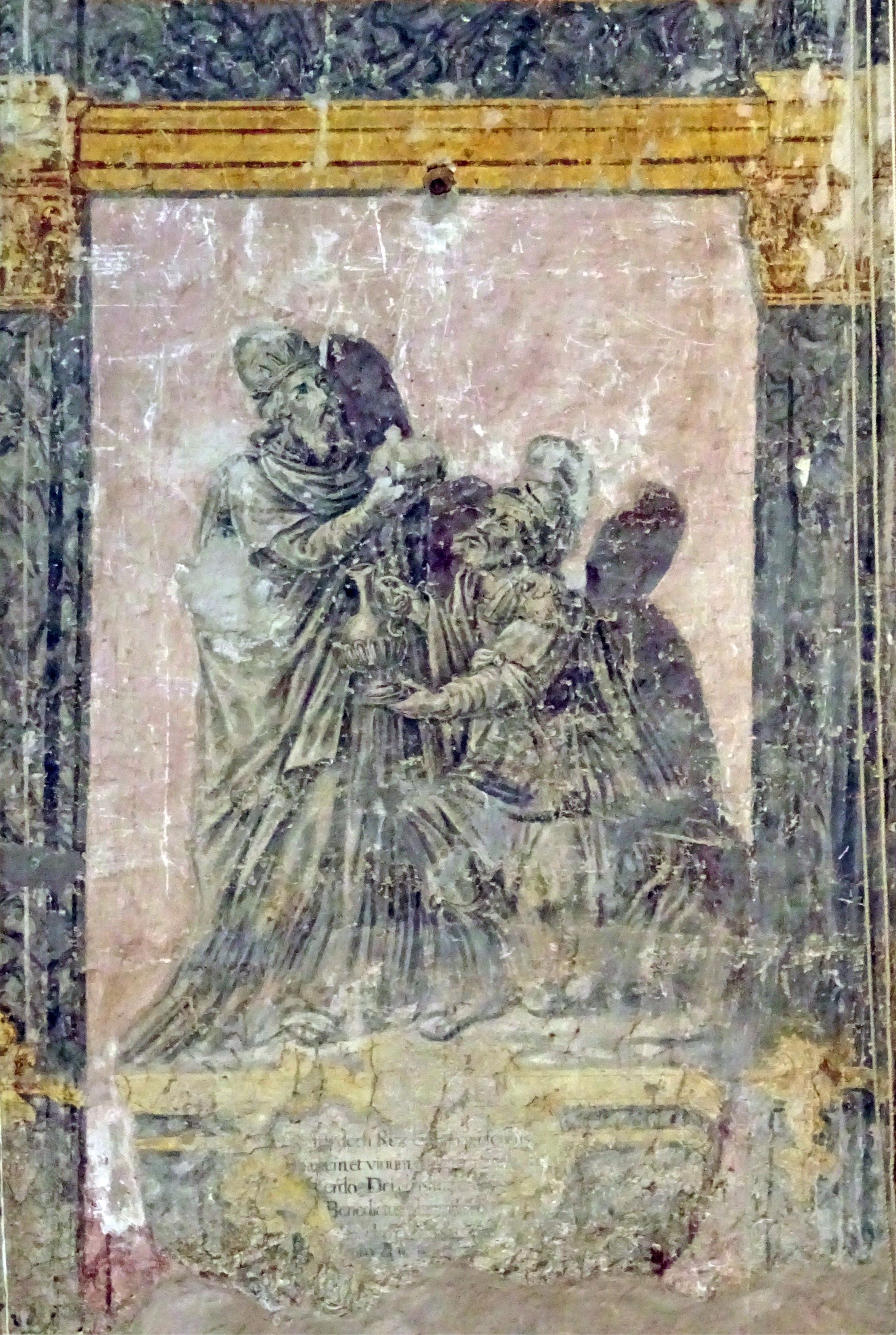
Abraham y Melquisedec
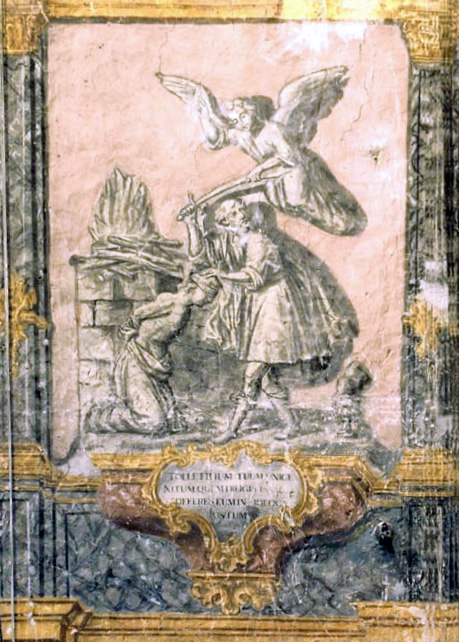
El sacrificio de Isaac
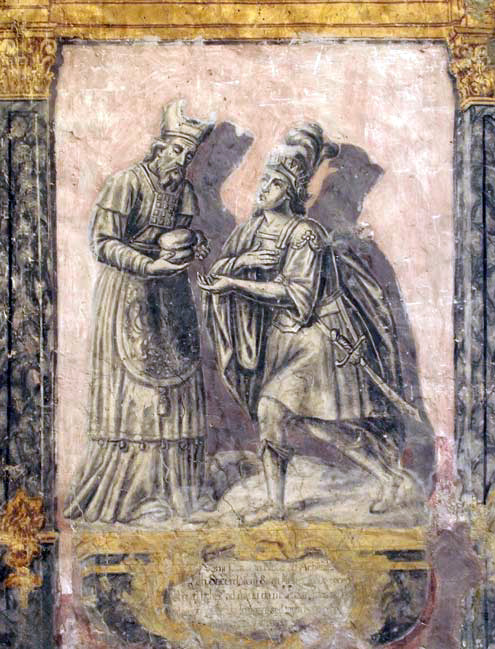
David y Ajimelec

#### 13- Cuadros de los obispos García Ximénez y Conejero Molina

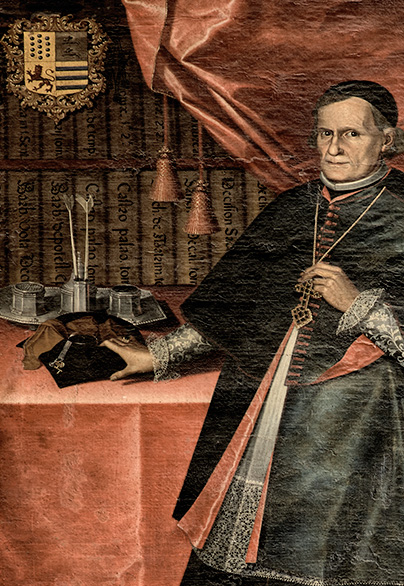
Detalle del Retrato del Obispo Lucas Conejero de Molina

En las dos paredes laterales del presbiterio existen dos cuadros gemelos de grandes dimensiones, uno frente al otro. Se trata de los 
retratos de dos obispos de la diócesis de Canarias: Bartolomé García Ximénez (en el lado del Evangelio) y Lucas Conejero de Molina (en el de la Epístola). Ambos prelados prefirieron residir mayoritariamente en Santa Cruz de Tenerife, en vez de en su palacio episcopal y sede diocesana de Las Palmas de Gran Canaria. El primero, además, con una vida digna de novelar. Aunque parecen del mismo autor, un estudio más detenido refleja una pincelada muy superior en el del obispo Conejero. Éste es obra de uno de los mejores retratistas que ha habido en el archipiélago, José Rodríguez de la Oliva, y dentro de su producción cabe destacarla entre las mejores, aun habiéndola realizado a una muy temprana edad, unos 25 años, dado que "Su Ilustrísima" residió en el convento desde 1718 hasta 1724. La composición recuerda a la pintura hispana del siglo XVIII. A pesar de que la obra no está firmada, no cabe duda de que pertenece al pintor lagunero, ya que éste realizó un estudio preparatorio de la cabeza del prelado, que perteneció a D. Matías Rodríguez Carta, ya que este importantísimo personaje santacrucero profesaba gran admiración al Obispo. El retrato gemelo del Obispo García Ximénez se debió hacer en parte de memoria, pues en 1736 el coronel Francisco Astigarraga regala el cuadro al convento, y hacía cerca de medio siglo que el Obispo había fallecido. Debajo del cuadro de Ximénez y pintado al fresco se lee la inscripción: Ob. D. Bartolomé Gª Ximénez, fundador de este convento, colocó personalmente en él la majestad sacramentada, el 21 de julio de 1680; debajo del otro prelado está inscrito: El Ob. D. Lucas Conejero de Molina hizo construir esta capilla Mayor, año 1720.

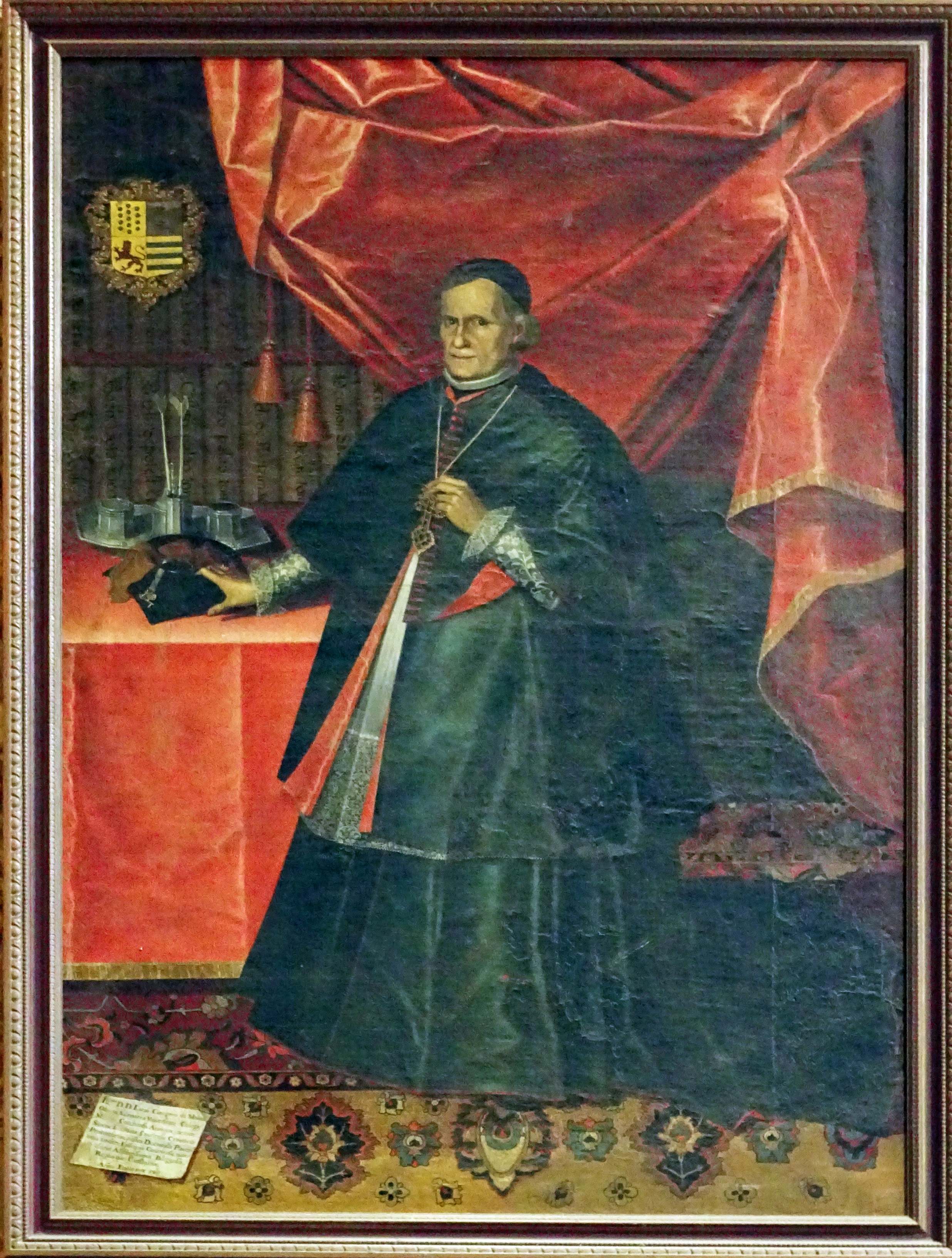
Retrato del Obispo Lucas Conejero de Molina, José Rguez. de la Oliva, aprox. 1720
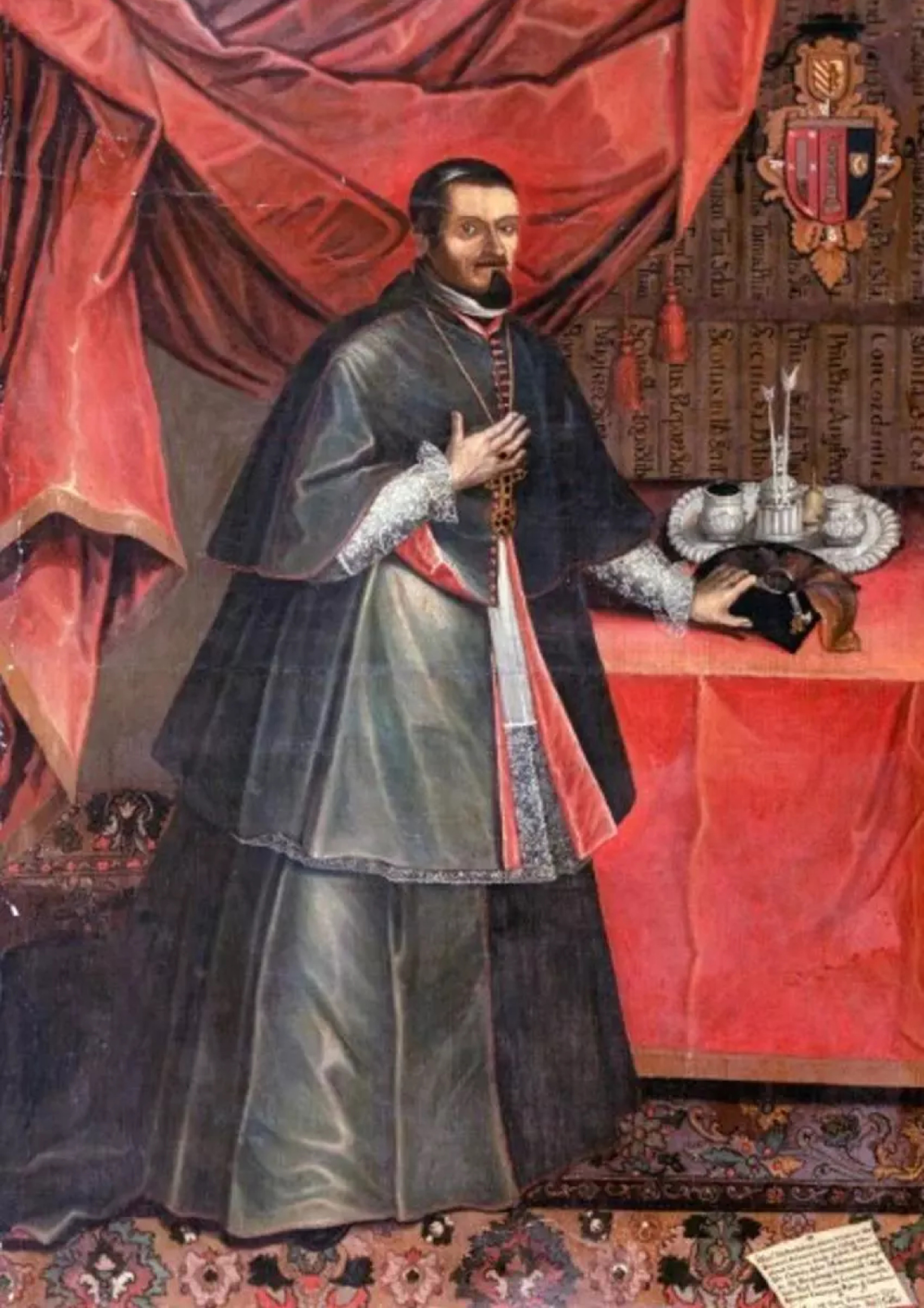
Retrato del Obispo Bartolomé García Ximénez, anónimo insular, aprox. 1736

#### 14- Retablo de la Capilla Mayor

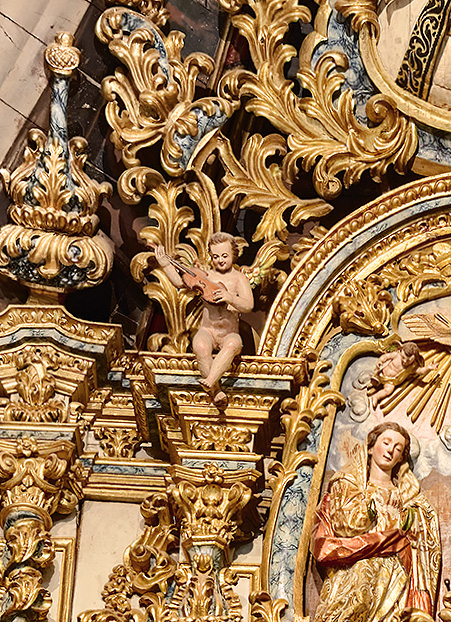
Detalle del ático del retablo mayor

Si por un lado el Señor de las Tribulaciones es el más importante elemento patrimonial a nivel devocional, éste lo es en el panorama artístico. El retablo está trabajado con madera de barbusano, y sus medidas son ocho metros de largo por once de alto. Destaca por la riqueza y variedad de la decoración. La traza es de un solo cuerpo con tres calles con sus respectivas hornacinas, y un muy desarrollado ático. Justo delante, hay un templete neobarroco que alberga el sagrario, que sustituyó a un manifestador de plata parecido a otros que hay en la isla y desaparecido a finales del siglo XIX. Fue adquirido en 1916 por la cantidad de 5.000 pesetas al taller valenciano "Justo Burillo", y consta básicamente de cuatro columnas salomónicas (con racimos de vid en las torsiones del fuste), que sustentan una cúpula. En las partes bajas del retablo o predela, a los lados del templete, aparecen cuatro tarjas o espejos circulares rodeadas de motivos vegetales, con atributos inmaculistas (fuente, torre, estrella y escalera). Flanqueando a estos, en los dos extremos del retablo, otros dos espejos polilobulados e idénticas, con un emblema de un clavo rodeado por una S, que representa la esclavitud (esclavo en latín es "Sclavus", es decir, S + clavo).

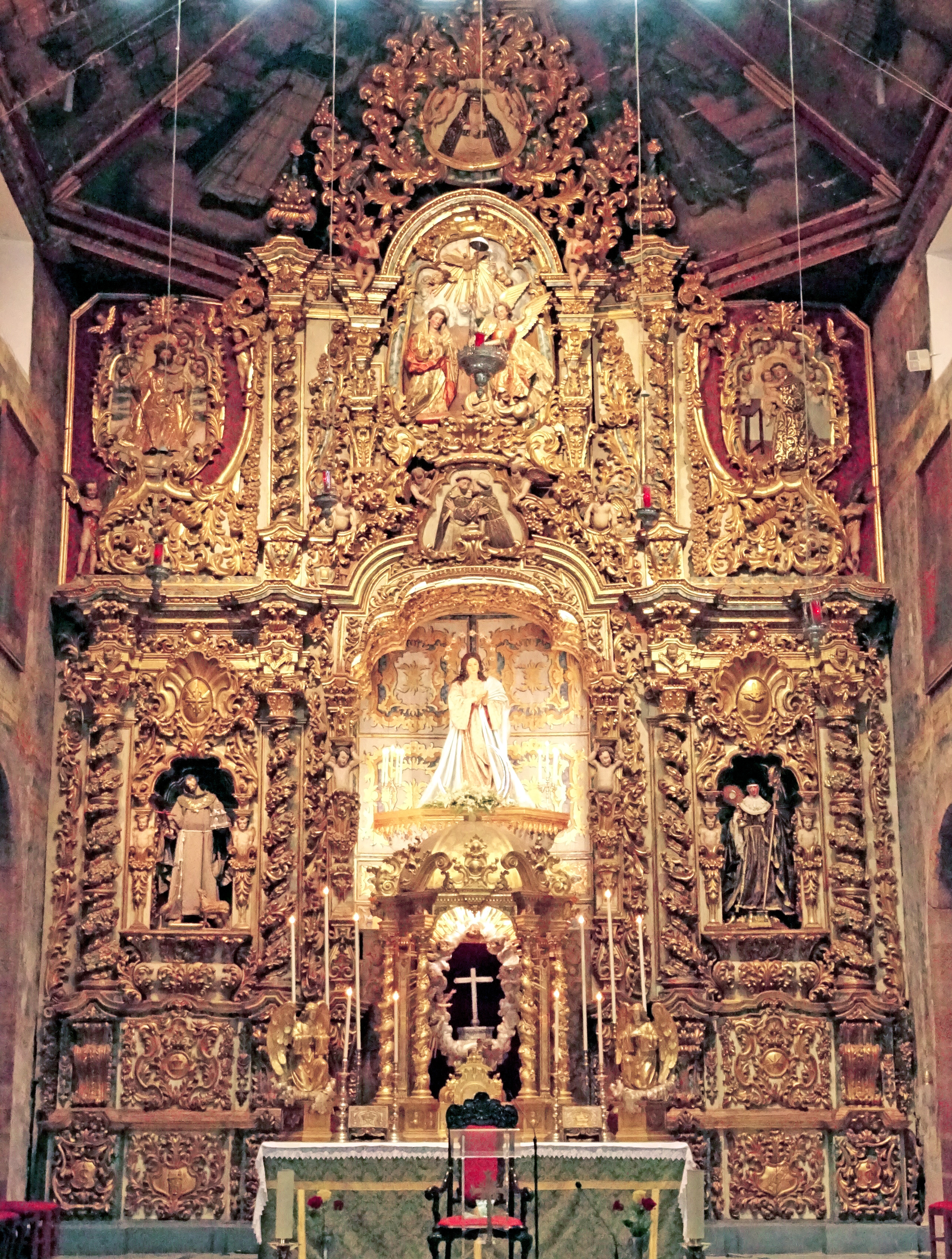
Retablo mayor
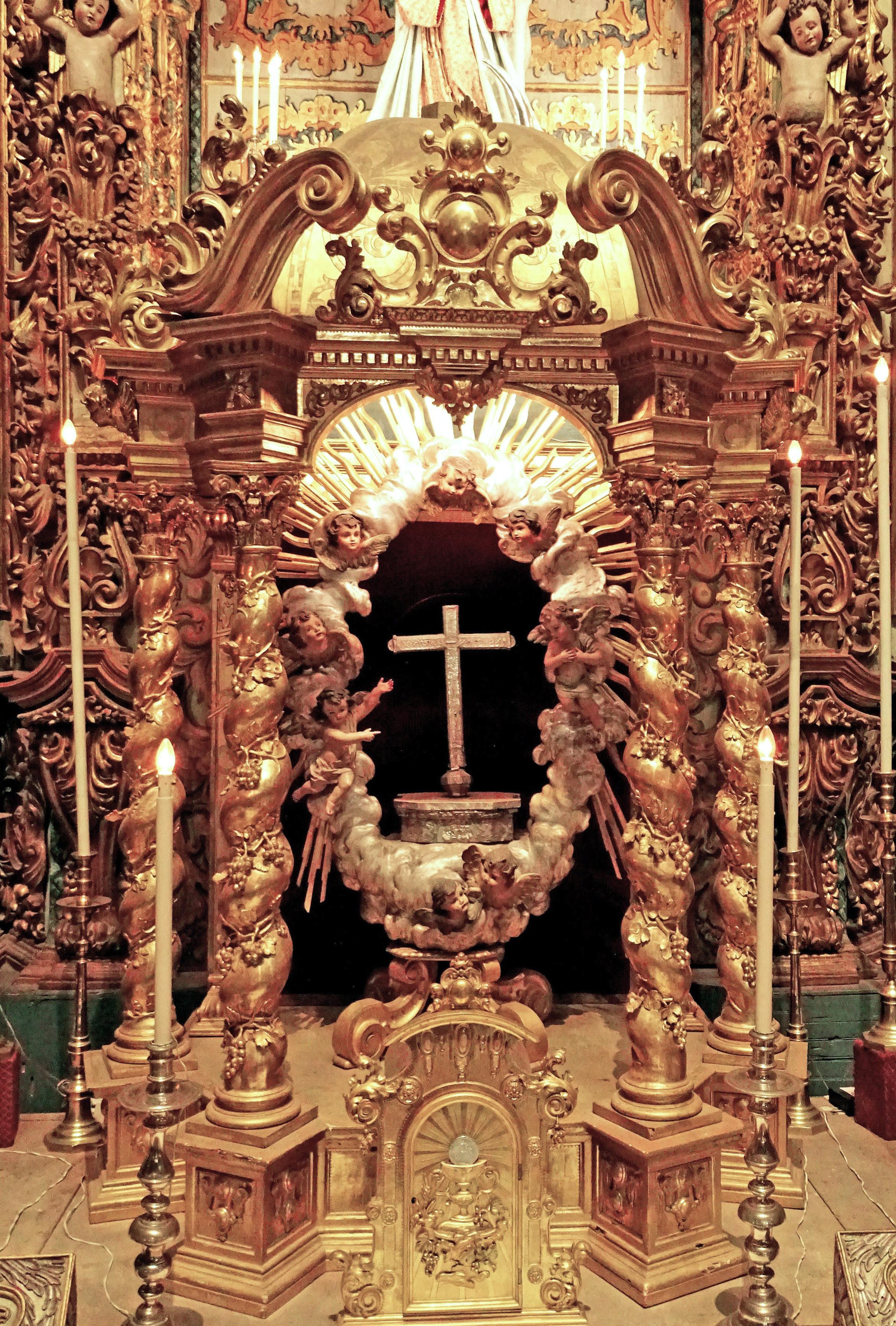
Templete neobarroco (1916), taller Justo Burillo, Valencia
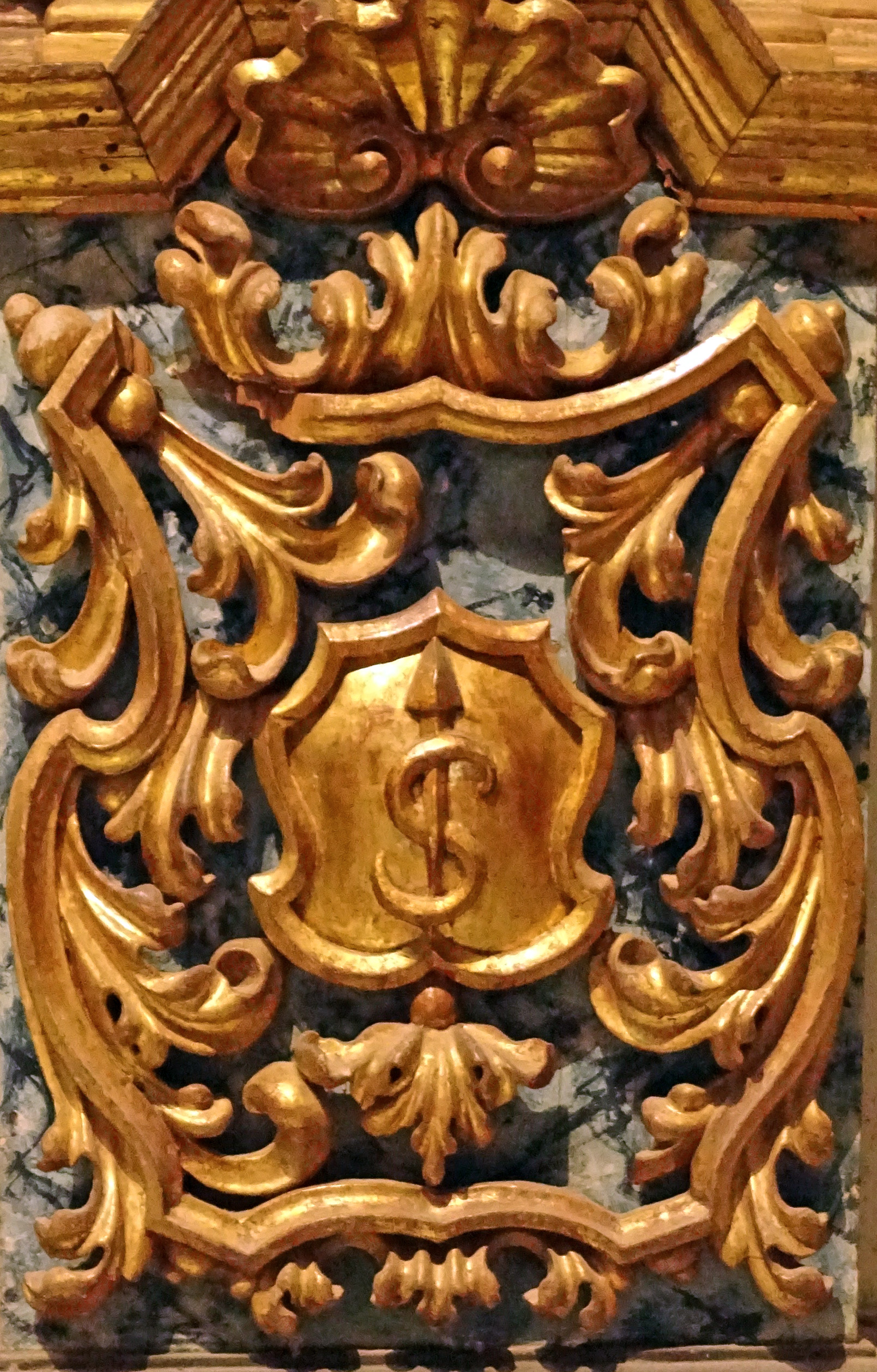
Espejo con el símbolo de la escavitud (clavo y S)
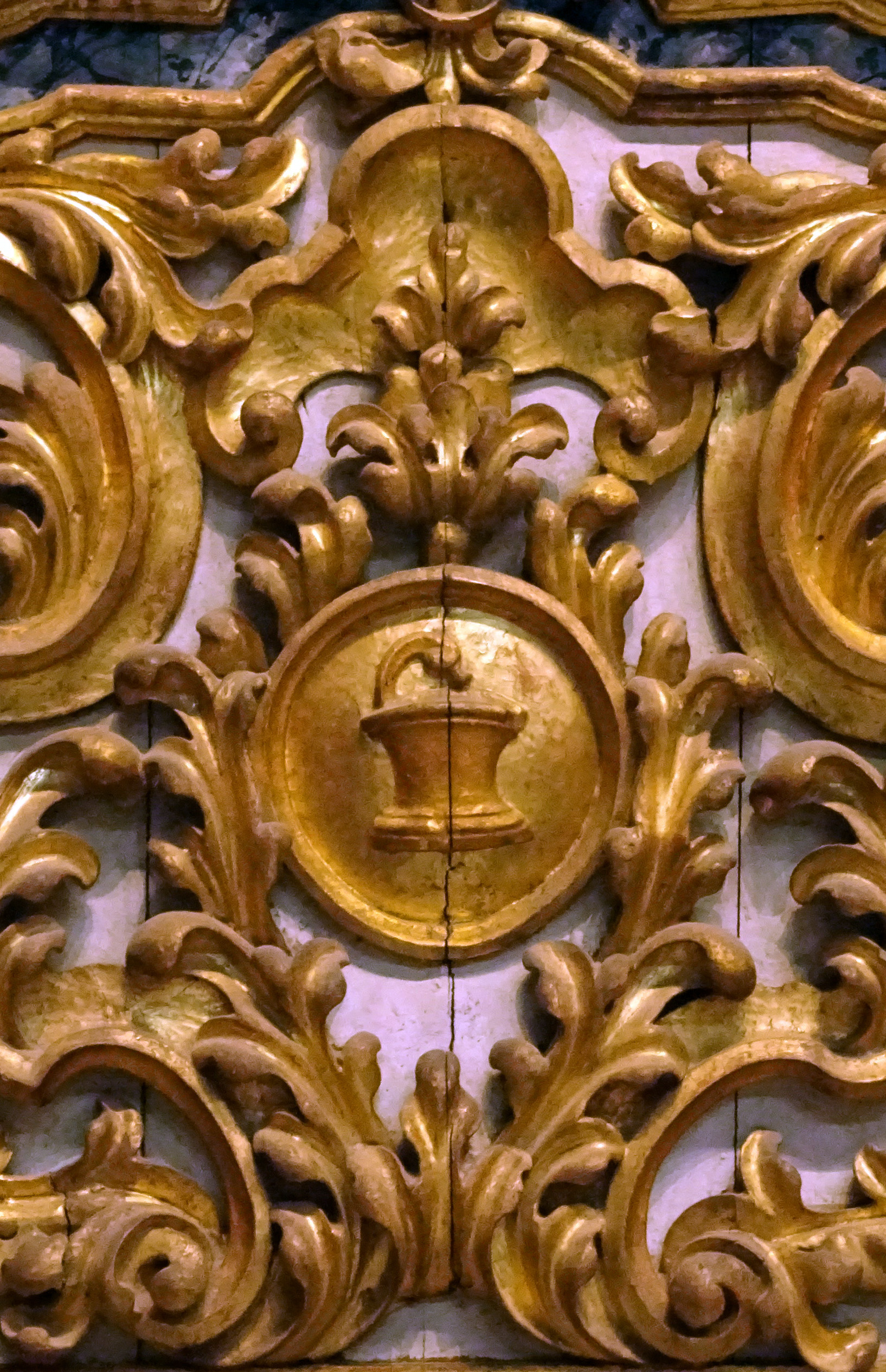
Espejo con el símbolo inmaculista de la fuente

Por encima de la predela, las tres calles se limitan con cuatro espléndidas columnas salomónicas de idéntica factura que las del retablo mayor de la parroquia matriz de la Concepción. Esto lleva a pensar que los autores de uno y otro retablo, anónimos actualmente, podrían ser los mismos dado que, además, 
hay coincidencia de fechas, por lo que probablemente se trata de un taller de clara influencia andaluza. Del que nos ocupa, se sabe que su construcción estaba muy avanzada en el trienio de 1727-1730, no así su dorado, que se terminó medio siglo más tarde. La calle central, mucho más ancha que las laterales, facilita un gran desarrollo de la hornacina principal, rematada por un arco trilobulado. Esta hornacina, en forma de gran camarín está flanqueada por unos espléndidos estípites que incorporan un magnífico ángel telamón de delicada compostura, que aúpa con sus manos el capitel. Las hornacinas laterales están también limitadas por estípites similares, pero con los ángeles en posición frontal. Este retablo tiene dos similitudes con el retablo de San José de la nave de la epístola. En ambos aparecen dos espejos con los emblemas franciscano y dominico (en este caso, coronando ambas hornacinas laterales); también, por ser ambos de los pocos retablos de Canarias que aúnan columnas salomónicas y estípites. Los estípites aparecen en Canarias a finales del siglo XVII, en parte sustituyendo a las columnas salomónicas, y este retablo es de los que conjugan ambos tipos de columnas a modo de transición, lo que les da una extraordinaria peculiaridad. Respecto a las imágenes, la actual Inmaculada Concepción del nicho central debió sustituir a la original, ya que es una talla en madera de 1886, realizada por los hermanos Francisco y Nicolás Perdigón, herederos de la tradición imaginera orotavense al ser discípulos de Fernando Estévez. Flanqueando a ésta, se nos presenta la bellísima imagen de San Francisco de Asís, actual titular de la parroquia. Se trata de una imagen de vestir de depurada talla y gran expresividad remitida desde La Habana aproximadamente en 1772. En el otro lado, Santa Clara de Asís, cofundadora de la orden franciscana junto a su mentor San Francisco. Se trata de una imagen de vestir elaborada en algún taller canario, que repite un modelo muy establecido en las islas en el siglo XVIII: suavidad en el rostro, y como atributos, una custodia y el báculo de abadesa.

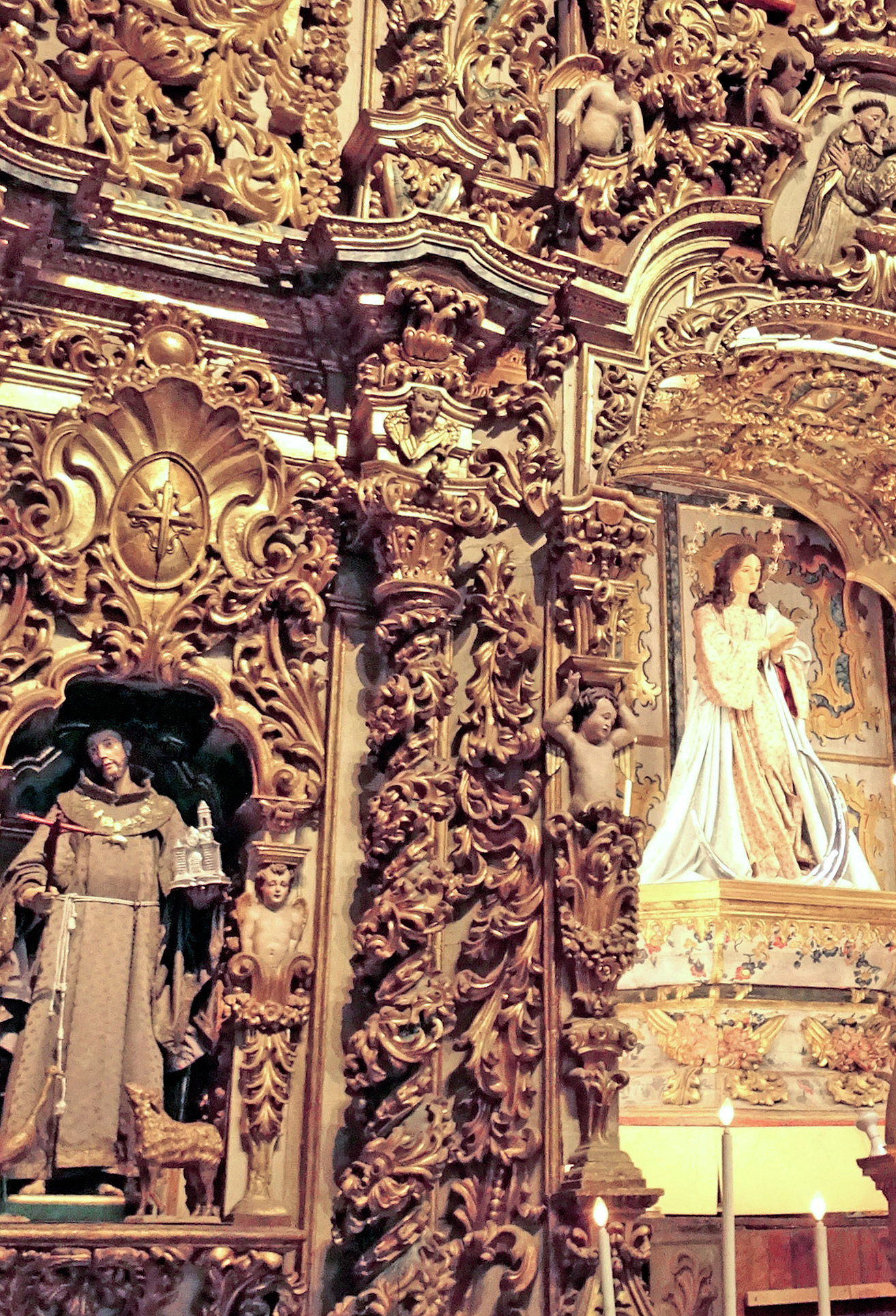
Columnas salomónicas y estípites con ángel telemón
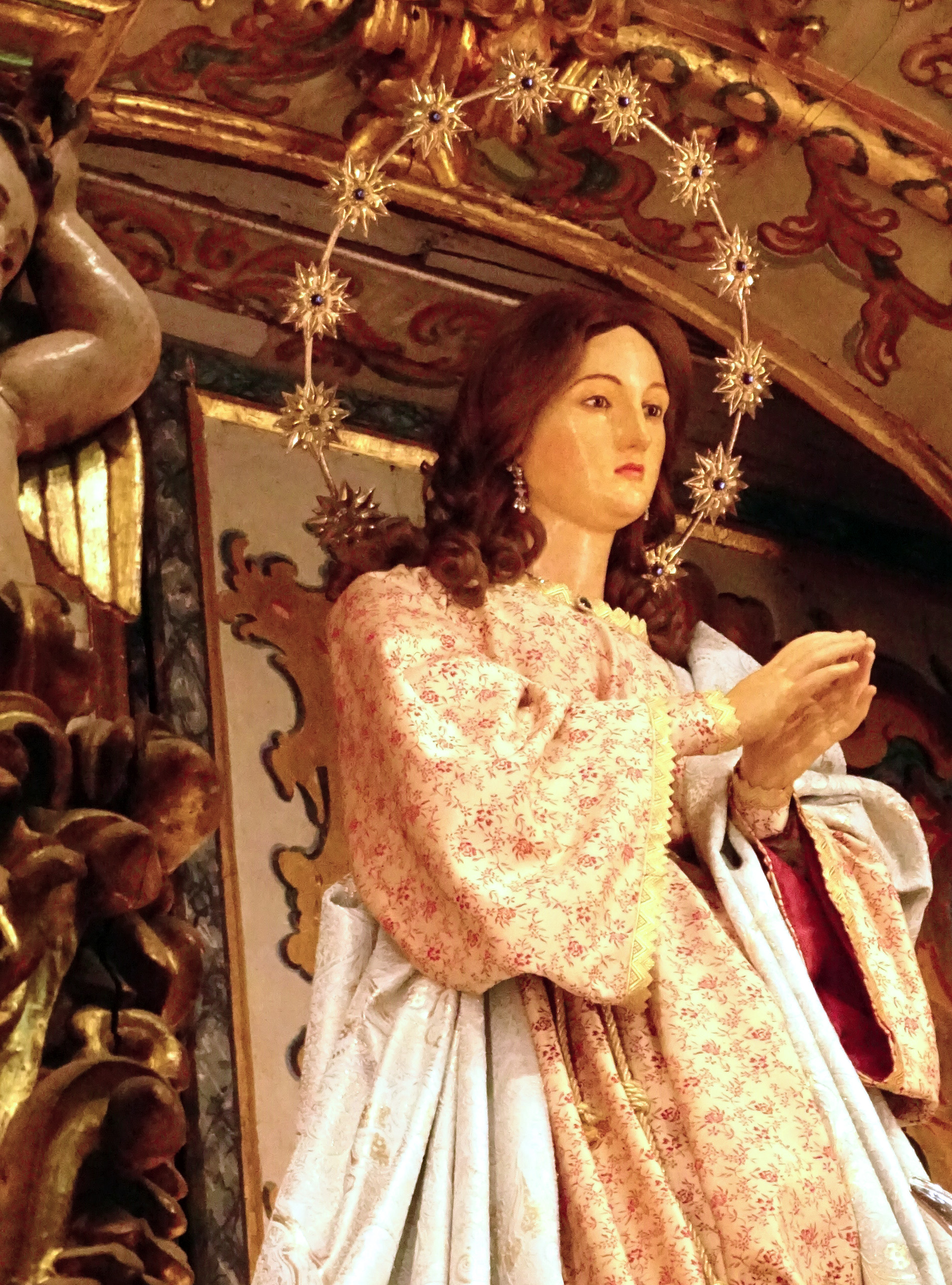
Inmaculada Concepción. Hermanos Nicolás y Francisco Perdigón, La Orotava (1886)
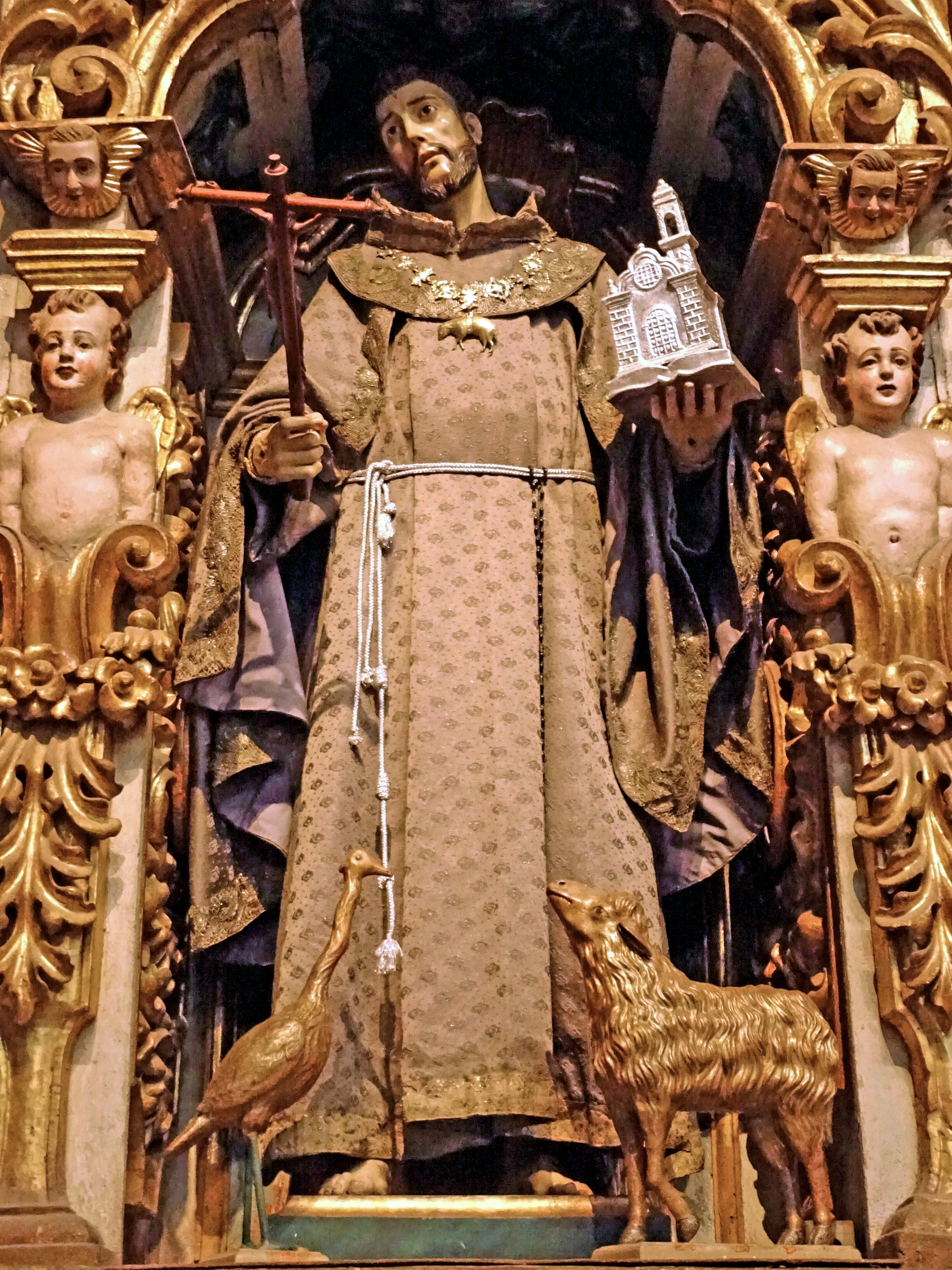
San Francisco de Asís. Taller cubano, siglo XVII
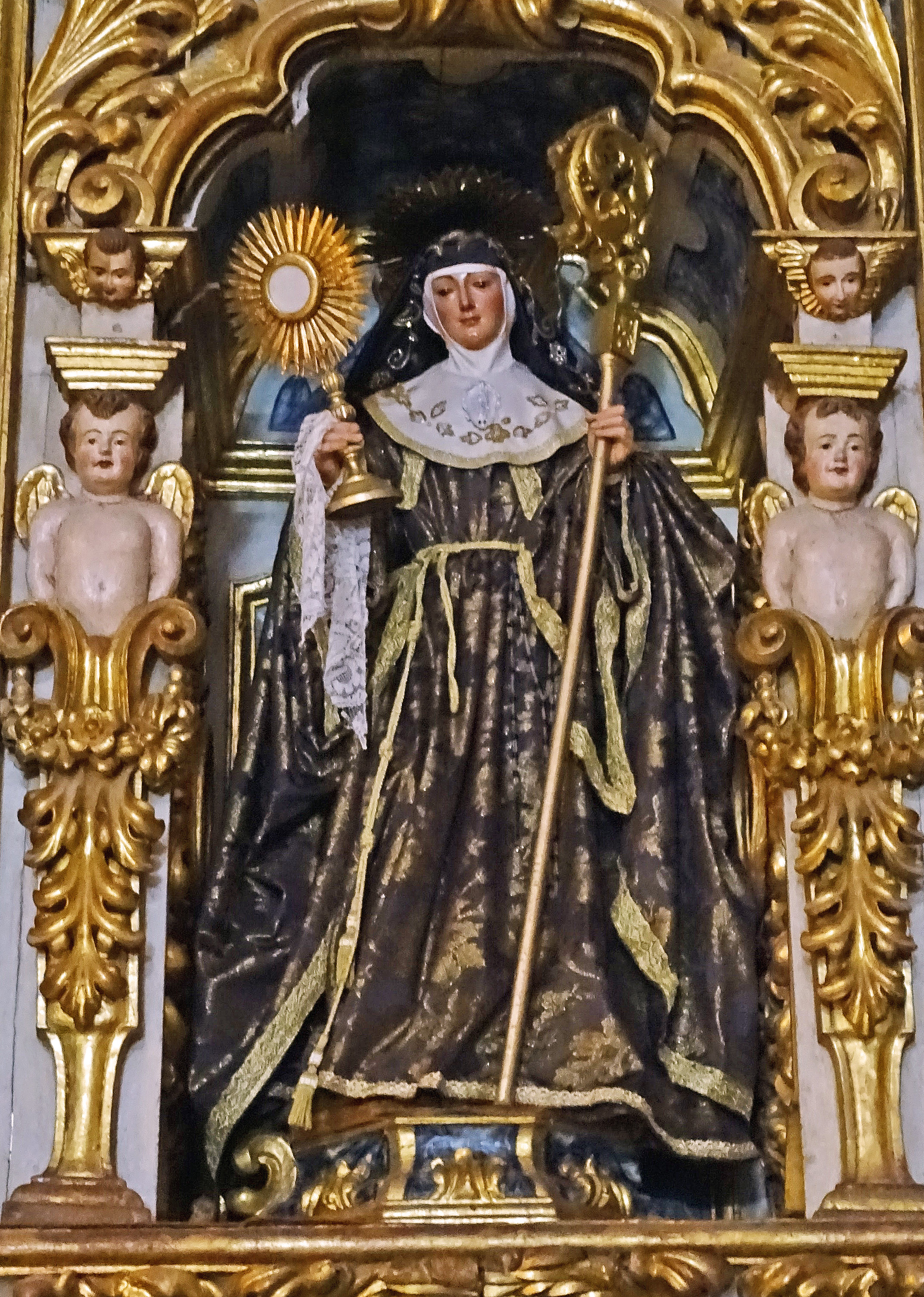
Santa Clara de Asís. Taller canario, siglo XVII
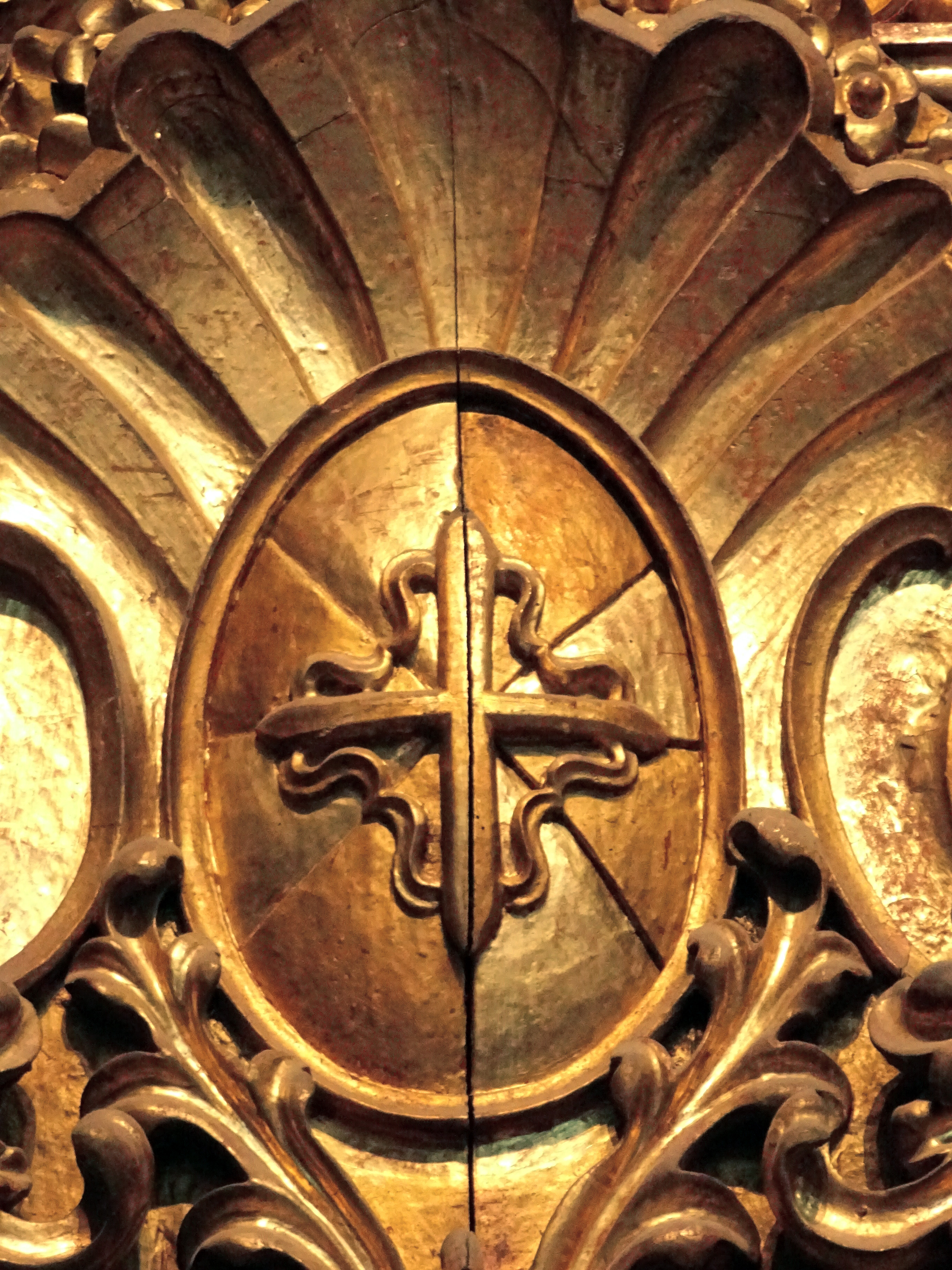
Emblema dominico que corona el nicho de Santa Clara

Estípites (esta vez sin telamón) junto con columnas salomónicas hay también en el ático, así como elementos vegetales tallados y entremezclados con ángeles de una enorme variedad de formas. Pero quizás la mayor peculiaridad son los cinco grandes medallones a modo de altorrelieves. Sobre el camarín de la Virgen, se nos presenta El abrazo de Santo Domingo y San Francisco. Más arriba, aparece el medallón principal con el tema de La Anunciación. El remate de esta calle central y del retablo está formado por una rica decoración vegetal de forma triangular, en cuyo interior aparece otro medallón más pequeño de La Soledad coronada por dos ángeles. Por último, en las calles laterales están otros dos grandes medallones enmarcados con ricas molduras, uno de San José con el Niño y otro de San Antonio de Padua. Estos tres últimos medallones son un recuerdo directo a las advocaciones de la antigua ermita que se les cedió a los franciscanos 1676 para la fundación del convento, dedicada principalmente a la Virgen de la Soledad, pero también a San José y San Antonio. Los retablos de esta tipología, principalmente por la aparición de estos medallones, son de clara filiación andaluza, coincidiendo con aportaciones que por esa misma época llevaba a cabo en Sevilla el escultor Pedro Duque Cornejo. Por tanto, a diferencia de otros campos artísticos, cuyas novedades llegaban a Canarias con relativo retraso respecto a los principales centros de difusión de la península, este retablo está totalmente conectado con su época, aumentando así su relevancia.

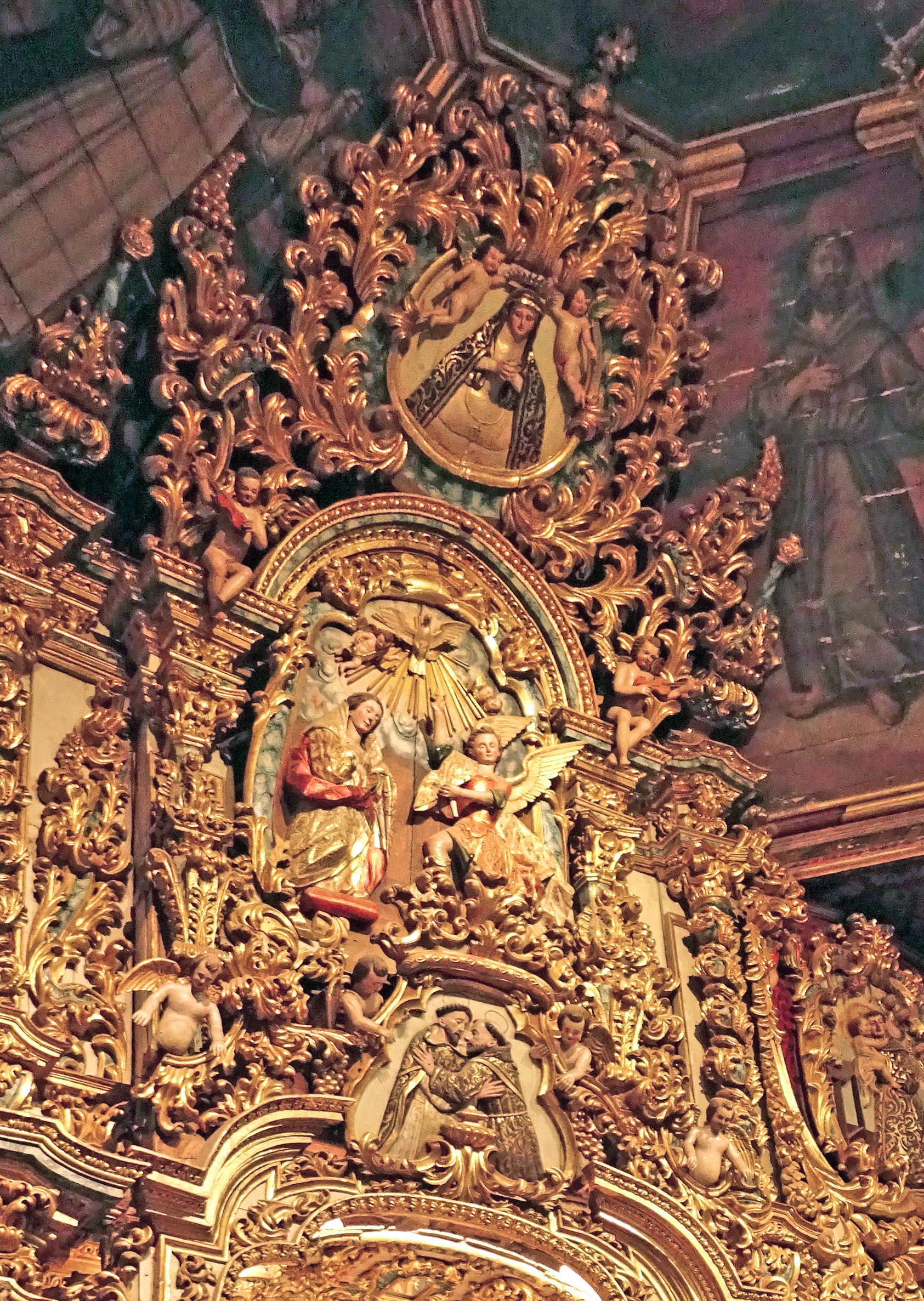
Medallones de La Soledad, La Anunciación y El abrazo de Santo Domingo y San Francisco
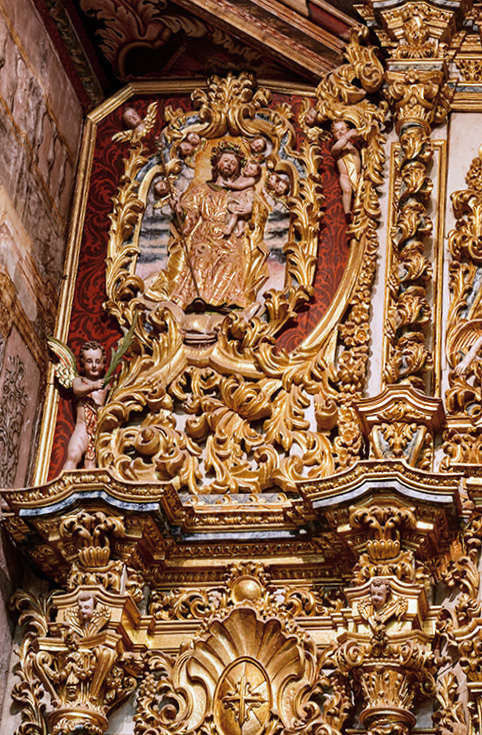
Medallón de San José con el Niño
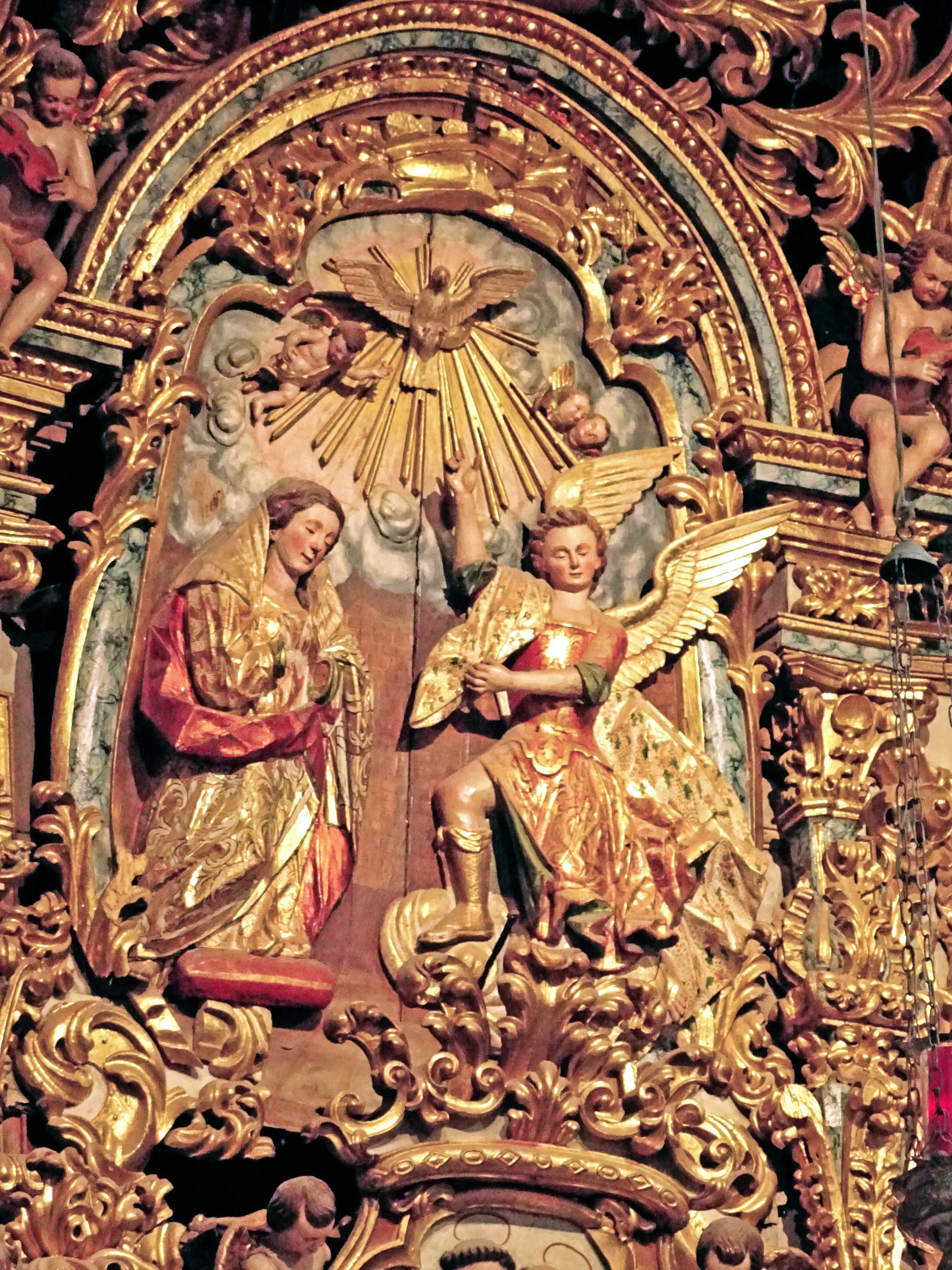
Detalle de La Anunciación flanqueada por ángeles tocando violines
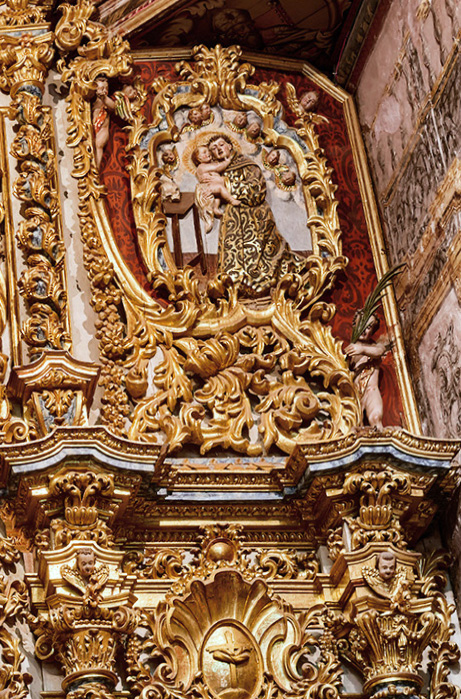
Medallón de San Antonio de Padua

#### 15- Baptisterio y pilas benditeras

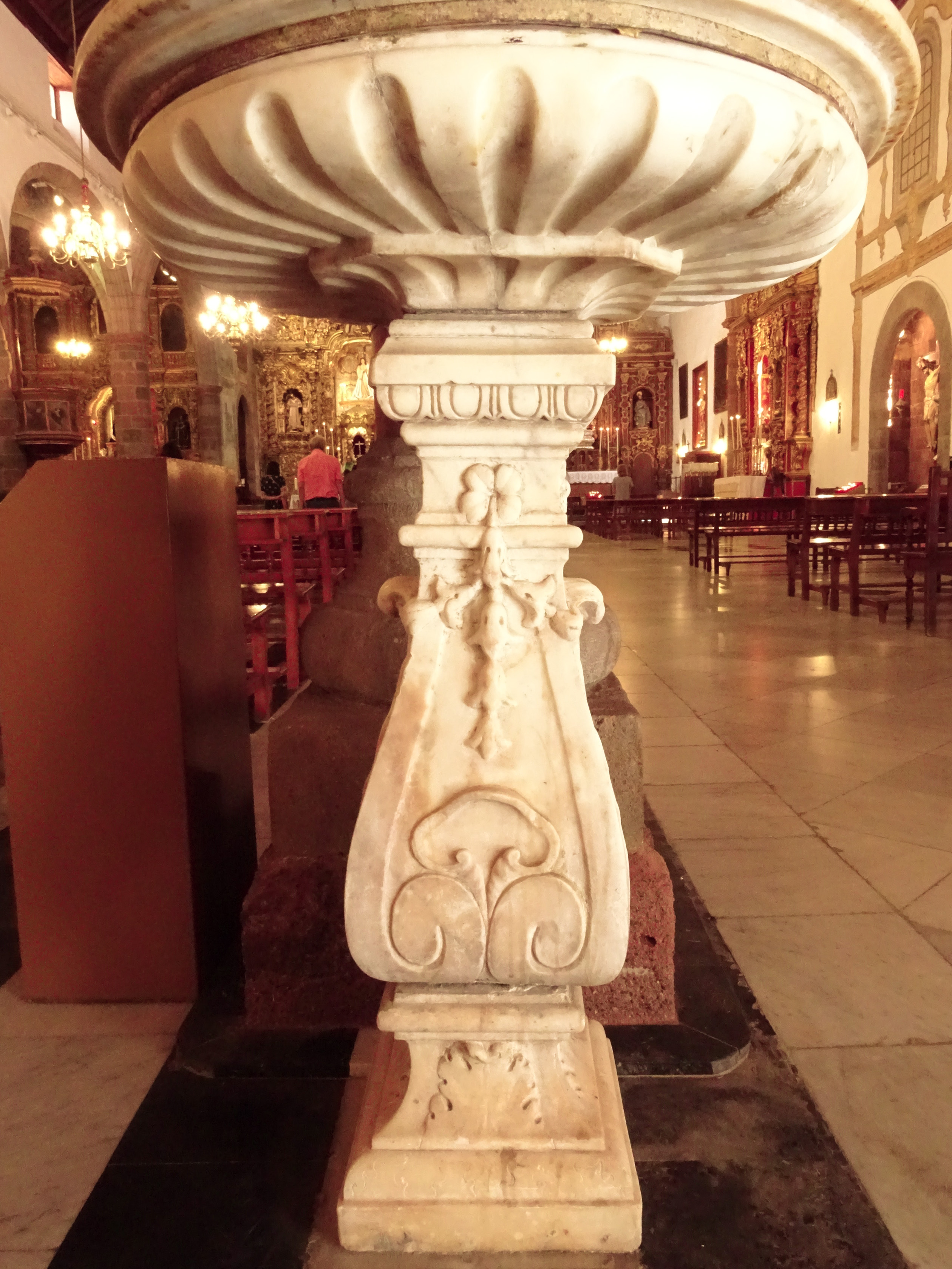
Pila benditera junto al baptisterio

Como capilla bautismal se aprovechó un reducido espacio debajo de la escalera de acceso al coro. En él se encuentra la pila bautismal de mármol coronada por una cruz, del año 1895 y adquirida con limosnas de los feligreses, como señala la inscripción de la base, donde figura también el autor, "E. Wiot" que se corresponden con Enrique Wiot Leonza (1848-1915), marmolista napolitano que realiza muchos de los mejores trabajos funerarios del tránsito del siglo XIX al XX en las Islas, y aunque afincado en Las Palmas, la demanda le llevó a abrir
otro establecimiento en Santa Cruz de Tenerife. Junto a la pila, un cirio pascual bendecido cada año la noche de Pascua de Resurrección y una pintura alusiva al bautismo de Jesús. Los mármoles de Canarias del periodo barroco tienen procedencia, casi en su totalidad, de Génova o Andalucía. Si bien la pila bautismal es más moderna y fabricada en la isla, si que deben ser de esos orígenes las dos pilas benditeras que se encuentran en la entrada principal de la iglesia. La del lado del Evangelio, más sencilla, figura que fue una donación del "Capitán Guzmán y su esposa", identificado como Juan Tomás de Guzmán, que realizó dicha donación a finales del siglo XVII. La más cercana al baptisterio, del lado de la Epístola, es más elaborada, con un pie de bella talla, y es probable que sea del XVIII.

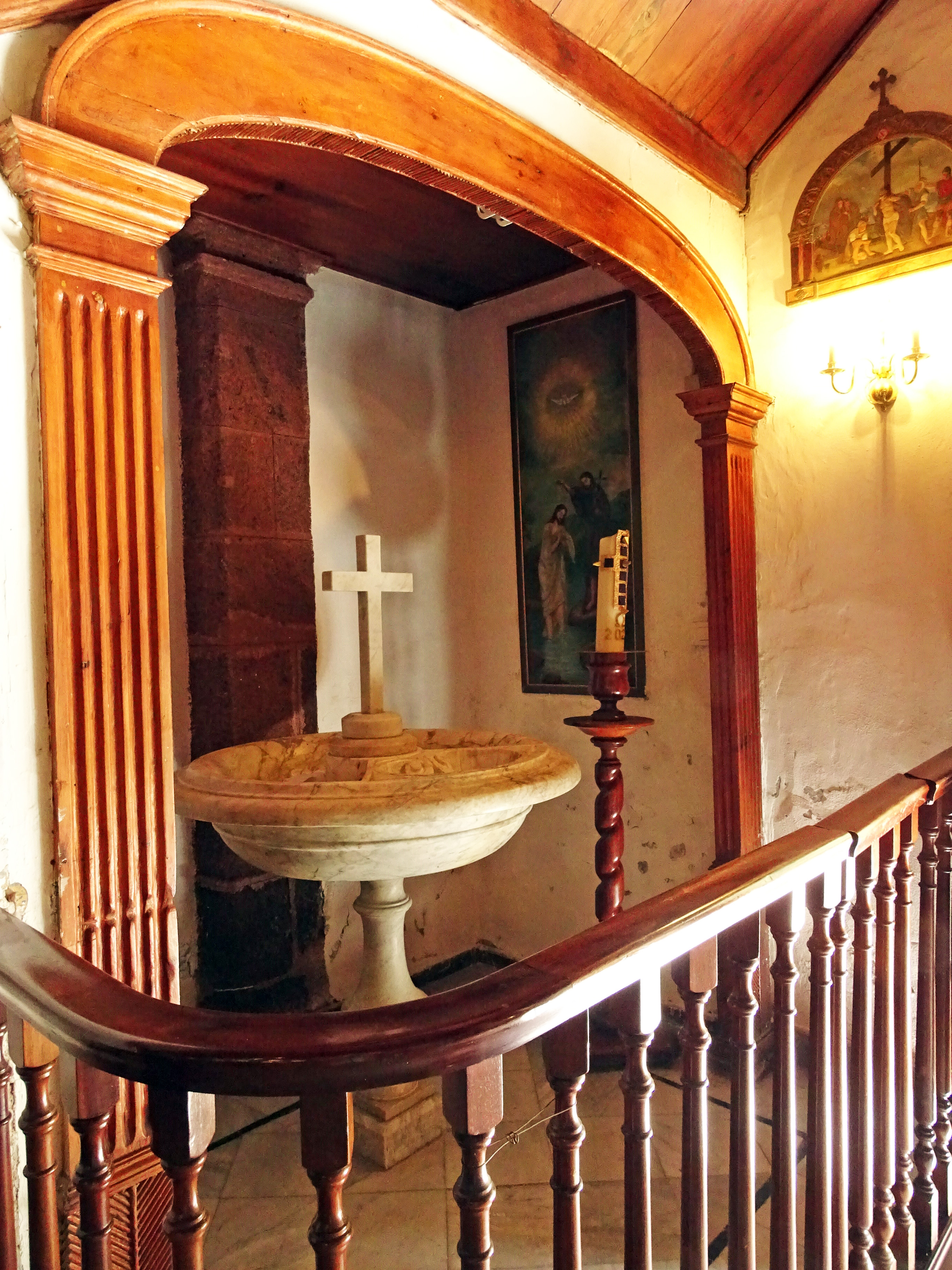
Baptisterio
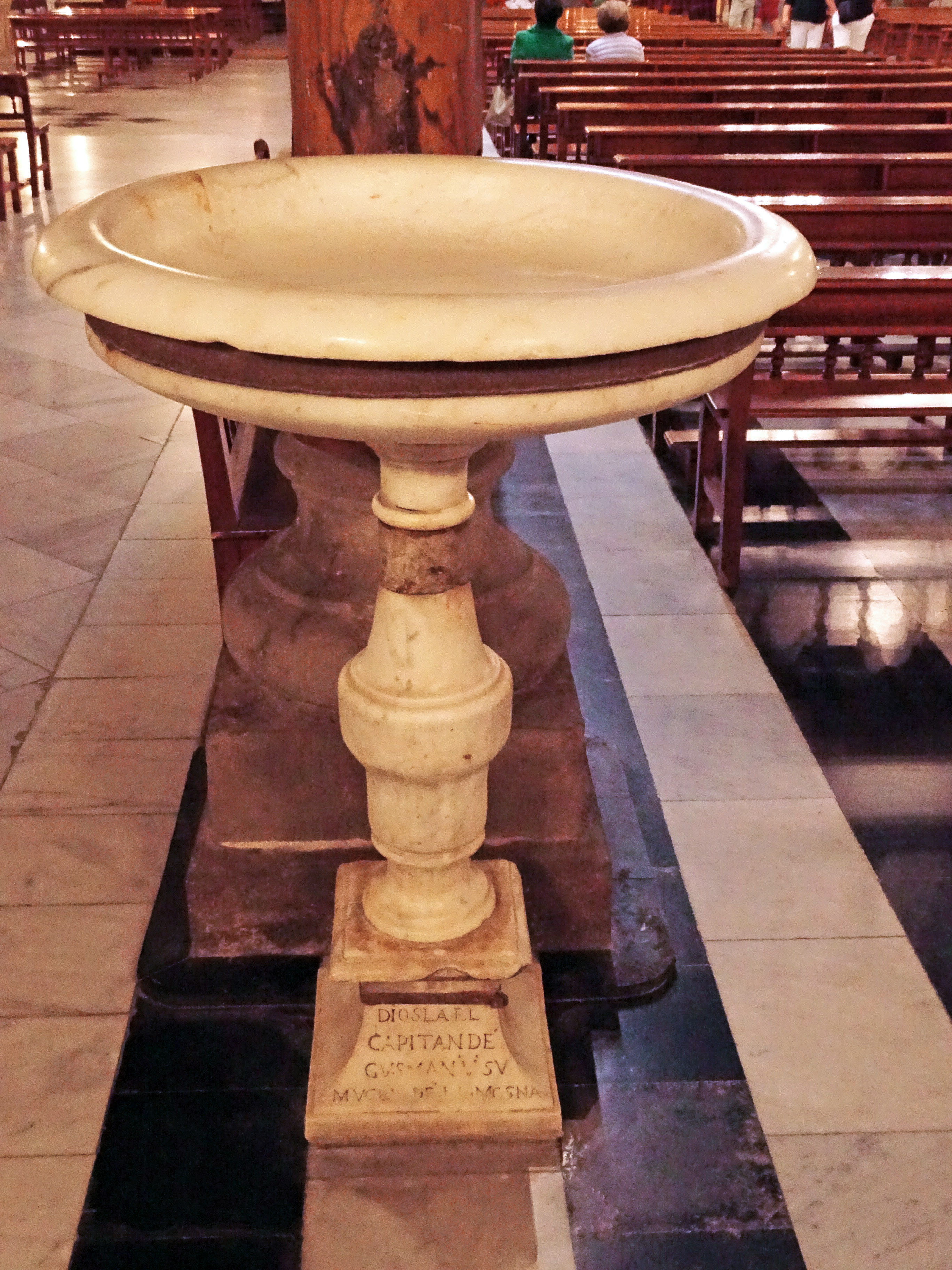
Pila benditera del lado del Evangelio, siglo XVII

#### 16- Retablo de San Antonio de Padua

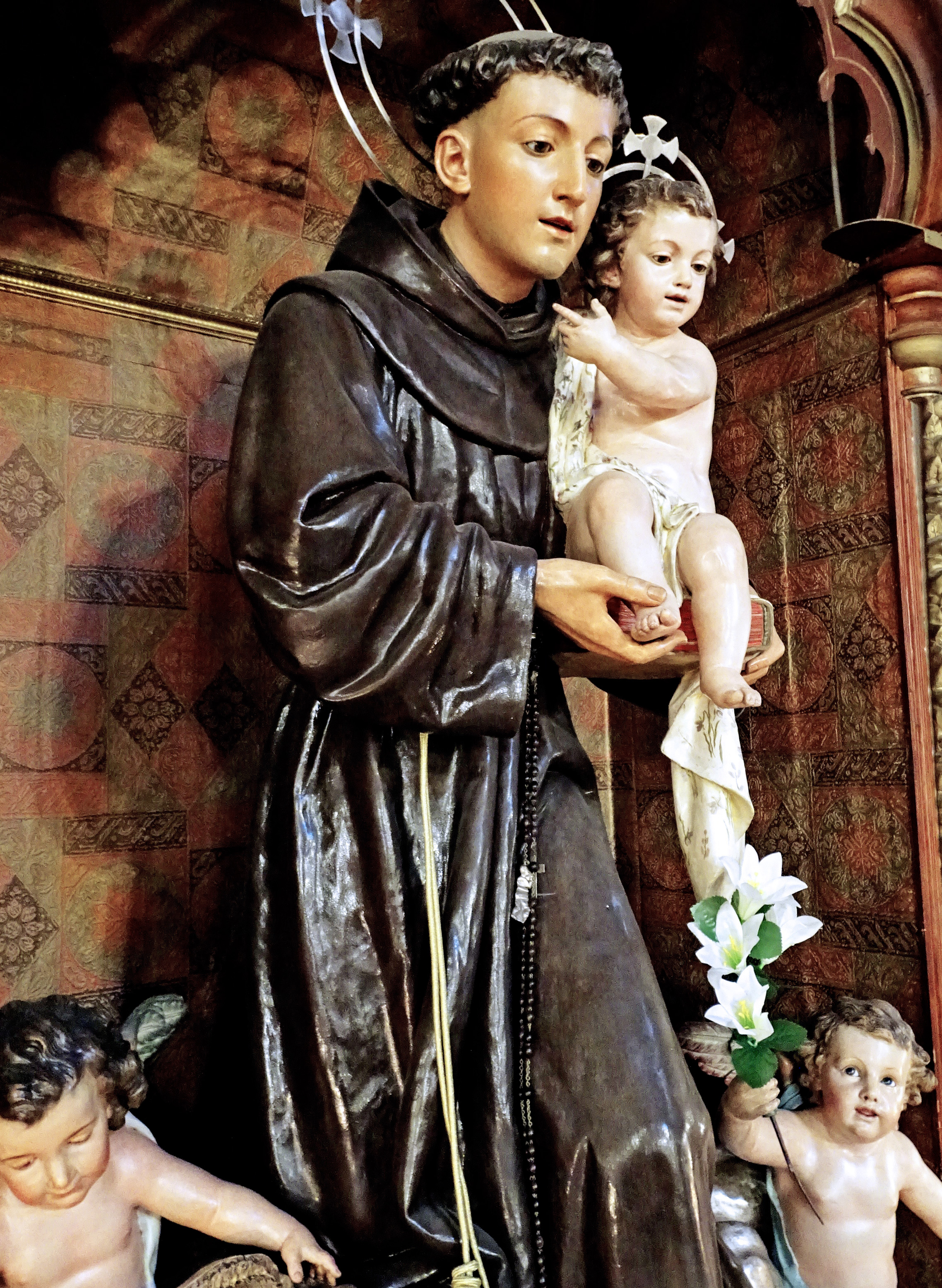
Detalle del San Antonio de Padua

Es el último retablo situado en la nave de la Epístola. Posee dos cuerpos en los que destacan elementos arquitectónicos que definen sus tres calles. La escasa ornamentación, a base de dorados, mitiga la sobriedad de los materiales. Aunque su construcción se remonta al siglo XVIII, las intervenciones de etapas posteriores son evidentes. Consta que en 1835 estaba pintado imitando jaspes y perfiles dorados, sin embargo, al igual que otros muchos elementos patrimoniales (retablos, órgano, púlpito) en algún momento del siglo XX fue cubierto por pintura marrón. Por tanto, necesita de una profunda restauración, ya que la madera se encuentra también en mal estado. En el cuerpo superior, en las calles laterales están dos imágenes del siglo XVIII de interés: el expresivo y bellísimo San Luis Beltrán, que debió venir del desaparecido convento dominico junto al Retablo de la Consolación, y San Salvador de Horta, de factura popular, acompañado por dos pequeños mendigos. En el centro, la Virgen del Sagrado Corazón, industrial del siglo XX. En el cuerpo inferior, está una talla de vestir de calidad de San Cayetano, probablemente presente en la iglesia desde la creación del antiguo convento en 1680. En el otro extremo, una Santa Lucía que aun siendo industrial, de los afamados talleres de Olot, está en los registros de la iglesia desde finales del siglo XIX, y cuenta con gran devoción. Aunque mayor devoción aun tiene el grupo escultórico que preside el retablo, San Antonio de Padua, una teatral y artística obra de tamaño natural, sobre un basamento de nubes y acompañado por el Niño Jesús y dos angelotes con atributos paduanos. Tallado en madera y policromado a principios del siglo XX, procede del taller valenciano del prestigioso escultor Vicente Tena Cuesta. Su festividad, el 13 de junio, se celebra con gran solemnidad, con procesión por las calles del barrio del Toscal.

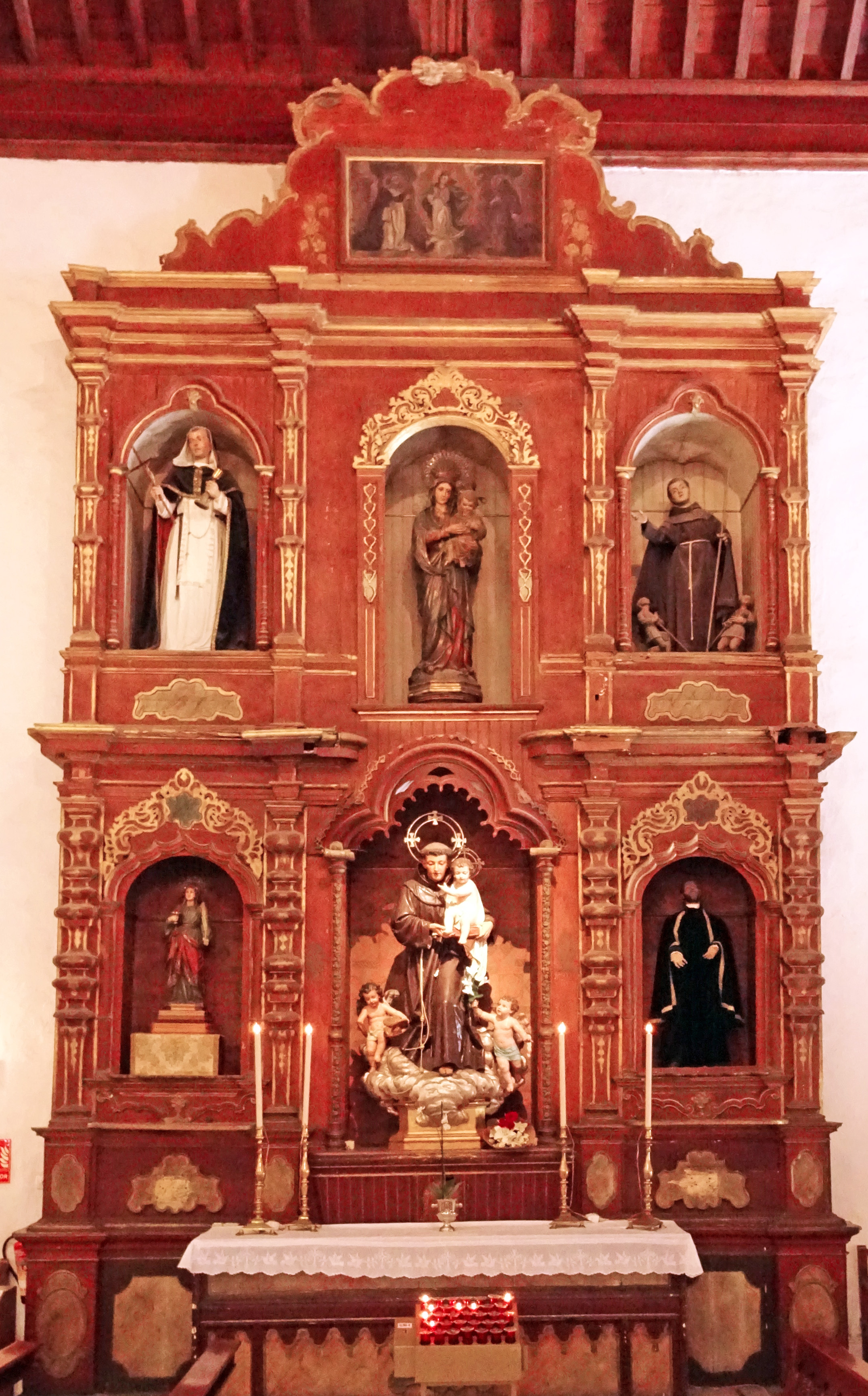
Retablo de San Antonio de Padua, siglo XVIII
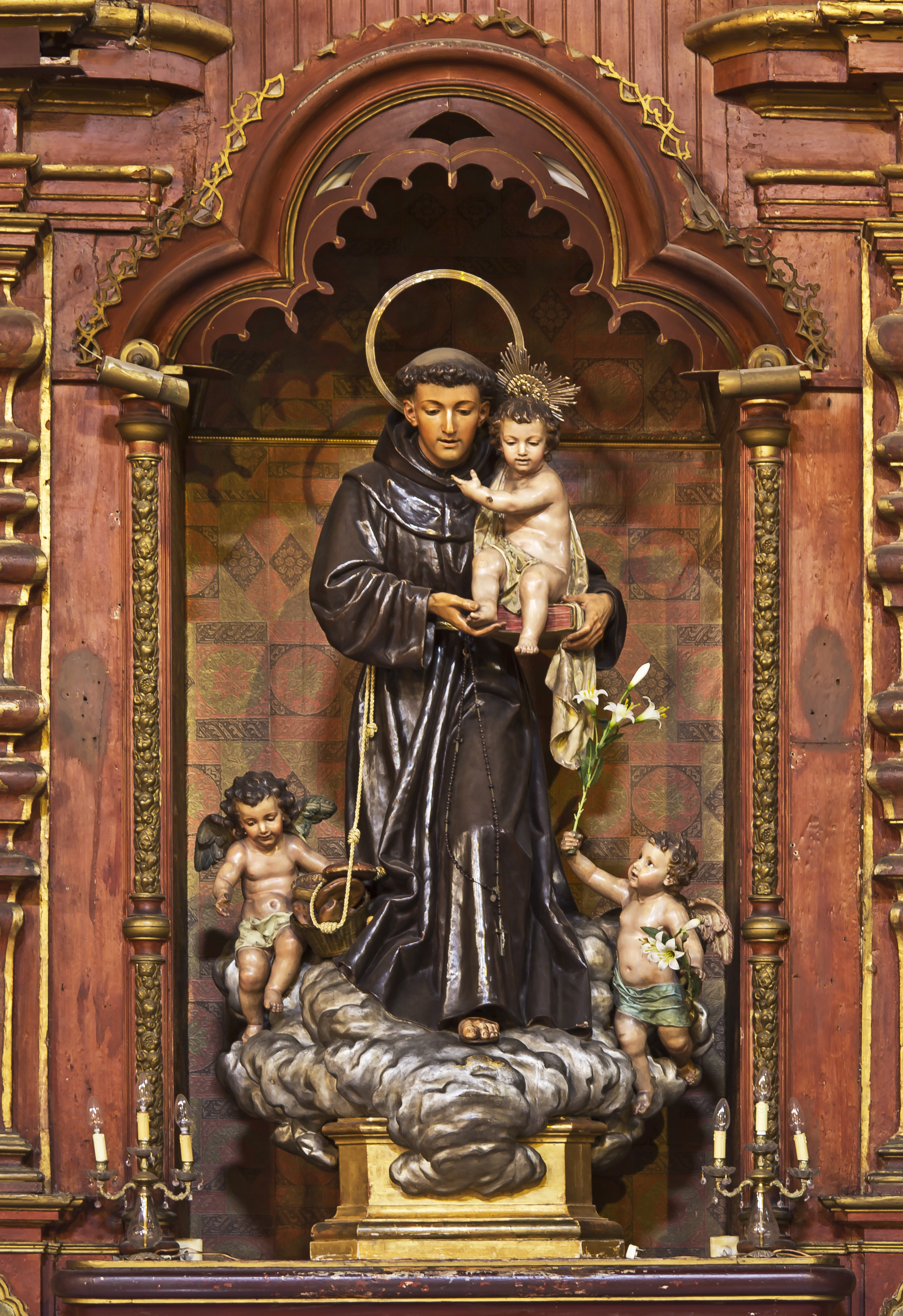
San Antonio de Padua, madera policromada, siglo XX
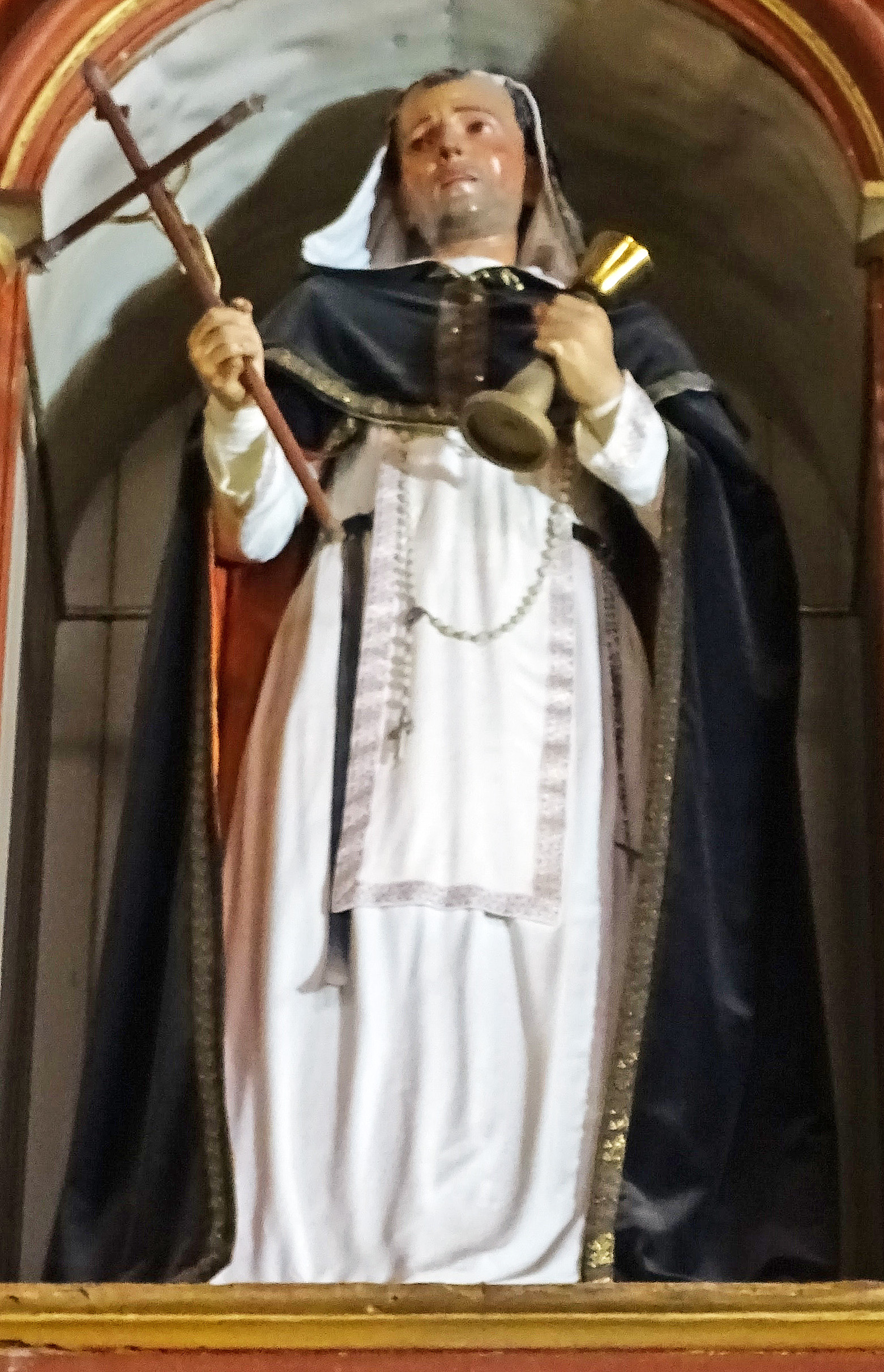
San Luis Beltrán, siglo XVIII
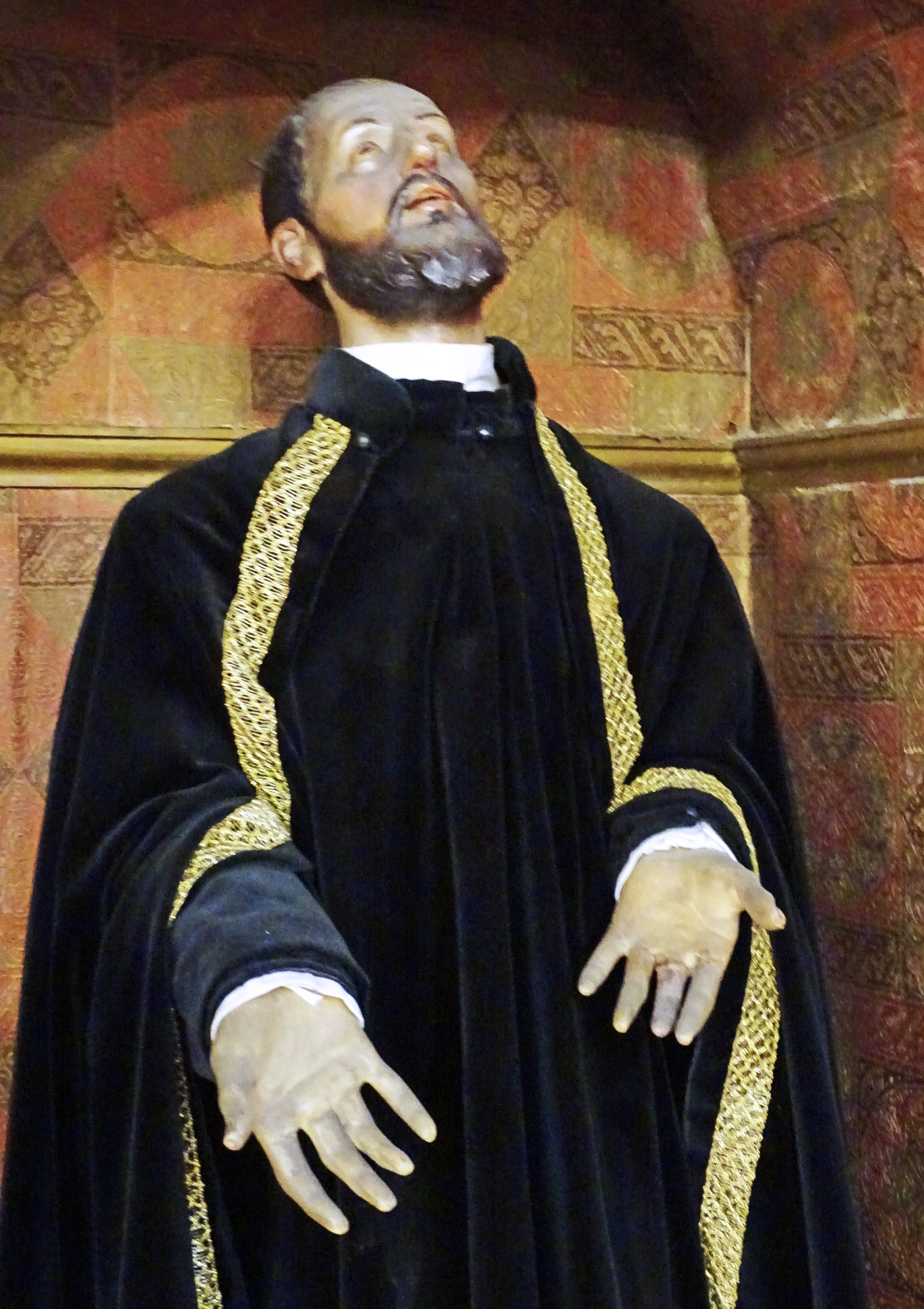
San Cayetano, siglo XVII

Actualmente, en la capilla de la Soledad, flanqueando al cuadro de ánimas, se encuentran dos magníficos cuadros anónimos que estuvieron en los dos nichos laterales del segundo cuerpo de este retablo de San Antonio: San Francisco Solano y San Pascual Bailón. Hay intención por devolverlos a sus sitios cuando se proceda a la restauración, ya que consta que estuvieron allí en 1890. Son dos santos franciscanos de mucha devoción por parte de los frailes, por lo que no es descartable que en su momento estuvieran en el claustro del antiguo convento. San Pascual porta cáliz mientras San Francisco tiene un papel en sus pies con una inscripción en latín cuya traducción es: Beato Francisco Solano Apóstol de la India y defensor contra los terremotos. Por último, rematando el ático, hay un pequeño lienzo en muy mal estado, pero de muy curiosa iconografía, probablemente única, ya que representa tanto a Santo Domingo de Guzmán como a San Francisco de Asís acompañando a la Inmaculada Concepción, cuando fueron los dominicos los principales críticos al dogma concepcionista hasta la aprobación del mismo en 1854. 

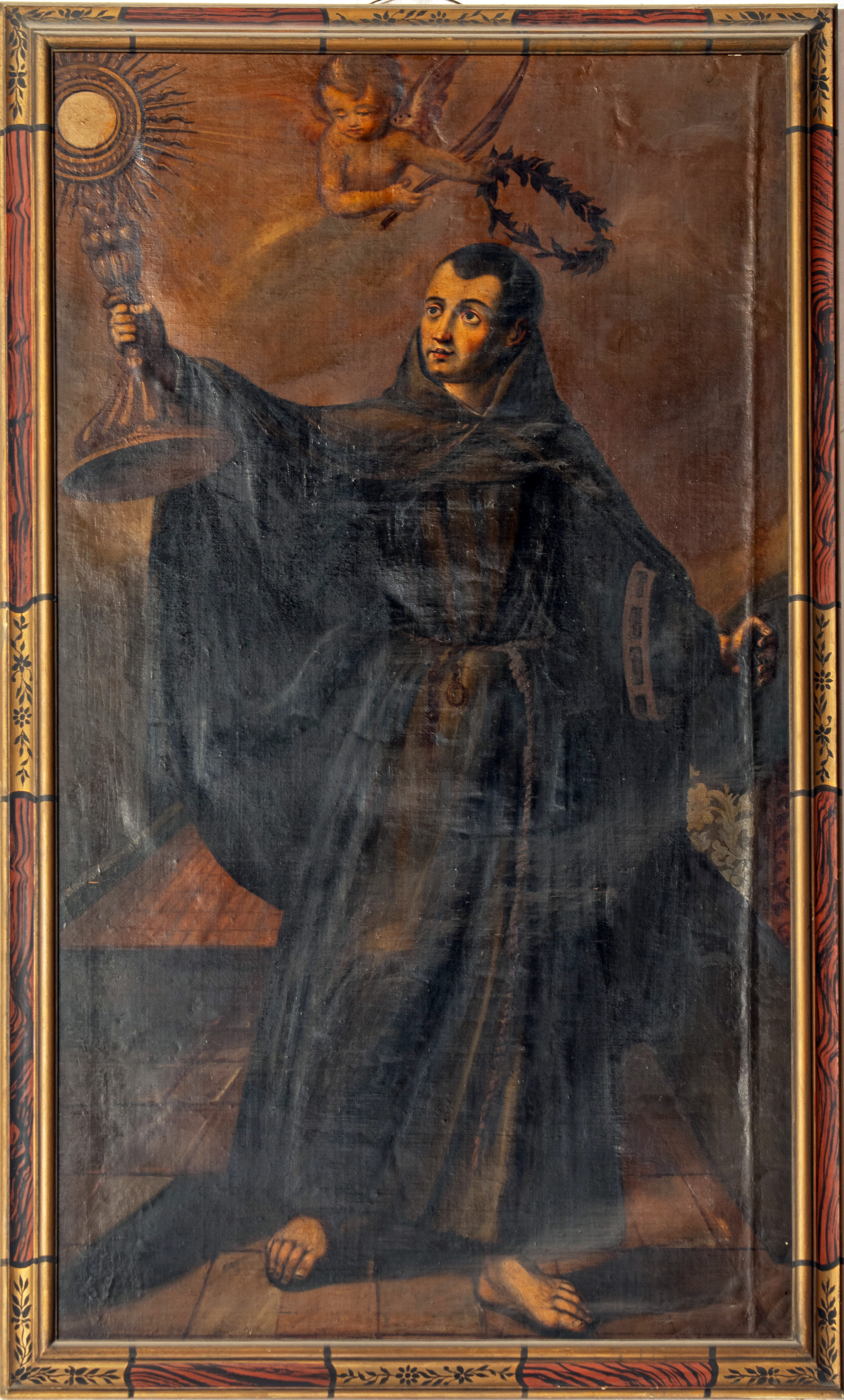
San Pascual Bailón, siglo XVIII
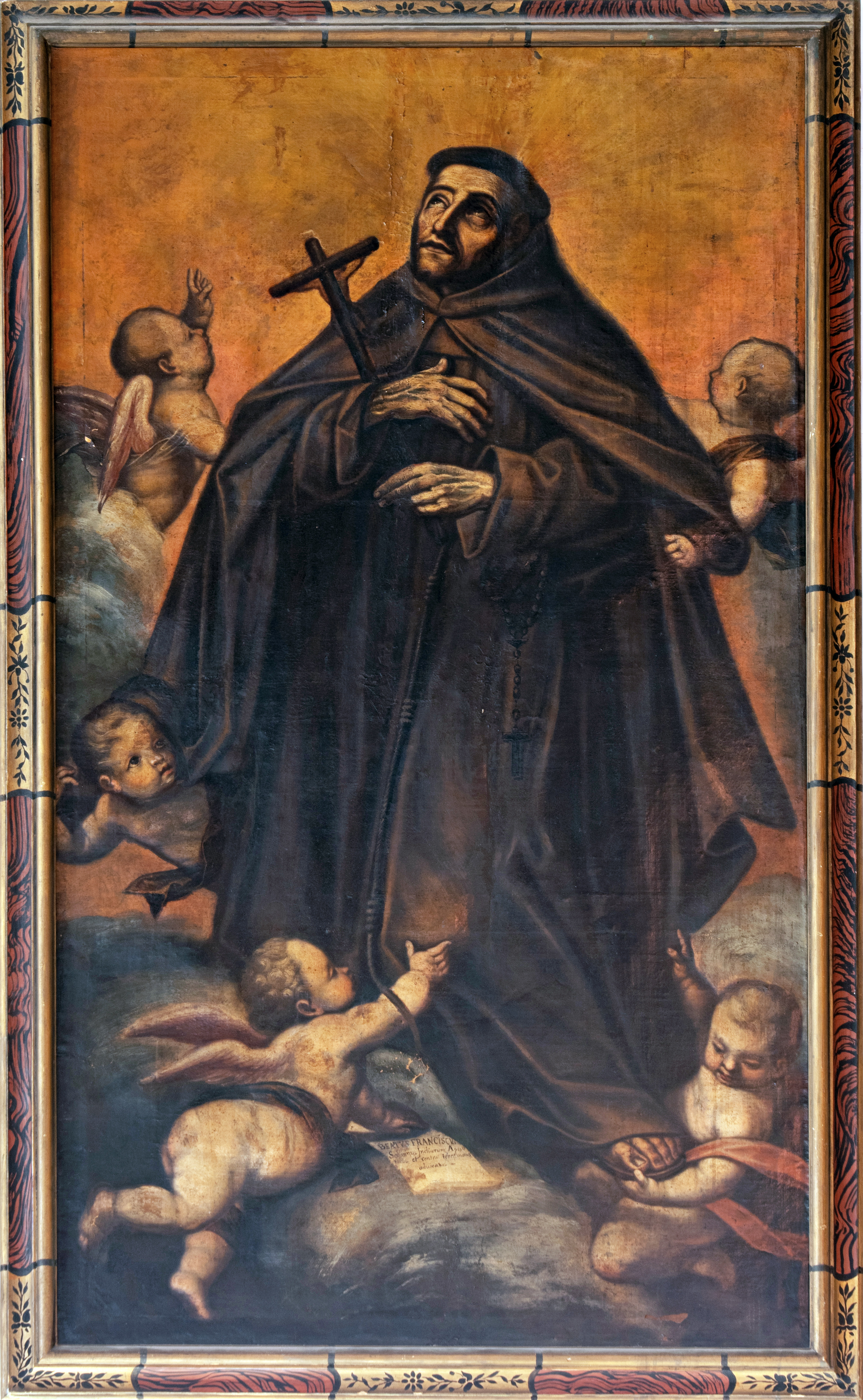
San Francisco Solano, siglo XVIII
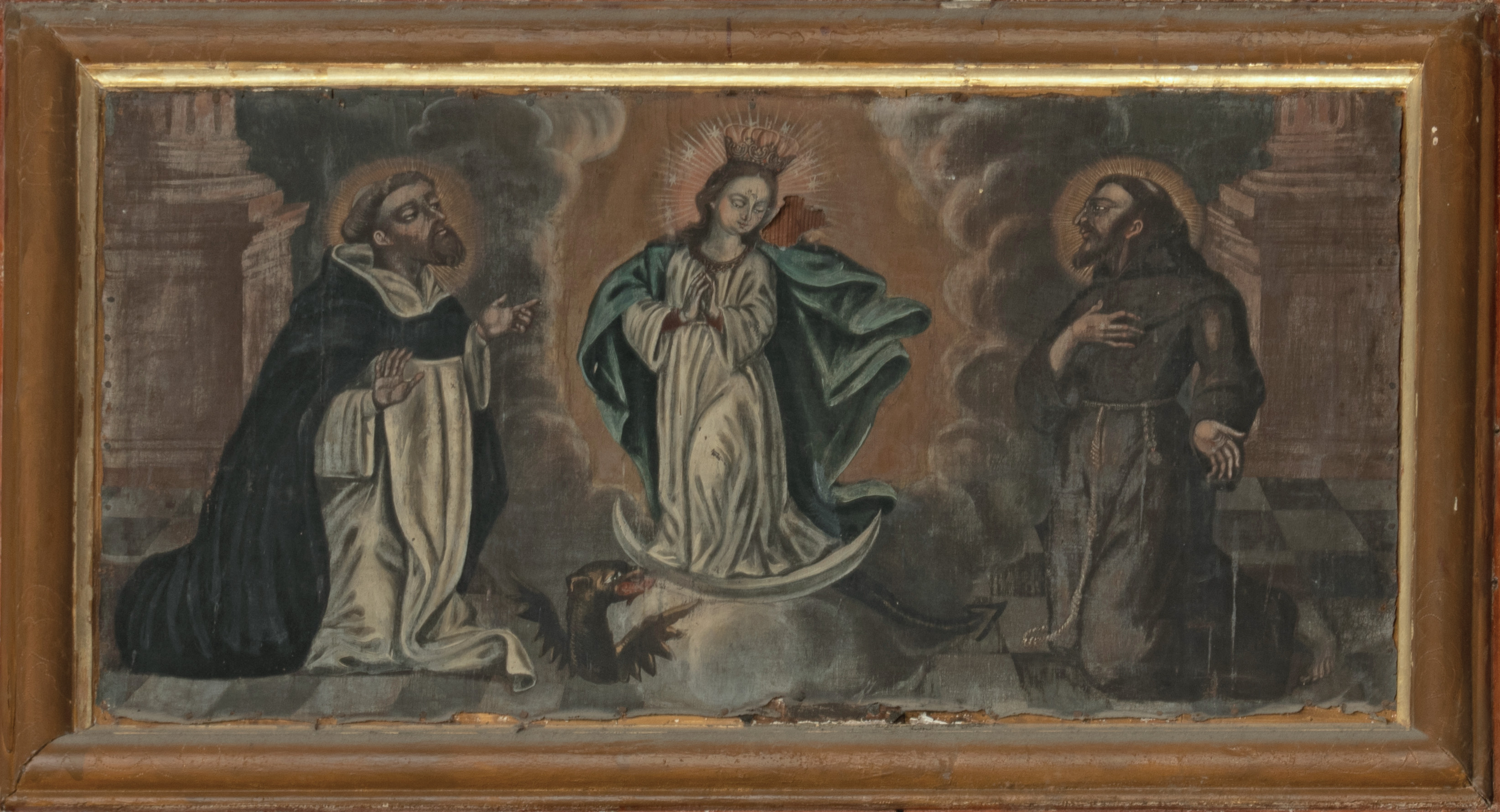
Inmaculada Concepción acompañada de Santo Domingo de Guzmán y San Francisco de Asís, siglo XVIII

#### 17- Arco del Cristo de la Buena Muerte

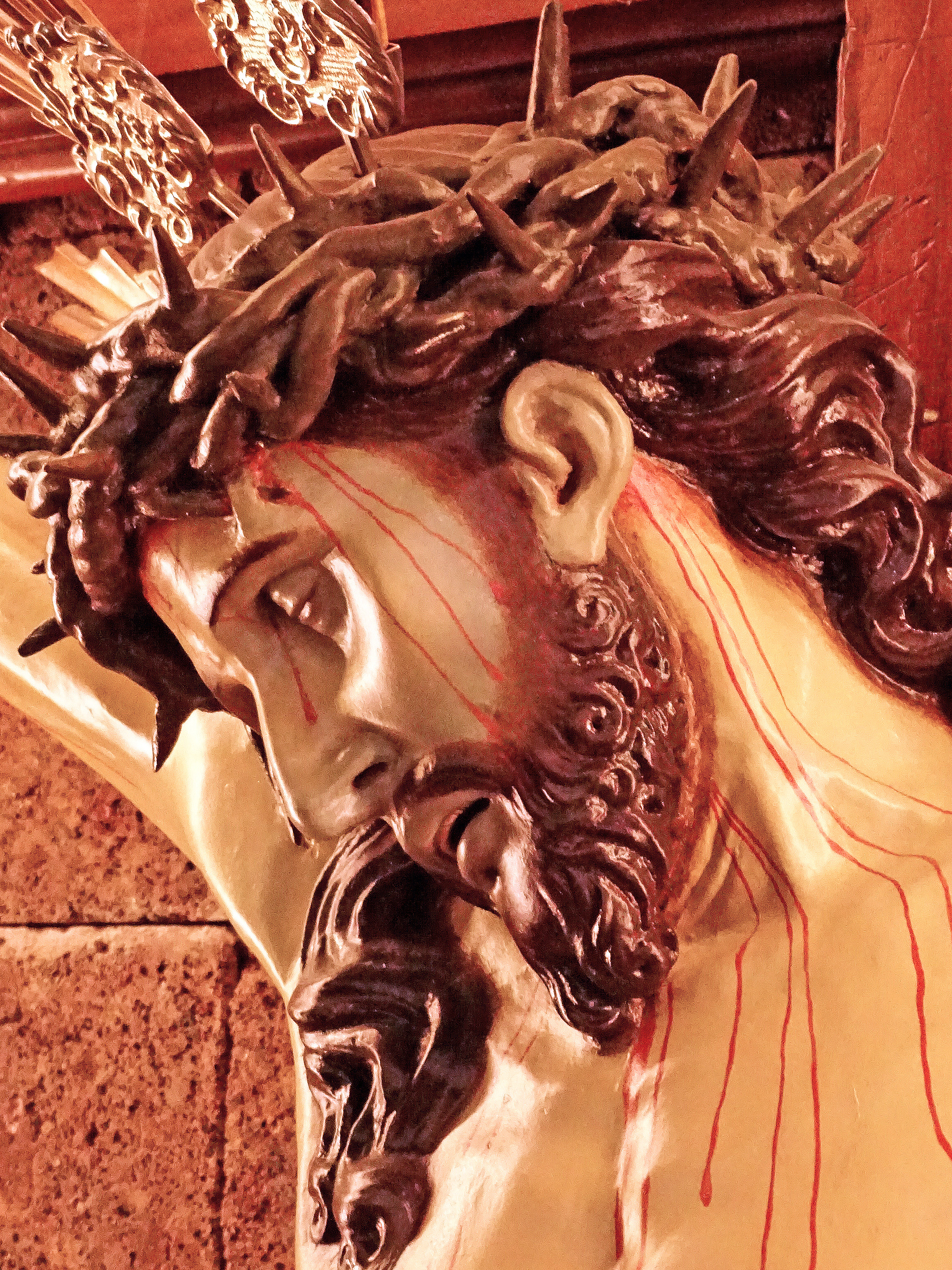
Detalle del Cristo de la Buena Muerte

Enfrentado al acceso lateral de la Iglesia, nos encontramos con un arco de cantería de medio punto en la nave de la Epístola. En su entorno permanecen restos de la pintura mural que cubría todas las paredes, en este caso, falsas arquitecturas (columnas, entablamento, remates, una ventana, etc.). Este arco, originariamente era el acceso al claustro del desaparecido convento. Fue así hasta mediados del siglo XIX. Con posterioridad se habilitó detrás del arco una capilla mortuoria, que estaba presidida por un crucificado al que se le denominaba Cristo de la Buena Muerte. Desaparecidas las edificaciones conventuales en la década de los 30 del pasado siglo, este acceso se tapió y el arco desapareció mediante encalado. Finalmente, en la gran restauración de la iglesia de 1990 se recuperó el arco y se puso tras éste un paramento de cantería roja, de modo que está allí nuevamente ubicado el magnífico Cristo de la Buena Muerte. Es esta una imagen de tan perfecto estudio anatómico, que se suponía de origen andaluz del siglo XVII. No obstante, recientes investigaciones proponen que es obra del artista palmero Domingo Sánchez Carmona (1702-1768) datada entre 1725-30, por similitudes estilísticas con una obra segura de este autor, una Dolorosa de la parroquia de San Francisco de Santa Cruz de La Palma, así como por el parecido con el crucificado del impresionante Calvario flamenco del Santuario de Nuestra Señora de las Nieves, en la misma Isla, que dicho autor pudo estudiar en primera persona.

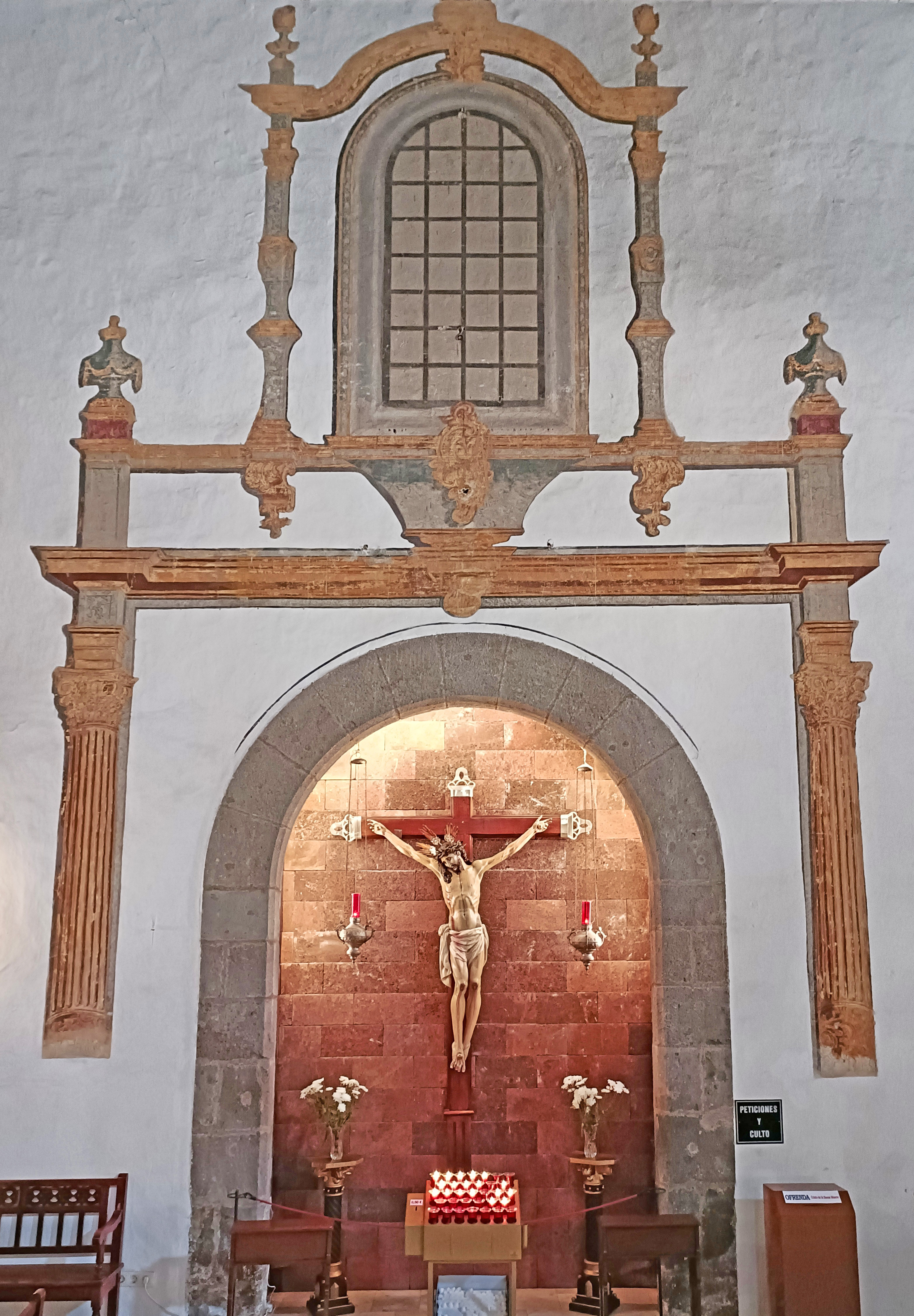
Antigua conexión con el desaparecido claustro conventual. Encima, arquitecturas fingidas
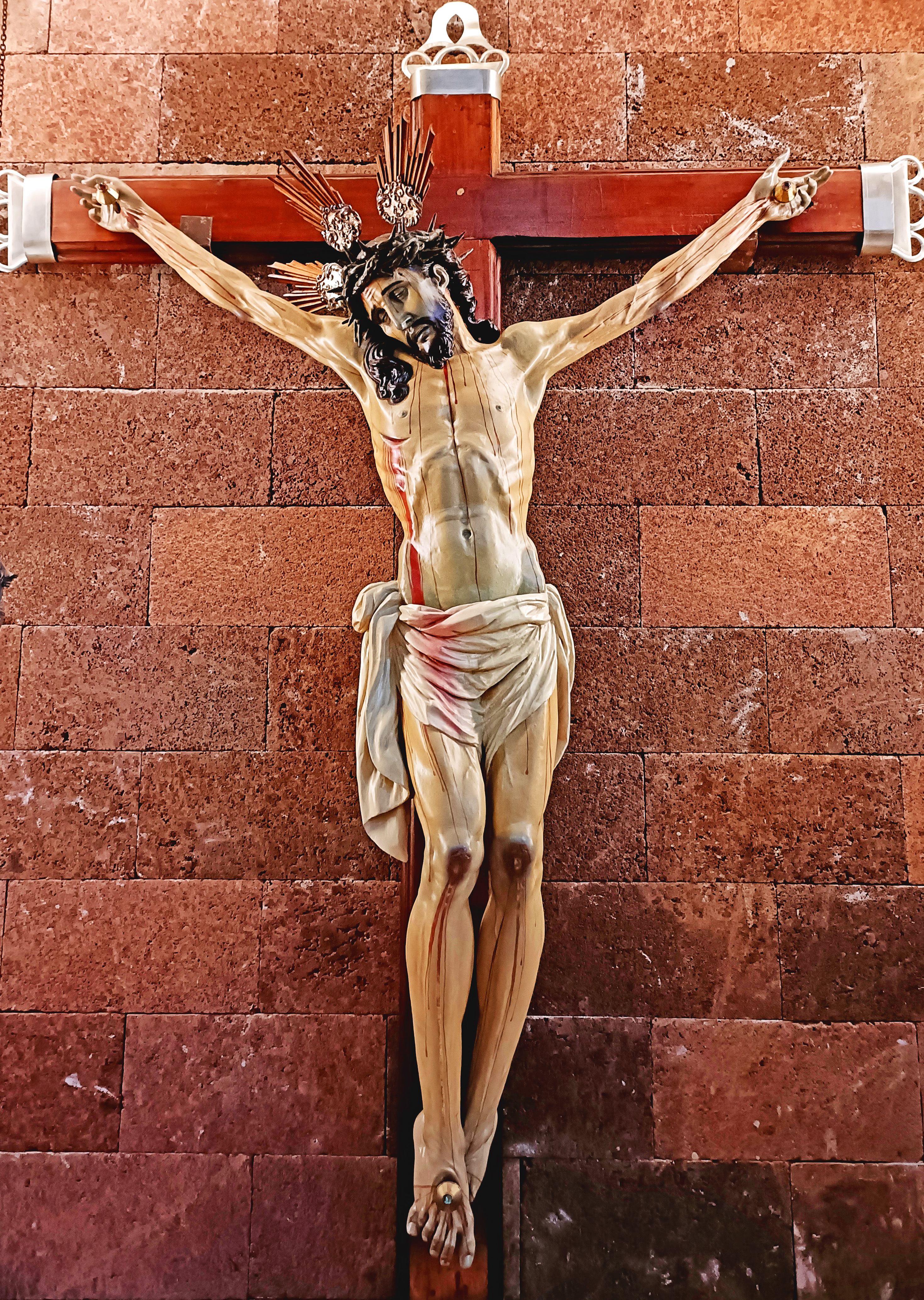
Cristo de la Buena Muerte, siglo XVII

#### 18- Retablo de San José

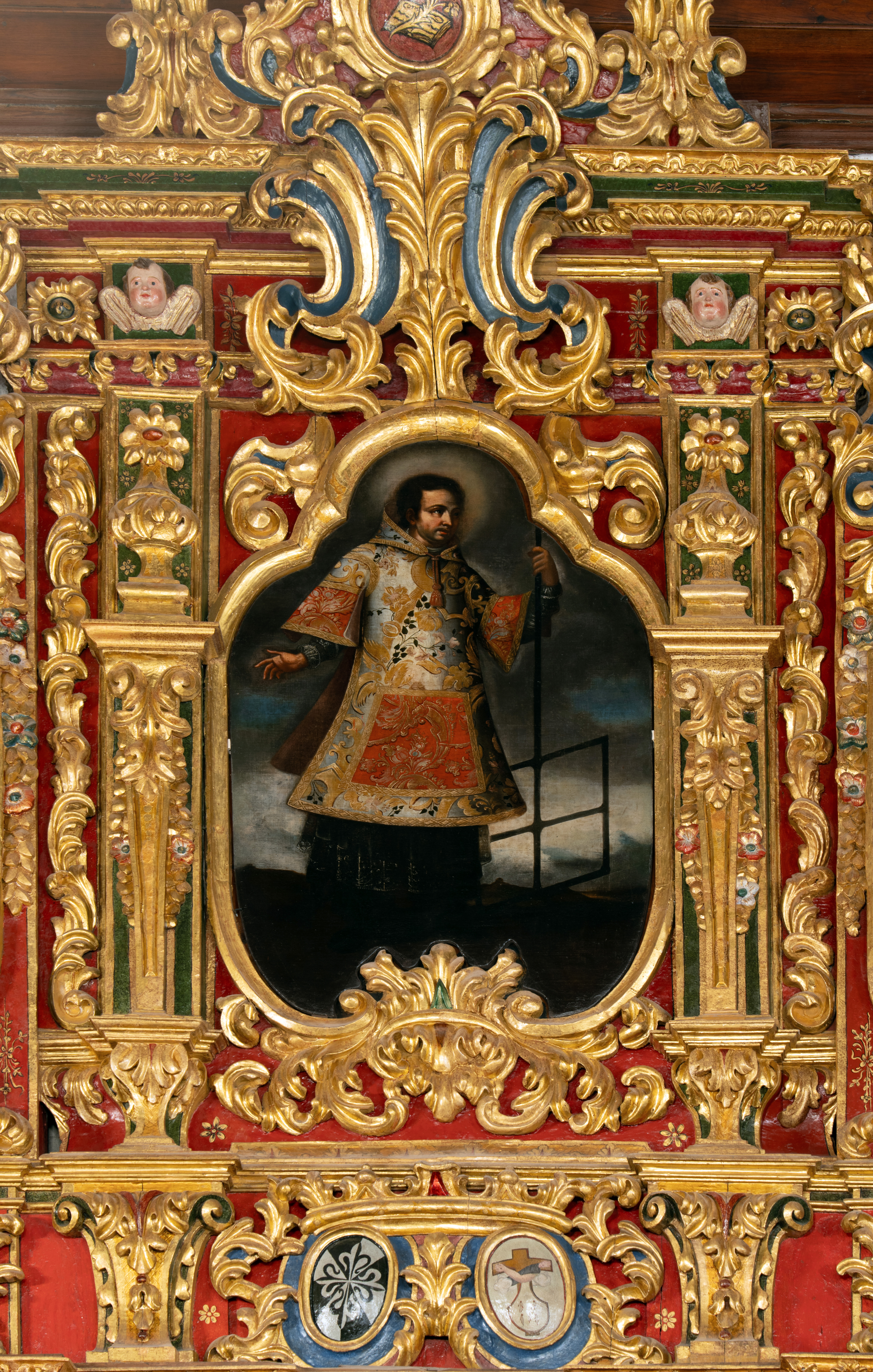
Parte superior del retablo, con los emblemas dominico y franciscano bajo San Lorenzo

El retablo de San José fue restaurado en el año 2022. Su situación anterior era penosa, con serio peligro de colapso, dado que el 80% de la madera estaba gravemente afectada por ataque de termitas. La magnífica restauración le ha devuelto el esplendor a esta singular pieza de la retablística canaria. Además, fruto de dicha restauración, se han conocido nuevos datos como que inicialmente fue retablo de San Antonio, posteriormente de San Francisco y sólo desde finales del siglo XIX está dedicado a San José. Se trata de un retablo construido y dorado entre 1733 y 1739. Ha sido atribuido a Guillermo Beraud, importante maestro francés establecido en Tenerife desde 1725, cuya producción supuso la renovación estética de la plástica barroca insular, aunque no todos los expertos que han estudiado el retablo coinciden en esta atribución. Respecto al retablo, a pesar de que no tiene excesivo desarrollo volumétrico, destaca por su concepción en traza y su desarrollo ornamental dentro de la estética del denominado segundo barroco, con inclusión de ciertos requiebros rococós, en los que comulgan una rica decoración botánica en relieve (hojarascas, conchas, espejos y guirnaldas ensartadas de flores y frutos) con la existencia de columnas salomónicas y estípites. Destacar también la presencia de dos escudos, franciscano y dominico, bajo una corona, que representa la hermandad de ambas órdenes mendicantes, al igual que en muchos otros lugares de la iglesia (retablo mayor, cuadro de ánimas, etc). Toda la decoración, de gran volumetría y agitación, lo dota de movimiento flamígero de avance hacia el espectacular ático que contiene tres pinturas pertenecientes a autores canarios del siglo XVIII. Mientras las dos primeras fueron realizados específicamente para este retablo, en concreto San Juan de Dios y San Lorenzo (que aparece con la parrilla, símbolo del martirio al que fue sometido), la tercera, San Juan Bautista, ha sido reutilizada. Este lienzo, debido a su gran calidad, ha sido atribuido (durante el periodo de restauración del retablo) a Cristóbal Hernández de Quintana. Resulta sorprendente porque el santo aparece con una clara apariencia andrógina, algo nada habitual, habiendo que retrotraerse al San Juan Bautista del genio Leonardo.

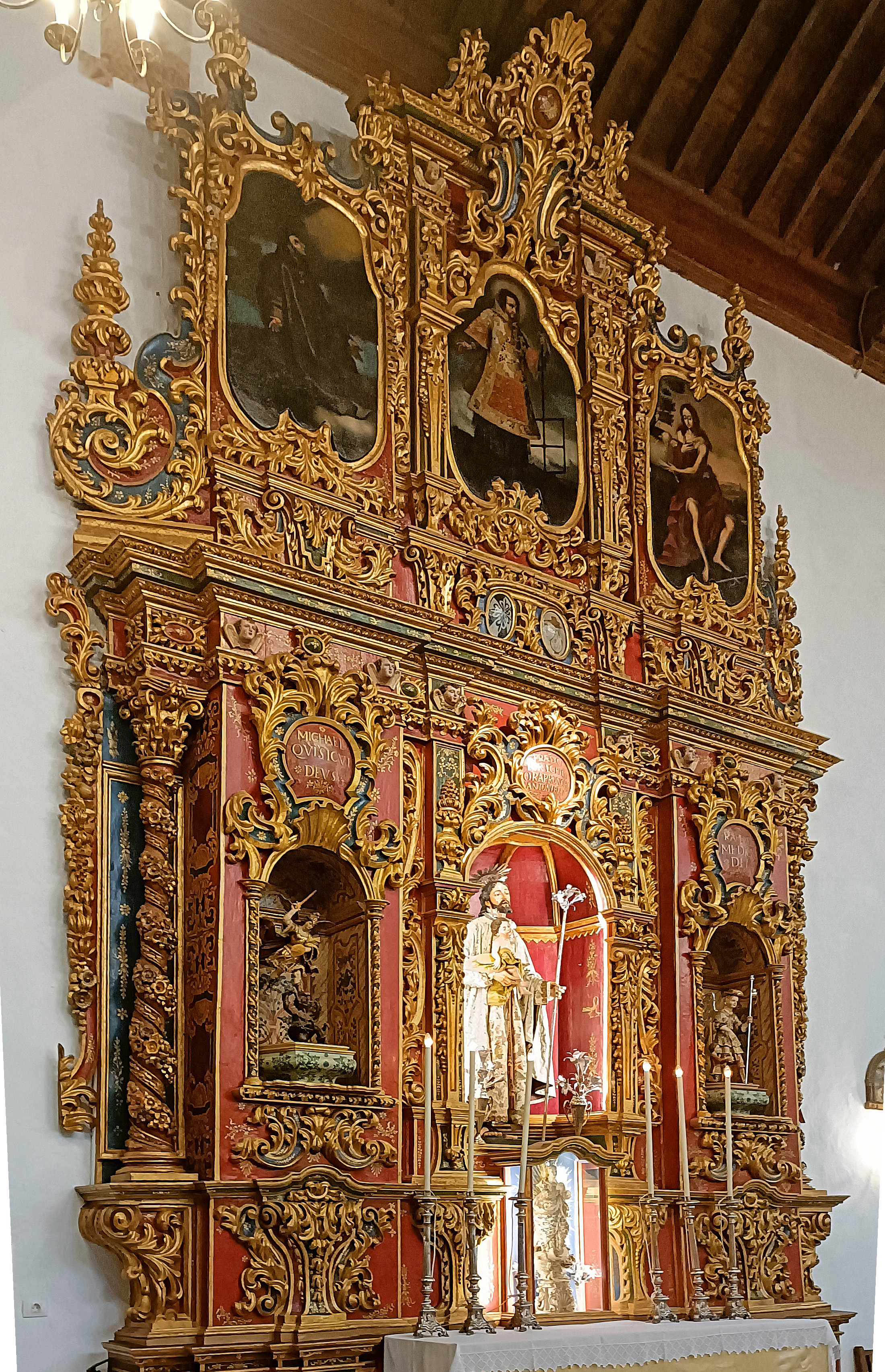
Retablo de San José, 1733-39
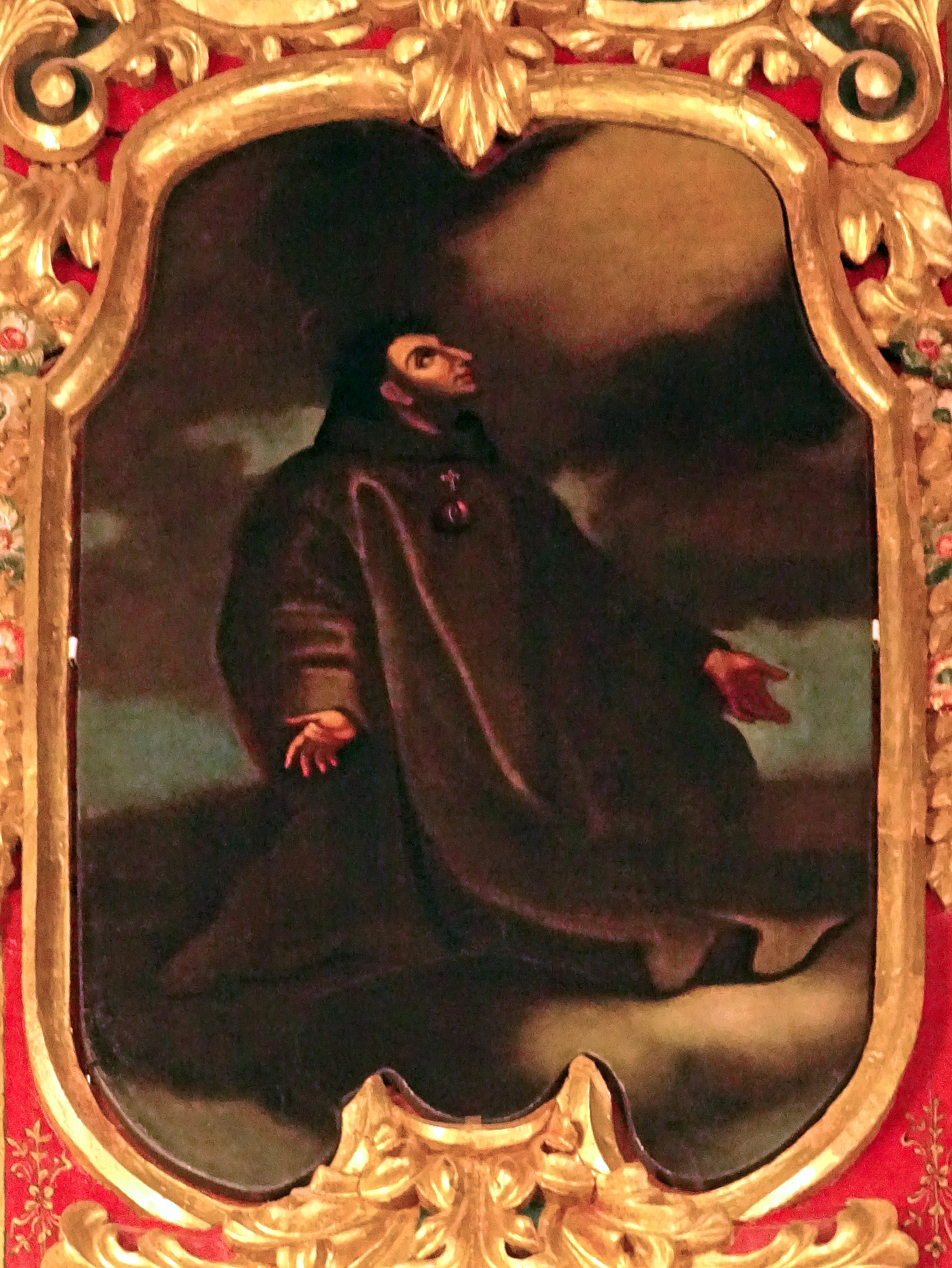
San Juan de Dios, siglo XVIII
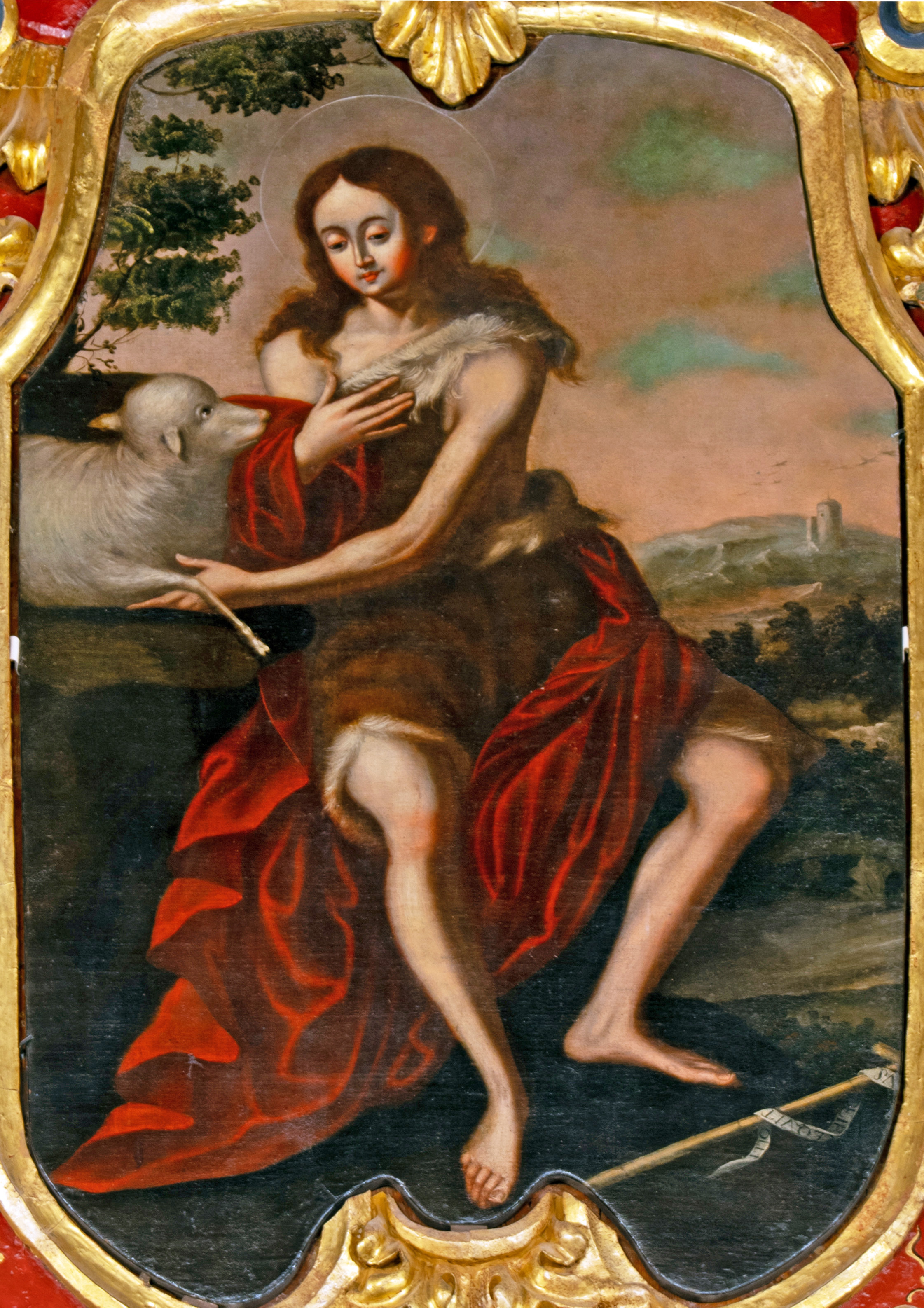
San Juan Bautista, atribuido a C. Hernández de Quintana, siglo XVIII

Respecto a las imágenes, el retablo está presidido por un bellísimo San José, imagen de vestir del siglo XVIII importada desde Cuba. Al haber otras imágenes gemelas a ésta en Canarias, como el que está en San Marcos de Icod, y al igual que pasa con el San Francisco del retablo mayor, nos hace pensar que en América se realizaban tallas de gran calidad pero en serie, destinada a su exportación. También es de mérito el Niño Jesús dormido que porta en su brazo derecho. San José está flanqueado por dos arcángeles. San Miguel es una talla de gran calidad, probablemente del siglo XVII de taller peninsular. Por el contrario, San Rafael es de factura más popular, y ha sido atribuido al círculo del escultor Lázaro González Ocampo, por lo que probablemente sea de la primera mitad del siglo XVIII. Se representa ofreciendo un pescado al joven Tobías. Por último, bajo San José, en el lugar que ocuparía el sagrario, está una de las joyas de la parroquia: una Inmaculada Concepción de alabastro, de 82 cm de altura total. Se le representa pisando un curioso demonio en forma de dragón, de influencia oriental. Está policromada con minúsculas representaciones florales. Es de las escasas imágenes existentes en Canarias de esta delicada piedra y, además, su estado de conservación es magnífico. Su origen habría que establecerlo en la isla de Sicilia, en concreto, en la ciudad de Trapani, cuyos talleres se especializaron en este tipo de imágenes. Consta en el antiguo Convento desde 1708, por lo que es probable que sea del siglo anterior.

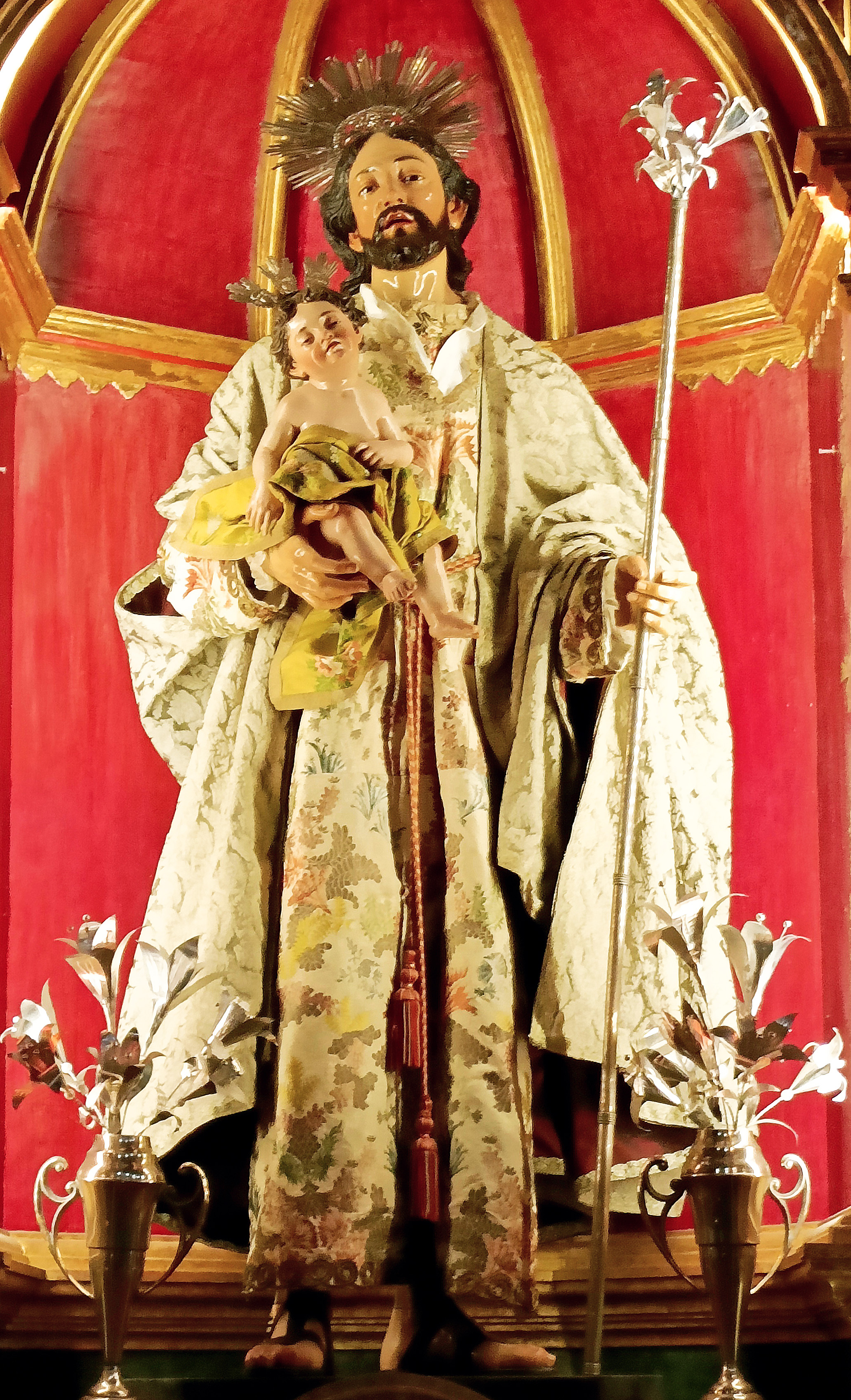
San José con el Niño dormido, siglo XVIII
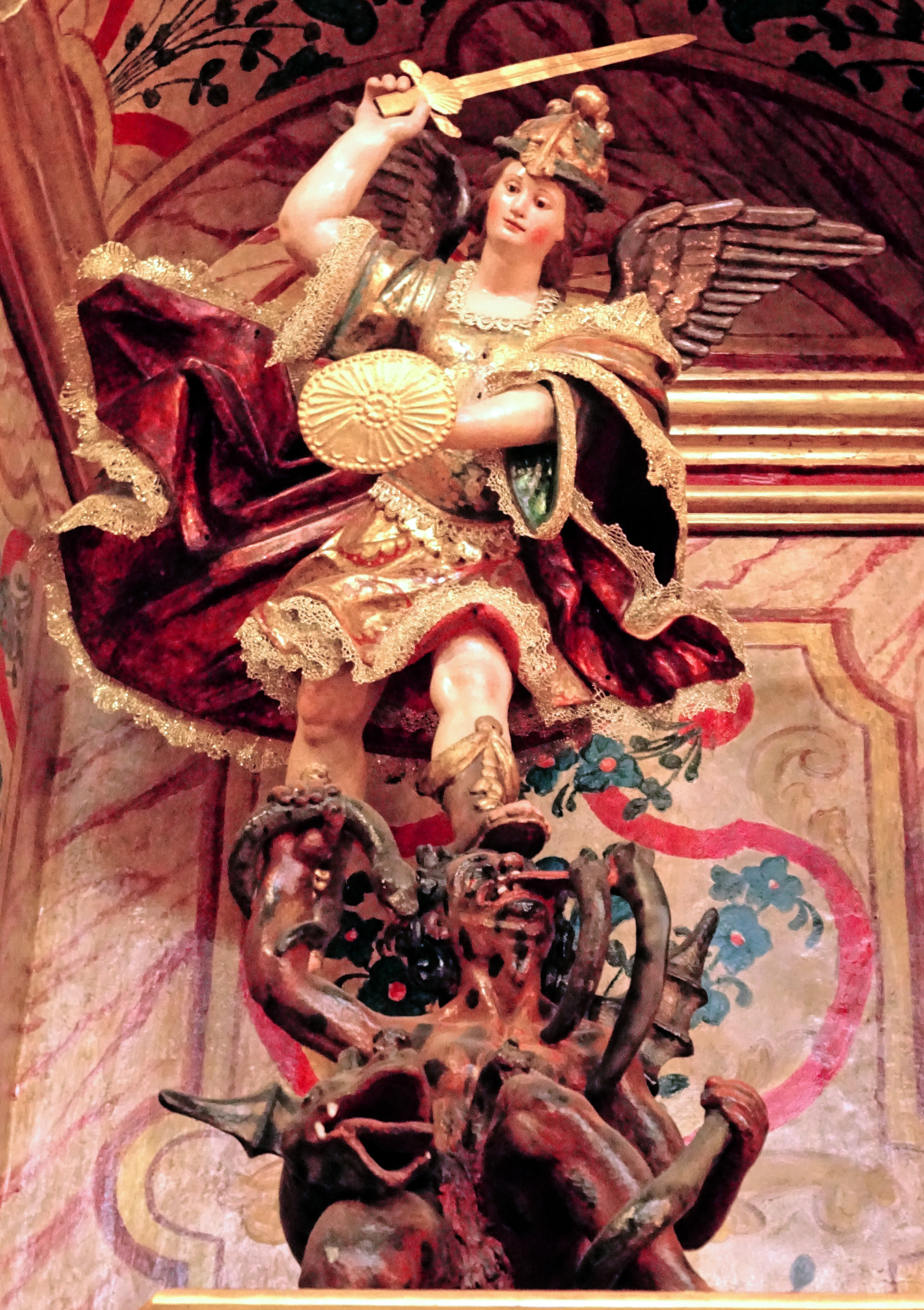
San Miguel Arcángel, siglo XVII
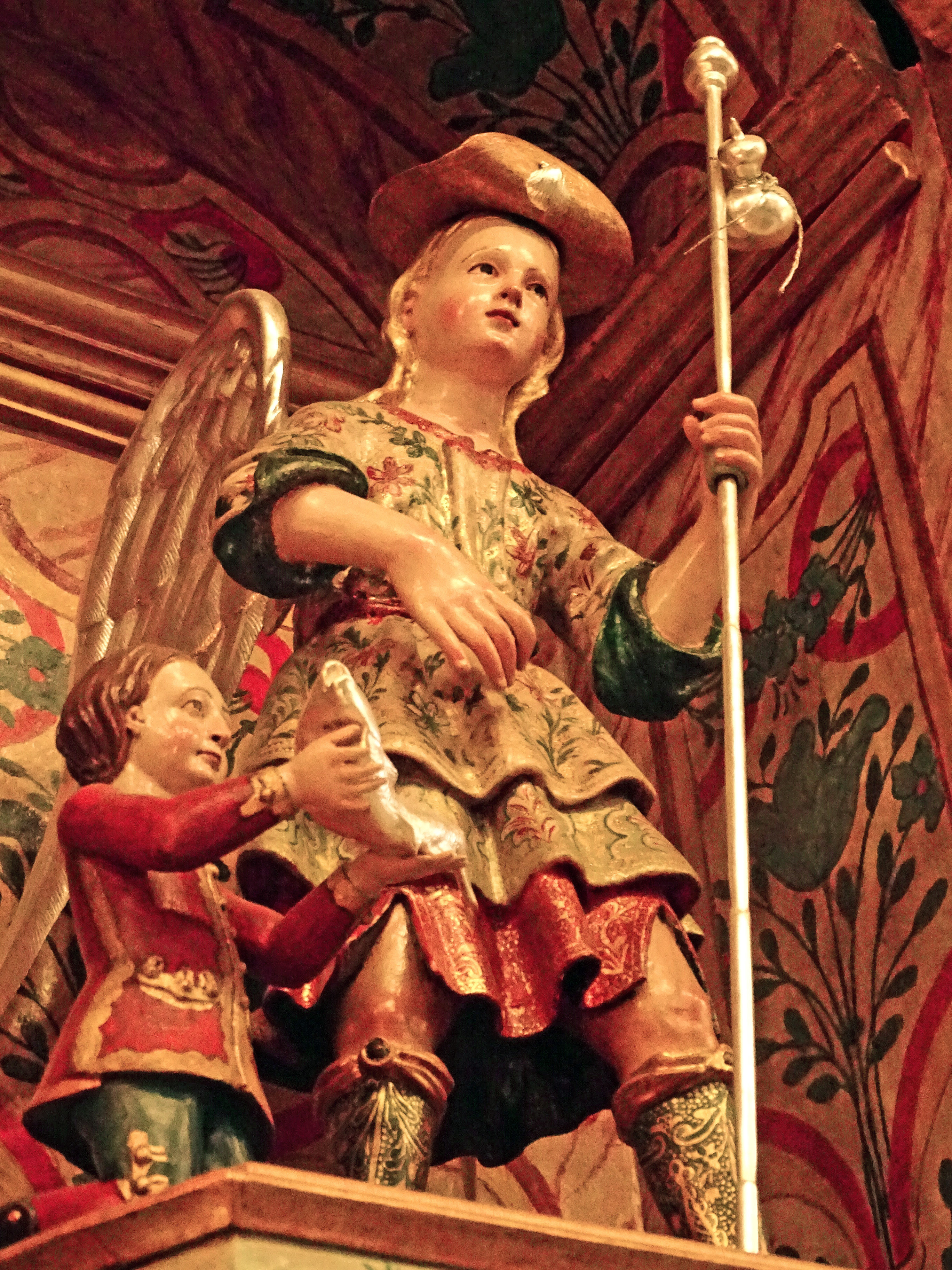
San Rafael con Tobías, círculo de González Ocampo, siglo XVIII
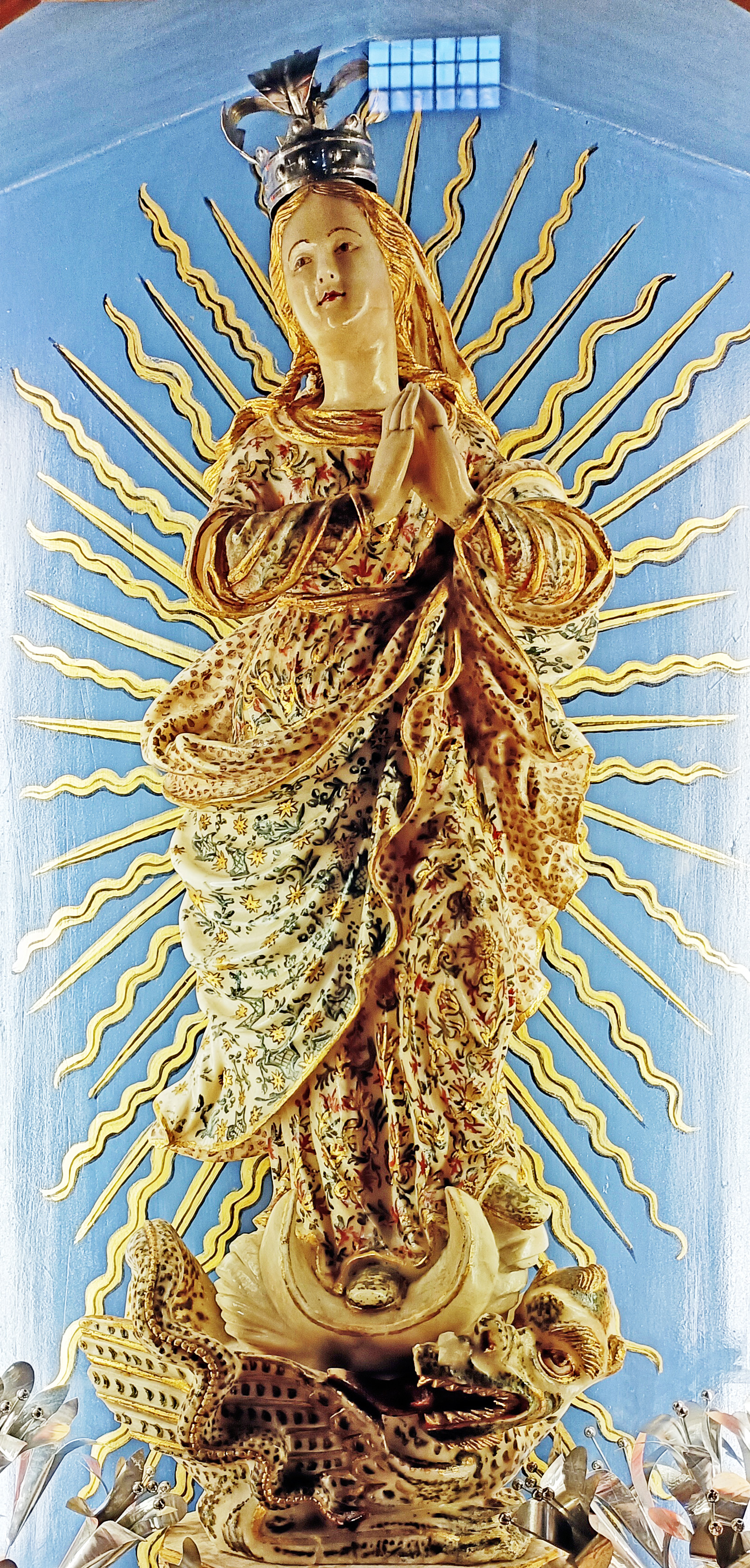
Inmaculada de alabastro, siglo XVII, Trapani (Sicilia)

#### 19- Capilla del Señor de las Tribulaciones, antigua capilla de San Luis

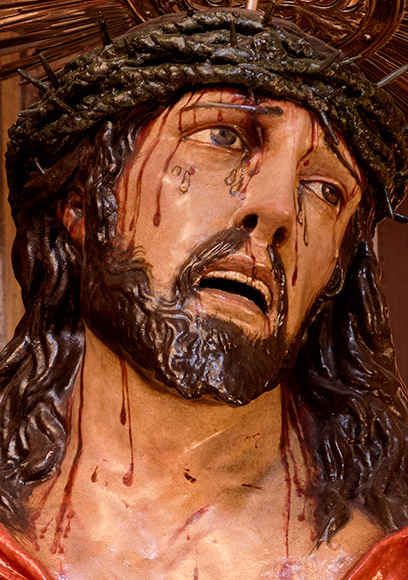
Detalle del Señor de las Tribulaciones

Antes de que la iglesia tuviese tres naves, como actualmente, tuvo planta de cruz latina. Mientras la capilla correspondiente al lado del Evangelio, de la Soledad, fue promovida por los Hermanos Terceros, la opuesta del lado de la Epístola fue impulsada por el primer cónsul francés que hubo en Canarias, Esteban Porlier. Por eso estuvo durante mucho tiempo bajo la advocación de San Luis Rey de Francia. Se construyó entre 1721-22. El Cónsul casó con Rita Sopranis en la ciudad de La Laguna, descendiente de una adinerada familia de origen genovés, con la que tuvo siete hijos. Uno de ellos, Antonio Porlier, llegó a ser ministro con Carlos III. Otro hijo, Juan Antonio Porlier, heredó de su padre el patronato de esta capilla e hizo donación de los derechos de la misma en 1759 a la nación francesa y a todos los súbditos franceses establecidos en Tenerife. Quince años más tarde hubo un litigio entre el por entonces Cónsul con comerciantes franceses residentes en la isla, puesto que estos alegaban derechos sobre la capilla. En esa década de los 70 del siglo XVIII fue cuando la iglesia fue ampliada a tres naves, por lo que sobre el arco de separación de esta capilla con el resto de la nave de la Epístola se pintó sobre pared un mural. En este caso, la pintura representa El entierro de San Francisco, y guarda paralelismo con la pintura mural del mismo arco de la capilla de la Soledad, tanto por ser probablemente del mismo autor anónimo local, como por la temática, al ser ambas sobre la muerte, de Cristo por un lado (La Piedad) mientras en esta capilla se representa El entierro de San Francisco, sostenido por la Virgen y rodeados de frailes afligidos. Parte de la escena se ha perdido. También hay paralelismo entre las dos capillas en el artesonado, ambos de estilo mudéjar y policromados, en este caso imitando jaspes, pero prácticamente se ha perdido la pintura. Sin embargo, una diferencia entre ambos artesonados laterales es la incorporación en éste de un lucernario que dota a esta capilla de una luz especial. Respecto al retablo, construido en el trienio 1769-72, destaca por su elegancia a pesar de una sencillez de la composición, a base de elementos arquitectónicos y escueta ornamentación, en la que sobresalen placas recortadas en dinámicas siluetas y adheridas al fondo, incluyendo rocallas. Un desarrollado cuerpo dividido en tres calles por robustas estípites da paso a un amplio ático en donde figura una hornacina sobre la cual hay un escudo con tres  flores de lis sobre fondo azul y bajo corona, que representa a la monarquía francesa. Las equivocadas intervenciones posteriores han ocultado su verdadera identidad estética y sólo una profunda restauración podrá devolverle su originalidad.

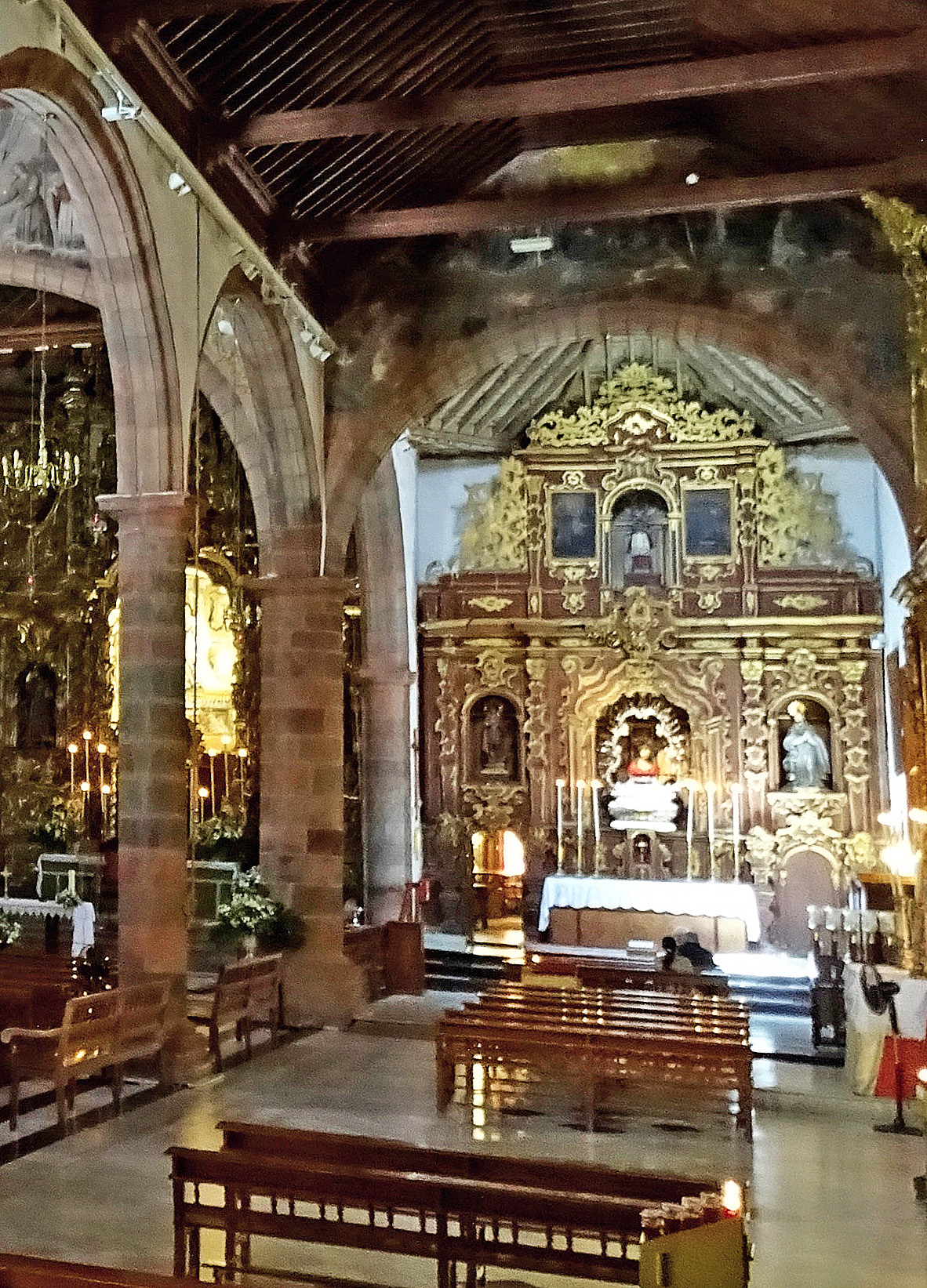
Actual capilla de Tribulaciones, desde la nave de la Epístola
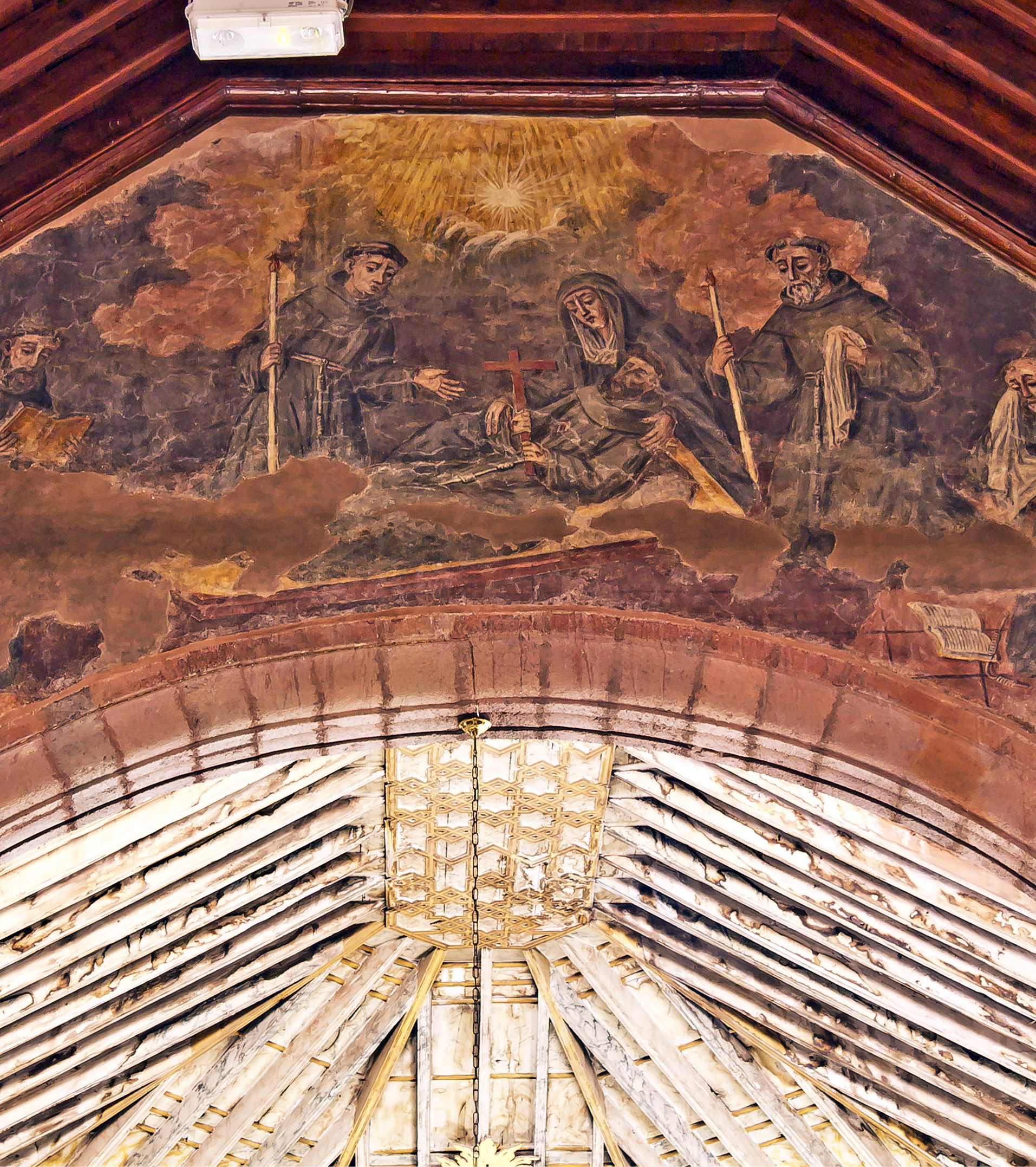
Pintura mural de El entierro de San Francisco
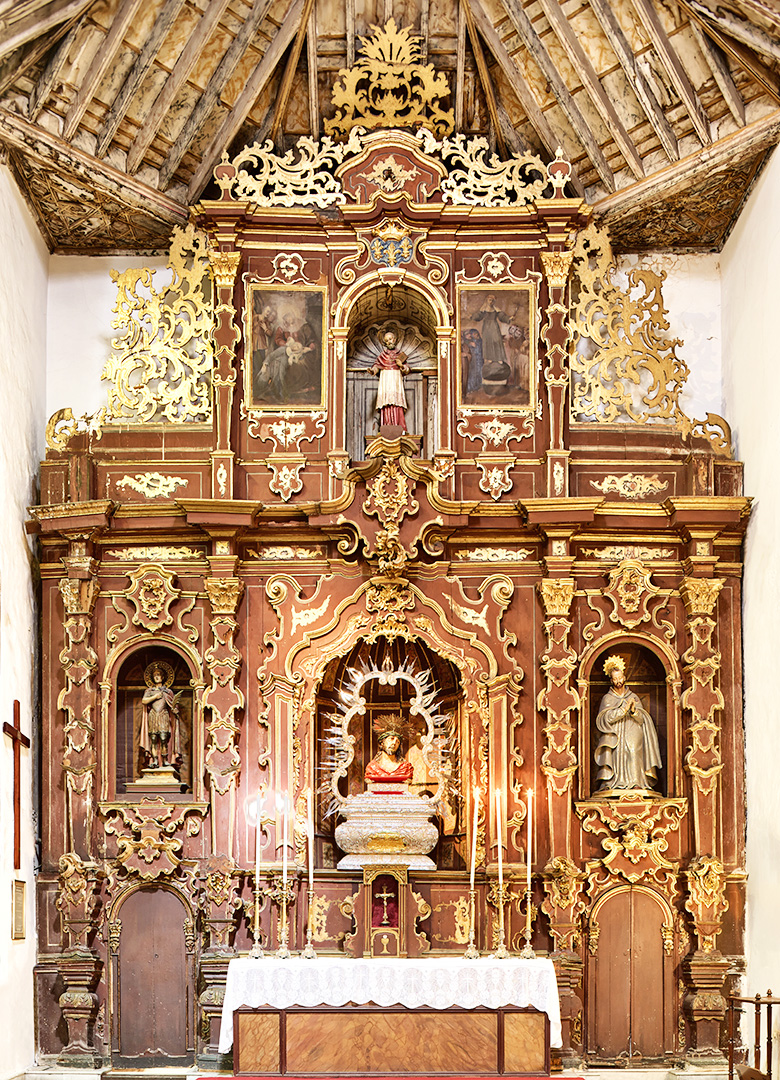
Antiguo retablo de San Luis Rey de Francia, actual de Señor de las Tribulaciones
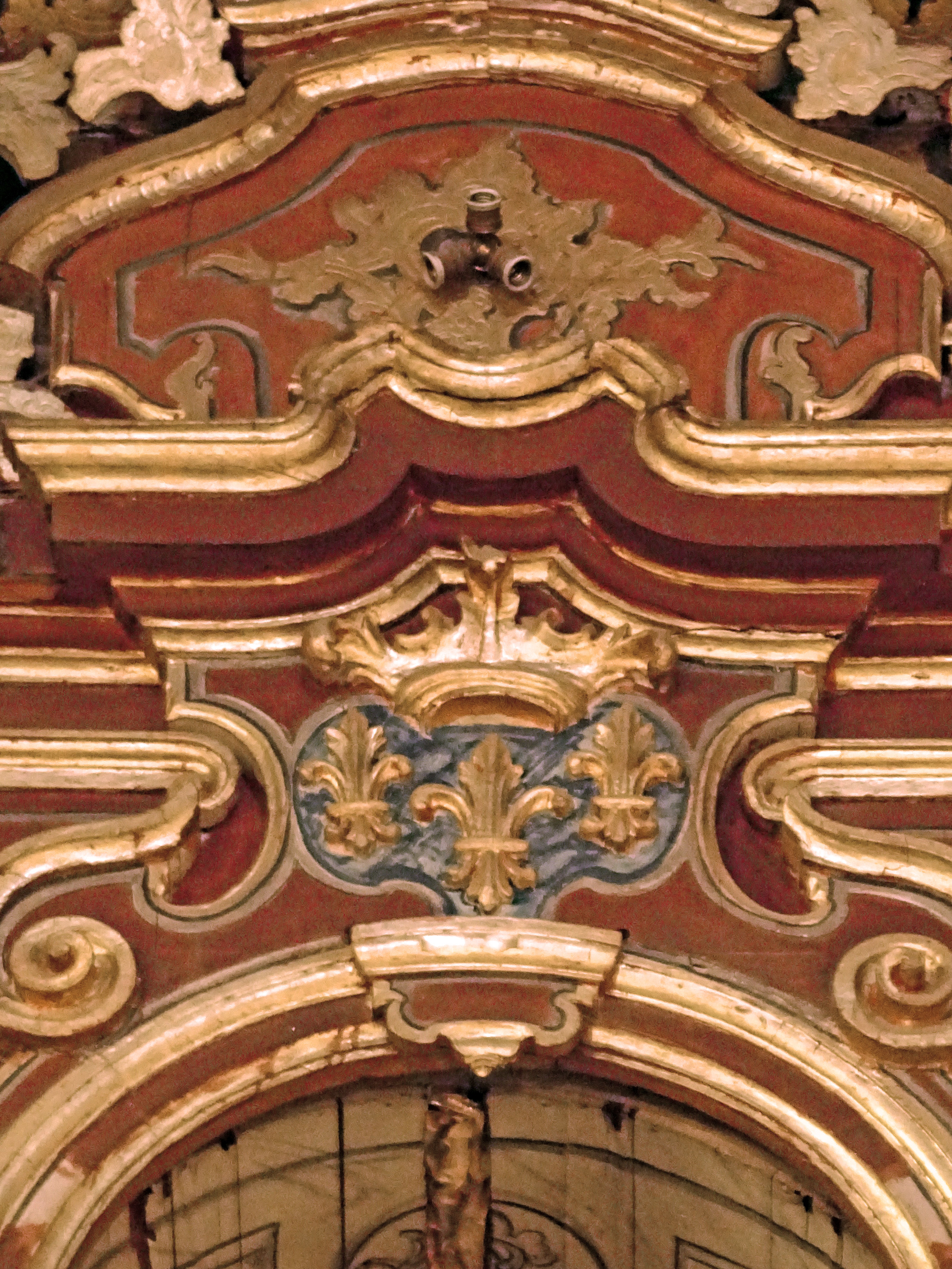
Detalle de símbolos monárquicos franceses: flores de lis y corona

En el ático, flanqueando a la hornacina, hay dos lienzos de autor local de difícil reconocimiento por ser iconografías muy poco habituales que, sin embargo, fueron identificadas como Santa Rosa de Viterbo y Santa Isabel de Hungría. La primera, de gran devoción para los Hermanos Terceros, denota su influencia en esta capilla. Respecto a las imágenes, sin duda es éste el retablo que más cambios ha tenido. Por allí han pasado importantes imágenes de las que se ha perdido el rastro hace más de un siglo: el antiguo titular San Luis, una Virgen de Candelaria, Santa Isabel de Hungría, una Divina Pastora, San Diego de Alcalá, etc. Ya avanzado el siglo XX, llegaron imágenes industriales entre las que destaca un San Expedito, llegado desde los talleres de Olot, de gran devoción en la parroquia. Por último, también se ha situado en este retablo una talla del Santo Hermano Pedro, uno de los dos santos canarios (junto a José de Anchieta), imagen encargada a un artista cordobés a principios del actual siglo XXI, con motivo de la canonización de dicho santo. Pero el cambio fundamental fue la llegada a este retablo el 24 de junio de 1990, procedente del retablo de la Consolación, del veneradísimo Señor de las Tribulaciones, probablemente la imagen de mayor devoción de la ciudad. 

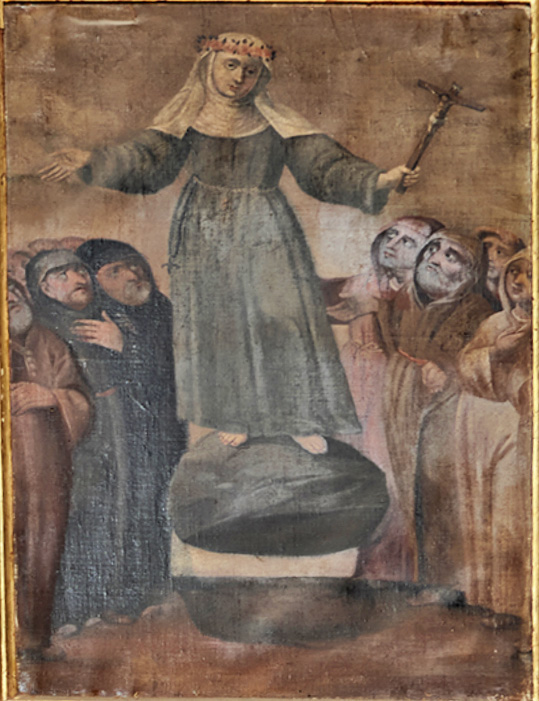
Santa Rosa de Viterbo predicando, muy singular iconografía en Canarias
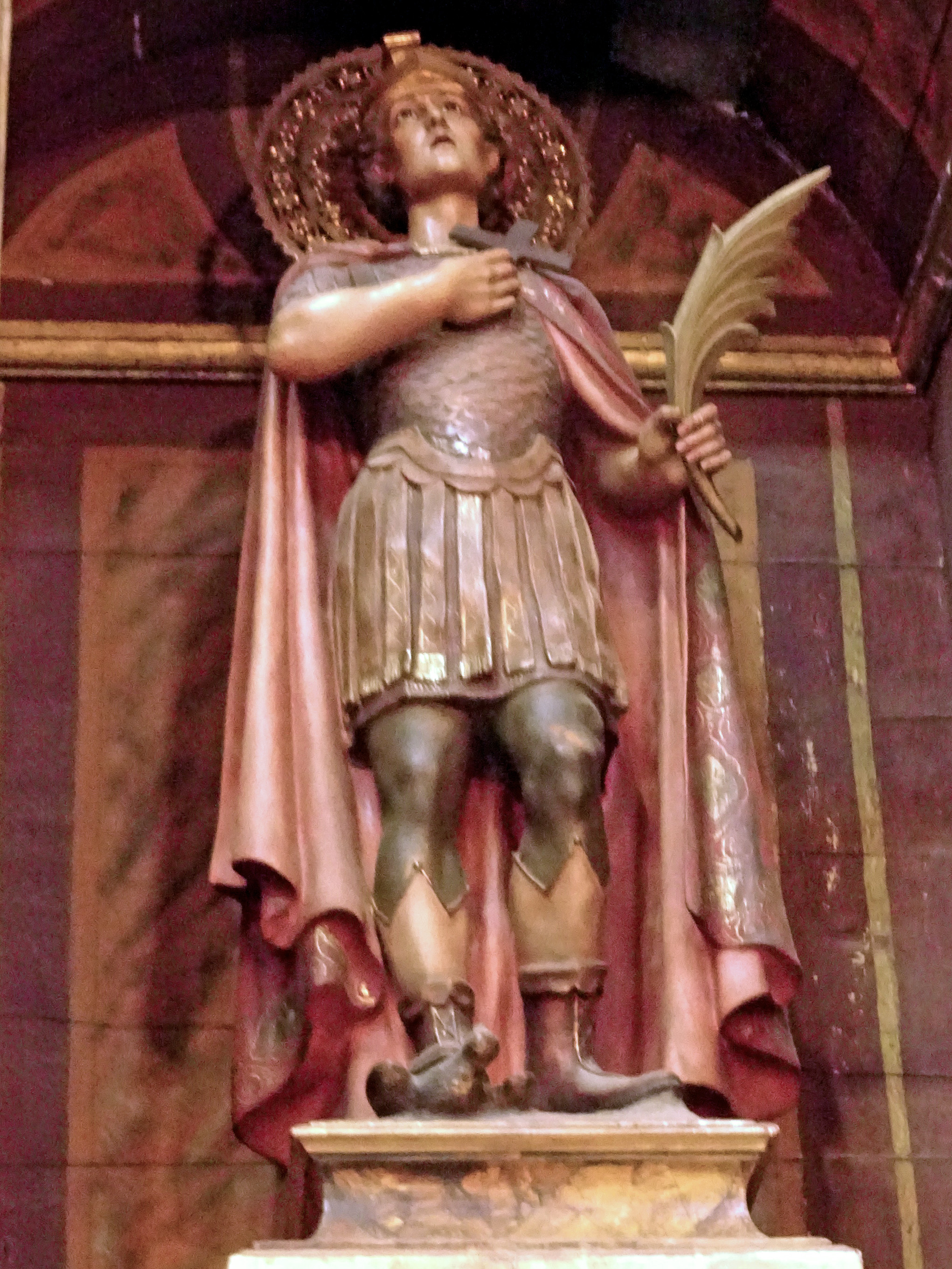
San Expedito, imagen industrial
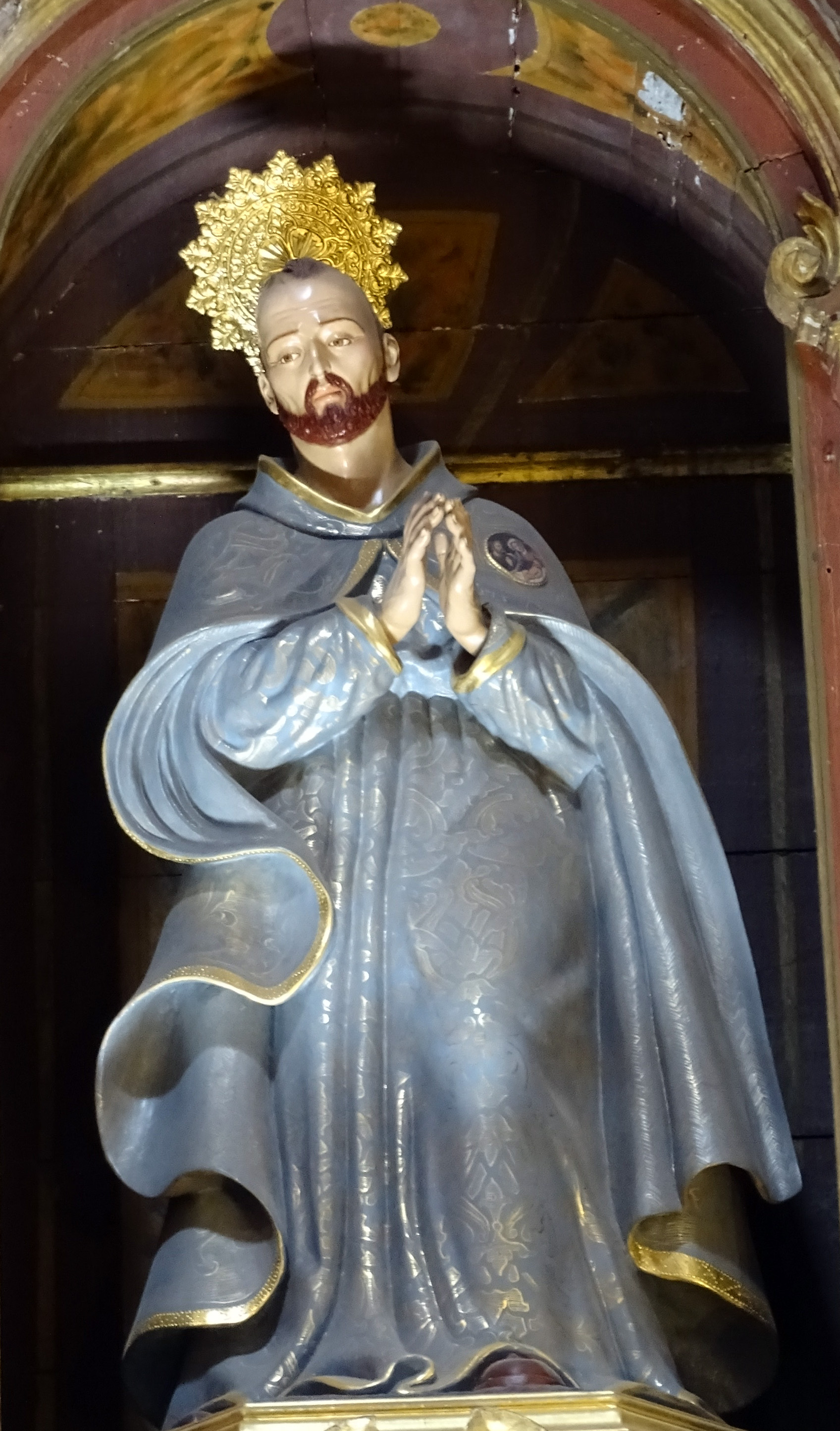
Santo Hermano Pedro, talla de madera policromada

#### 19b- Señor de las Tribulaciones

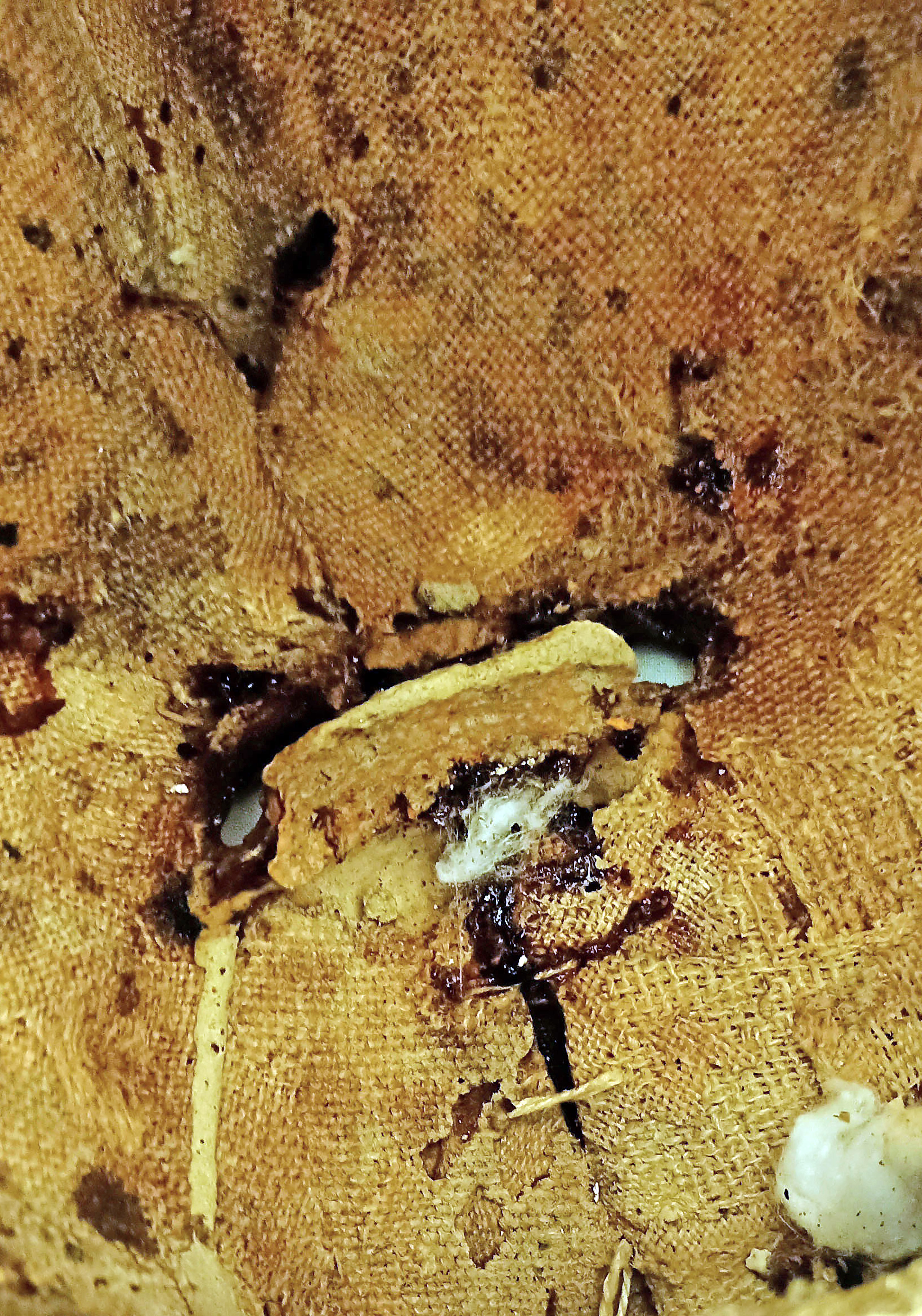
Telas y cosidos del interior del Señor de Tribulaciones, zona de la boca (foto de la restauración, Meritxell Barroso)

En abril de 2011, el Ayuntamiento de Santa Cruz de Tenerife otorgó al Señor de las Tribulaciones el título de Señor de Santa Cruz. Hasta ese momento, eran tres las devociones oficiales de la ciudad (que comparten patronazgo), todas muy ligados a hechos históricos: la primera, la Cruz de la Conquista, que da nombre a la ciudad, y como copatrones, la Virgen de la Consolación y Santiago Apóstol. A esta cuarta imagen, se le otorga este otro título posiblemente por ser la más taumatúrgica y la de mayor devoción de esta capital. Los orígenes de la misma no están claros. La primera noticia documentada es que en 1745 estaba en la capilla del viejo hospital de los Desamparados, ubicado donde actualmente se levanta el edificio del Museo de la Naturaleza y la Arqueología. Pudo haberla traído alguna familia socialmente destacada de la ciudad, aunque también es posible que fuese el clérigo don Fernando de Fuentes, ya que al parecer fue quien la colocó en dicho hospital, donde ya se le profesaba gran veneración por parte de los enfermos. Este sacerdote dejó la imagen bajo la custodia de don Francisco Tolosa, distinguido capitán que fue protagonista en la victoria frente al almirante Nelson. Parece ser que las familias más pudientes reclamaban la presencia de la imagen en sus casas cuando les azotaba alguna enfermedad. Uno de estas familias era la de don José de Carta, quien la trasladó a su domicilio para obtener la curación de su esposa, doña María Nicolasa Eduardo, gravemente enferma. Tras haber visto la familia que la imagen exudaba gotas de agua en el rostro, don José de Carta avisó a varios testigos que presenciaron la exudación por una segunda incluso tercera vez, lo que llevó al capitán don Francisco de Tolosa a suplicar que se personara en el domicilio el vicario acompañado de un notario público que diera fe de lo visto por los diversos testigos. Dado que doña María Nicolasa acabó sanando, se llegó a denominar este hecho como El Milagro del Sudor,  por lo que su fama de prodigiosa creció enormemente. En el año 1802, se cedió al convento franciscano para que su creciente devoción pudiese ser disfrutada por la ciudadanía. Posteriormente, en 1893 se produce en Santa Cruz una terrible epidemia de cólera, supuestamente a raíz de la llegada al puerto del buque italiano Remo. Dos semanas más tarde la epidemia se había extendido, en especial en los barrios de El Cabo, Los Llanos y El Toscal, donde se ubica la parroquia. La población se encomendó al Señor de las Tribulaciones y cuando la epidemia remitió meses más tarde, tras haber dejado 382 fallecidos, la imagen fue sacada en solemne procesión, seguida por innumerables fieles y autoridades, siendo el momento álgido de la comitiva el acto que se celebró en la calle Oriente, una de las más afectadas (donde fallecieron casi todos los vecinos), anunciándose que desde ese momento la calle pasaría a denominarse Señor de las Tribulaciones. Desde entonces, la imagen sale en procesión el Martes Santo, siendo uno de los actos principales de la Semana Santa santacrucera, y sigue siendo la antigua calle Oriente el punto principal de dicha procesión. De esta procesión y del cuidado del culto de tan venerada imagen, se encarga su cofradía, que probablemente se constituyó desde la llegada de la imagen a principios del siglo XIX.

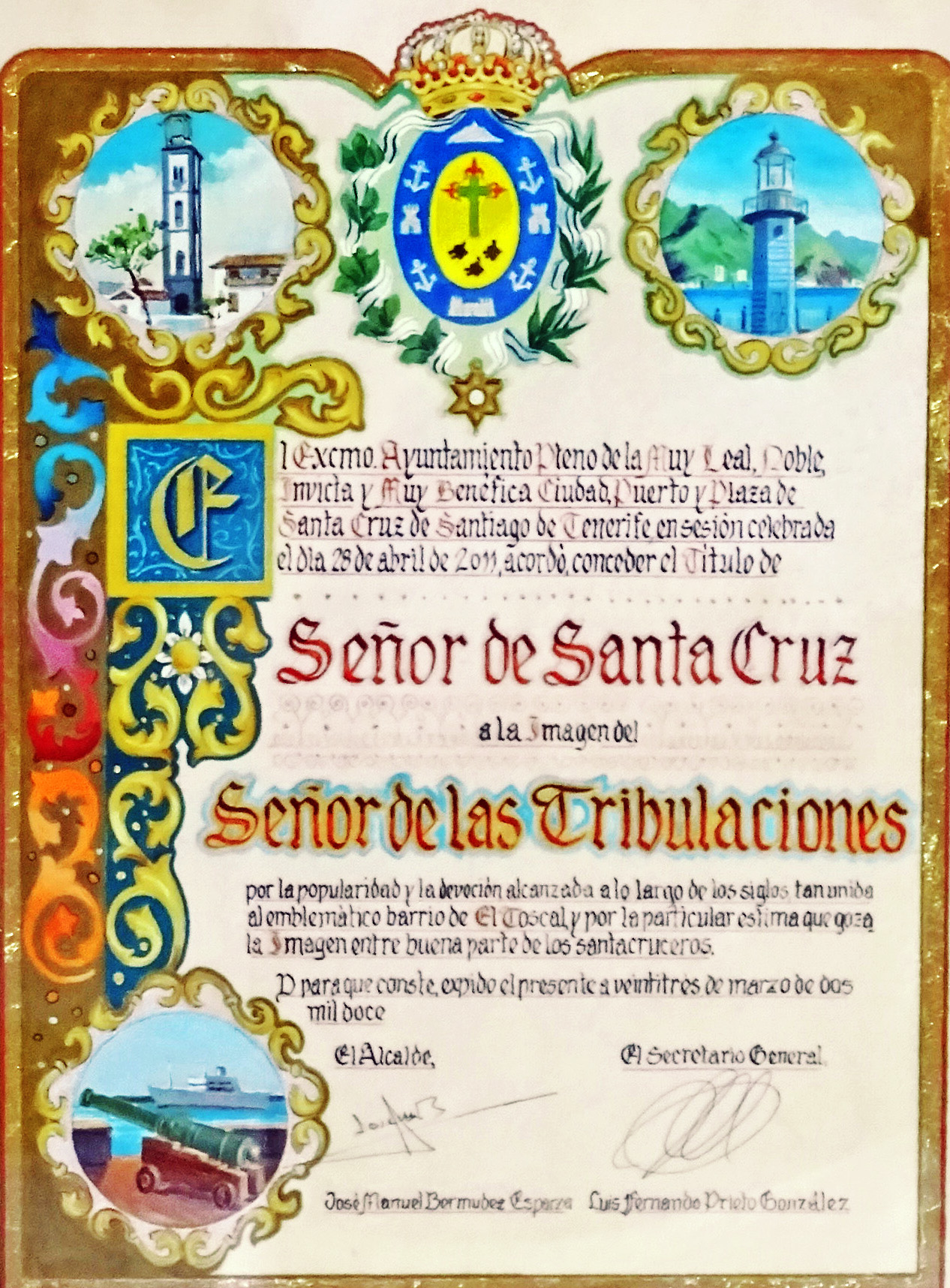
Título otorgado por el Ayuntamiento como Señor de Santa Cruz
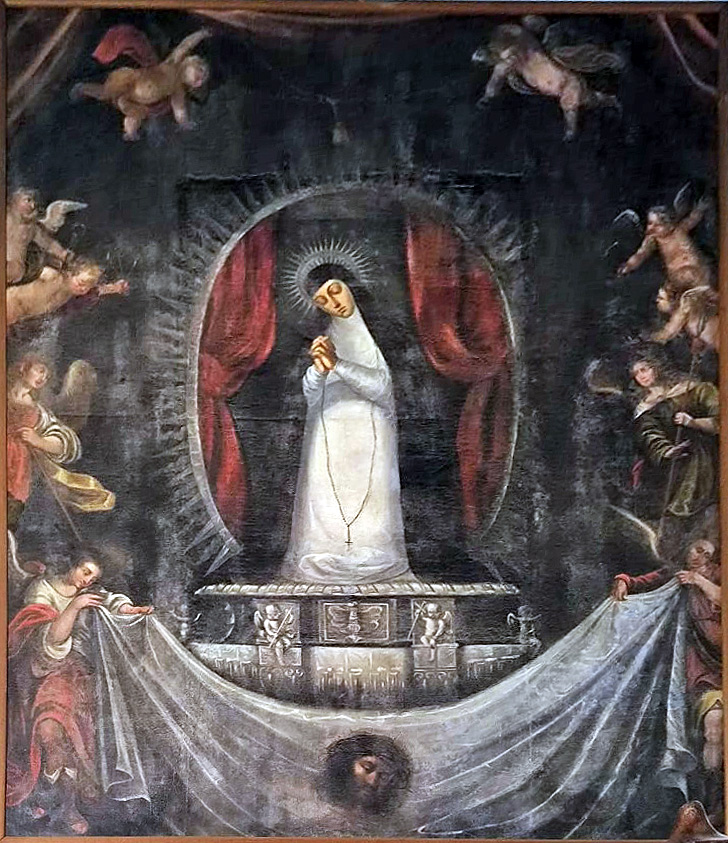
Lienzo de la Virgen de la Soledad, que perteneció al retablo donde fue ubicada la imagen en 1802
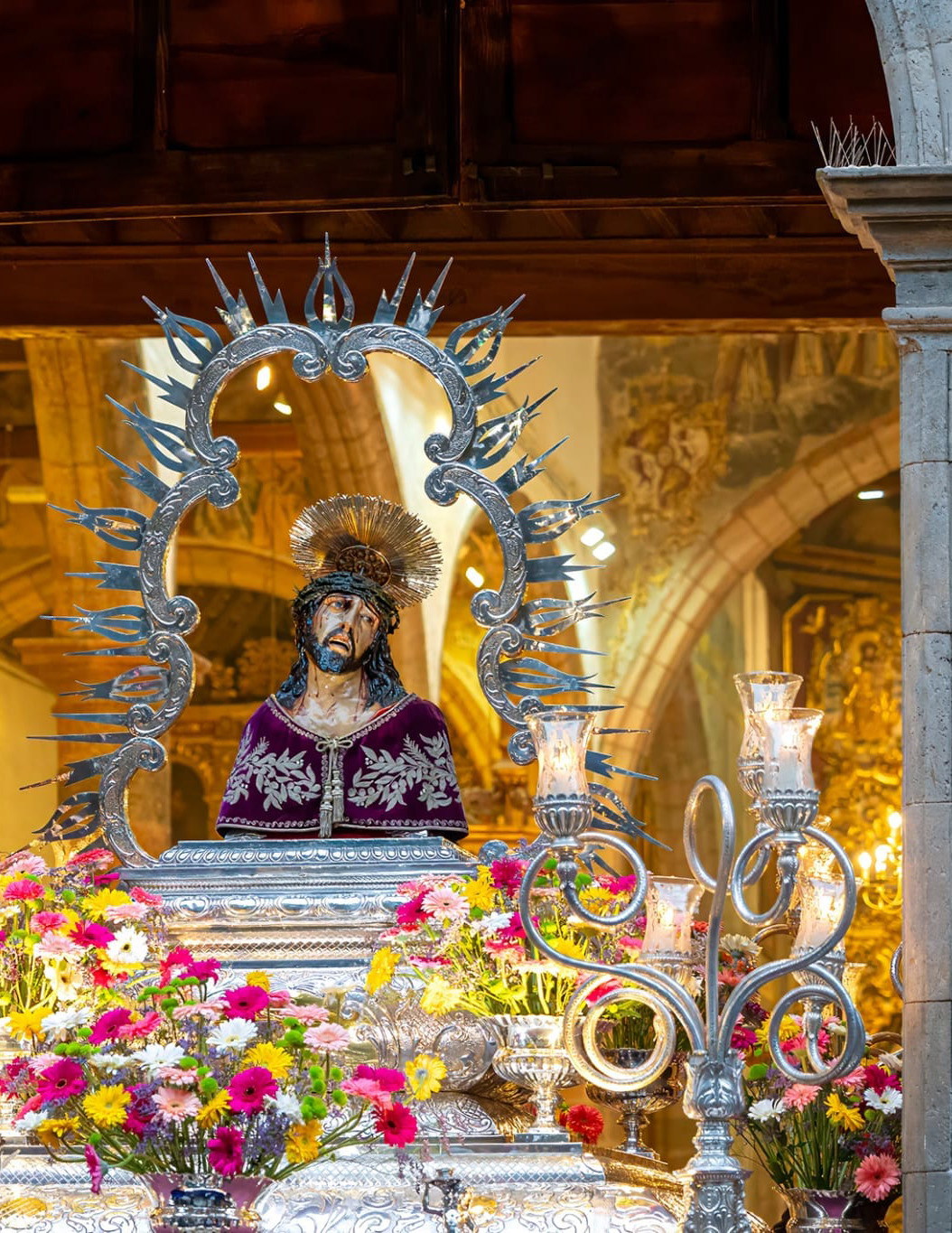
La imagen procesionando el Martes Santo

Si importante es su historia y trascendencia social, no lo es menos en el aspecto artístico. Aunque parece una talla de madera, se trata en realidad de una imagen de las denominadas "ligeras", esto es, hueca por dentro. Desde mediados del siglo XVI se recurrió en imaginería a técnicas que perseguían lo liviano, como el papelón o fibras vegetales, en oposición a los materiales pétreos o lígneos. En este grupo se puede incluir las esculturas americanas hechas con pasta de maíz, mediante la técnica denominada titsingueri, de las que en Canarias existen hasta ocho crucificados. Ya en el siglo XVII también se empezó a utilizar las telas encoladas, primero como añadido a las esculturas de madera, básicamente para conseguir mayor realismo en las vestimentas, hasta evolucionar a imágenes completas de telas. Todas estas esculturas ligeras tienen grandes ventajas como el bajo coste o la facilidad de transporte, pero el gran inconveniente es su enorme fragilidad al no ser macizas. Durante mucho tiempo se consideró que el Señor de las Tribulaciones era una imagen de origen americano hecho de pasta de maíz, al igual que los crucificados mejicanos mencionados. Sin embargo, algún autor ponía en duda dicho origen debido a que esas imágenes americanas poseen cierta rigidez compositiva que no estaba presente en el Señor de las Tribulaciones: "exquisito semblante que parece haber salido de la gubia de un gran maestro del barroco más intenso y dramático". Por tanto, se apuntaba también a algún taller peninsular, probablemente andaluz, pudiéndose datar la obra por su aspecto estilístico entre finales del siglo XVII o principios del siglo XVIII. La profunda y compleja restauración que se le hizo a la imagen en el año 2022 por fin sacó a la luz la realidad. Básicamente, se trata de una escultura realizada con la técnica de vaciado en negativo de tela encolada, lo que descartó por completo la tesis mayoritaria de su fabricación con pasta de maíz y su origen americano. Está completamente hueca en el interior, salvo un armazón de madera con función estructural. Hay dos formas de trabajar las telas encoladas, por un lado mediante su modelado libre, es decir, dándole la forma directamente que se pretende; por otro, mediante la utilización de moldes a los que se les va añadiendo múltiples capas formadas por trozos de tela con el aglutinante. En este segundo caso hay, a su vez, dos opciones: el molde en positivo o en negativo. Este segundo es el más habitual y resumidamente el proceso es el siguiente: una vez realizado un modelado primigenio (habitualmente de barro), a esta escultura se le realiza un molde mediante su cubrición con algún material conglomerante pastoso tipo yeso que, una vez solidificado y retirado de la imagen inicial, queda igual que la escultura original pero de forma invertida (molde negativo o convexo de yeso solidificado). Para poder extraer la imagen original del interior del yeso cubriente, hay que hacerle cortes para poder desmoldarla, quedando así varios moldes. Estos "negativos" se van recubriendo con estratos de trozos de tela encoladas, de tal forma que, una vez seco el aglutinante, se retira en forma una fina capa continua que reproduce la forma de la escultura original de barro. Por cada molde existente se produce un trozo denominado valva, y todas hay que unirlas mediante cosido, para, finalmente, policromar y dar el aspecto final. Tras la restauración, se concluyó que el pecho, cuello y cabeza son un vaciado de tela encolada en negativo, donde se obtuvieron en positivo cuatro partes o valvas, que se cosieron y se ensamblaron. Sobre estas valvas ensambladas, ya con el aspecto anatómico, se añadió la capa roja que rodea el pecho mediante la técnica de modelado libre también de telas y, por último, la corona de espinas, mediante cuatro vueltas de cuerdas encoladas. Dependiendo de la zona, nos encontramos fibras de tafetán, cáñamo, lino y yute. Toda esta compleja técnica permite la repetición en serie de una misma figura, ya que los moldes de yeso pueden ser reutilizados. En consecuencia, es más que probable que existan imágenes gemelas al Señor de las Tribulaciones, que podrían estar en templos del resto de España, incluso en domicilios particulares (probablemente su destino más habitual), pero no en Canarias, puesto que no se conocen más imágenes en las islas realizadas con esta técnica.

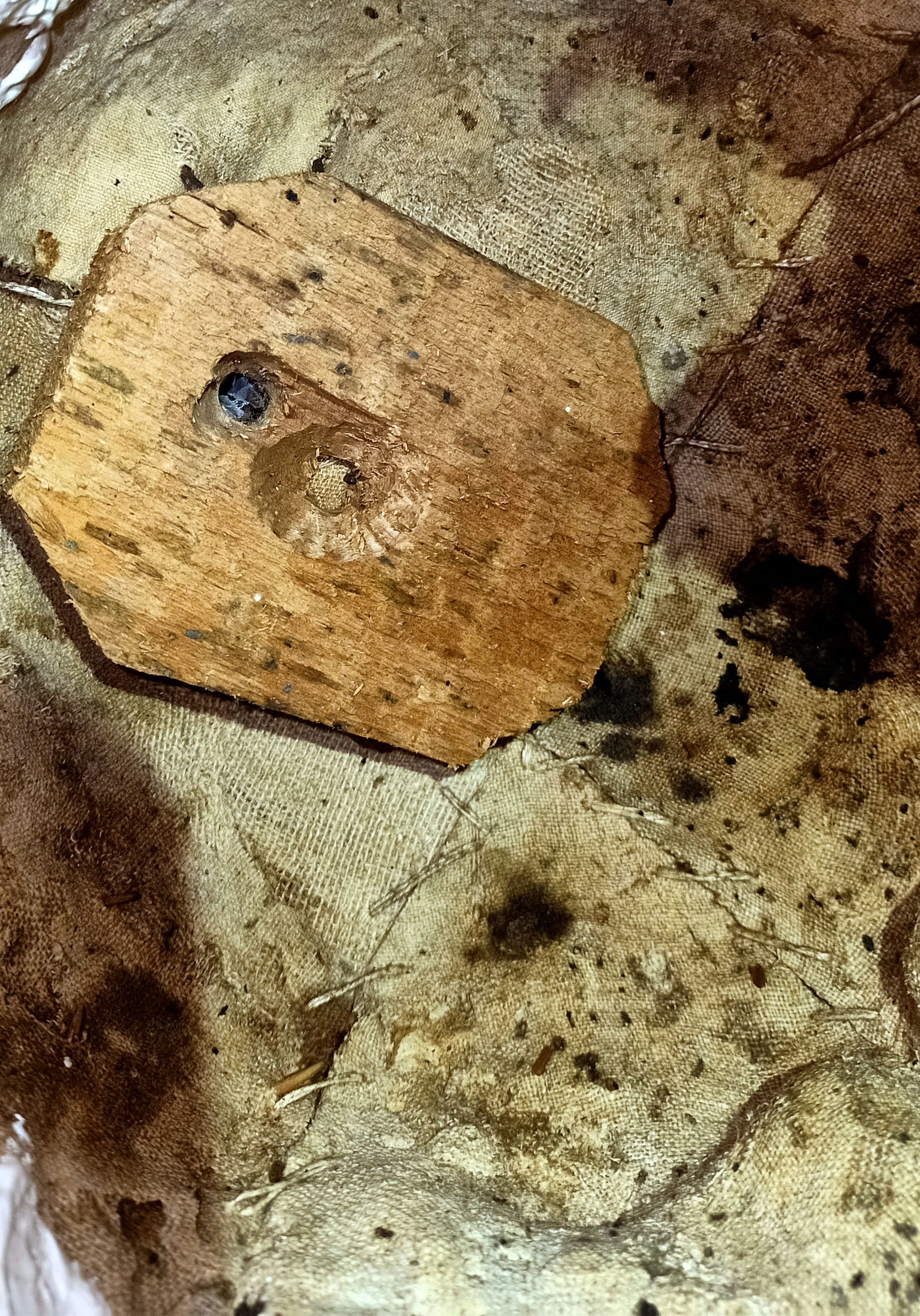
Interior, zona superior de la cabeza con refuerzo de madera para el solio de plata (foto de la restauración, Meritxell Barroso)
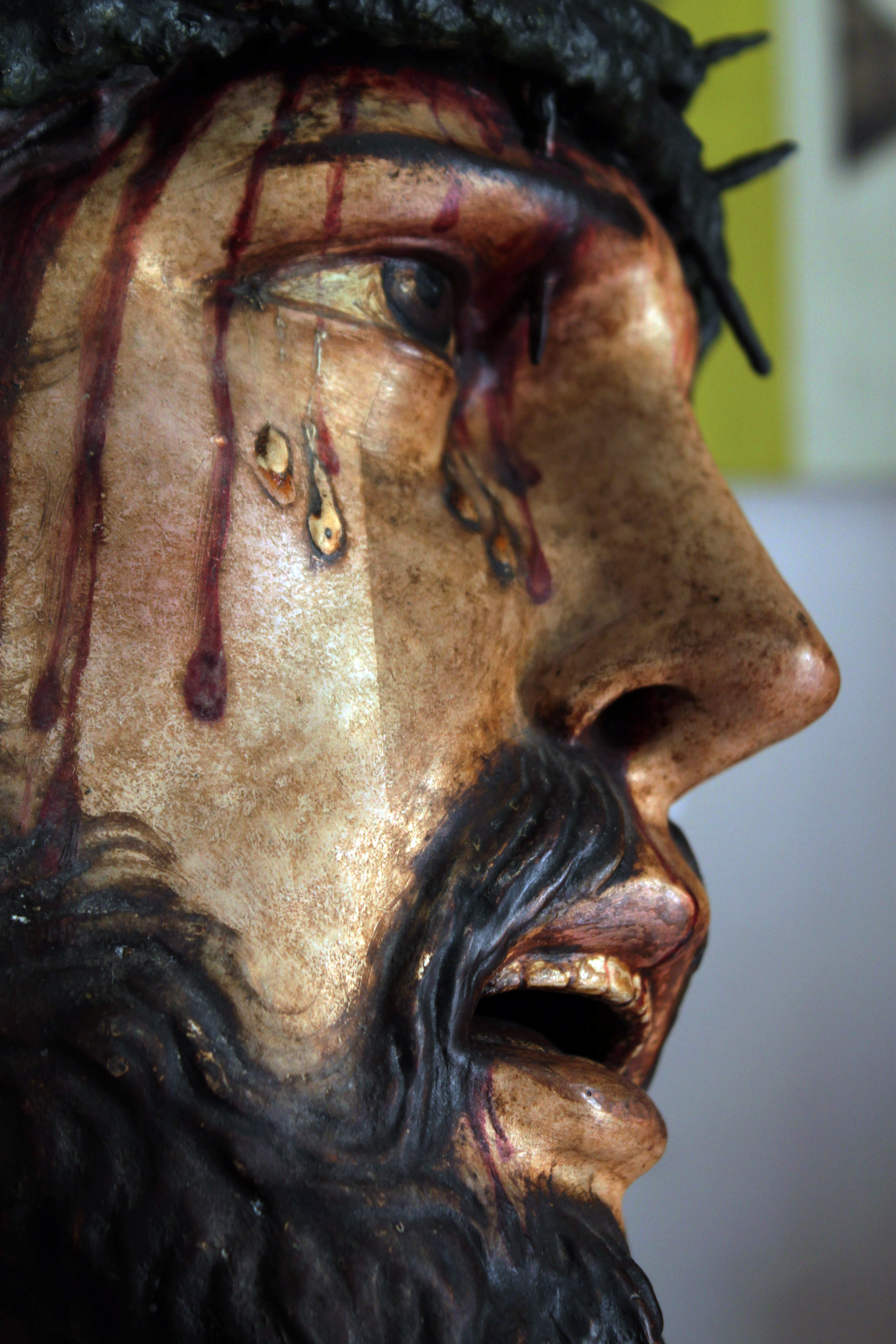
Limpieza del rostro (foto de la restauración, Meritxell Barroso)
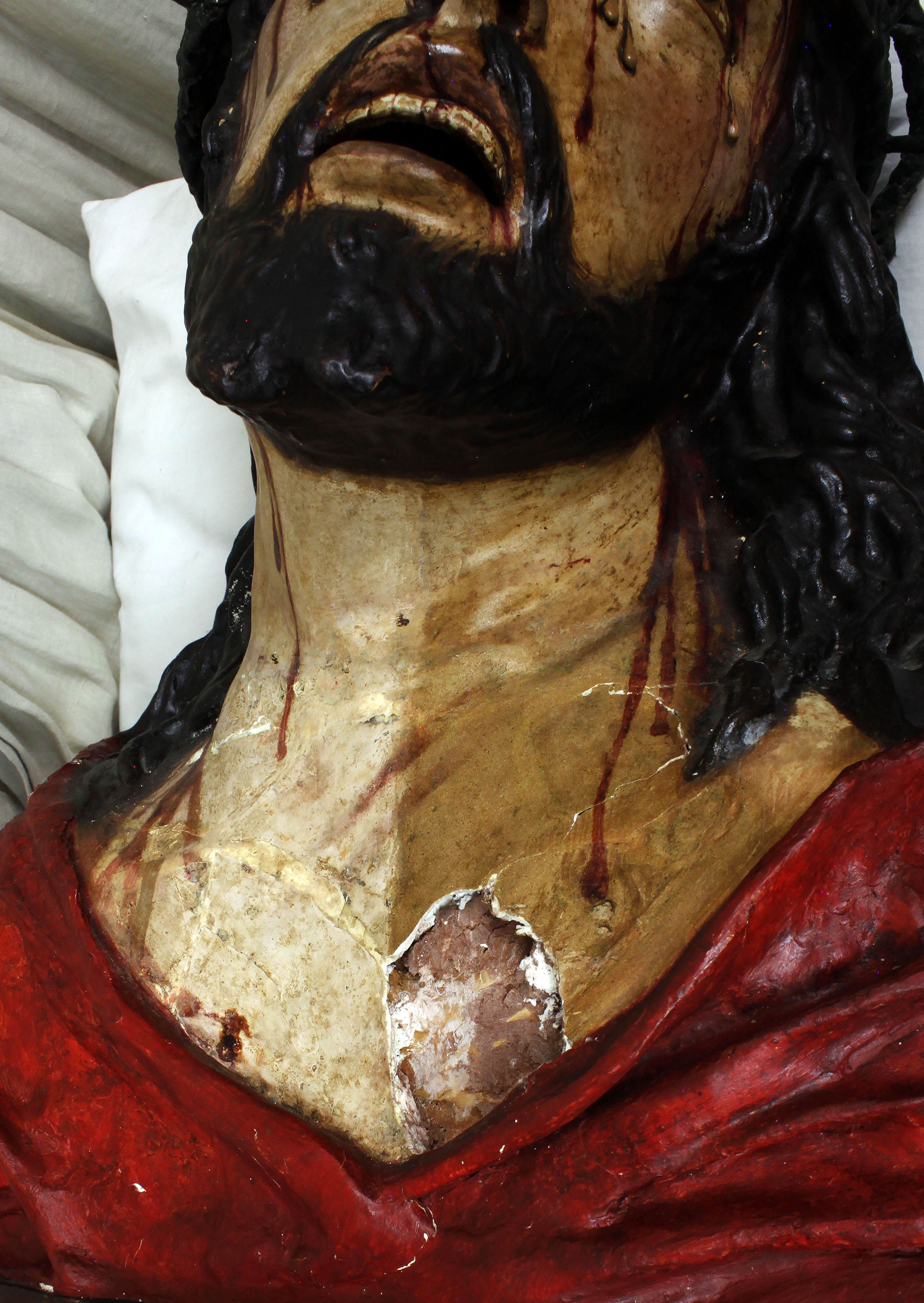
Restauración de la policromía del pecho (foto de la restauración, Meritxell Barroso)

Compositivamente, el Señor de las Tribulaciones es un busto de un Ecce homo, la iconografía de Jesucristo más representada en el barroco después de la crucifixión. Se diferencia de otras imágenes de Cristo por sus atributos: la corona de espinas, el manto púrpura y la vara de caña a modo de cetro. Refleja el momento en que Jesús fue presentado y humillado ante el pueblo de Jerusalén por el gobernador Poncio Pilatos, previamente a la crucifixión. Su éxito, en especial en España, es debido a la capacidad de conmover al creyente por medio del patetismo, al ser una ofensa a la imagen de la dignidad divina. Estas pequeñas esculturas de Ecce homo en forma de busto, es decir, simplificadas (al no poseer brazos tampoco porta la caña) nos remite a la posibilidad de que fueran diseñadas para oratorios particulares, como fue en su origen el Señor de las Tribulaciones. La imagen que nos ocupa, además, tiene una variación iconográfica: Jesús dirige la mirada hacia arriba (de forma suplicante) en vez de hacia abajo a modo de resignación, que es lo más habitual. Esto, sin duda, aumenta la expresividad y el dramatismo de ese momento de la pasión de Cristo. Esta variante no es excepcional: con la mirada hacia el cielo lo representaron pintores como Guido Reni a principios del siglo XVII y, en España en la segunda mitad de dicho siglo, Murillo o Francisco Camilo. En el terreno escultórico, hay que tomar como referencia al importante imaginero Manuel Pereira (1588-1683), de origen portugués pero adscrito a la escuela naturalista barroca madrileña. De este escultor se conocen dos bustos de Ecce homo de miradas ascendentes: uno se encuentra en el MNAC (Museo Nacional de Arte de Cataluña), aproximadamente del segundo cuarto del siglo XVII; el otro, en la Iglesia de la Asunción, en el municipio zaragozano de Longares. No sería descartable que estos busto de Pereira, de muy similar composición al Señor de Tribulaciones, fuesen referencia para la ejecución de todos esos Ecce homos que se realizaban en serie en talleres (¿andaluces?) mediante las técnicas de papelón o telas encoladas. Respecto a posibles imágenes gemelas, hechas en el mismo taller incluso con los mismos moldes, llama la atención la dificultad para encontrarlas, dado que supuestamente se realizaban bastantes copias, pero es probable que la mayoría hayan desaparecido dada su gran fragilidad, lo que aumenta el valor de las existentes. No obstante, se han localizado dos muy similares, una en la iglesia de San Juan Bautista de la localidad de Fuentesaúco (Zamora), y otra en la diócesis de Cartagena. Pero aún faltan estudios rigurosos sobre los bustos de Ecce homo ligeros que permita una comparativa entre ellos para poder avanzar en el mayor conocimiento de estos talleres de producción.

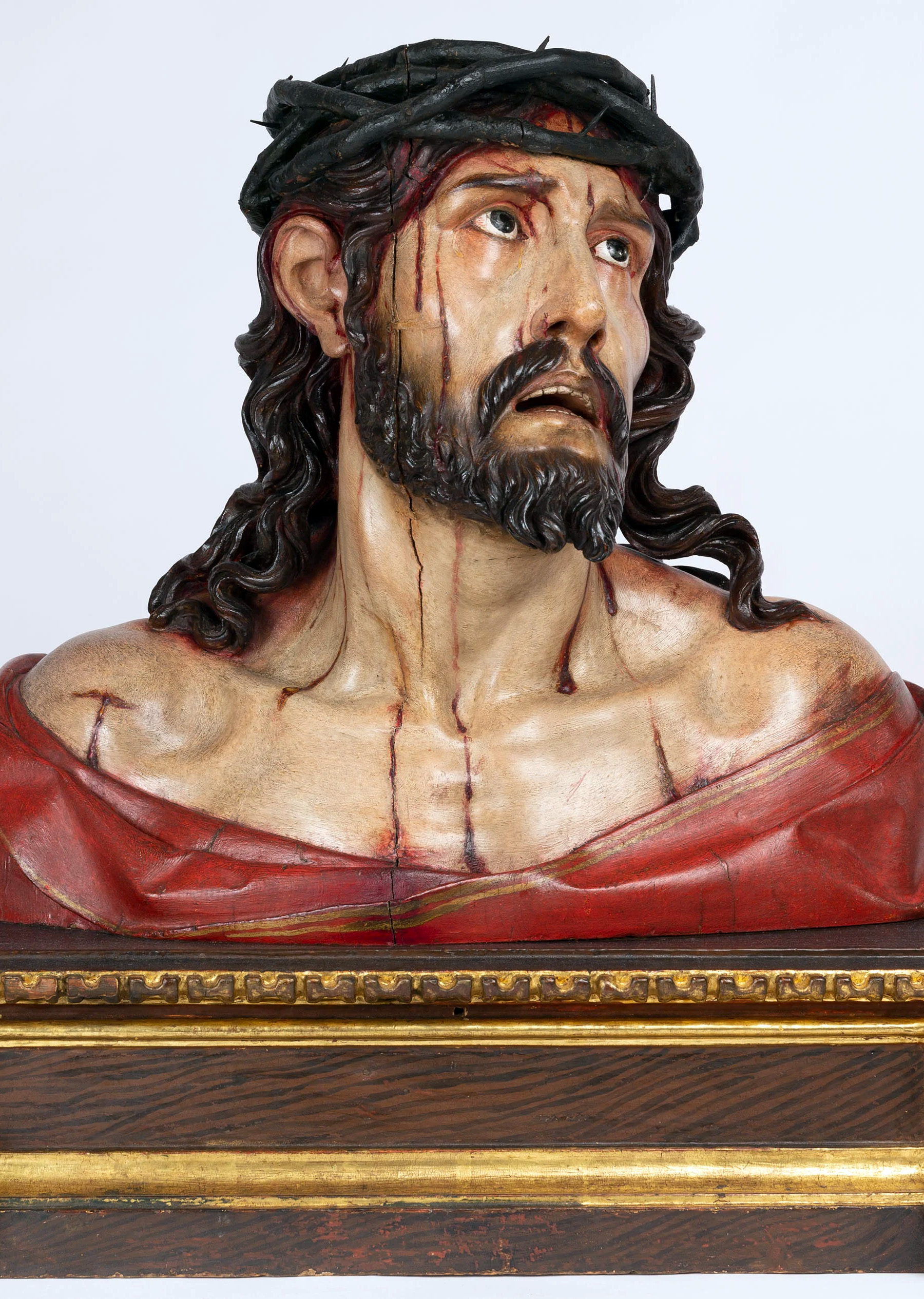
Ecce homo, Manuel Pereira, madera policromada, aprox. 1640, MNAC
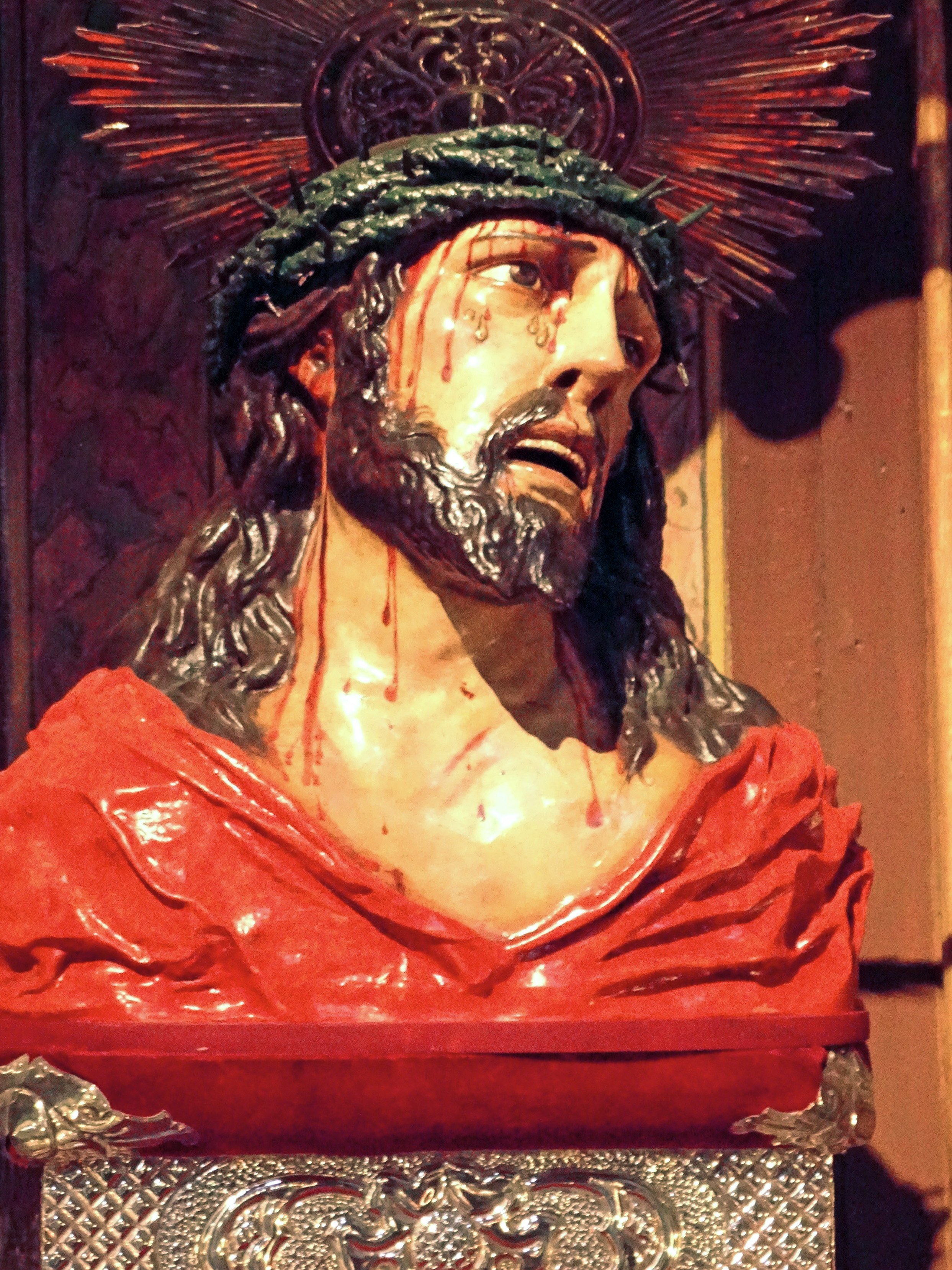
Señor de las Tribulaciones, vaciado en telas encoladas, transición siglo XVII-XVIII
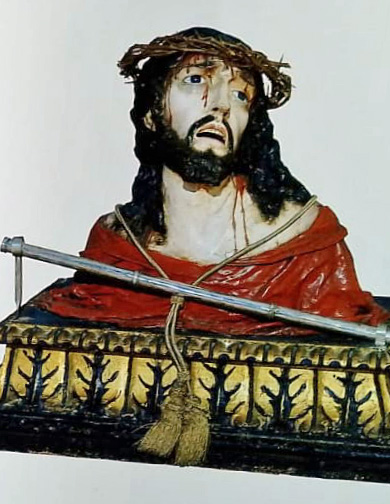
Ecce homo, vaciado de papelón?, iglesia de S. Juan Bautista, Fuentesaúco (Zamora)

### Altares desaparecidos
Algunos retablos y altares han desaparecido o se han perdido entre ellos: 
- El Altar de Santa Bárbara
- El Altar del Sagrado Corazón de Jesús
- El Altar del Cristo Crucificado
- La Gruta de Lourdes

### Otras imágenes
La iglesia posee además otras imágenes colocadas en nichos laterales o bien retiradas del culto, entre ellas destacan:
- El Sagrado Corazón de Jesús
- María Auxiliadora
- El Cristo de Limpias
- Virgen de la Candelaria
- Santo Hermano Pedro
- El Santo Niño Jesús de Praga
- Virgen de Fátima
- El Niño Divino
- Virgen de Lourdes
- El Santo Niño del Remedio
- Virgen del Carmen

## Efemérides
Este templo acogió en 1994, la venerada imagen de la Virgen de Candelaria (Patrona de Canarias) durante su visita a la capital ese año con motivo del 500 aniversario de la fundación de la ciudad de Santa Cruz de Tenerife, además se descubrió una placa conmemorativa del histórico evento, que actualmente está situada en uno de los laterales de la puerta principal de la iglesia. La patrona canaria estuvo custodiada durante 15 días en esta iglesia, entre el 15 y el 28 de octubre de 1994. Anteriormente la Virgen Morenita había visitado la Iglesia de San Francisco de Asís en 1965.

## Otros datos
- Un dato curioso es el hecho de que la torre y el reloj de la iglesia pertenecen al Ayuntamiento de Santa Cruz de Tenerife, mientras que las campanas son de la parroquia.[62] Hasta no hace muchos años, había que pedir permiso para subir a tocar las campanas. En la actualidad, éstas se manejan desde la sacristía, ya que el sistema se ha automatizado.[62]

- La parroquia de San Francisco está considerada como la iglesia del Puerto de Santa Cruz, por lo que a lo largo de los siglos muchas personalidades han pasado por ella a orar antes de embarcarse, entre estas personalidades pudo estar el Santo Hermano Pedro.[62]

- Los Reyes de España han visitado el templo en varias ocasiones y han asistido a la Santa Misa.[62]

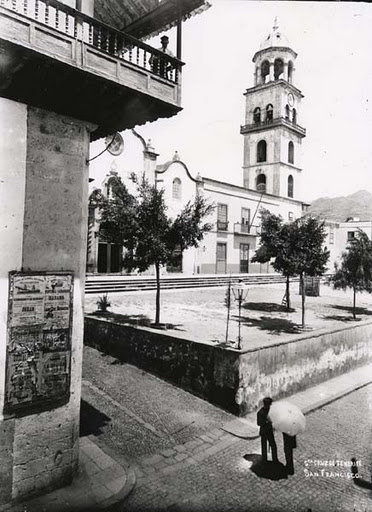
Fotografía antigua de la Iglesia de San Francisco.
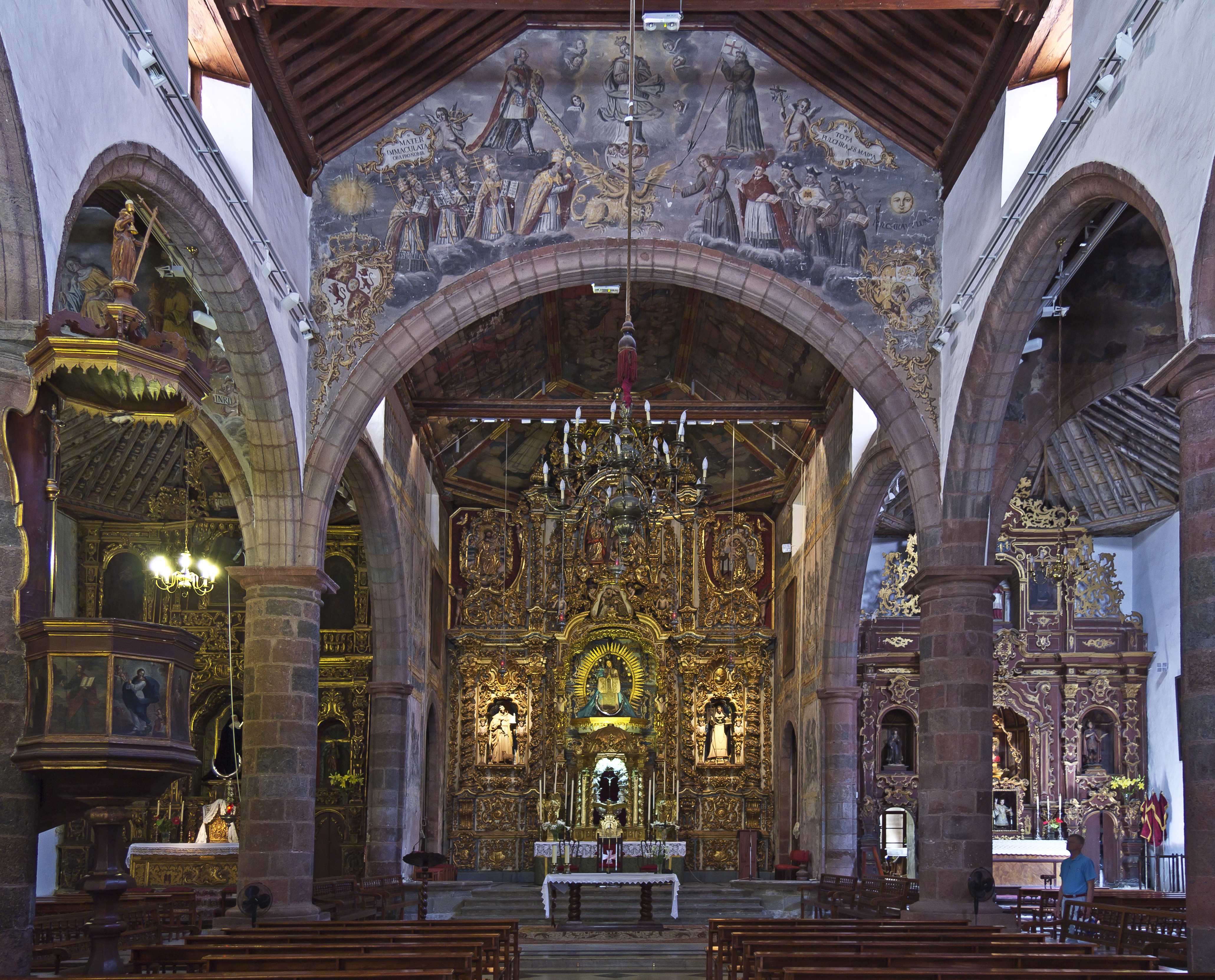
Retablo del Altar Mayor y retablos laterales.
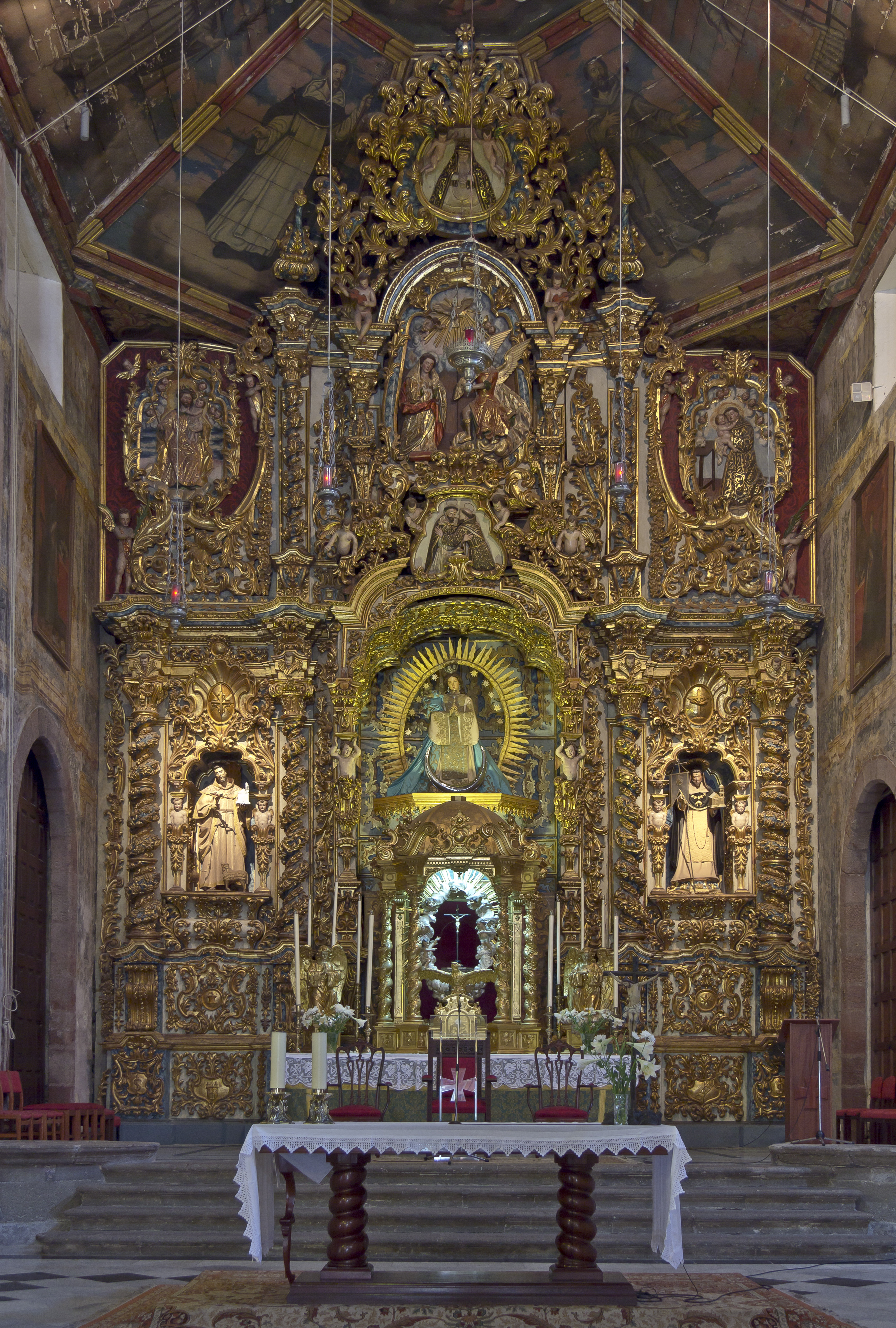
Altar Mayor, presidido por las imágenes de la Inmaculada Concepción, Santo Domingo de Guzmán y San Francisco de Asís.
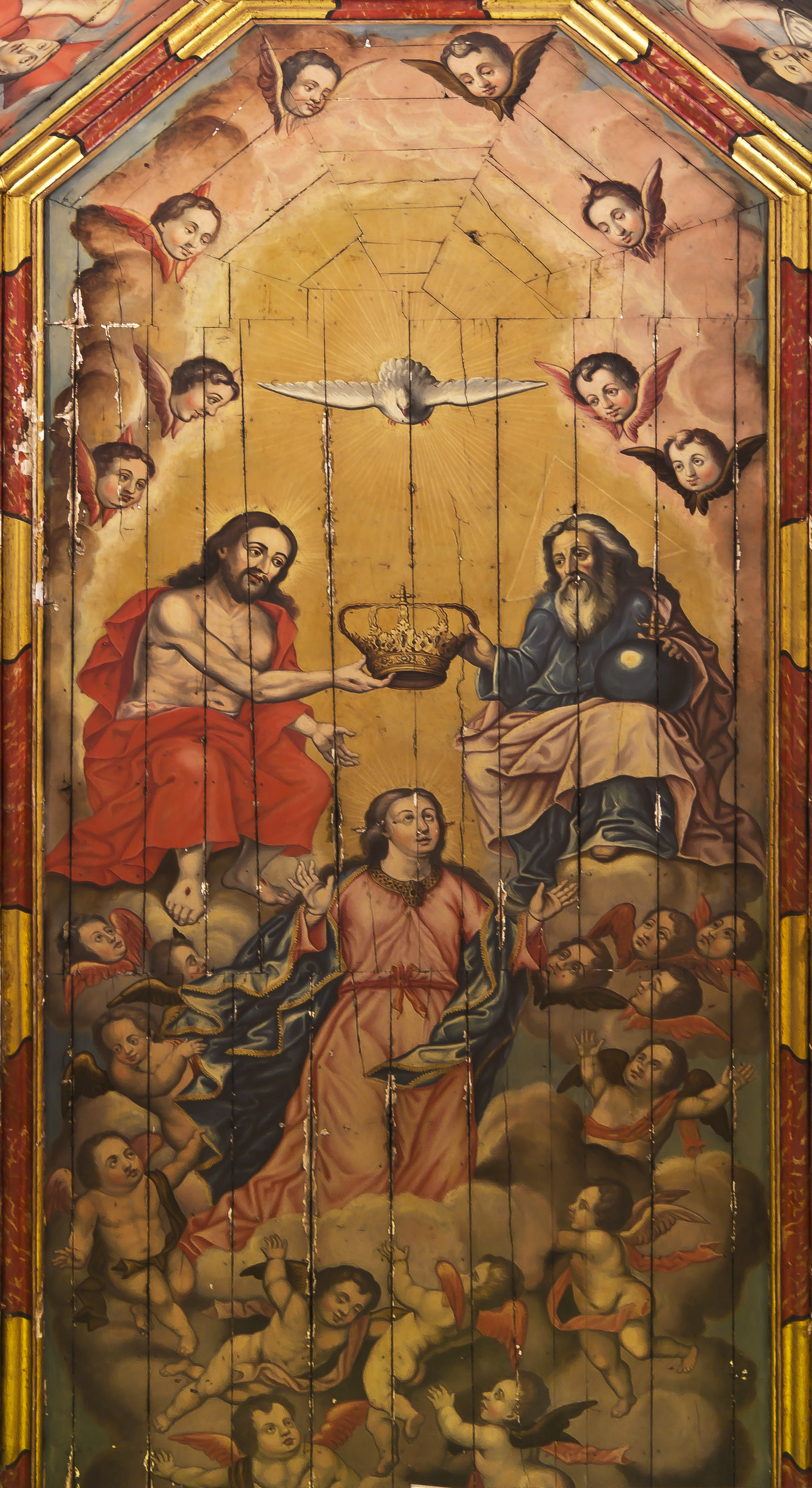
Pintura que representa la Coronación de la Virgen María.
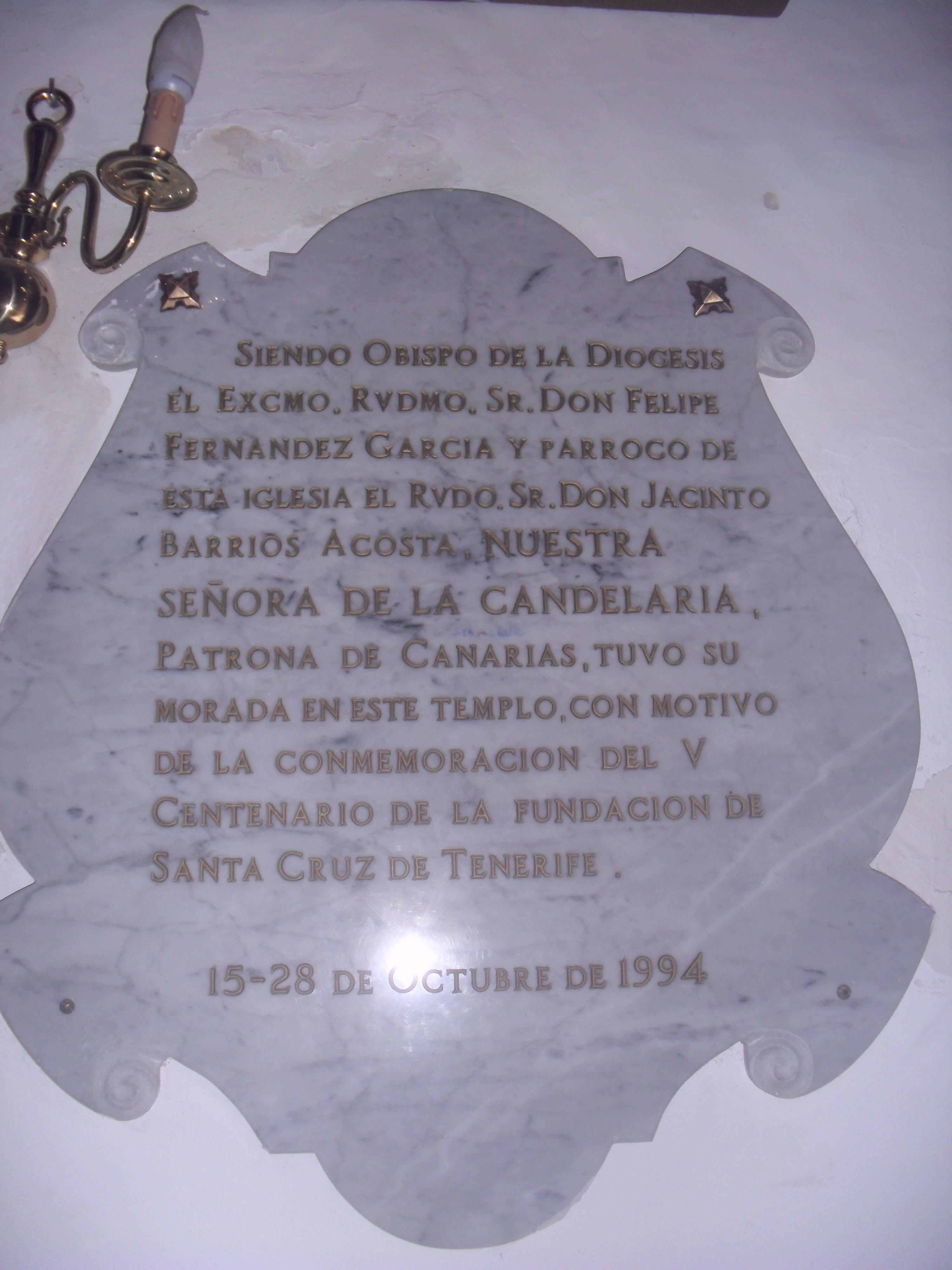
Placa que conmemora la histórica visita de la Virgen de Candelaria (Patrona de Canarias) a la ciudad en 1994.